# Pairi Daiza
« Paradisio » redirige ici. Pour les autres significations, voir Paradisio (groupe).
Article à ne pas confondre avec le mot avestique « pairi-daeza » référant aux jardins perses et ayant donné son nom au mot « paradis ».
Pairi Daiza (prononcé /pɛ:ʁi da:iza/) est un parc zoologique belge wallon situé dans la province de Hainaut, à Brugelette. Fondé en 1994, il s'est d'abord appelé Paradisio de son ouverture jusqu'en 2010. Il est la propriété d’Éric Domb, fondateur du parc, et de Marc Coucke.
Il présente plus de 7 000 animaux de 800 espèces sur 75 hectares. Le zoo est divisé en zones thématiques, les « Mondes ». Il est l'un des huit parcs européens qui présentent des pandas géants.
Membre permanent de l'Association européenne des zoos et aquariums, il s'engage dans la conservation ex situ en participant à des programmes européens pour les espèces menacées (EEP),, dont il en coordonne un.
Il est le parc de loisirs le plus fréquenté de Belgique, accueillant plus de 2,2 millions de visiteurs par an depuis 2019.

## Situation et infrastructures
Le parc Pairi Daiza est installé dans un ancien domaine cistercien de l'abbaye de Cambron-Casteau sur plus de 75 hectares ceint d’un mur de 3 km. Les infrastructures de l'abbaye sont intégrées au parc, ainsi la tour en ruine et ses cryptes abritent rapaces et chauves-souris, le château a été transformé en aquarium, la remise à chariots abrite les animaux de la ferme, tandis que la brasserie est devenue l'un des lieux de restauration du parc. Aux anciens bâtiments s'ajoutent au fil des ans volières, serres et infrastructures pour les animaux, ainsi que plusieurs édifices notables tel que le temple hindou surplombant les rizières, le village lacustre africain reconstitué ou le jardin chinois.

## Historique
En 1992, Éric Domb découvre le domaine abbatial de Cambron-Casteau, ses douze hectares de plans d'eau et, à l'époque, 52 hectares au total. Ouvert le 11 mai 1994 et créé par son administrateur Éric Domb sur le modèle du parc ornithologique de Walsrode du nord de l'Allemagne, le site nommé Paradisio accueille en 1994 2 500 oiseaux de 400 espèces. Ceux-ci sont d'après l'administrateur, tous nés en captivité sauf les flamants roses menacés par la sécheresse au Botswana ainsi que des pélicans bruns recueillis blessés par une association de Floride. Le domaine propose alors plus de douze kilomètres de sentiers et six kilomètres d'enclos. L'investissement de trois cents millions de francs belges, soit près de 7 450 000 euros, est à la charge des Domb, du Crédit Professionnel du Hainaut, de la Société régionale d'investissement de Wallonie et d'invest du Hainaut occidental (ou wapinvest). Début de l'été, le site se montre plus à même d'accueillir le public que lors de l'ouverture. 250 000 visiteurs sont attendus en cette année inaugurale. Cet objectif ne sera pas atteint. Lors de la première saison, 152 000 promeneurs franchissent les portes du domaine abbatial du XVIIe siècle. Il faut cinq ans d'activités avant d'enregistrer les premiers bénéfices. La fréquentation atteint en 2004 un total de 501 000 visiteurs.
Depuis, le parc compte plus de 7 000 animaux au total et Pairi daiza représente 64,1 millions d'euros (2019) de chiffre d'affaires. Il est une SA belge. Cinq cents salariés travaillent pour le site à l'année alors que des saisonniers s'y ajoutent durant les mois d'ouverture. Le parc poursuit une centaine de programmes scientifiques pour la préservation d’espèces menacées en y assurant leur reproduction.
La fréquentation est en recul en 2006 avec un total de 500 000 visiteurs et à la hausse en 2007 avec 635 500 visiteurs. Durant l'été 2008, deux oisillons de becs-en-sabot du Nil éclosent au sein du parc, cette espèce ne s'était jamais reproduite en captivité. L'augmentation du nombre de visiteurs se poursuit avec 672 000 visiteurs.
En 2010, Paradisio devient Pairi daiza. Selon les administrateurs du domaine :
« En remontant aux origines de notre civilisation, le nom le plus ancien qui désigne le paradis est précisément « Pairi-daeza », qui signifie en vieux persan « jardin clos » ou « verger protégé de murs ». C’est un mot qui évoque ce qu’il y a de plus beau, de plus pur. C’est finalement la tentative de l’homme de prendre dans la nature des ingrédients pour essayer d’imaginer un endroit où tous les hommes sont heureux, ce qui est le paradis. »

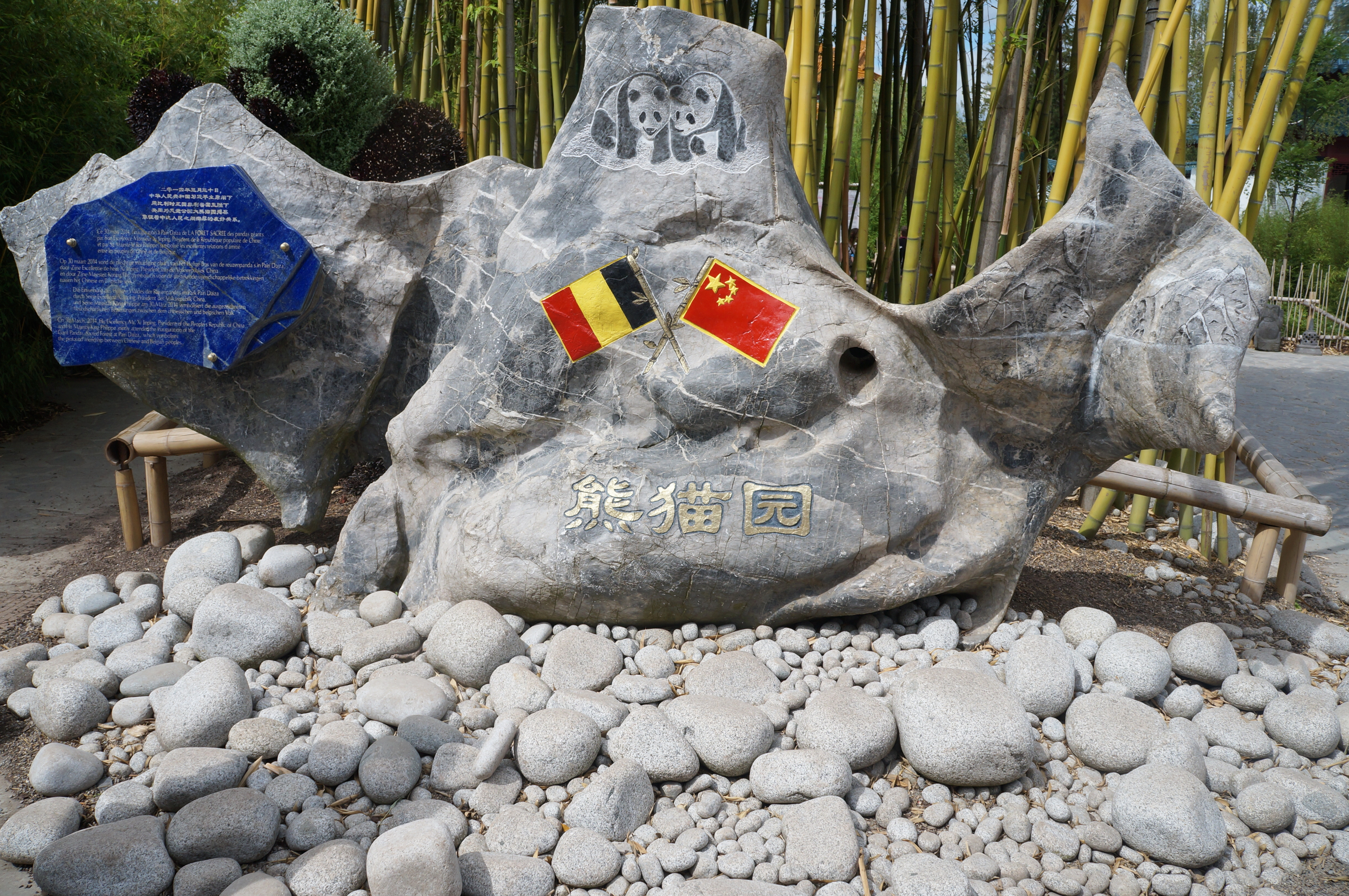
Plaque posée le 30 mars 2014 lors de l'inauguration de la « Forêt Sacrée » dans le parc Pairi Daiza par le président de la république populaire de Chine Xi Jinping et le roi des Belges, Philippe de Belgique.

En 2011, le site atteint le nombre de 800 000 visiteurs et 955 000 visiteurs un an plus tard. Il enregistre un nouveau record de fréquentation de 1 243 000 entrées lors de la saison touristique 2013 (+30 %), selon le rapport annuel 2013-2014 de la société.
Pairi Daiza s'est vu décerner, fin janvier 2013, le Belgian Travel Award du « meilleur parc d'attractions de Belgique ».
Depuis le 23 février 2014, le domaine accueille deux pandas alors âgés de quatre ans : Hao Hao, une femelle, et Xing Hui, un mâle. Ils sont tous les deux loués par la Chine pour une durée de quinze ans. À cette occasion, le président chinois visite les « jardins de Chine » de Pairi daiza lors de sa venue en Belgique le 30 mars 2014. Au moment de cette visite, dix-huit parcs animaliers (dont cinq en Europe) accueillent une cinquantaine de pandas géants (hors de Chine). La fréquentation pour la saison 2014 est au nombre de 1,39 million de promeneurs.
Durant l'année 2015, Pairi Daiza bat un nouveau record de fréquentation en accueillant 1,767 million de visiteurs soit une augmentation de 27 % par rapport à l'année précédente s'expliquant grâce à une météo très favorable pendant cette saison touristique, la politique d'embellissement du site et par les nombreuses naissances dans le parc, notamment la naissance de la petite éléphante Nang Faa.
En 2016, le parc accueille des koalas, des orangs-outangs et des gorilles dans les endroits spécialement aménagés. Le 2 juin 2016, un panda géant mâle est né, à la suite d'une insémination artificielle pratiquée avec succès en février,. Deux autres pandas géants naissent le 8 août 2019.
Fin janvier 2017, Pairi Daiza devient le second parc européen, après le zoo de Copenhague au Danemark, à détenir des diables de Tasmanie.
Le 24 juin 2018, le parc devient le second établissement zoologique au monde, avec le Jurong Bird Park, à présenter au public des aras de Spix, Pairi Daiza en possède deux couples. Éric Domb, Edson Duarte, le ministre brésilien de l'environnement, Martin Guth, président de l'ACTP (Association for the Conservation of Threatened Parrots) et Ricardo Soavinski, président de l'ICMBio (Institut Chico Mendes de Conservation de la Biodiversité) ont signé un mémorandum d'entente visant à réintroduire l'espèce dans son milieu naturel. Le 11 juin 2022, Pairi Daiza et ses partenaires ont relâchés 8 aras de Spix dans la nature au Brésil, en maintenant une surveillance permanente.

## Structuration du parc
Le parc est organisé en 10 mondes :
- Cambron-L'Abbaye[29]
- Cambron-sur-Mer[30]
- Le Royaume du Milieu[31]
- Le Cap Austral[32]
- La Terre des Origines[33]
- Le Royaume de Ganesha[34]
- La Terre du Froid[35]
- La Dernière Frontière[36]
- Les îles du Soleil Levant[37]

### Cambron-L'Abbaye
C'est la principale partie à l'ouverture du parc. Les sites majeurs sont alors la tour de l'église abbatiale et la volière cathédrale.

#### La mini-ferme
La ferme située à l’ancienne entrée du parc, où sont exposés de vieux tracteurs, propose aux enfants de se balader au milieu de l'enclos des animaux, de pouvoir les nourrir et les toucher. Des lapins, poules, chèvres, moutons, biches, cochons vietnamiens, oies, etc. se côtoient en semi-liberté. Tous ces animaux sont de petite ou moyenne taille afin de plaire aux enfants.

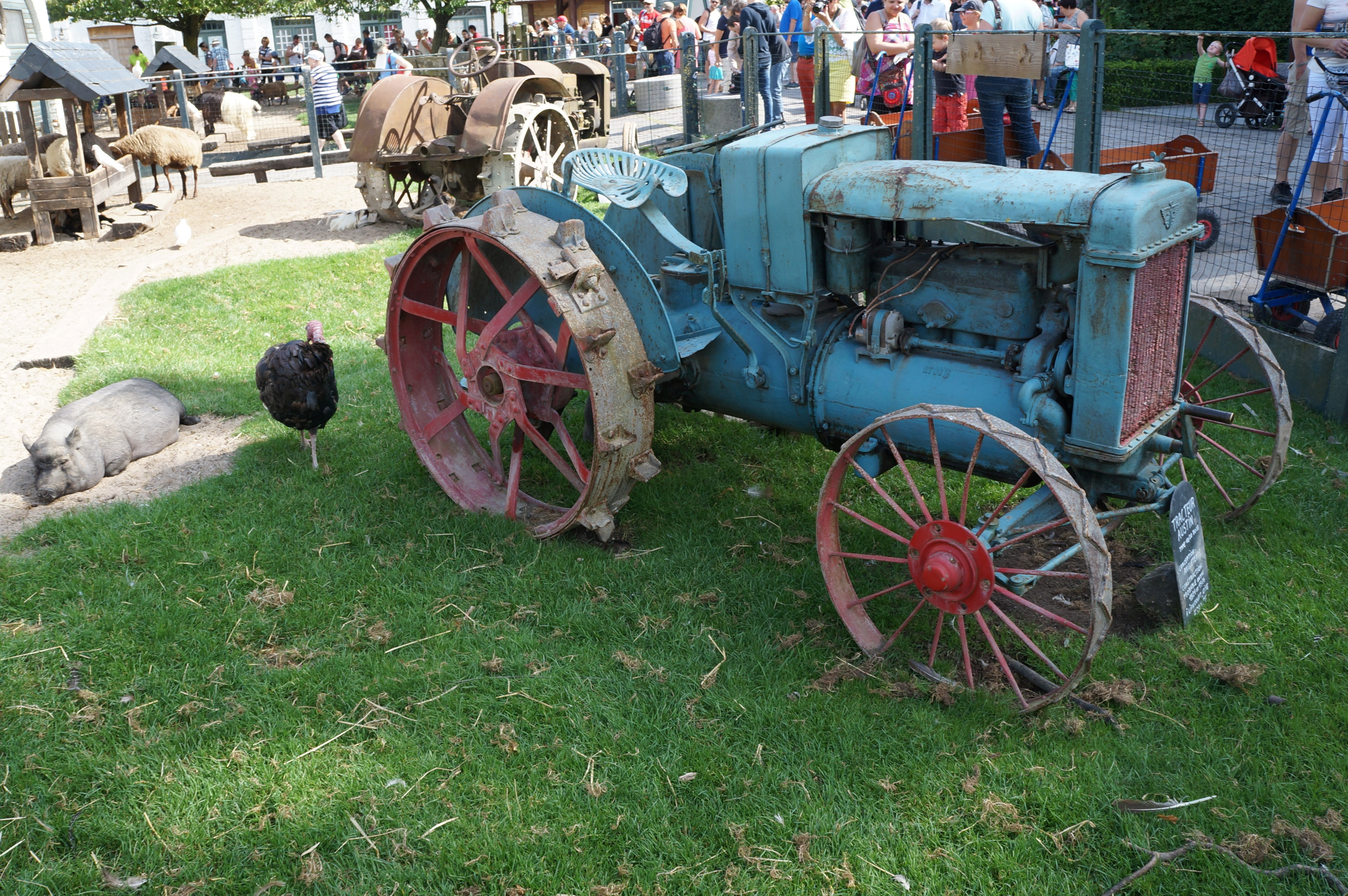
Tracteurs Austin (1920) et Deering (1923-1939) parmi les animaux de la Ferme
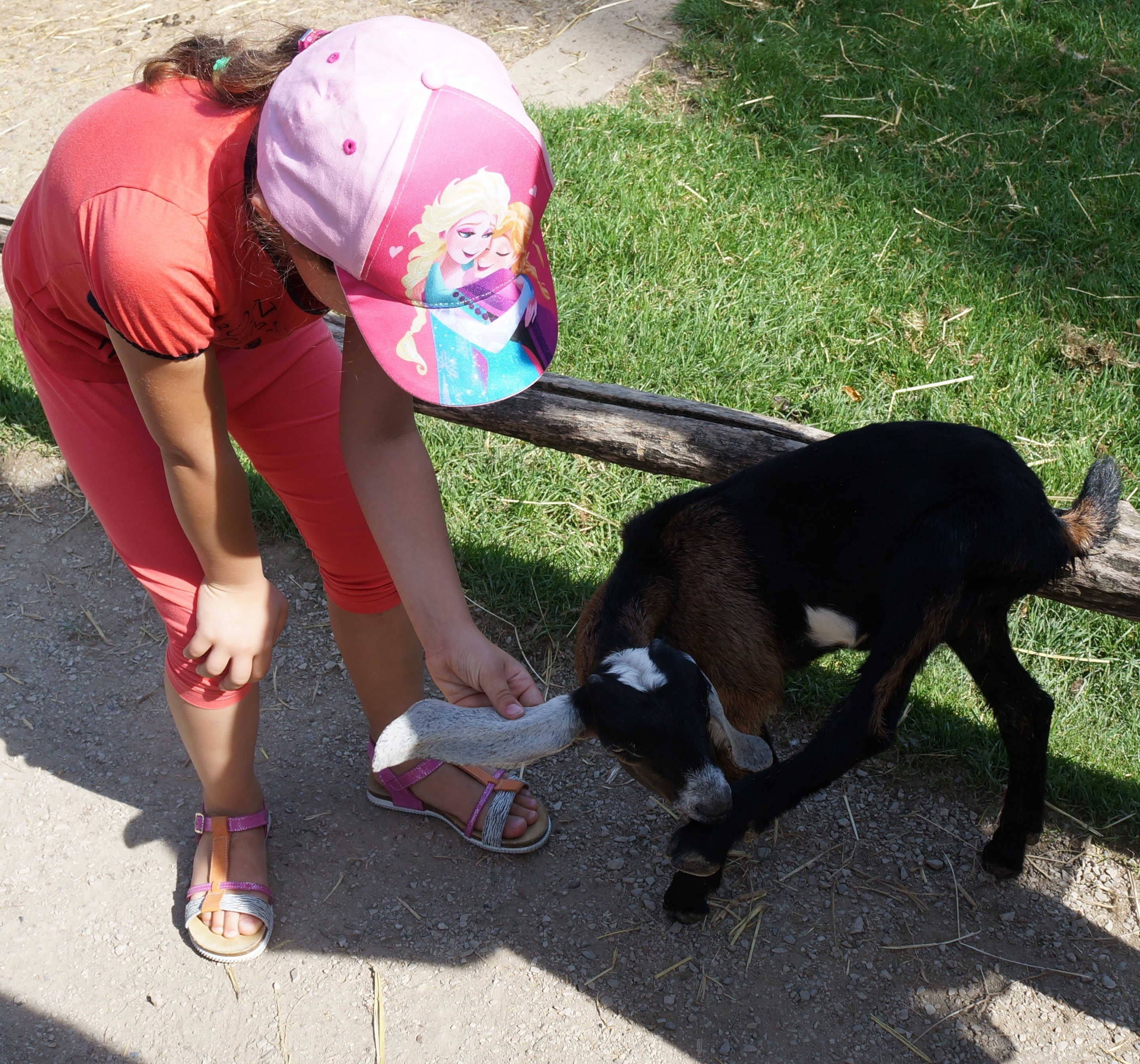
Chèvre de la Ferme des Enfants.
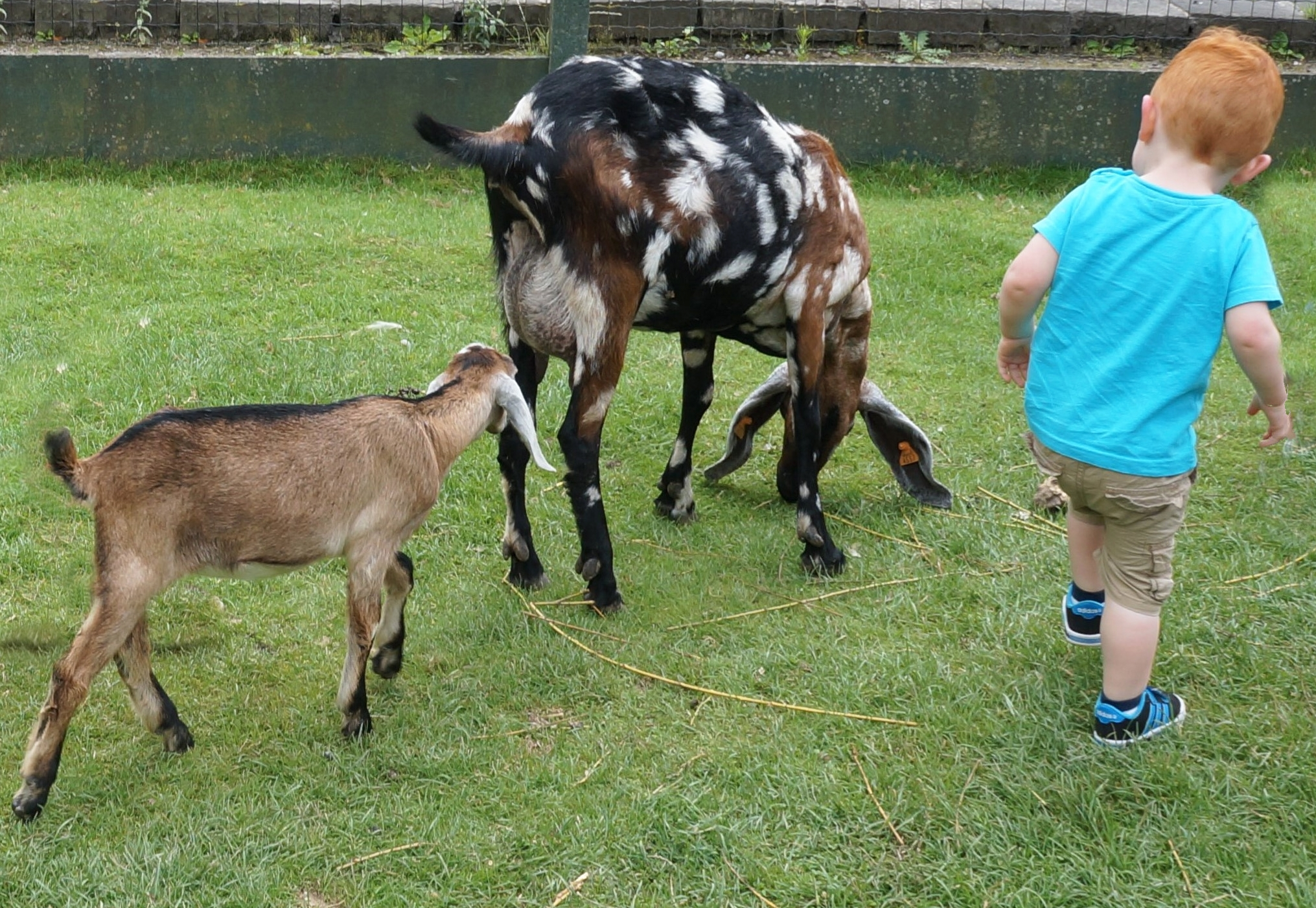
Les chèvres de la Ferme des Enfants.
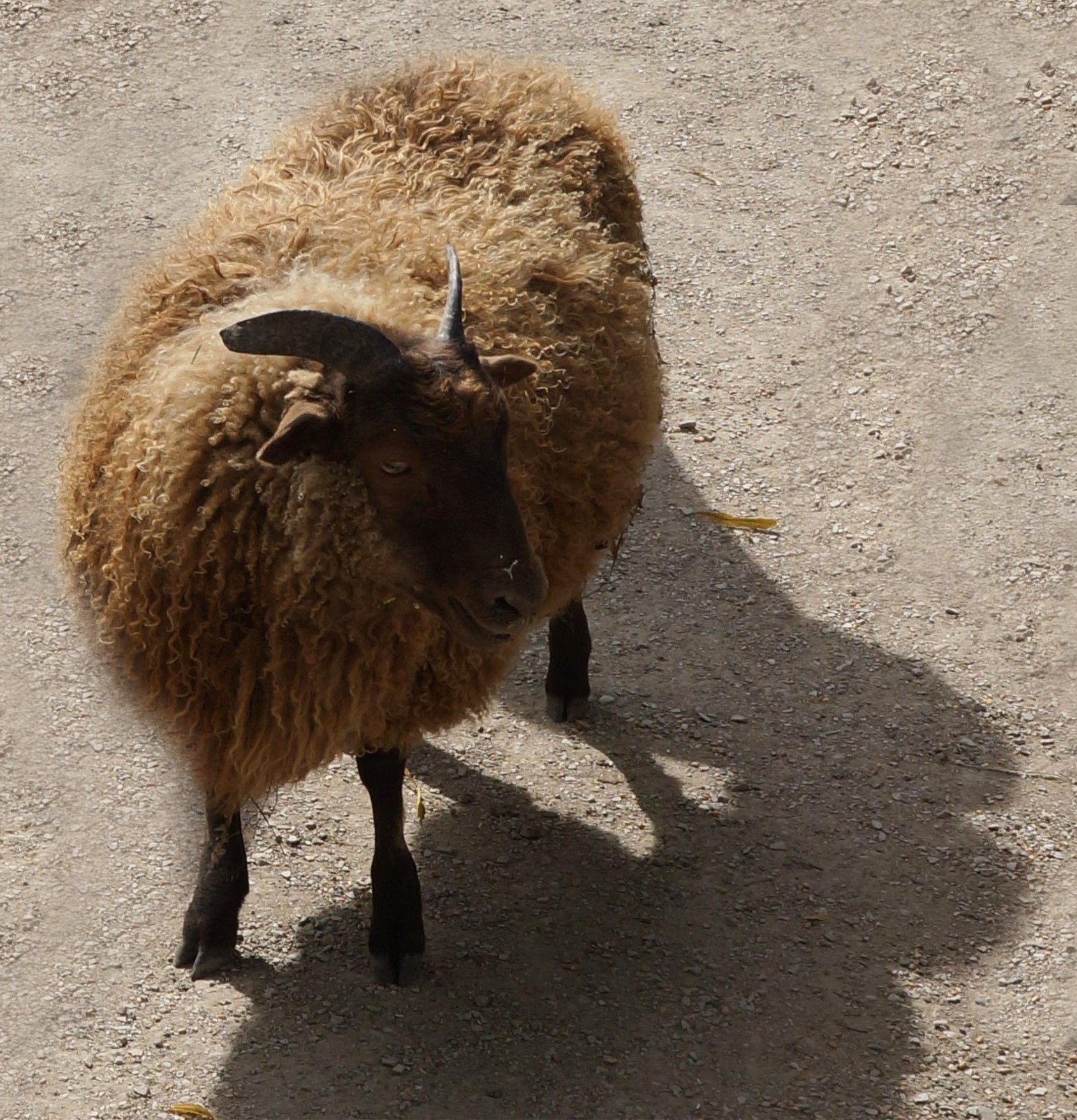
Les moutons de la Ferme des Enfants.
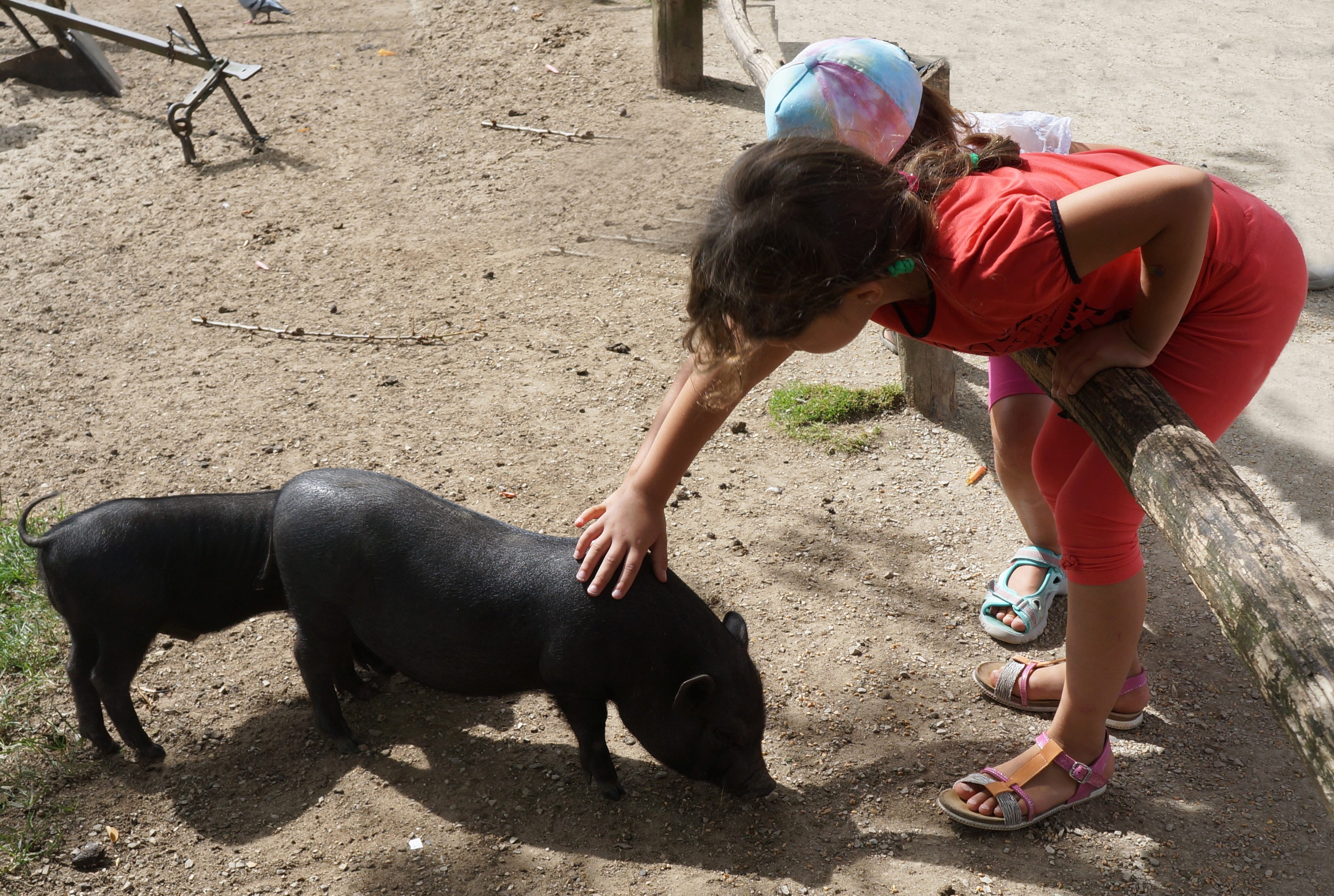
Les cochons vietnamiens de la Ferme des Enfants.

#### Les perroquets
Une série de cages sont le logis de plusieurs espèces de perroquets, dont des aras, des cacatoès, des inséparables de Fischer, des Nestor kéa, etc.

#### Volière cathédrale
La volière de 100 mètres de long, 30 mètres de large et 15 mètres de haut héberge des ibis rouges, des flamants roses, des touracos violets et bien d’autres espèces d'oiseaux semi-aquatiques. Les visiteurs peuvent se promener librement parmi les oiseaux. C'est également le point de départ du parcours suspendu qui se termine dans la plaine de jeu à quelques mètres en contrebas de la volière.

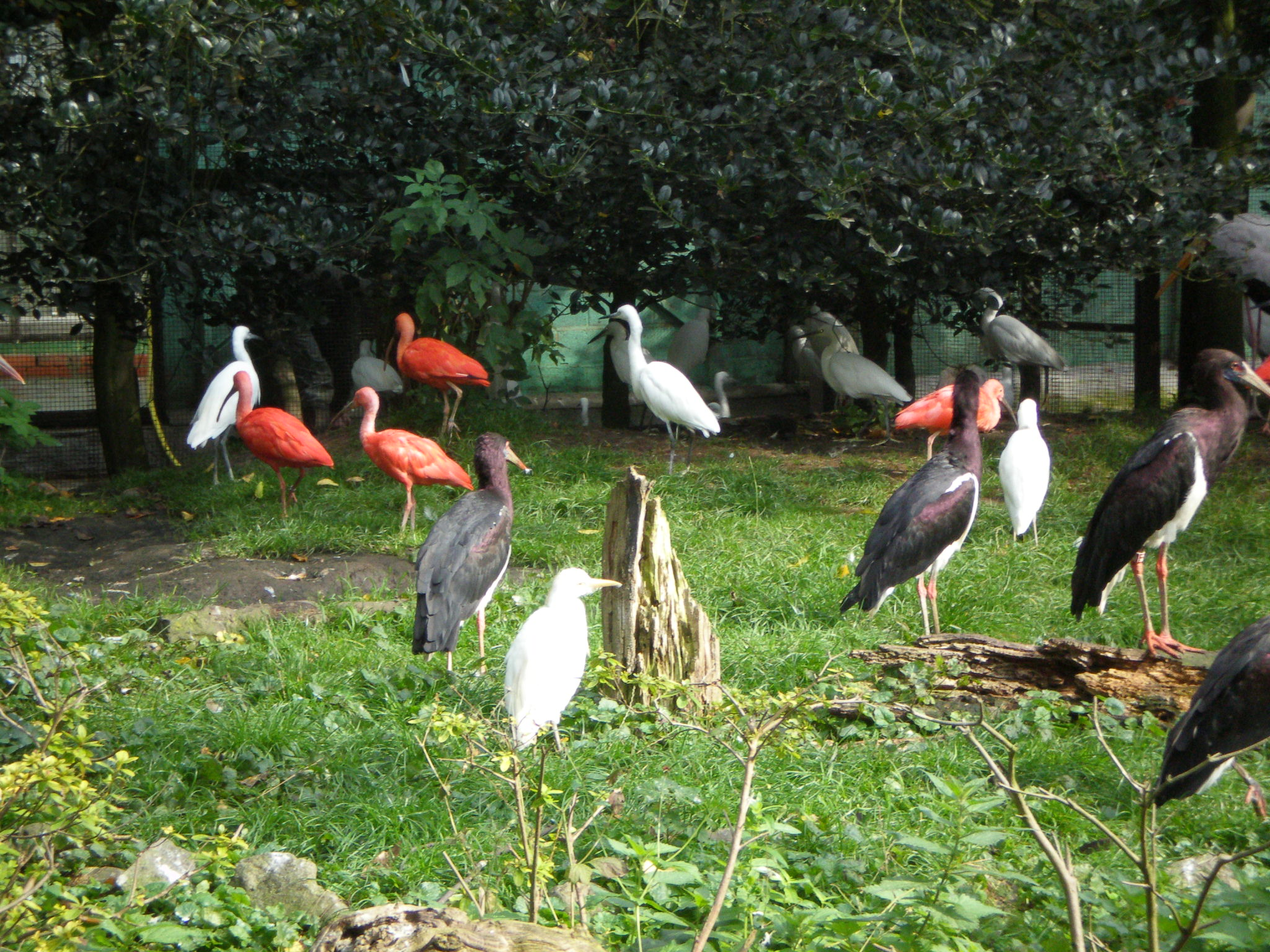
Dans la volière cathédrale.
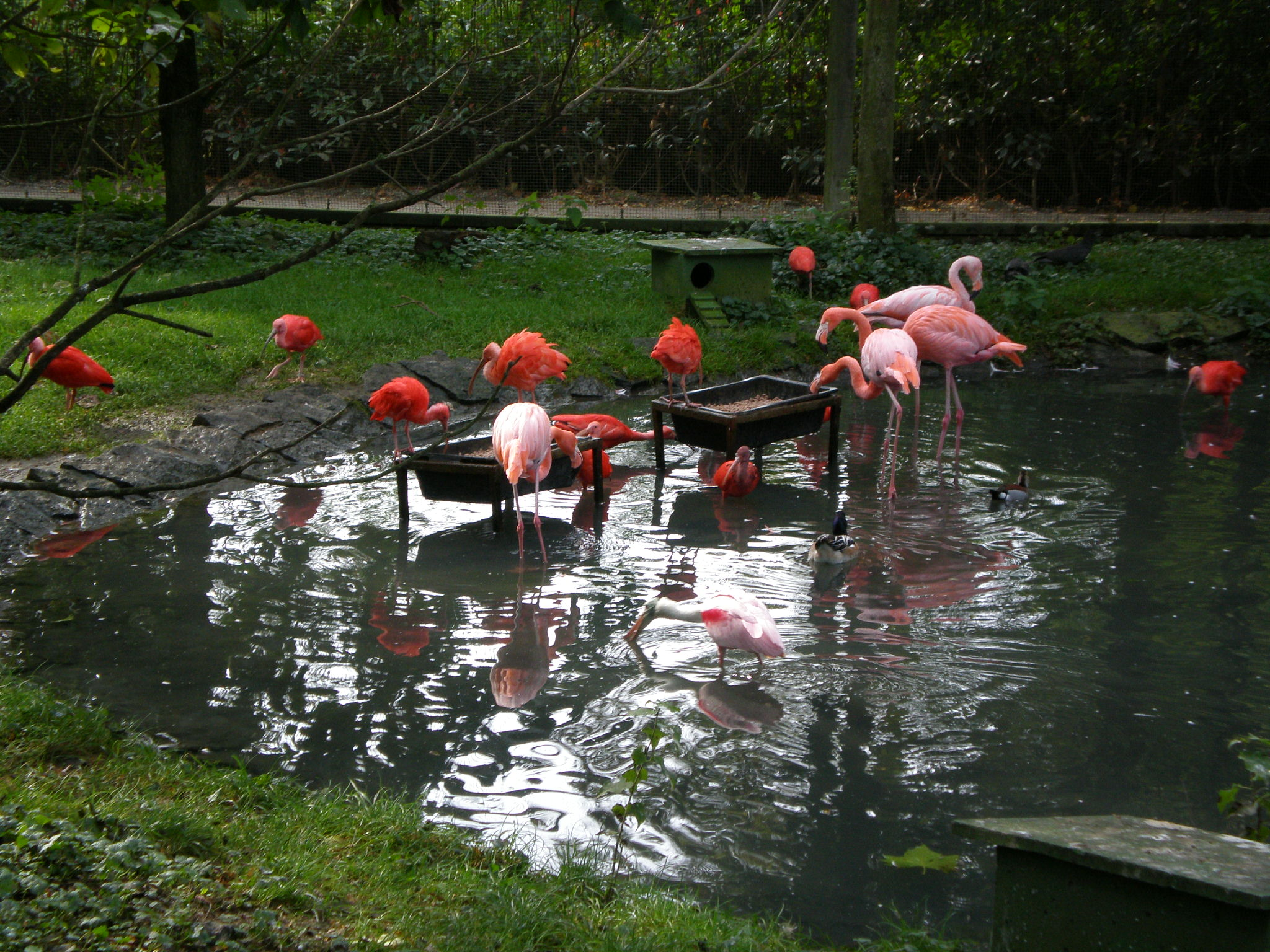
Flamants rouges, ibis rouges et spatules rosées.
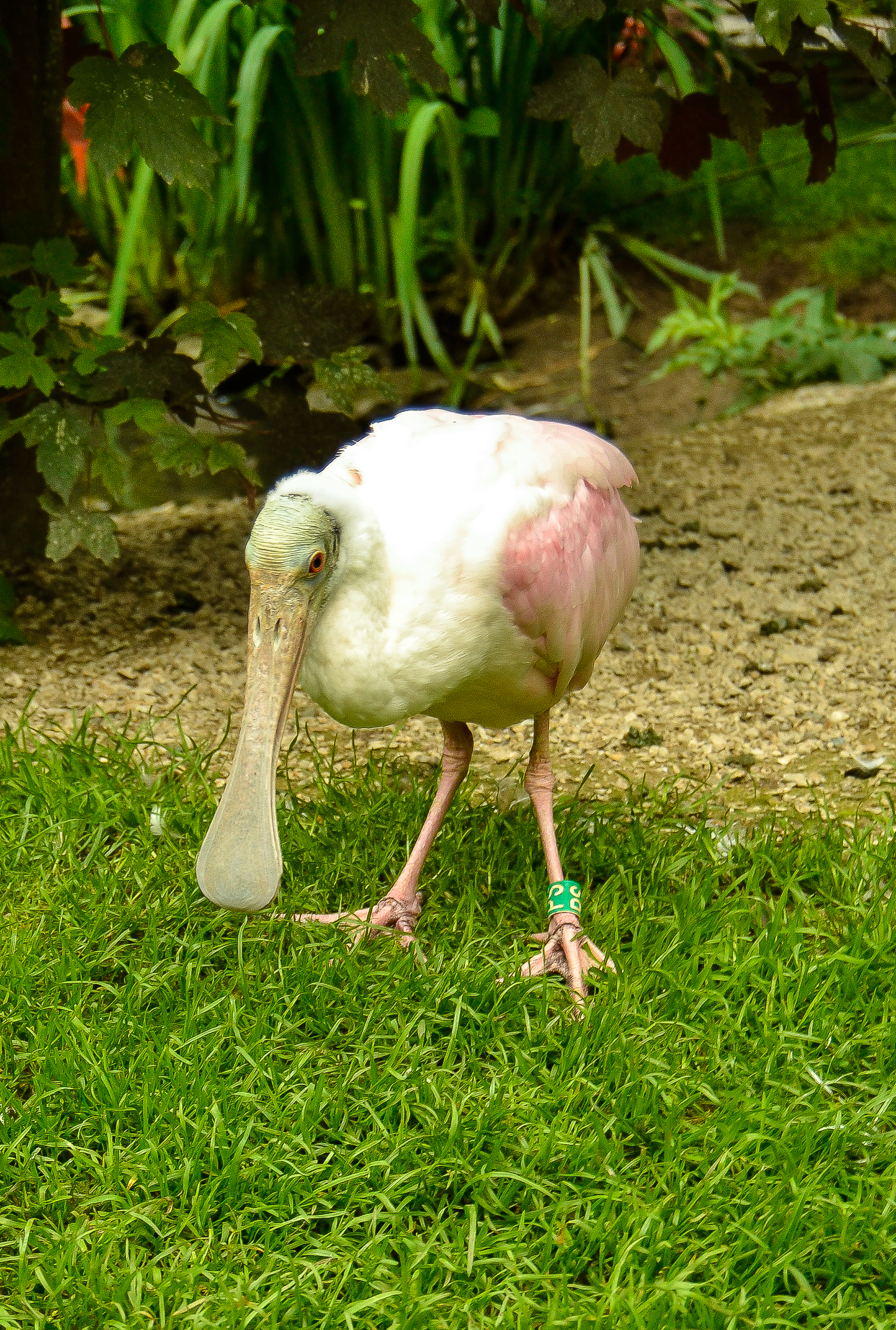
Spatule rosée.

#### Tropicalia
Deux serres se succèdent, recréant un climat chaud humide et un climat chaud désertique. Plusieurs passereaux exotiques, canards et autres oiseaux y volent en liberté. La première serre recrée un climat humide, la seconde un climat californien abritant notamment des tortues à ergots, et la troisième est essentiellement consacrées aux plantes et abrite une collection d'orchidées rares.

#### Les rapaces en vol libre
Un arène située au pied de la tour est le théâtre du spectacle de rapaces qui se tient une fois par jour. Les dresseurs font voler plusieurs espèces d'oiseaux de proie qui viennent se percher parmi le public. Des commentaires explicatifs sur chaque espèce sont donnés aux visiteurs lorsque les oiseaux volent sur une musique caractéristique. La tour de l'église abbatiale est le seul vestige de l'église. Érigée au XVIIIe siècle, elle est haute de 54 mètres. En 2023, le parc a toutefois choisi d'interrompre ces spectacles afin de proposer d'autres types d'activités. Le spectacle a repris en 2024 .

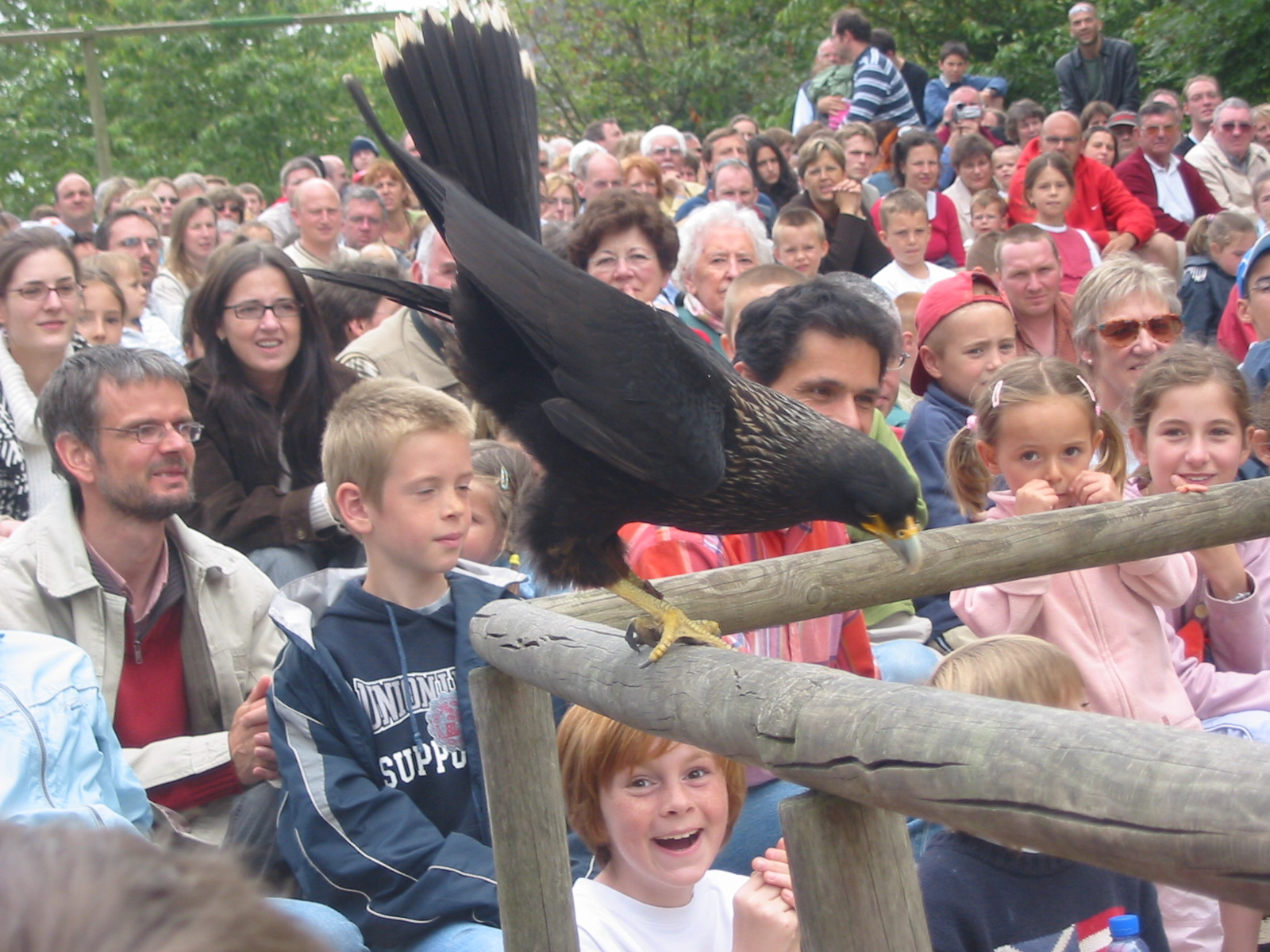
Spectacle des rapaces. Caracara austral.
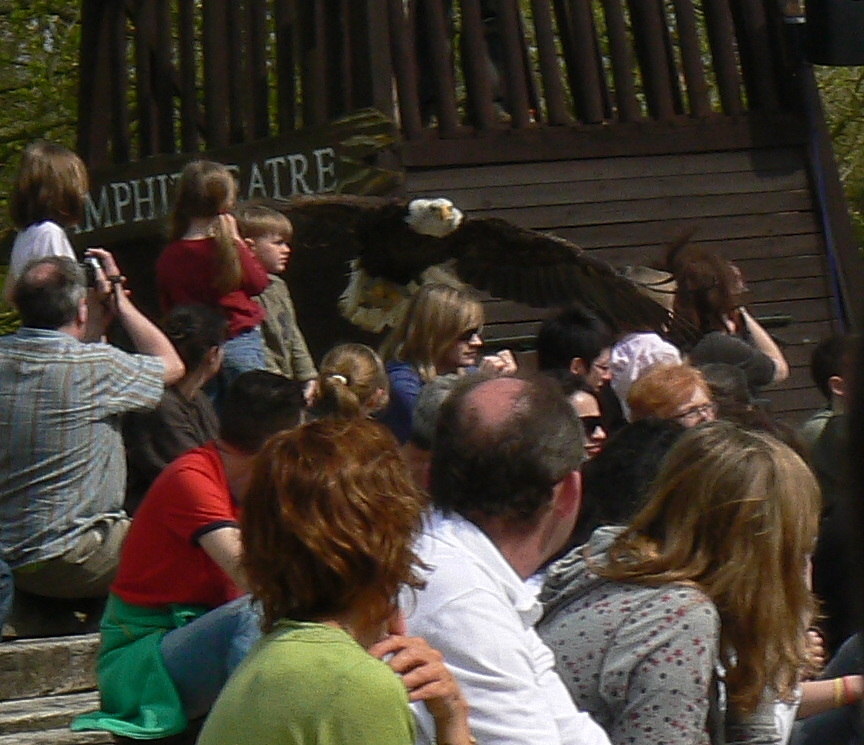
Rase-motte d'un pygargue à tête blanche.
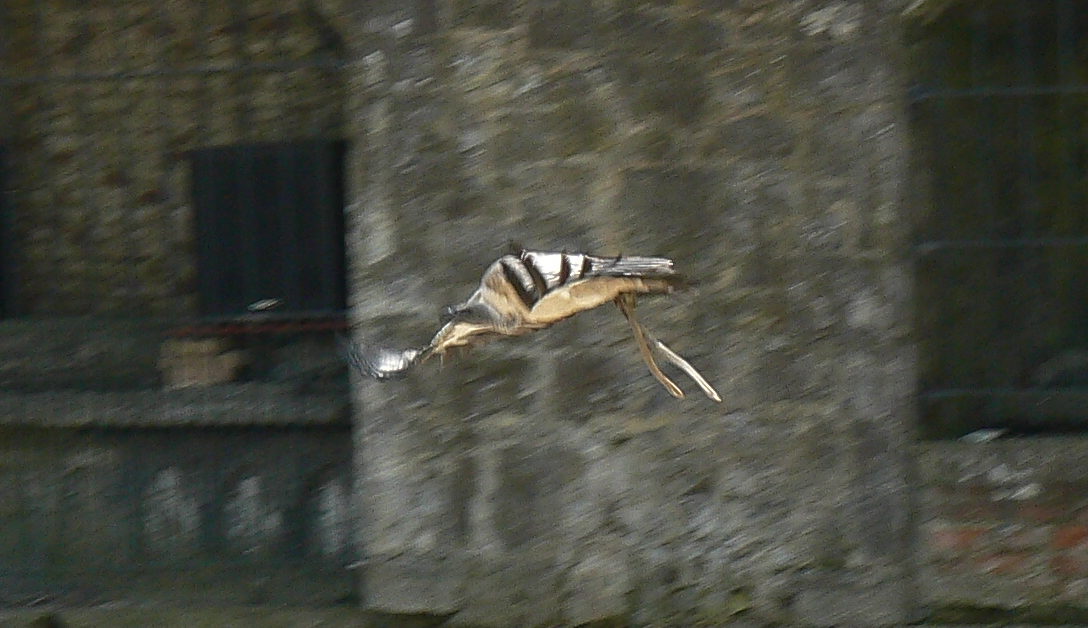
Vautour fauve en vol.
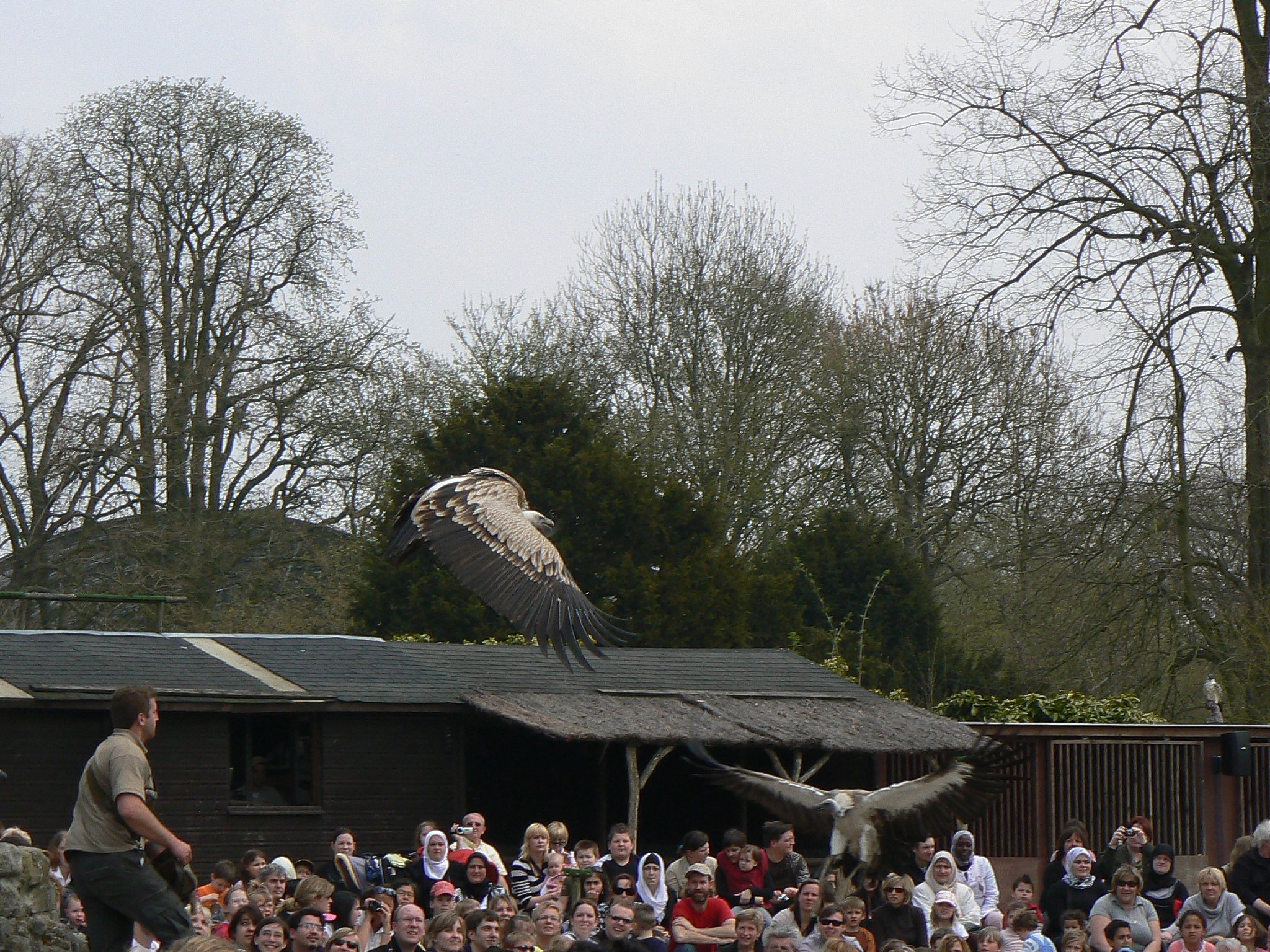
Vol de vautours.

#### Le cimetière des moines
Petit jardin caché entre quatre murs, le cimetière a été laissé intact à la construction du parc.

#### L'oasis
Depuis 2000, une serre de 7 000 m2 arborée d’arbres tropicaux (bananiers, lianes) abrite entre autres des tortues géantes des Seychelles, des guêpier d'Europe, des mangoustes, des loutres et des mainates. La serre est décorée également de plans d’eau et de cascades. Proposant aux visiteurs de faire un circuit sous forme de safari piéton le long d'un sentier où beaucoup d'oiseaux sont en semi-liberté.
L'Oasis comprend un restaurant, le Karibuni, totalement intégré dans l'espace de la serre, ainsi qu'une plaine de jeu intérieure et un ponton de bois qui surplombe l'étang des koïs et l'île du paresseux. Plusieurs infrastructures proposent aux enfants une approche ludique des animaux. Ainsi, on peut trouver un tunnel muni de poste d'observations donnant directement sur l'intérieur de l'enclos des mangoustes, ou des reproductions de carapaces de tortues géantes dans lesquels peuvent se glisser les enfants.

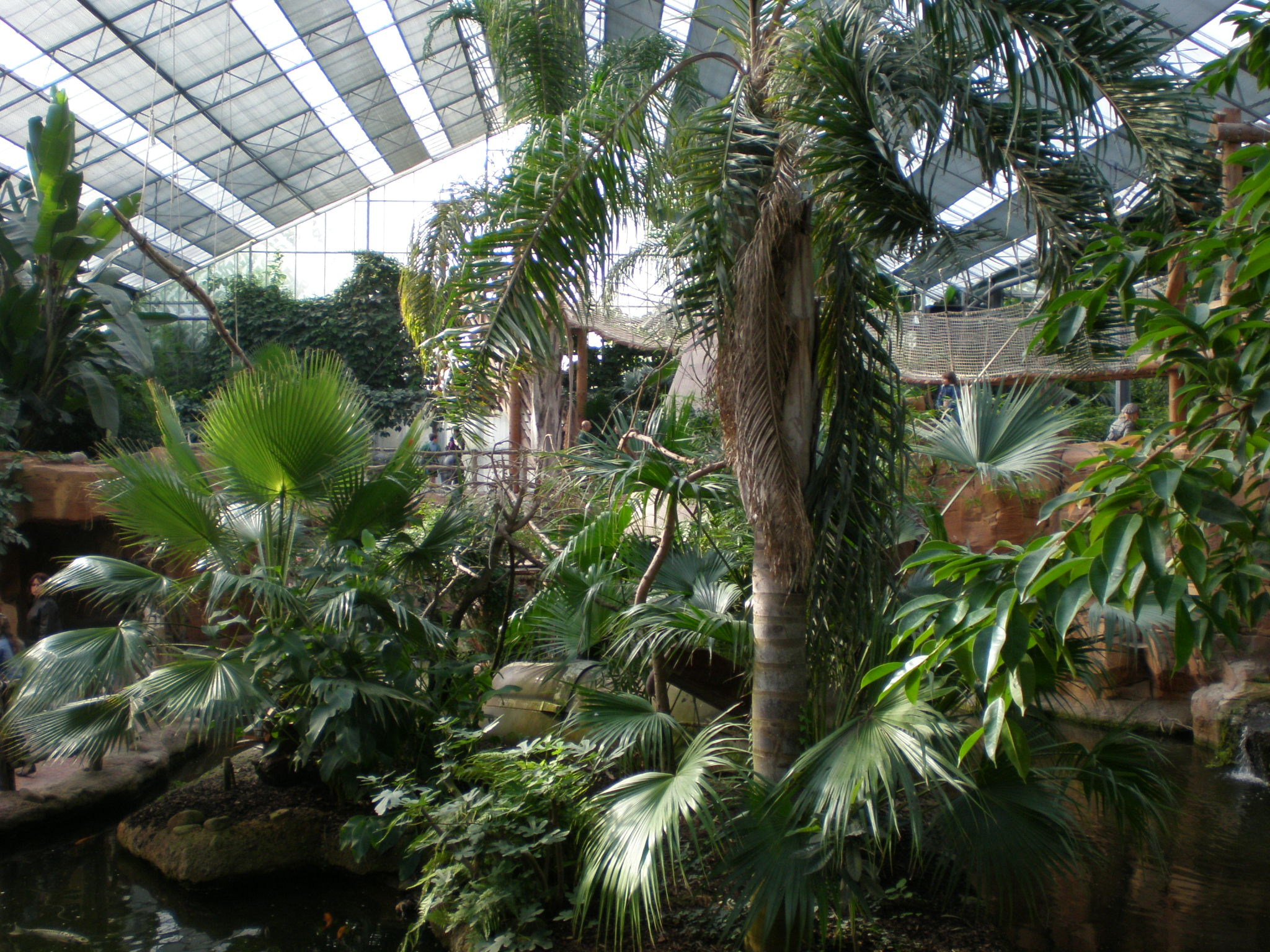
Serre subtropicale.
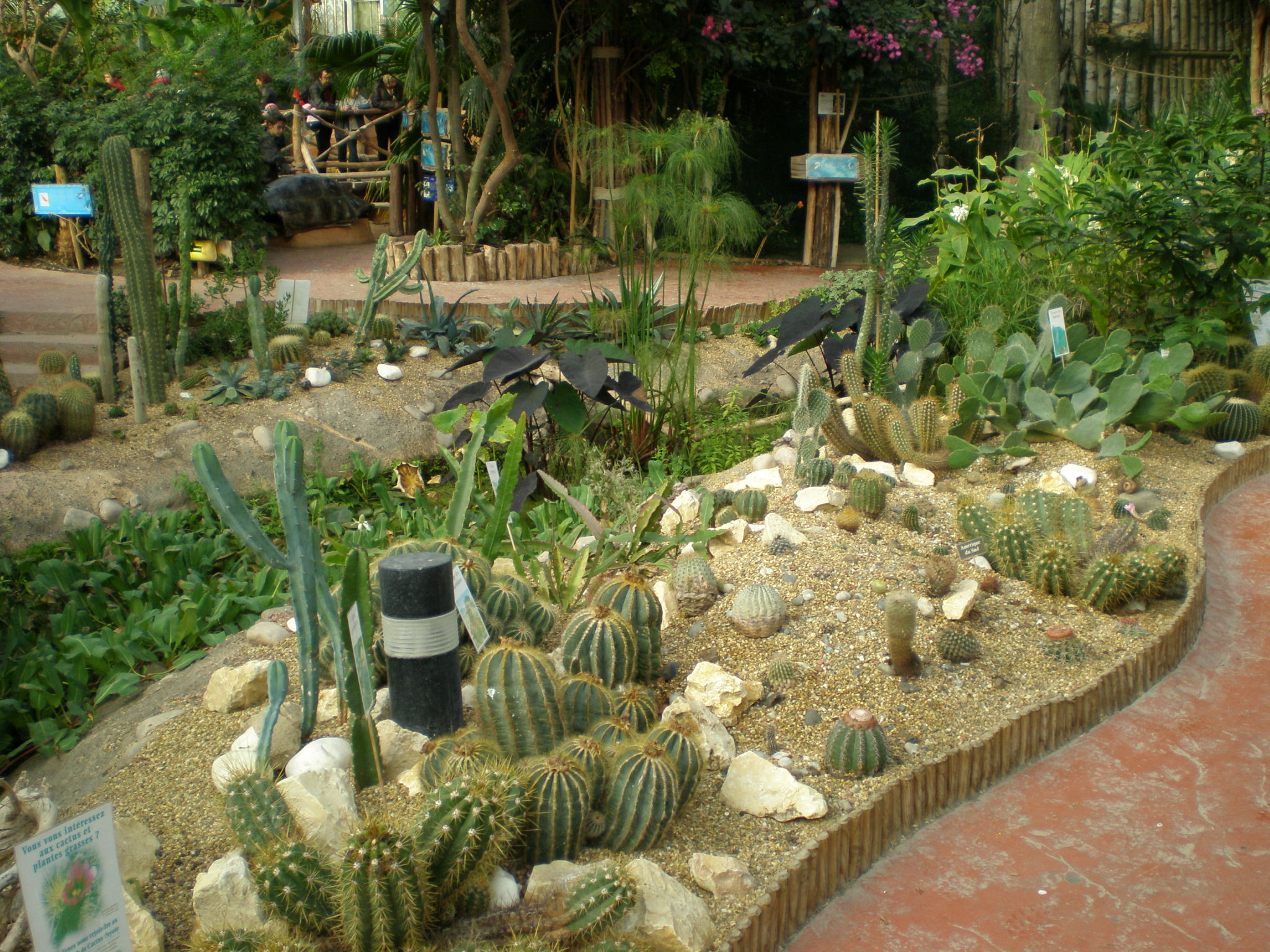
Serre subtropicale : cactus.
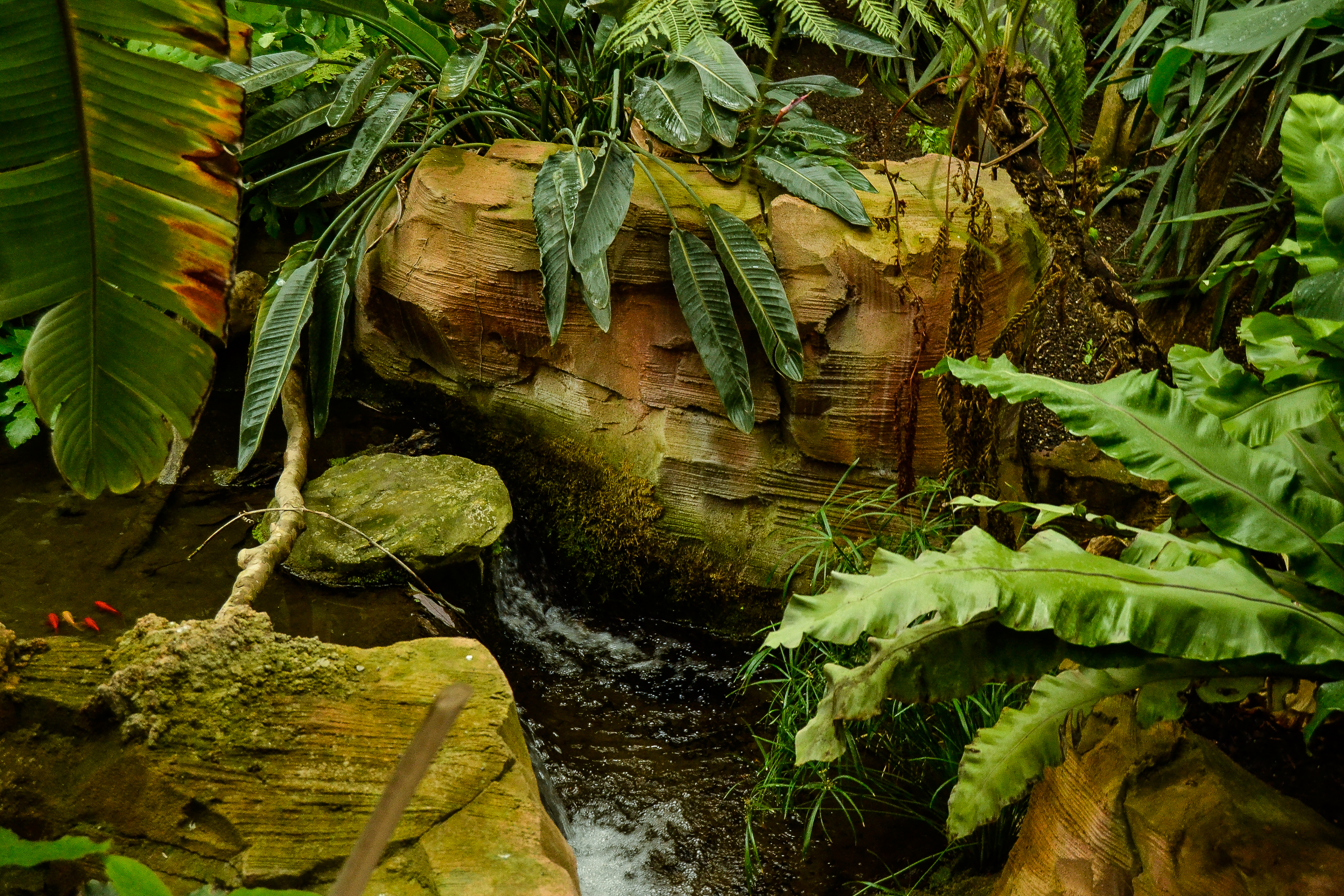
Serre subtropicale : cascade.
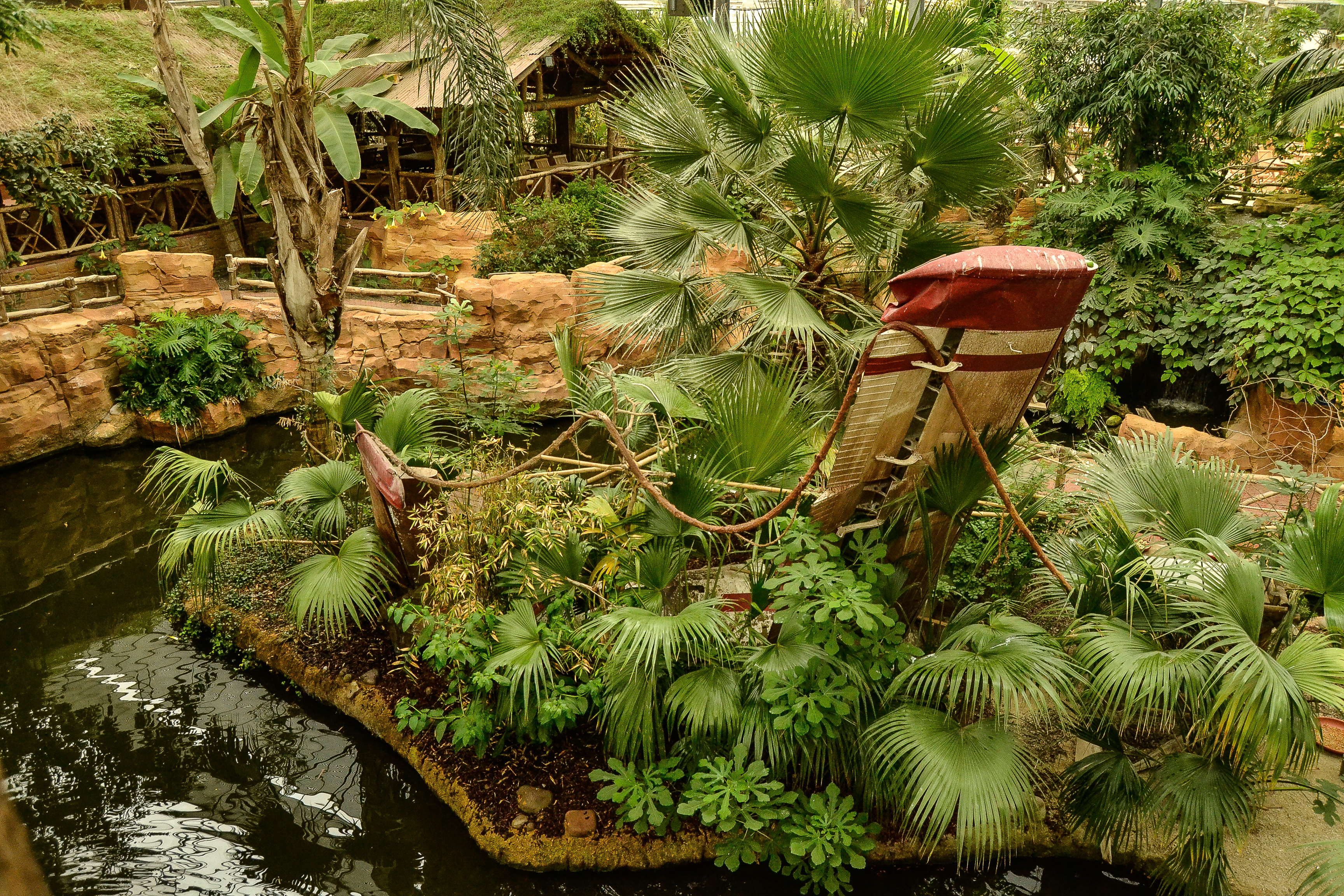
Serre subtropicale : décor.
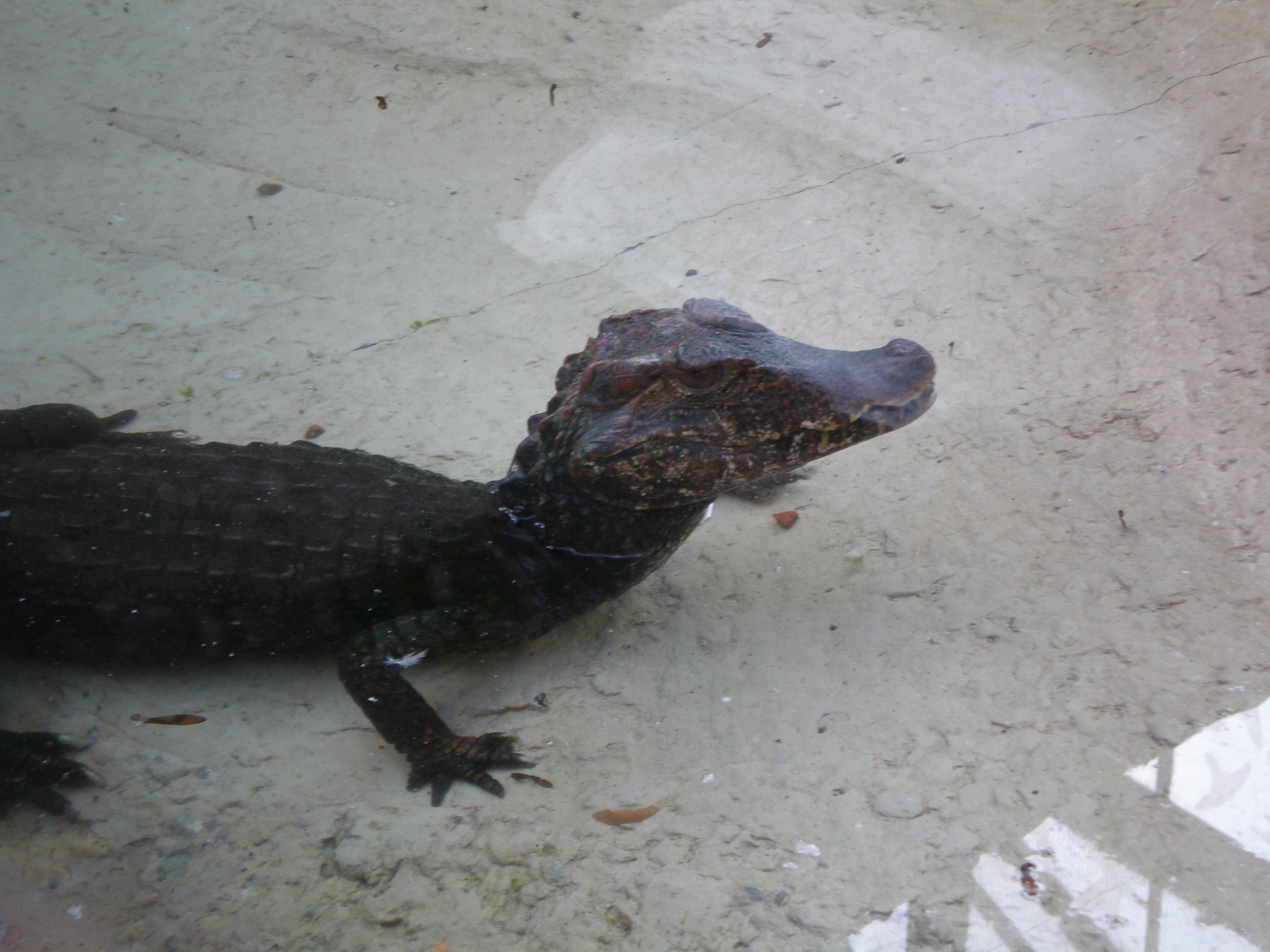
Caïman nain.
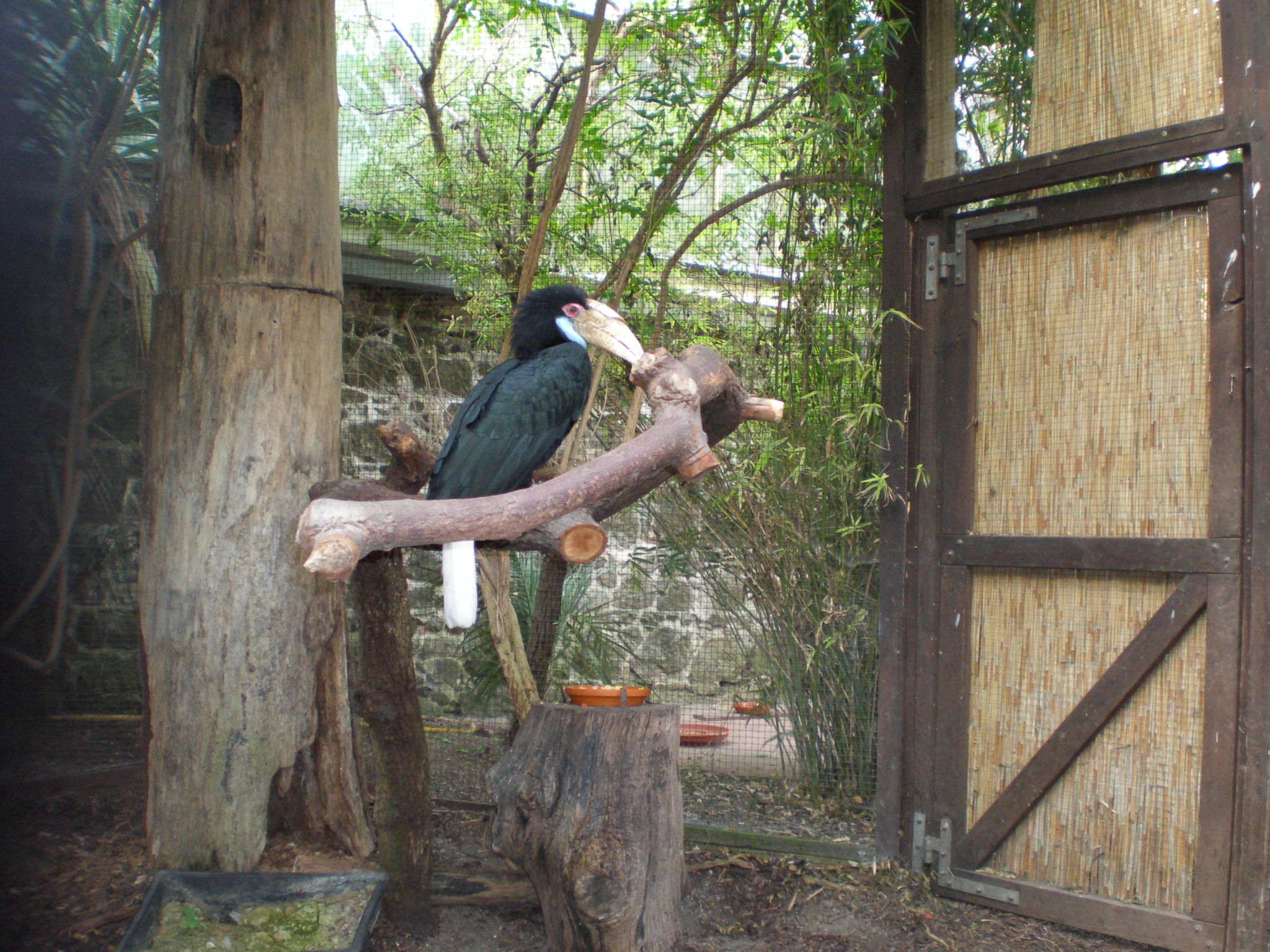
Calao festonné.

#### La crypte
Cette salle souterraine surmontée de douze voûtes d'ogive est située sous la tour en ruine et abrite une colonie de chiroptères. Les visiteurs sont plongés dans l'obscurité et peuvent circuler parmi les chauves-souris. D'autres salles adjacentes abritaient une collection d'animaux venimeux tels des serpents, des arachnides et des grenouilles.
Depuis 2016, les visiteurs sont invités à découvrir dans les salles adjacentes les trésors qu'Éric Domb ramène de ses voyages à travers le monde. Le promeneur y retrouve par exemple une momie inca partageant plusieurs similitudes avec celle ayant servi de modèle dans la bande dessinée Les Sept Boules de cristal des Aventures de Tintin par Hergé.

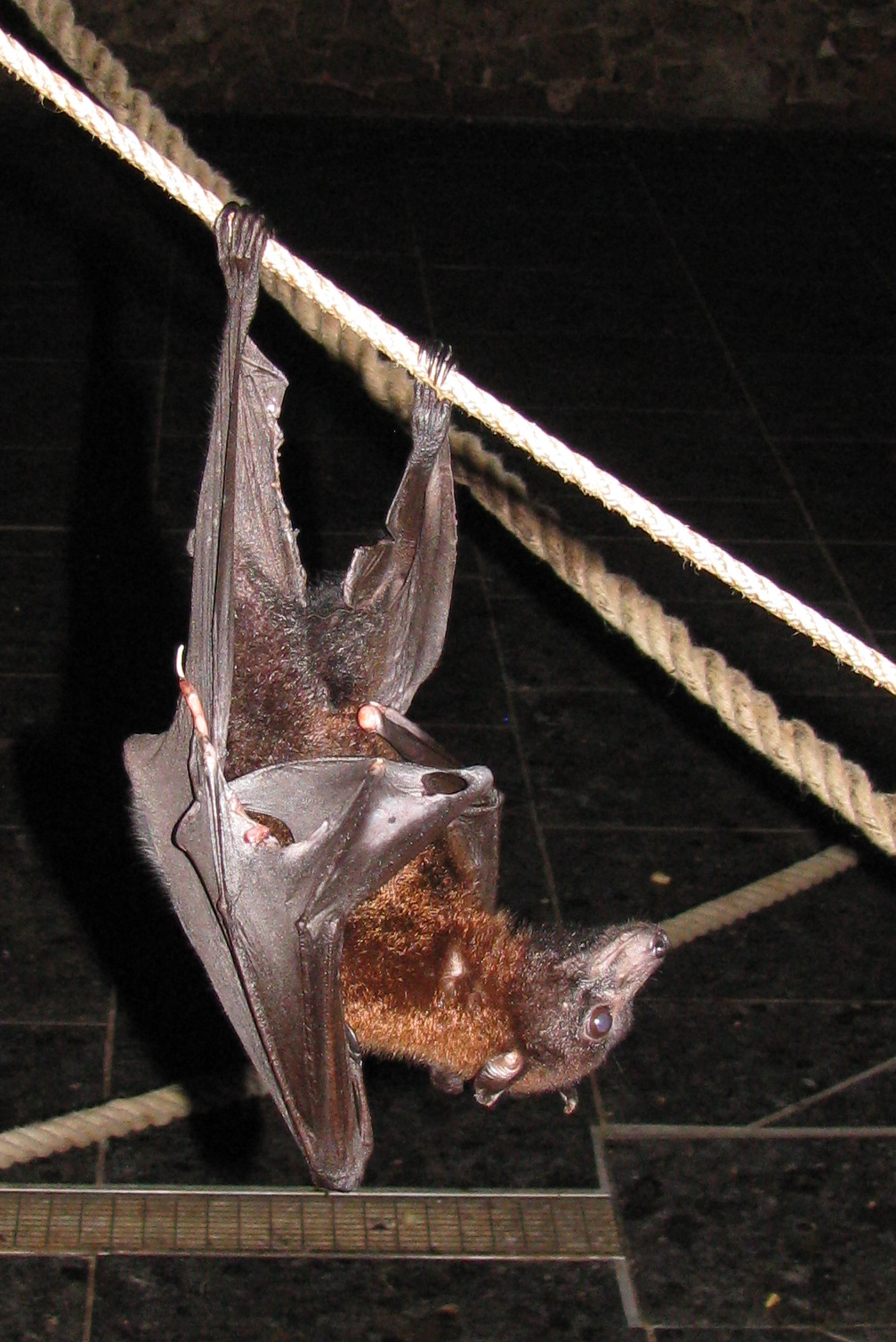
Roussette (Renard volant).
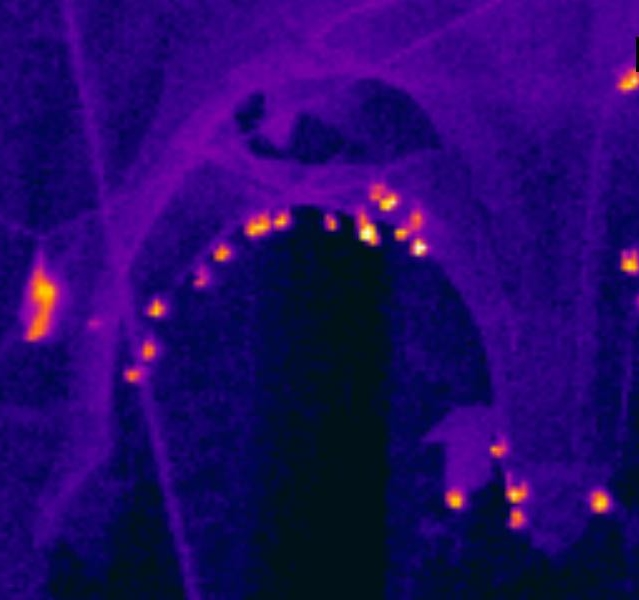
Thermographie de la crypte.
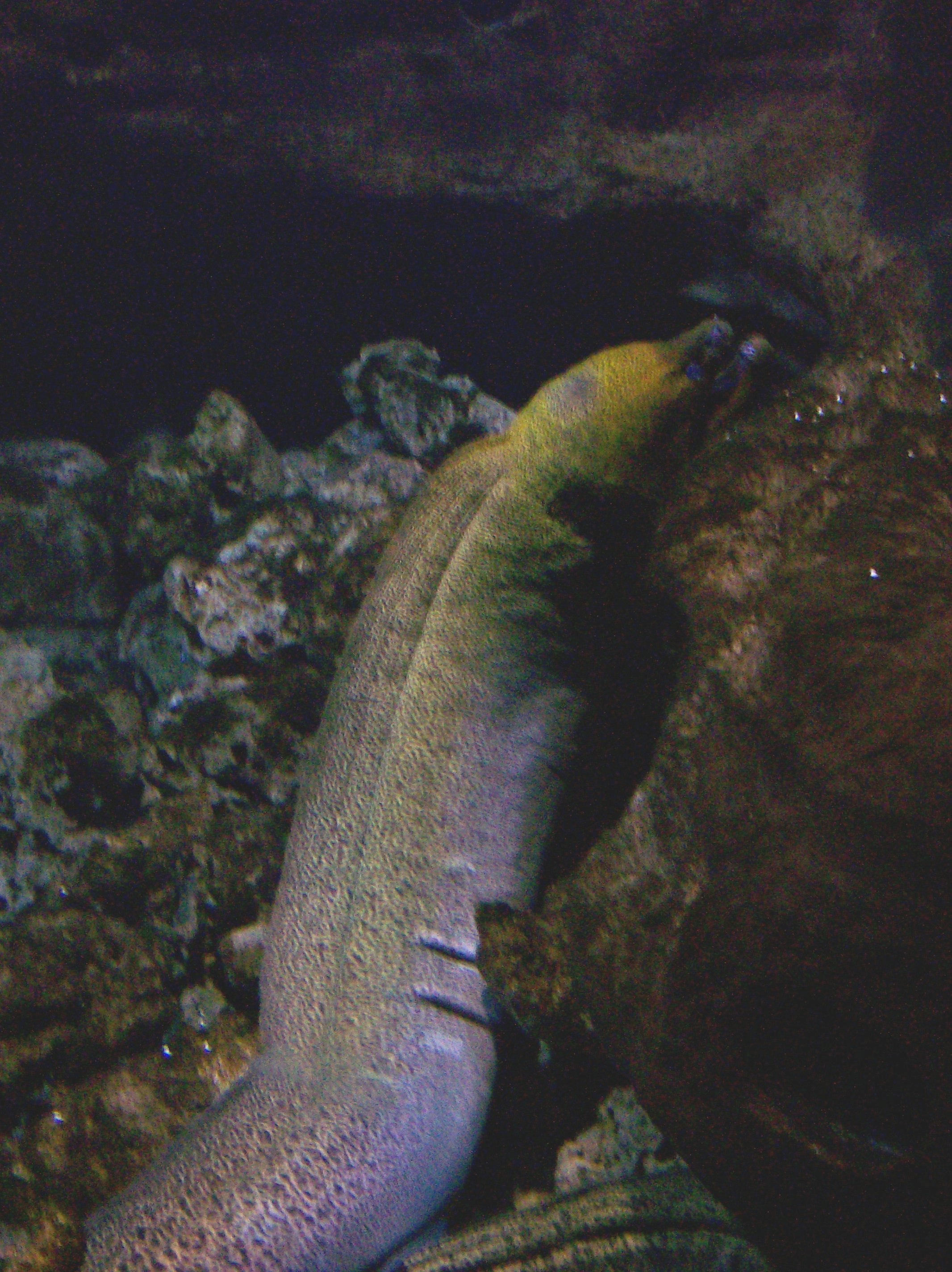
Murène.
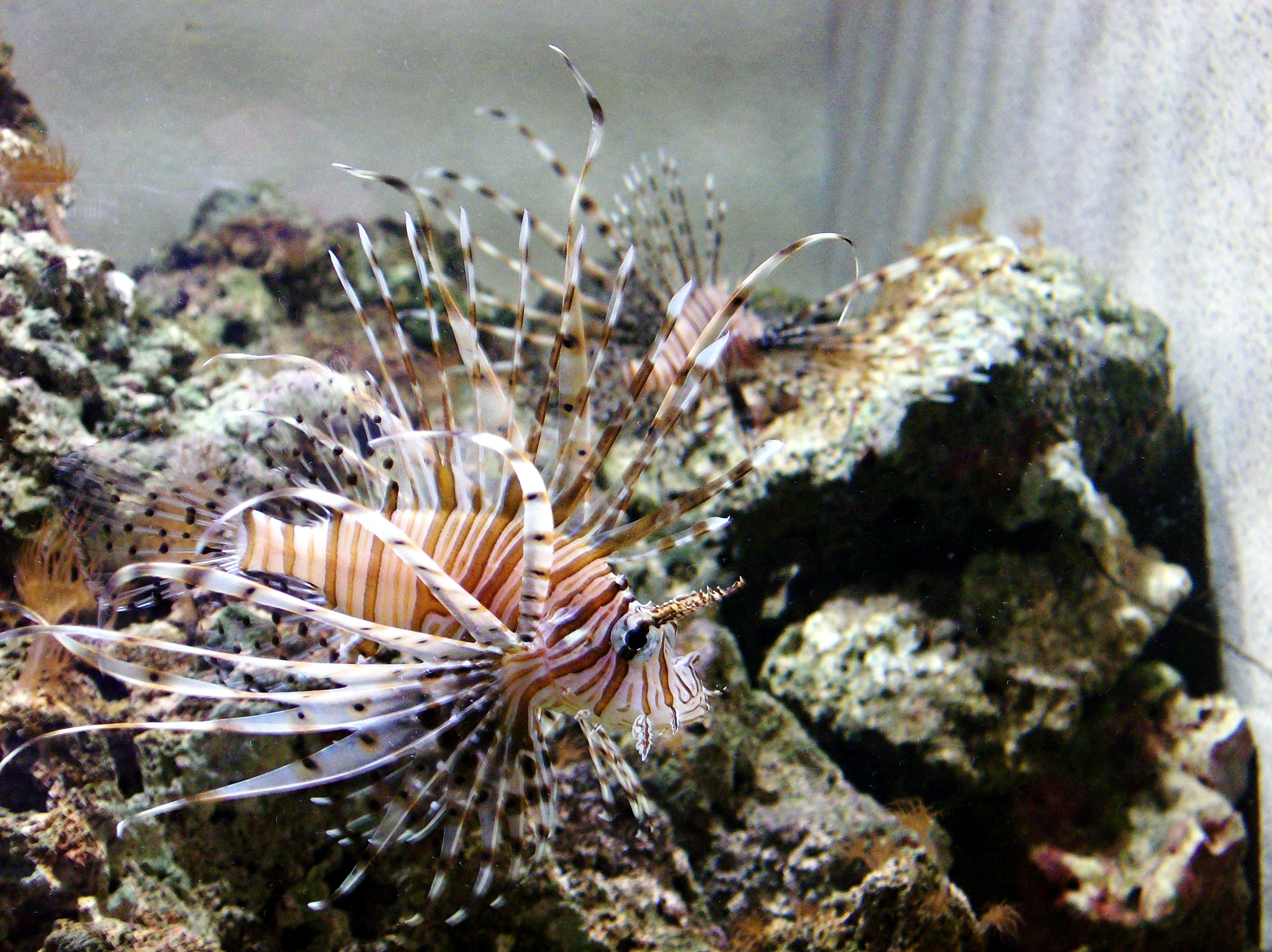
Rascasse.
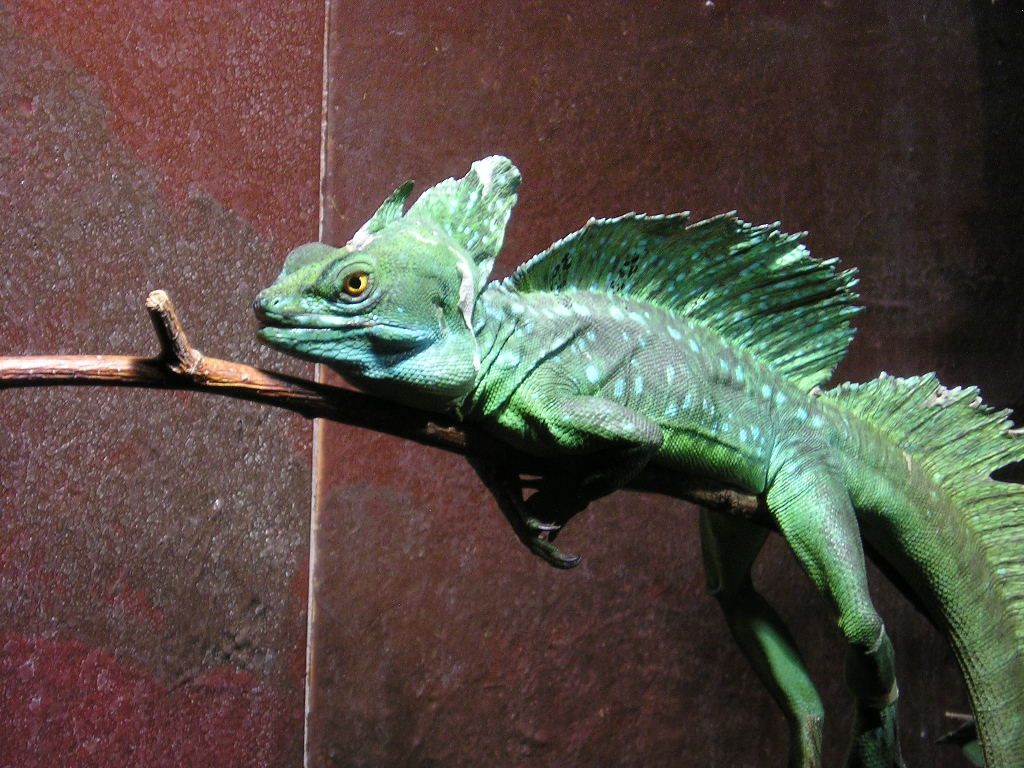
Basilic vert.

#### Le jardin andalou et la roseraie
Bordant l'Oasis, le jardin andalou ouvert en 2004 est une reconstitution d'un jardin typique andalou avec des plantes importées d'Espagne.
Inauguré en 2004, le jardin de roses anciennes est paré de rosiers buissonnants et grimpants.

#### Le village des rapaces
Inaugurée en 2007, cette volière de 5 000 m2 propose cinquante espèces de rapaces tels la chouette à lunettes, la chouette lapone, la chouette effraie, le pygargue à queue blanche, le harfang des neiges, le hibou grand-duc, le vautour de Rüppell, le condor des Andes, le Pygargue à tête blanche.

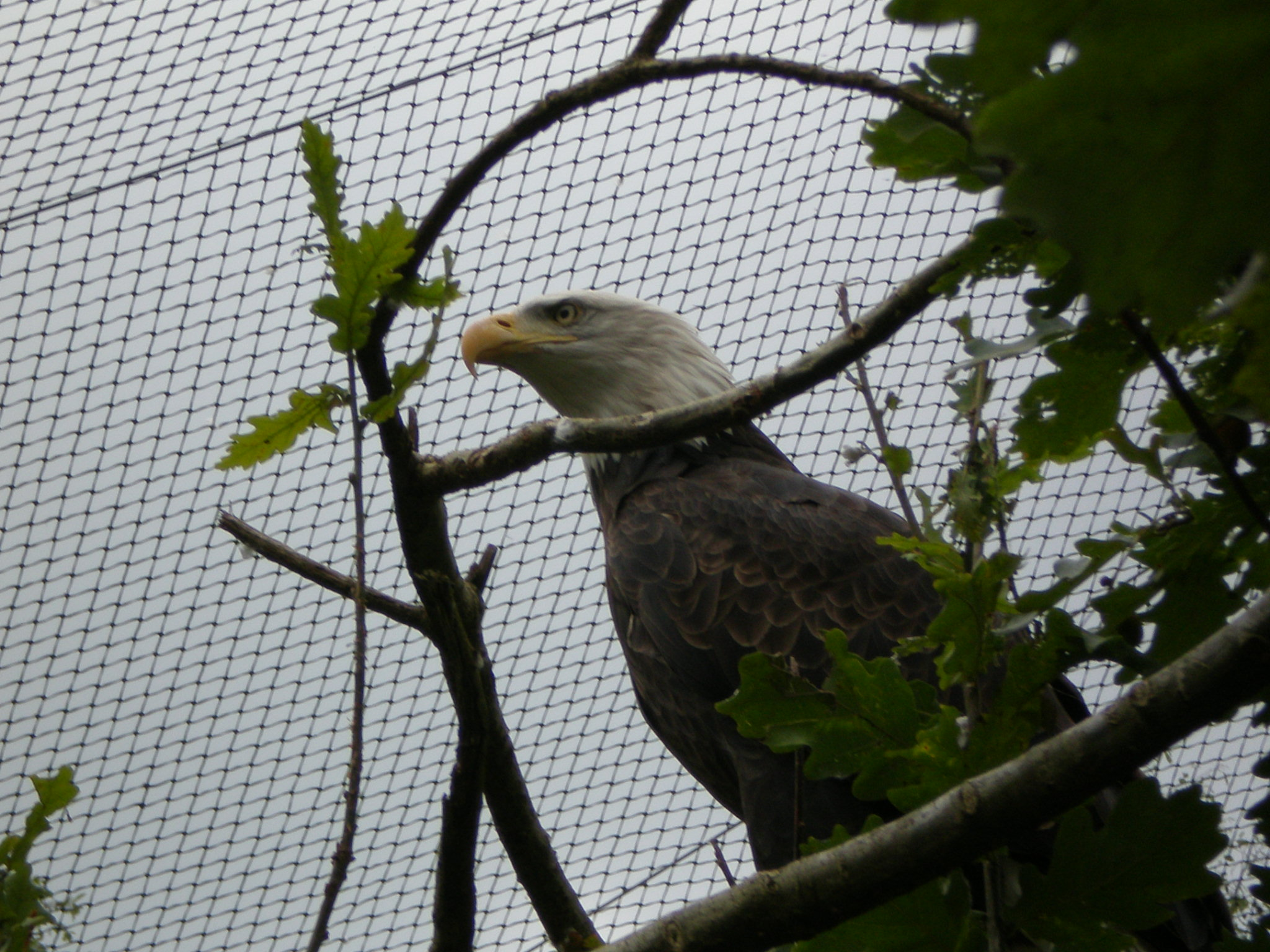
Pygargue à tête blanche.
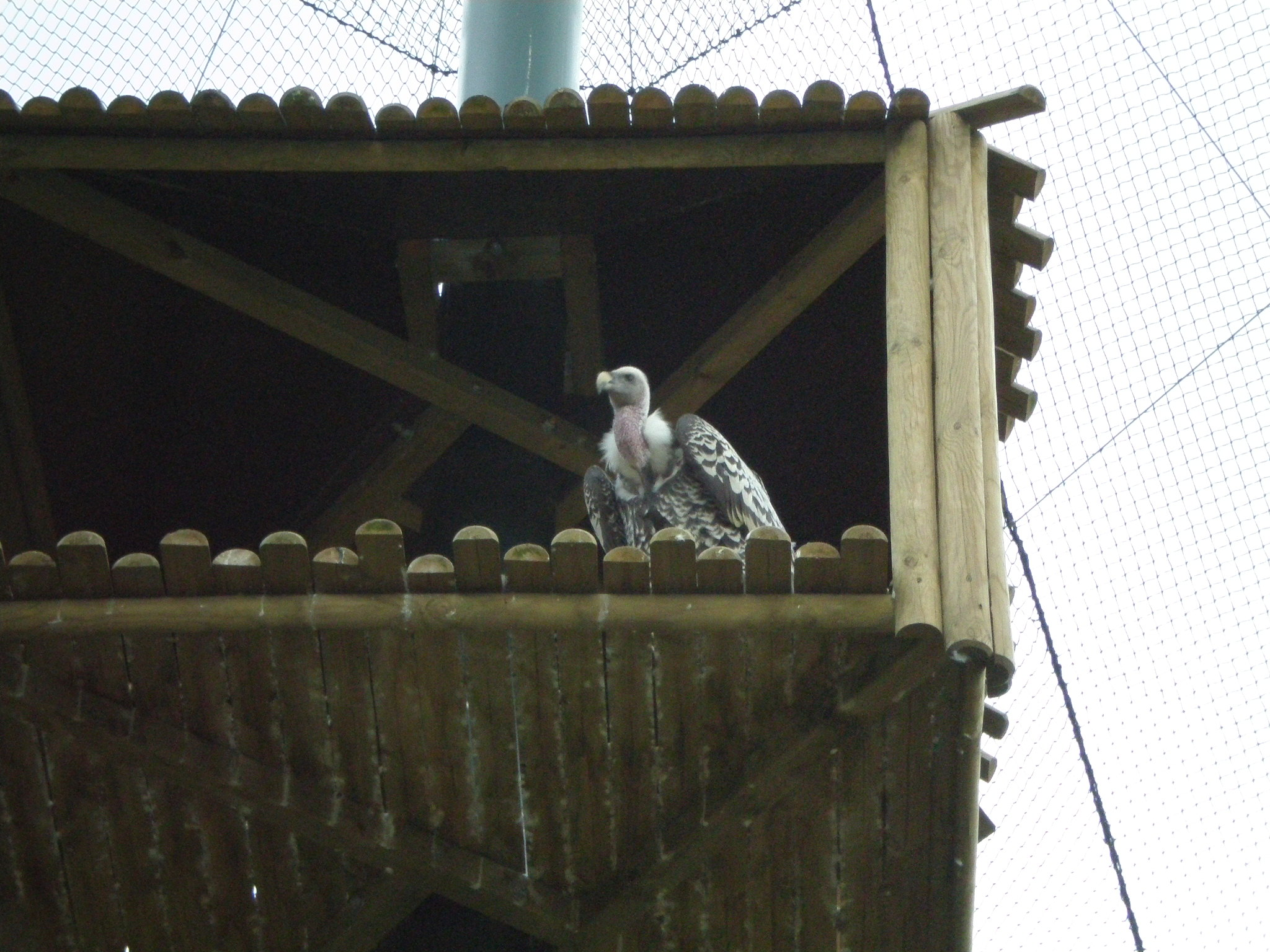
Vautour de Rüppell.
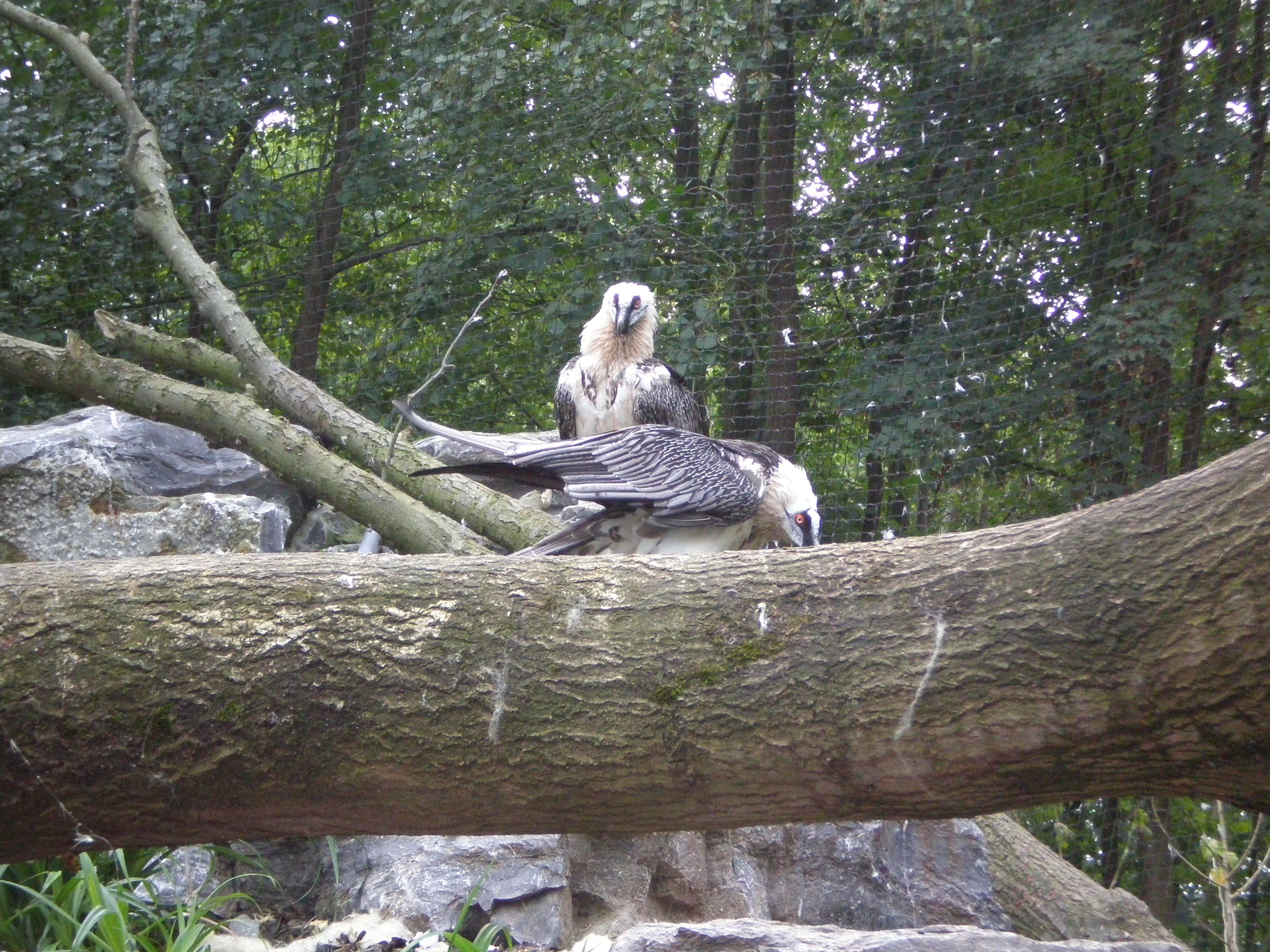
Gypaète barbu.
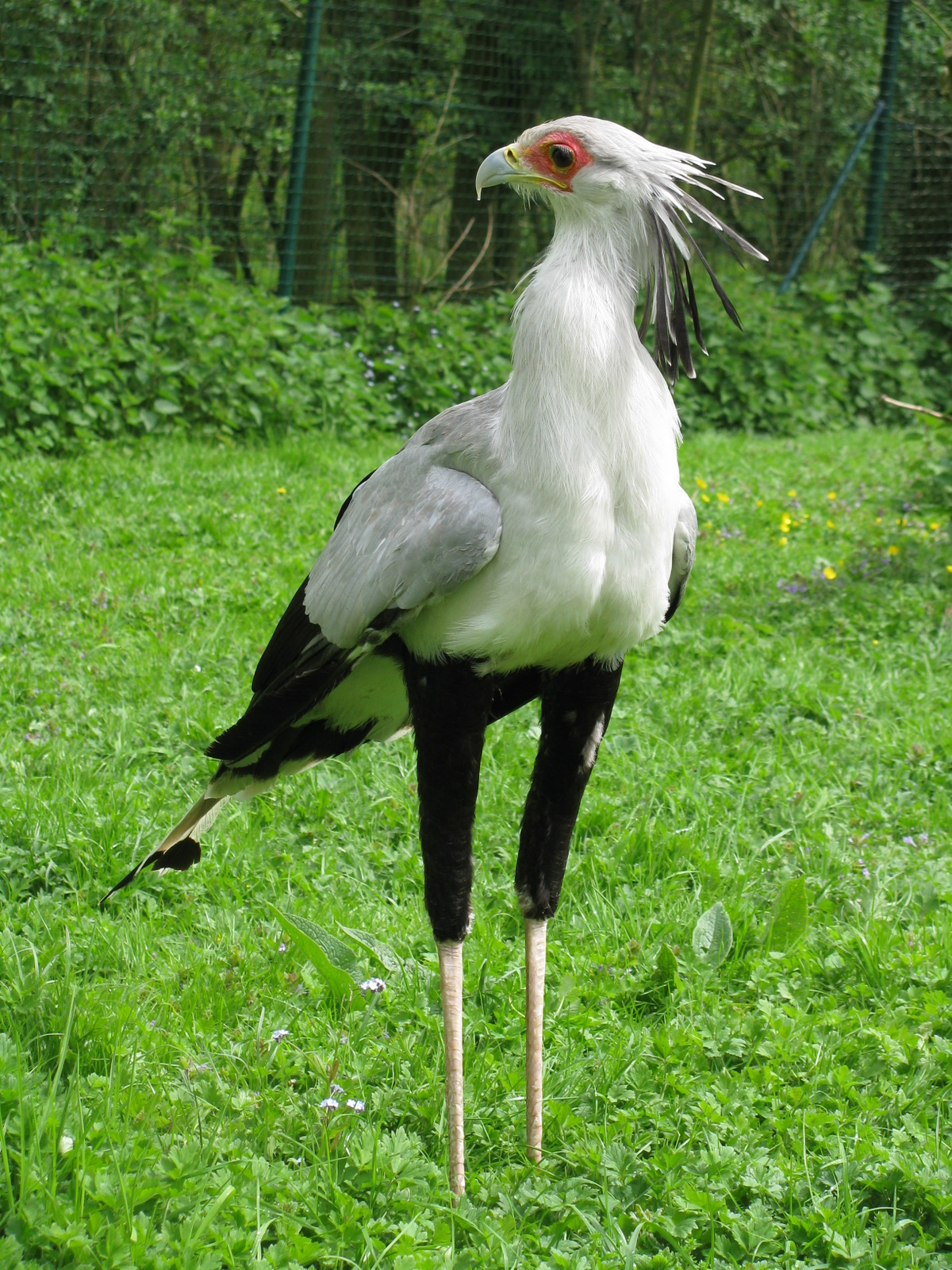
Messager sagittaire.

#### La tour Saint-Bernard
Cette tour carrée est composée de deux étages d'un seul tenant. Elle est représentée pourvue d'une toiture sur des gravures du XVIIIe siècle. La source dite « de Saint-Bernard » est dissimulée dans la tour. À côté de cette tour est aménagé un enclos accueillant des tapirs terrestres, des fourmiliers géants et des capybaras.

#### Le moulin
Avant sa reconstruction en 2010, seul le mur plongeant dans la Dendre tenait encore debout. L'emplacement de l'axe de la roue à aubes y était encore visible. Le moulin à eau est situé sur la rive droite de la Dendre et au nord de l'étang Montigny.

### Cambron-sur-Mer

#### Aquarium géantNautilus
Ouvert en 2001, cet aquarium est basé sur le thème du roman de Jules Verne, Vingt mille lieues sous les mers. Il est situé à l’intérieur du château du parc. L'aquarium présentant un décor rappelant le sous-marin Nautilus contient plusieurs espèces marines comme des barracuda, requins, méduses, raies et hippocampes.

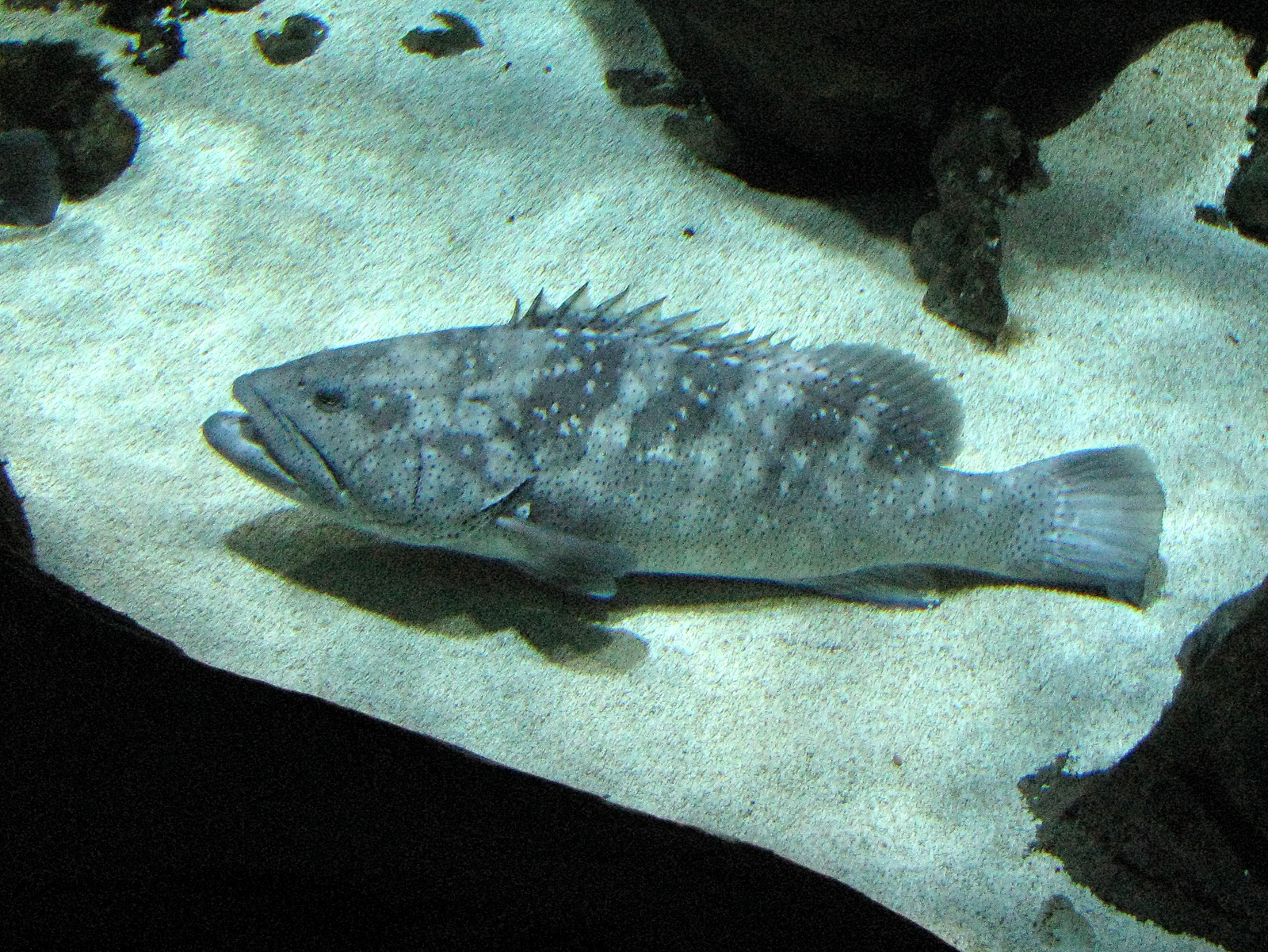
Serranidae.
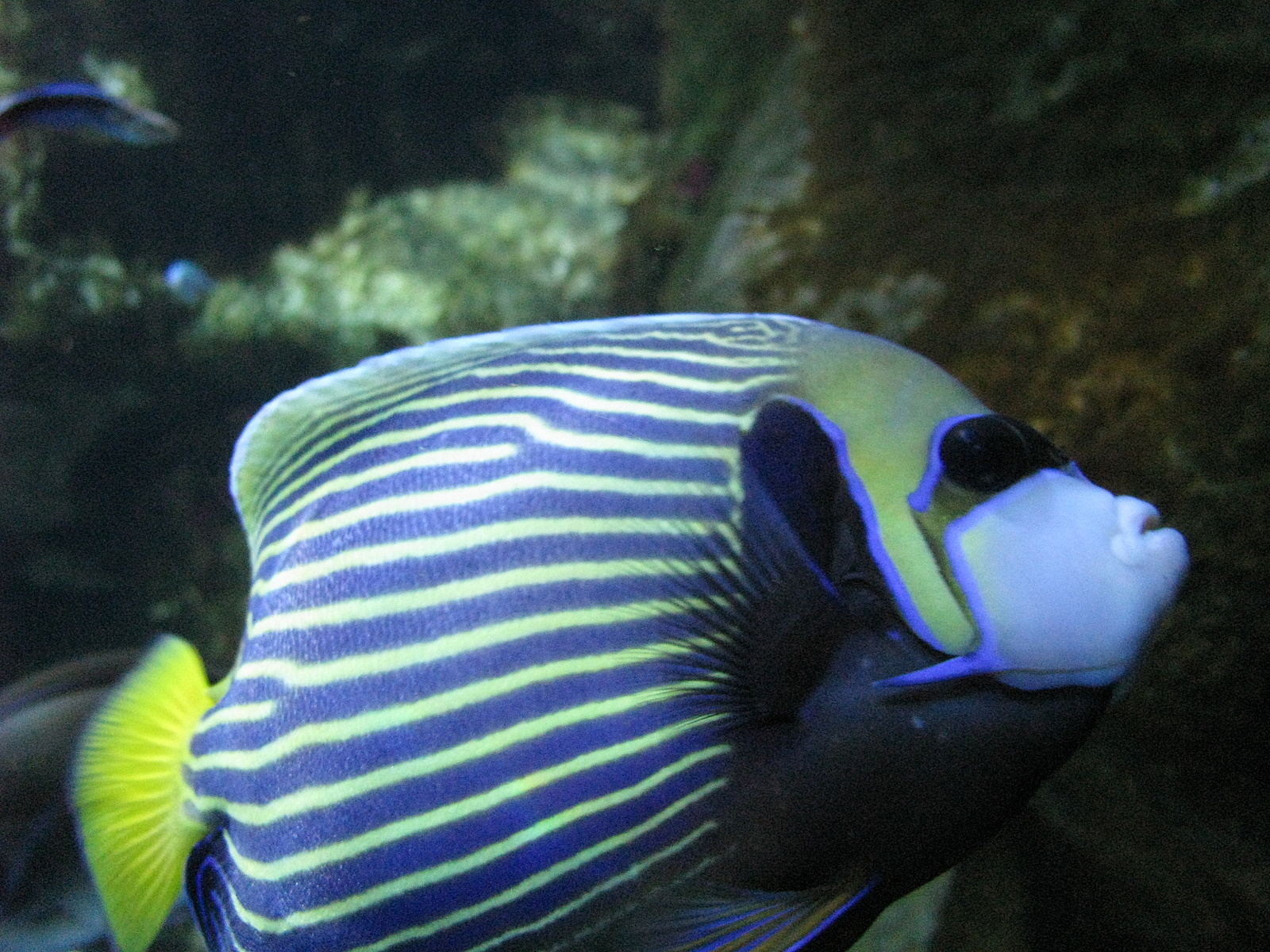
Ange de mer impérial.
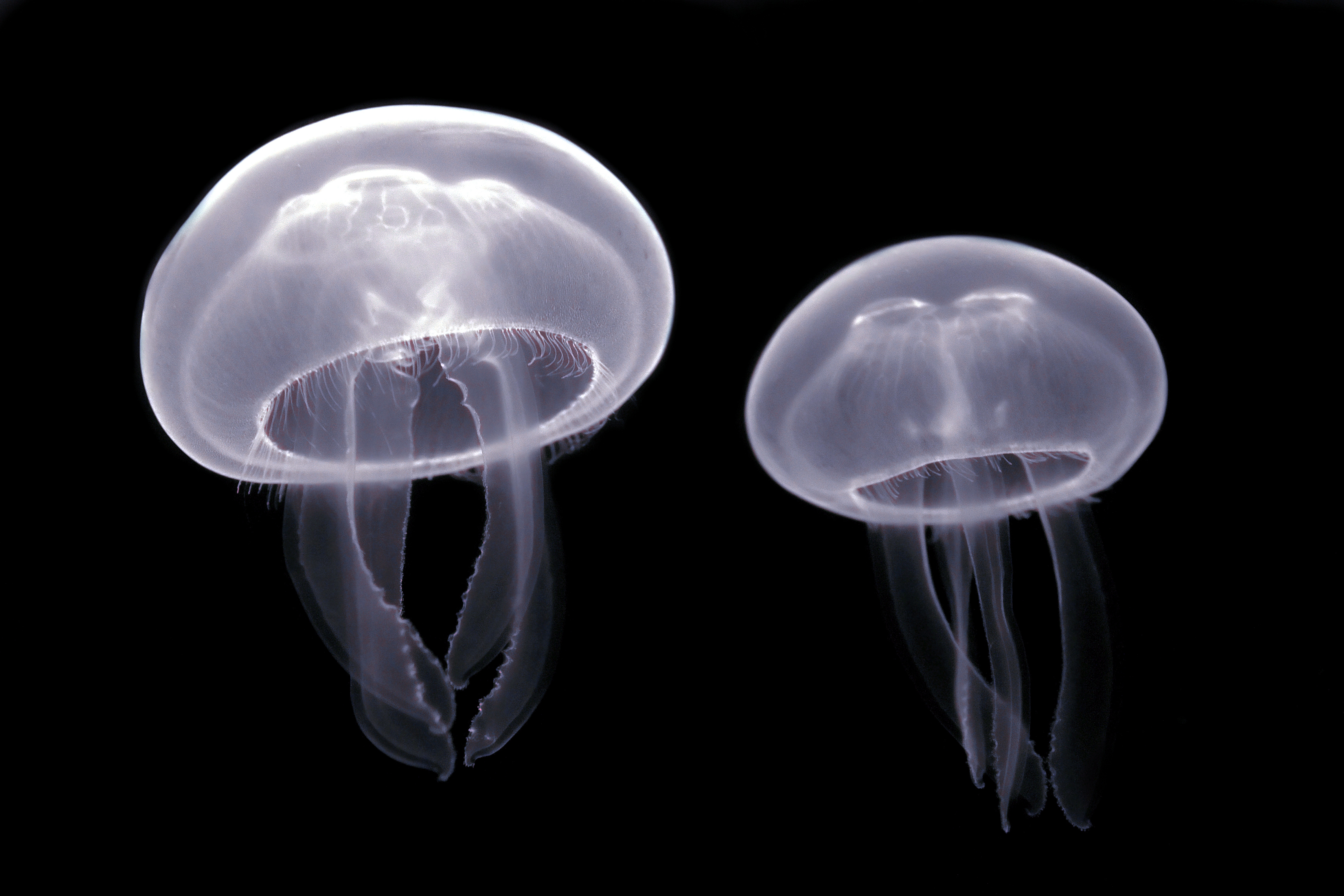
Aurelia aurita.
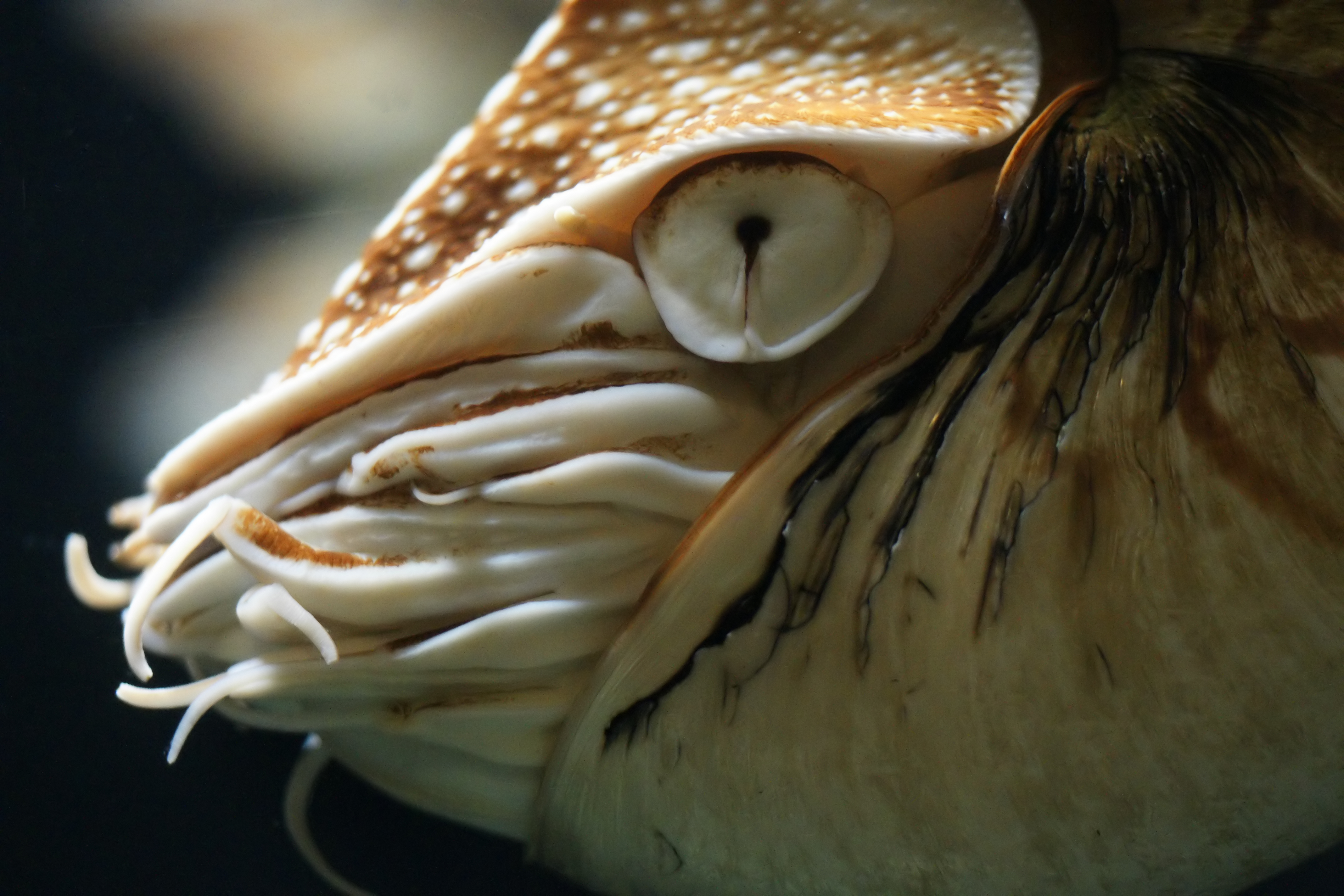
Nautilus pompilius.
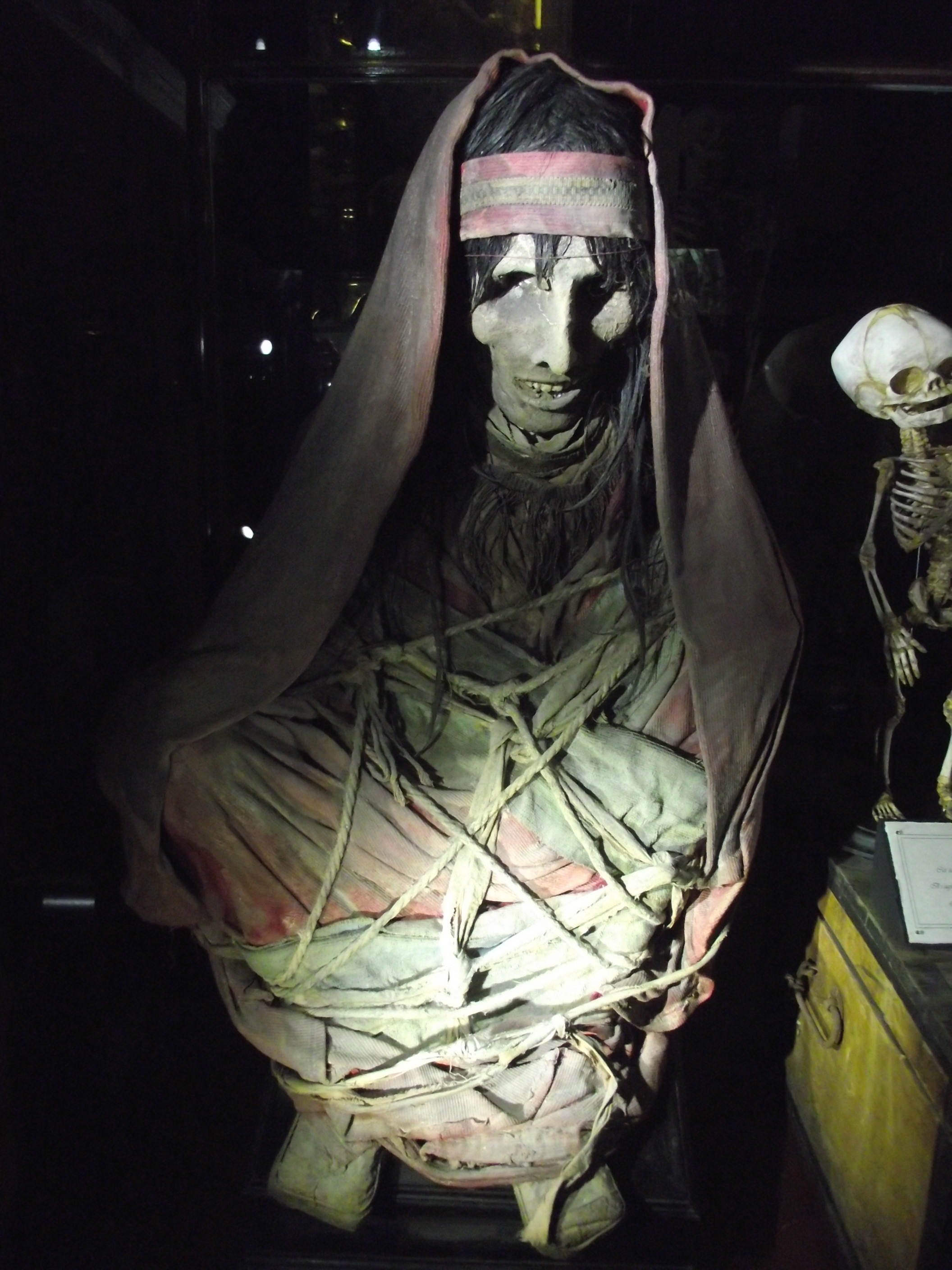
Momie dans le cabinet des curiosités.

#### Algoa bay
La baie rocheuse Algoa bay inaugurée en 2002 abritait des phoques et des manchots. Les phoques avaient pris en mai 2012 l'enclos des otaries, qui ont déménagé dans la zone La Terre des origines. Une grotte vitrée passant sous le bassin permettait d’apercevoir ces animaux lors de leurs plongées. En 2017, les phoques et manchots déménagent sur la plage de Cambron, laissant le complexe vide. Les otaries, que l'on pouvait donc voir jusqu'ici dans le Village lacustre de la Terre des origines, reprennent alors leur place à Algoa bay.

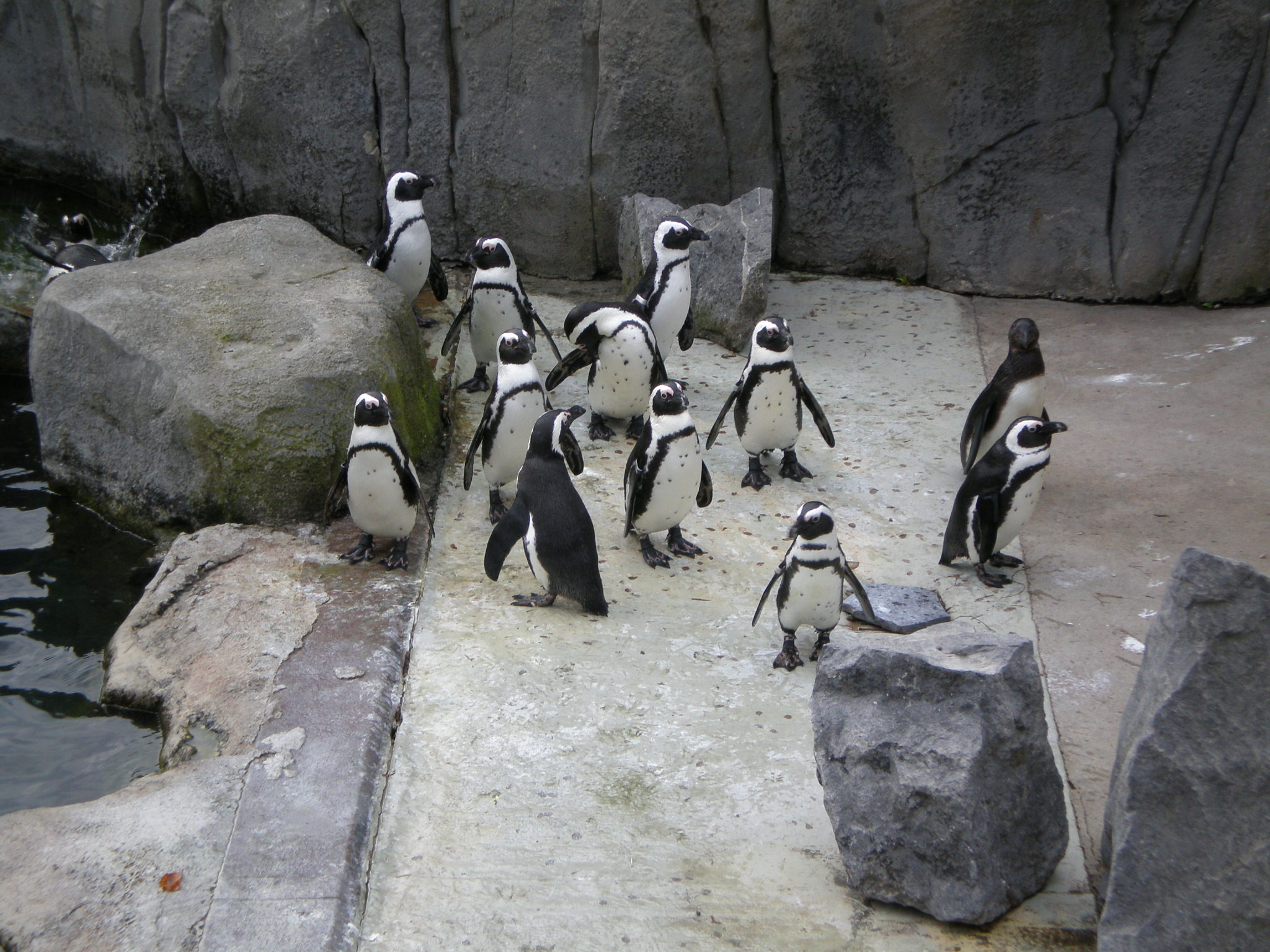
La baie aux manchots du Cap.
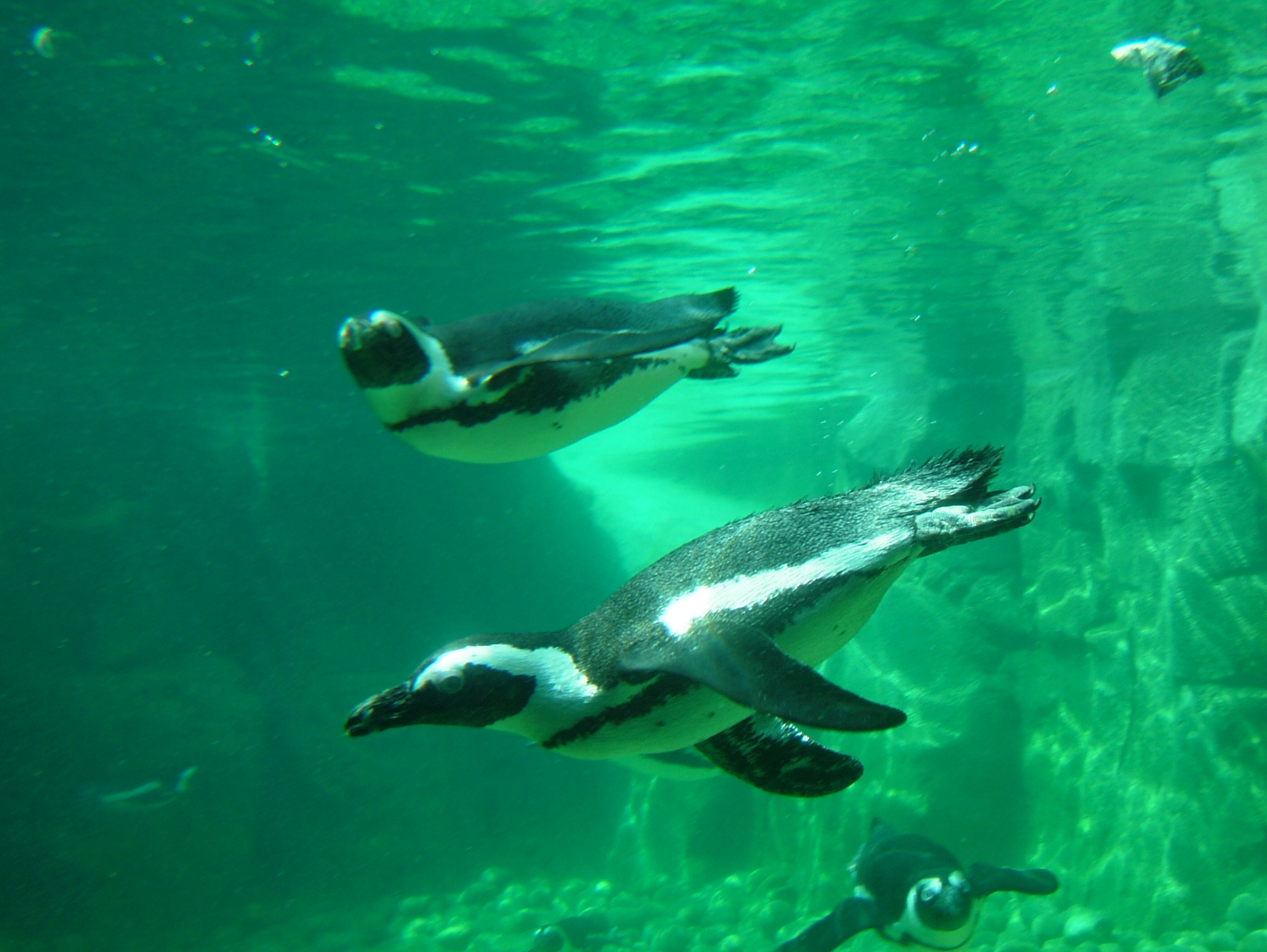
Nage sous-marine des manchots du Cap.
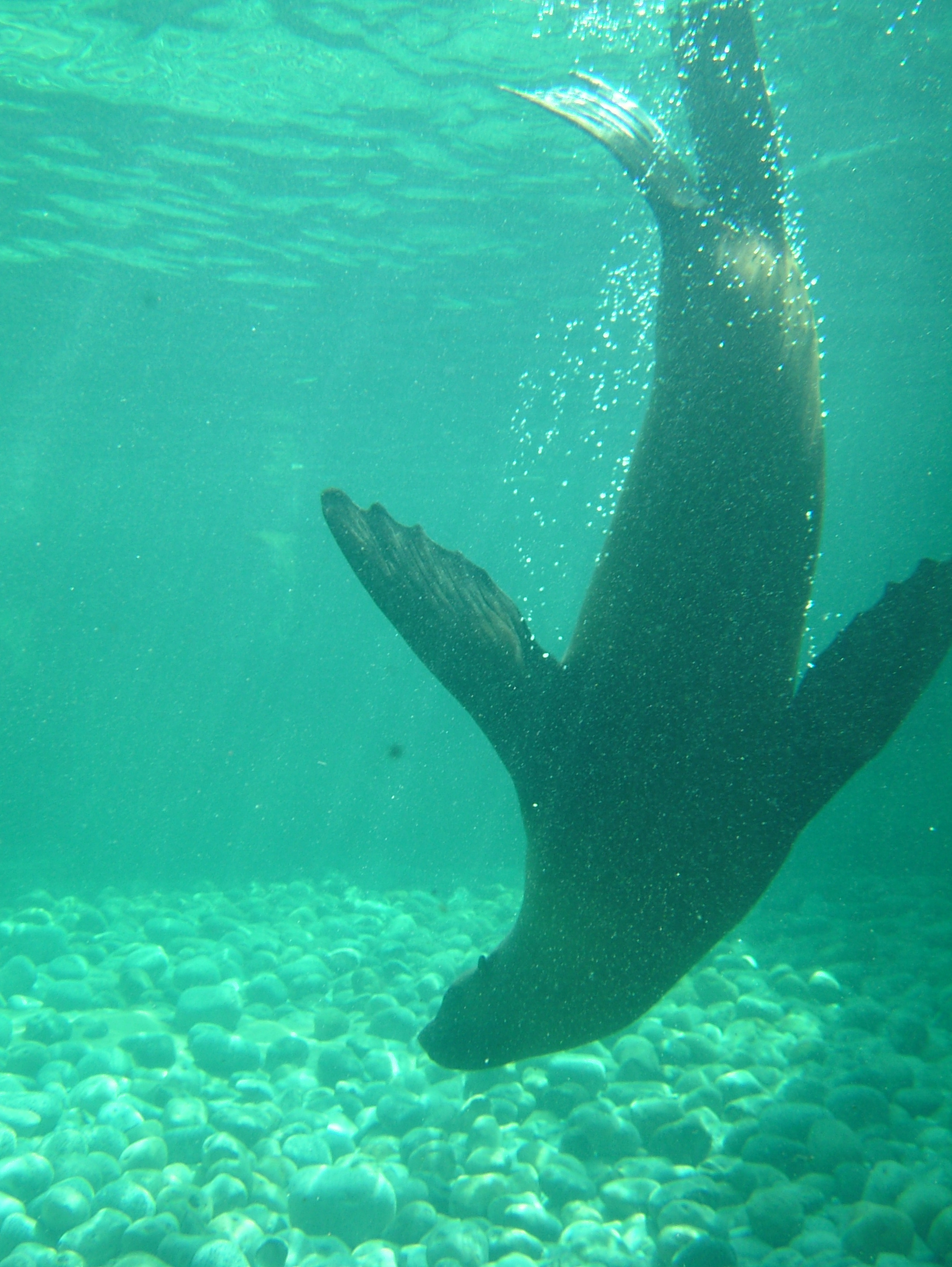
Otarie à fourrure en plongée, en 2005.
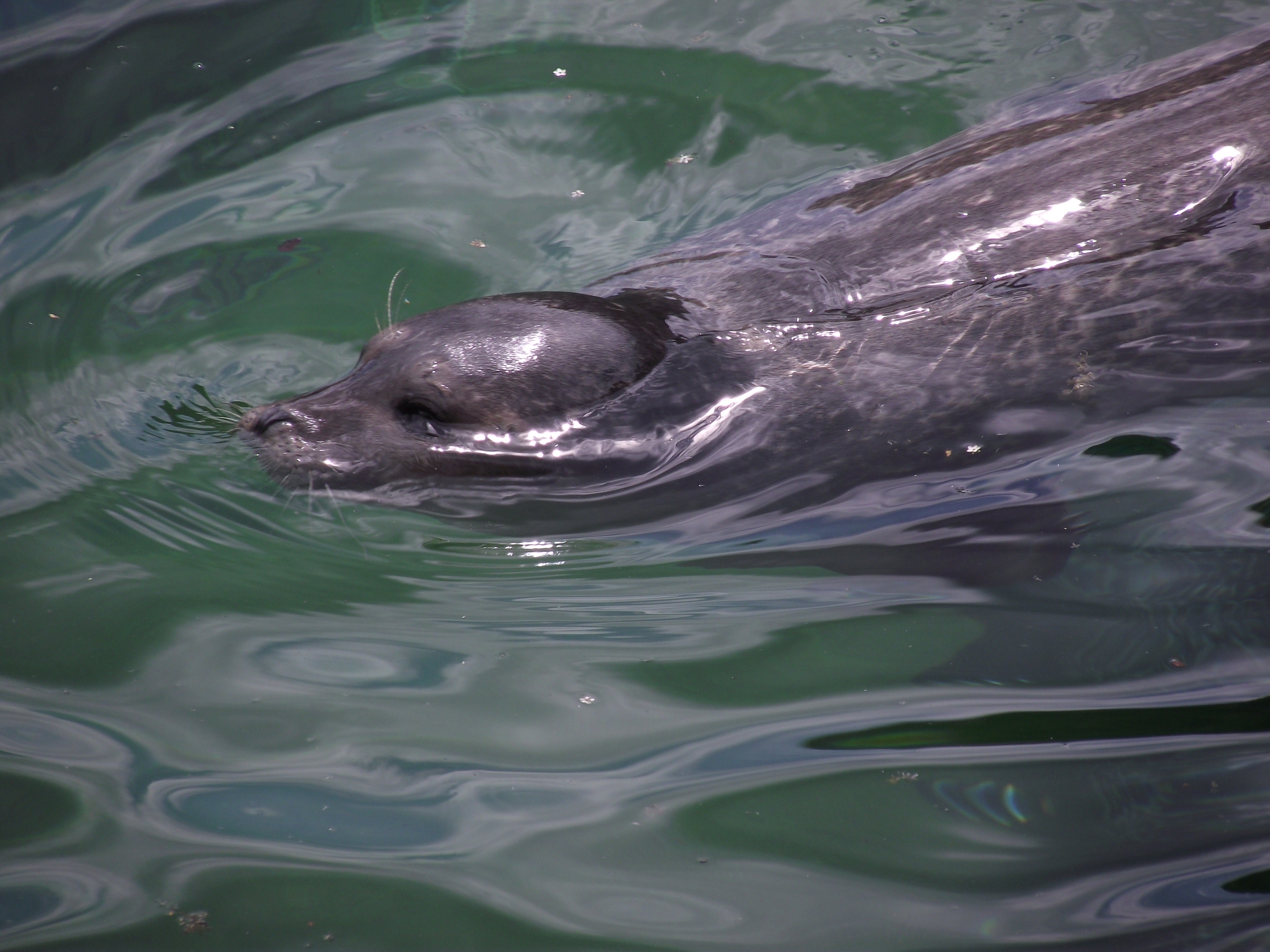
Phoque veau marin.
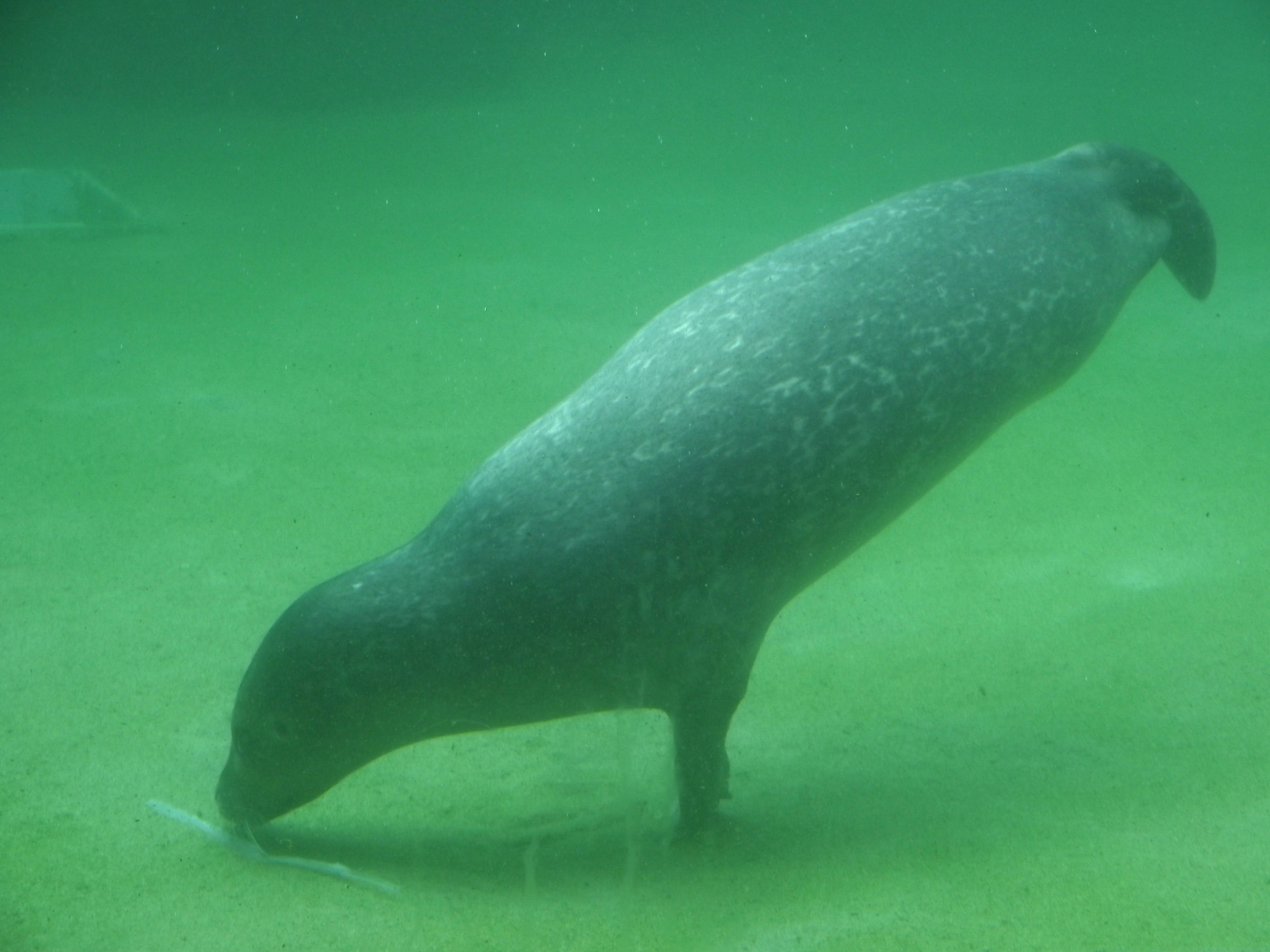
Phoque veau marin en vision subaquatique.

#### La plage de Cambron
Depuis 2001, une île aux singes hébergeait une colonie de saïmiris en liberté en provenance de la forêt amazonienne. Plusieurs fois sur la journée, les visiteurs pouvaient nourrir les animaux sous surveillance de leurs soigneurs. Les singes étaient libres de grimper sur eux et étaient une attraction phare. Depuis 2016, l'île a disparu et les saïmiris ont été relocalisés sur une nouvelle île à proximité du baleinier.
En 2017, la plage est réaménagée avec un bâtiment servant de point de vue. Ce bâtiment représente un socle de phare, sur lequel va en être construit un. La plage accueille désormais les phoques et manchots du cap de l'Algoa bay. À l'arrière de l'enclos, un bar avec transat est en construction.

### Le Royaume du Milieu
Depuis 2006, le parc abrite un jardin chinois de plus de 45 000 m2, le plus grand du genre en Europe,. S'y trouvent des pandas roux et des muntjacs. En 2011, sont ajoutés six bassins en marbre de Carrare contenant des Garra rufa (attraction surnommée les poissons pédicures du cabinet du Docteur Yu, qui propose de nettoyer les pieds des visiteurs). On y trouve également un restaurant vietnamien/cambodgien, le Temple des Délices, fourni par le traiteur Paulus.
Depuis le 23 février 2014, le parc abrite deux pandas géants loués pour quinze ans par la république populaire de Chine. Cette extension voit aussi l'arrivée de takins dorés et de panthères des neiges. En 2016, les binturongs rejoignent le jardin chinois, prenant la place des muntjacs, qui cohabitent désormais avec les pandas roux. En 2017, l'enclos des grues du Japon à côté de la volière cathédrale et une zone forestière inexploitée sont aménagées. Deux enclos sont créés, accueillant une cohabitation entre des ours à collier et des cerfs du père David.

Ci-dessus : vue panoramique du jardin chinois - Ci-dessous : divers aspects du jardin chinois.

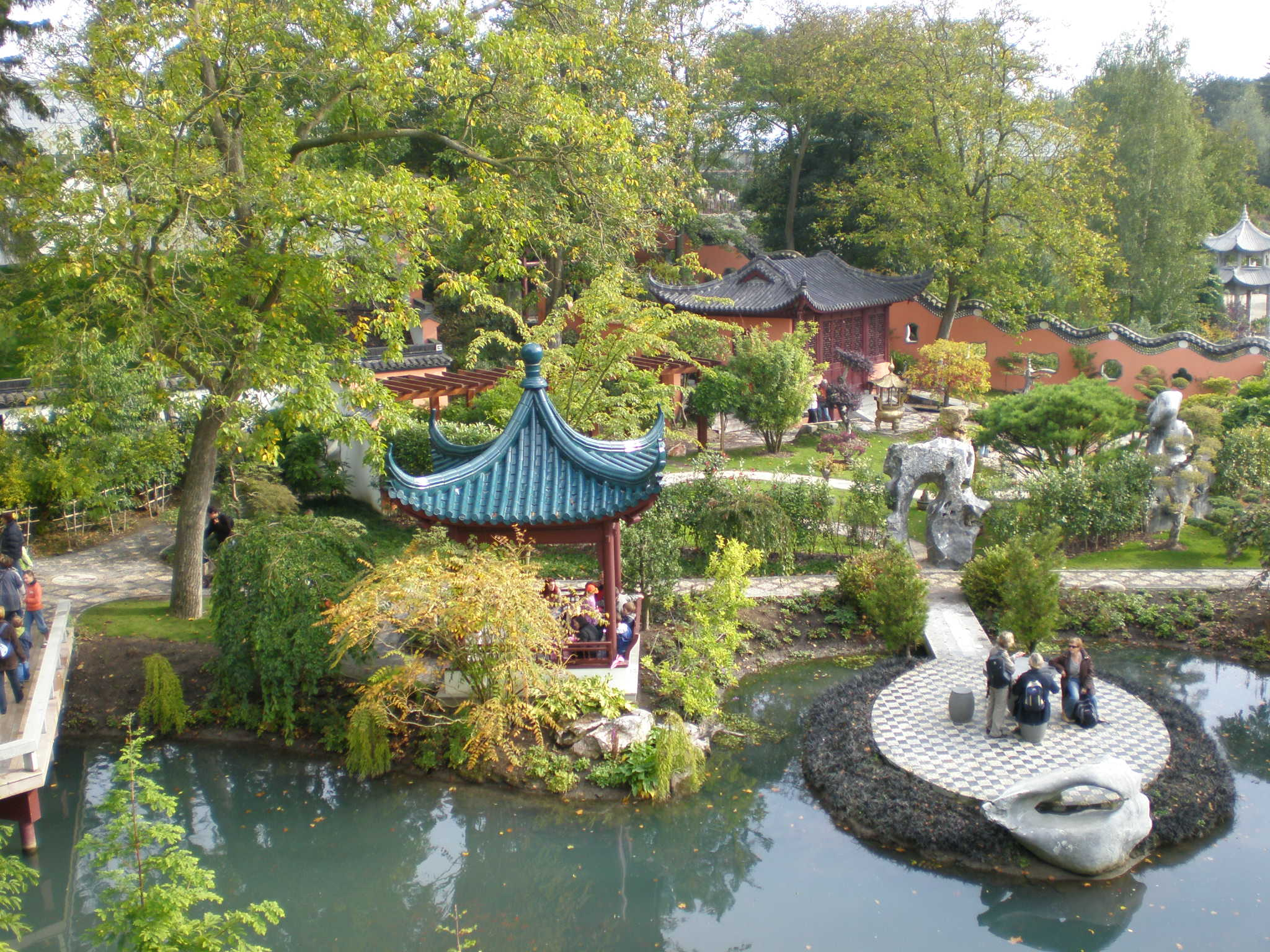
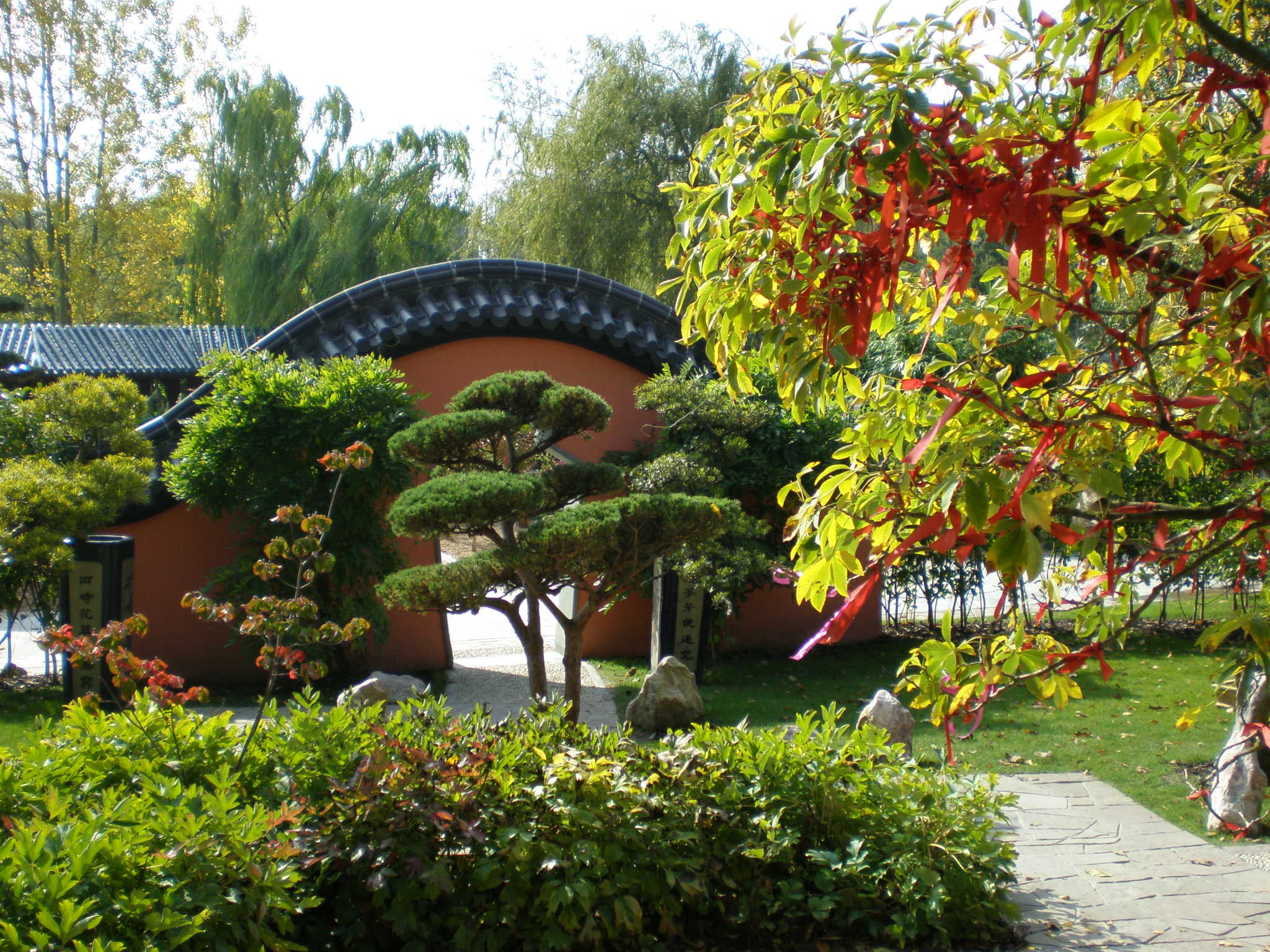
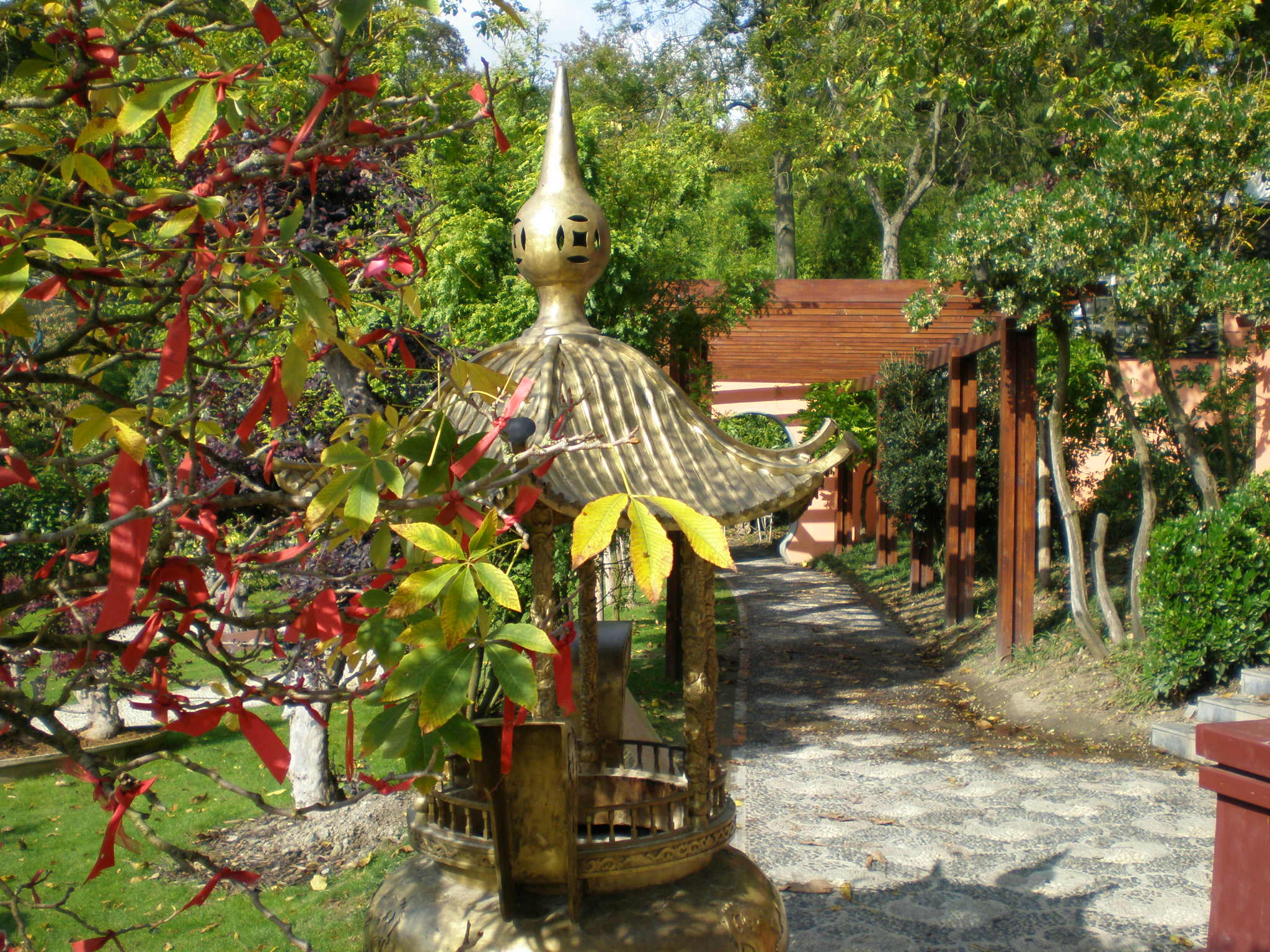
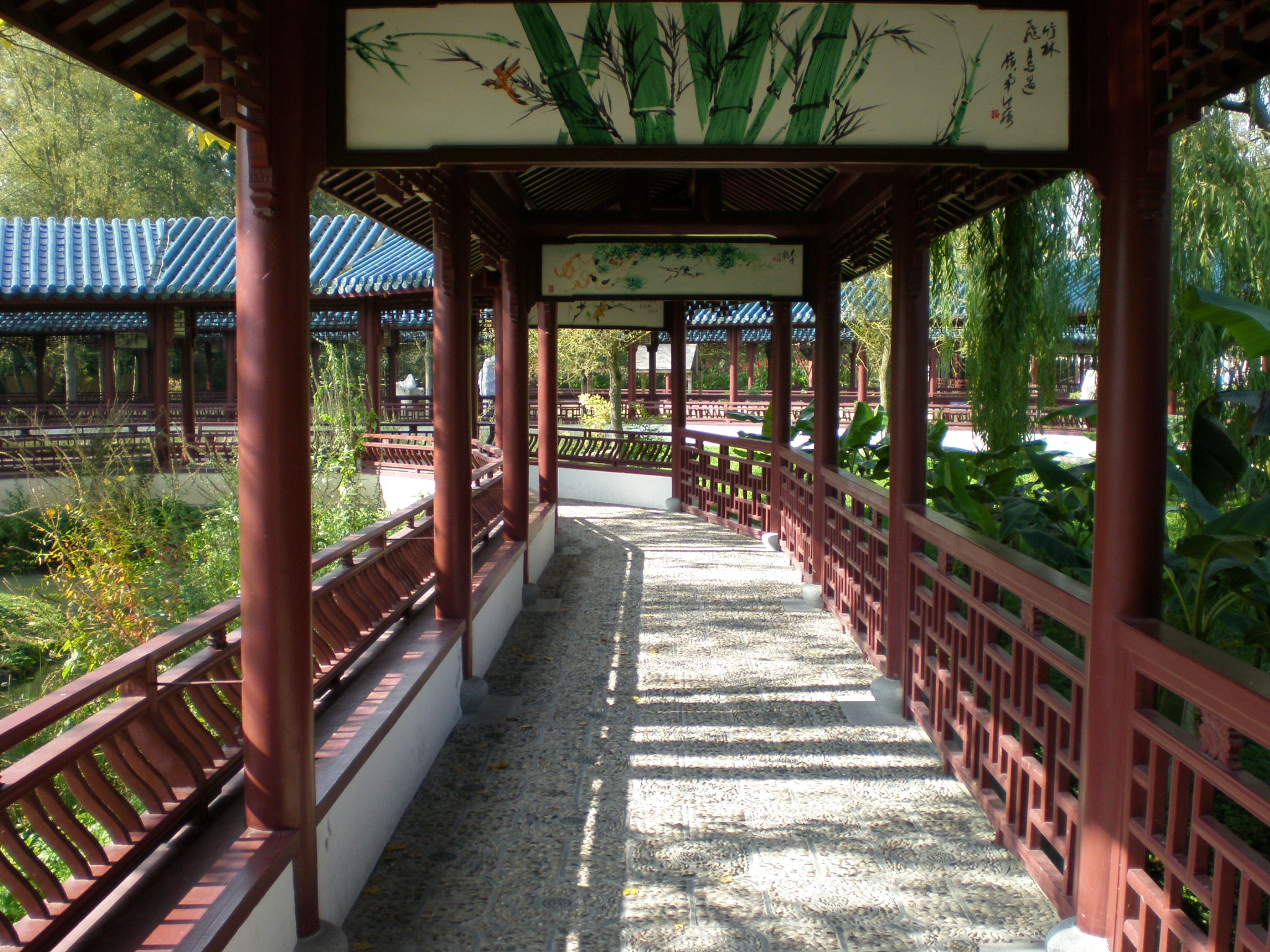
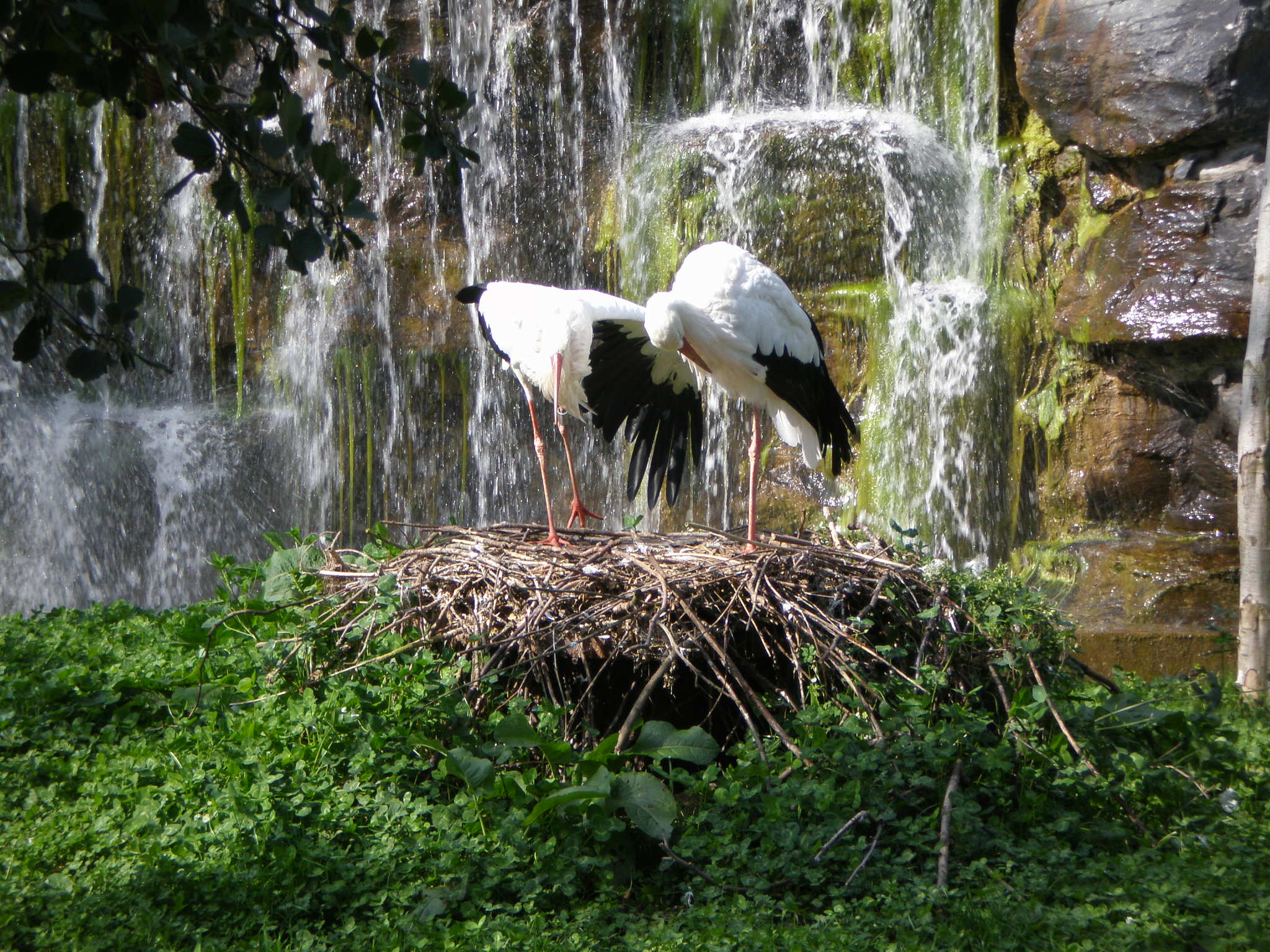
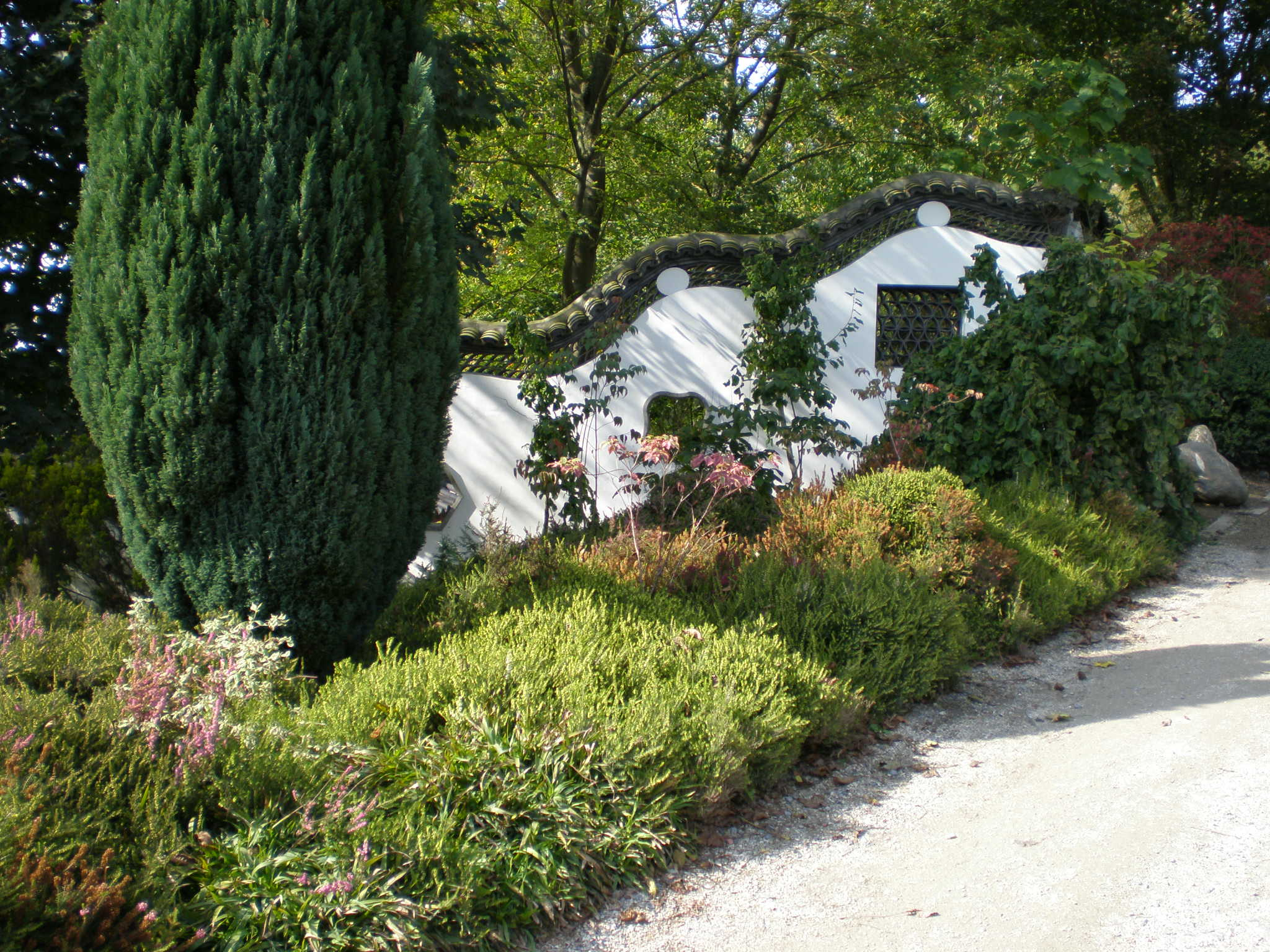
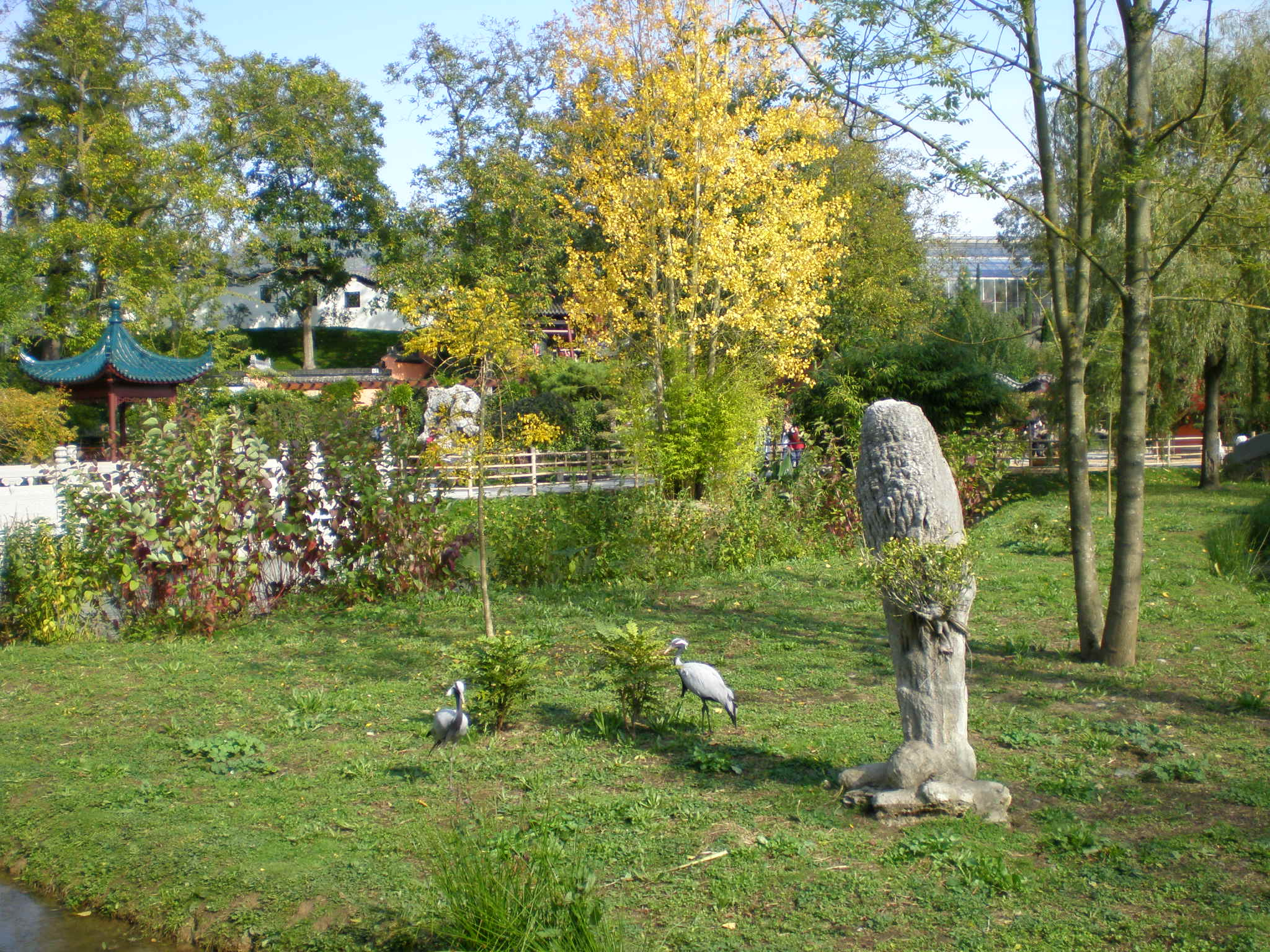
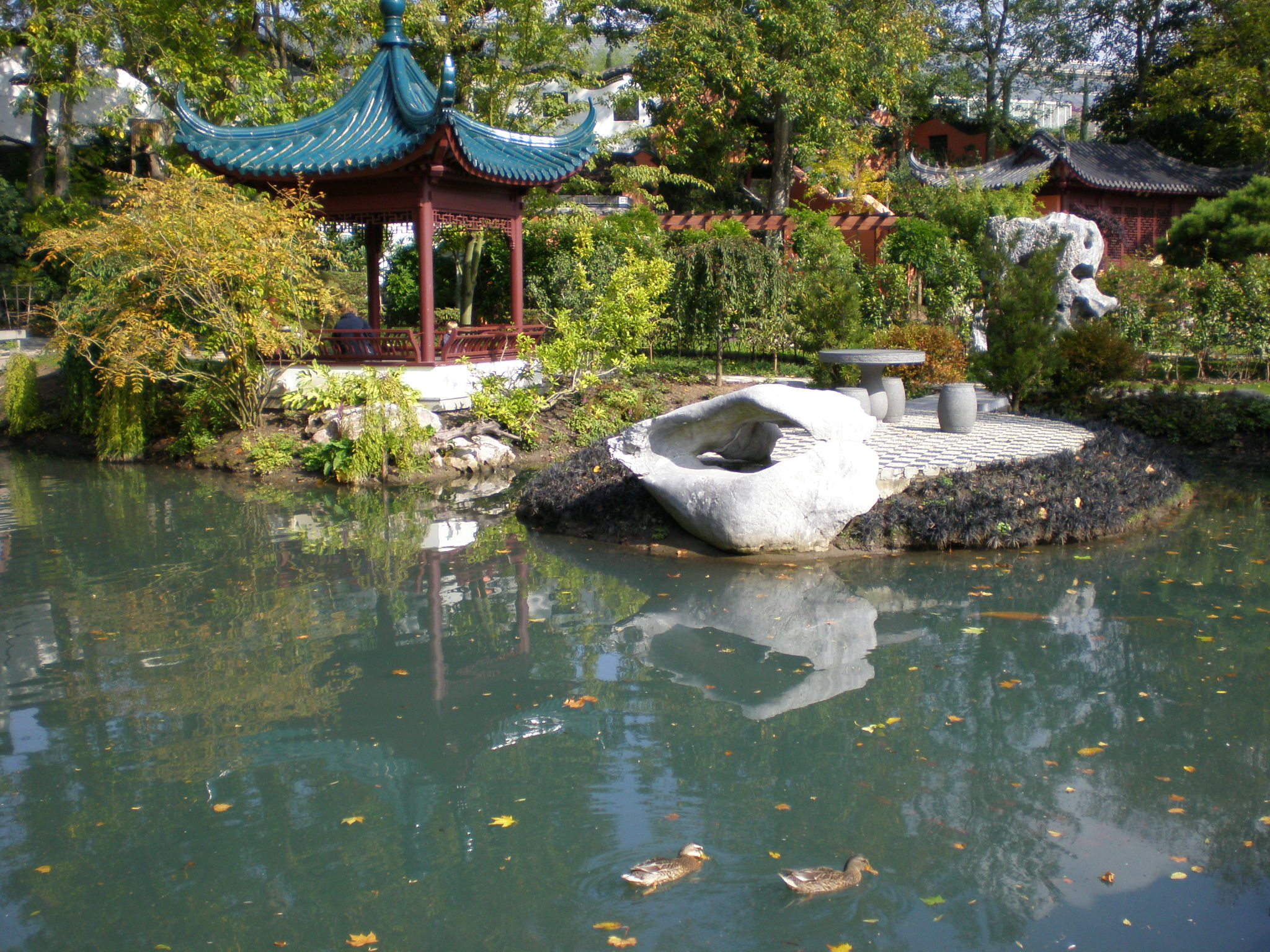
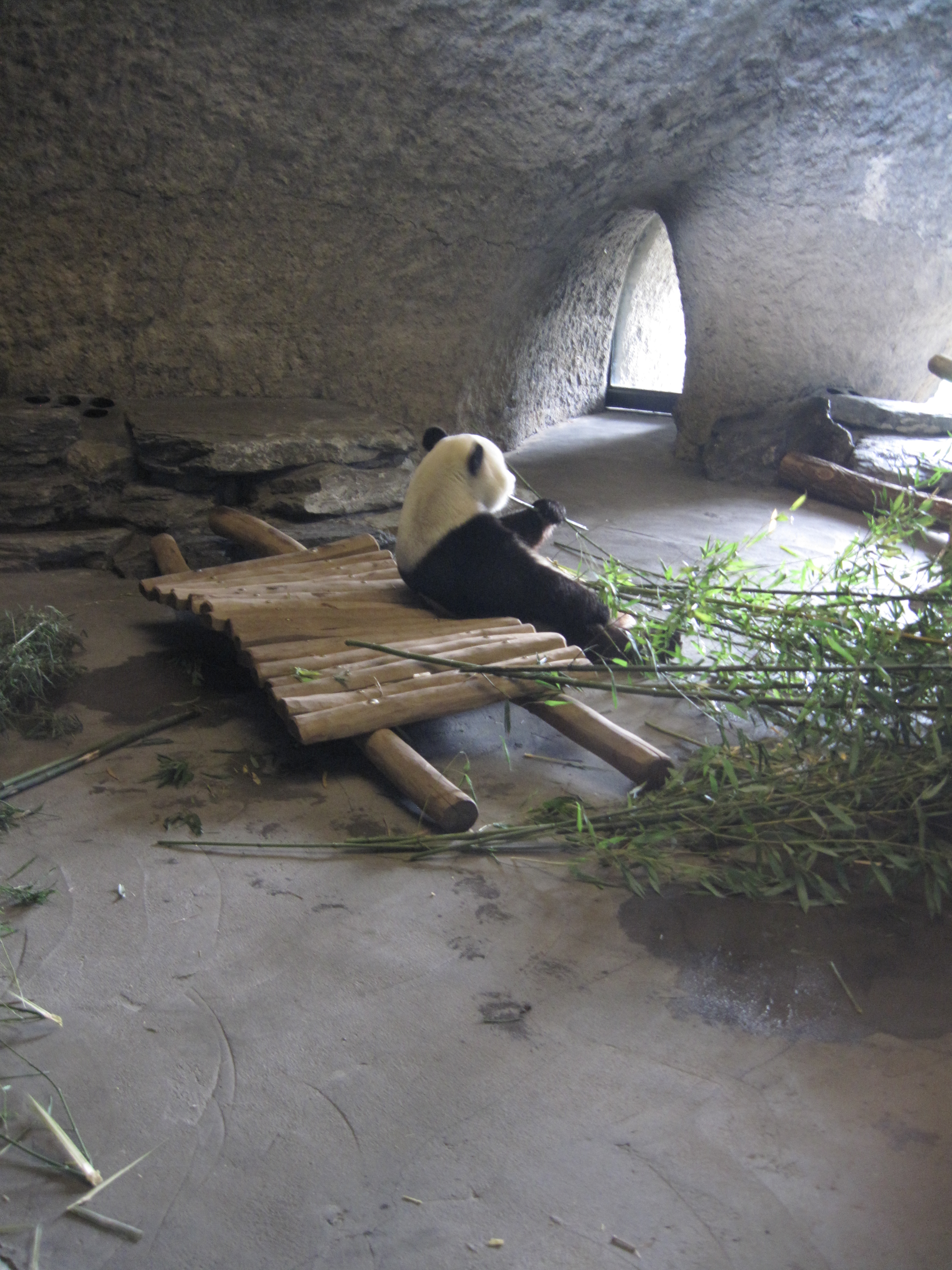

### Cap Austral
Cet espace comprend toutes les attractions bordant les deux principaux étangs.

#### Mura Mura Territory
Ce domaine, inauguré en 2010, est consacré au milieu océanien. Il contient une volière hébergeant une série d'oiseaux australiens, un enclos en plein air hébergeant des kangourous roux et pélicans à lunette, où les visiteurs peuvent se promener au contact des animaux. Un sentier bordé de fougères arborescentes, âgées de quatre cents à cinq cents ans, mène à l'enclos des wallabys, des émeus et des casoars où est reconstitué un village maori.
En 2016, le parc construit une maison australienne à côté du territoire. Celle-ci accueille les trois femelles koala provenant d'un échange avec un centre de reproduction australien.
En 2017, le parc accueille des diables de Tasmanie dans un enclos aménagé à la place des wallabys et émeus. Ceux-ci ont désormais accès à la plage bordant le lac et servant de passage pour le train.

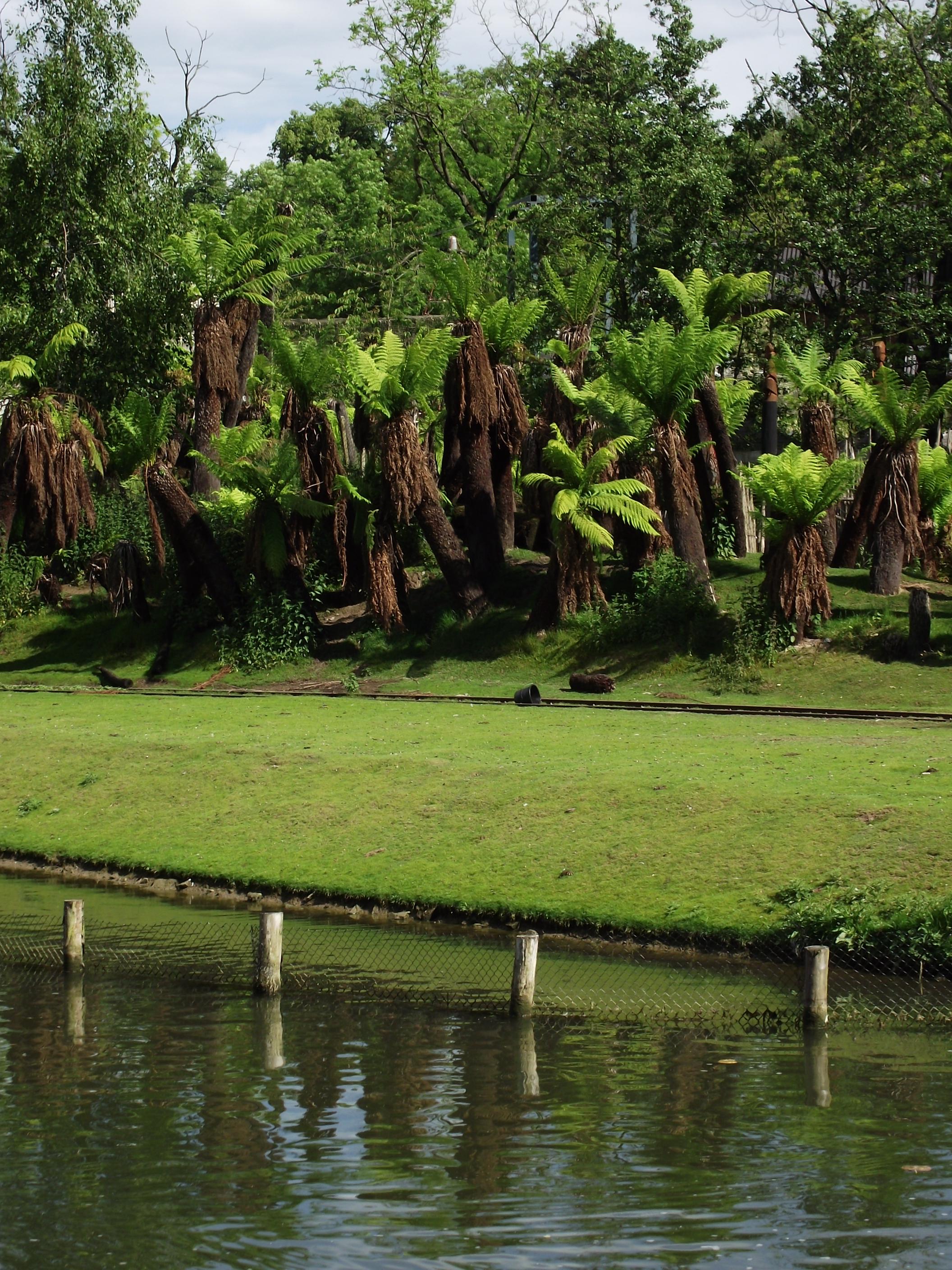
Fougères arborescentes.
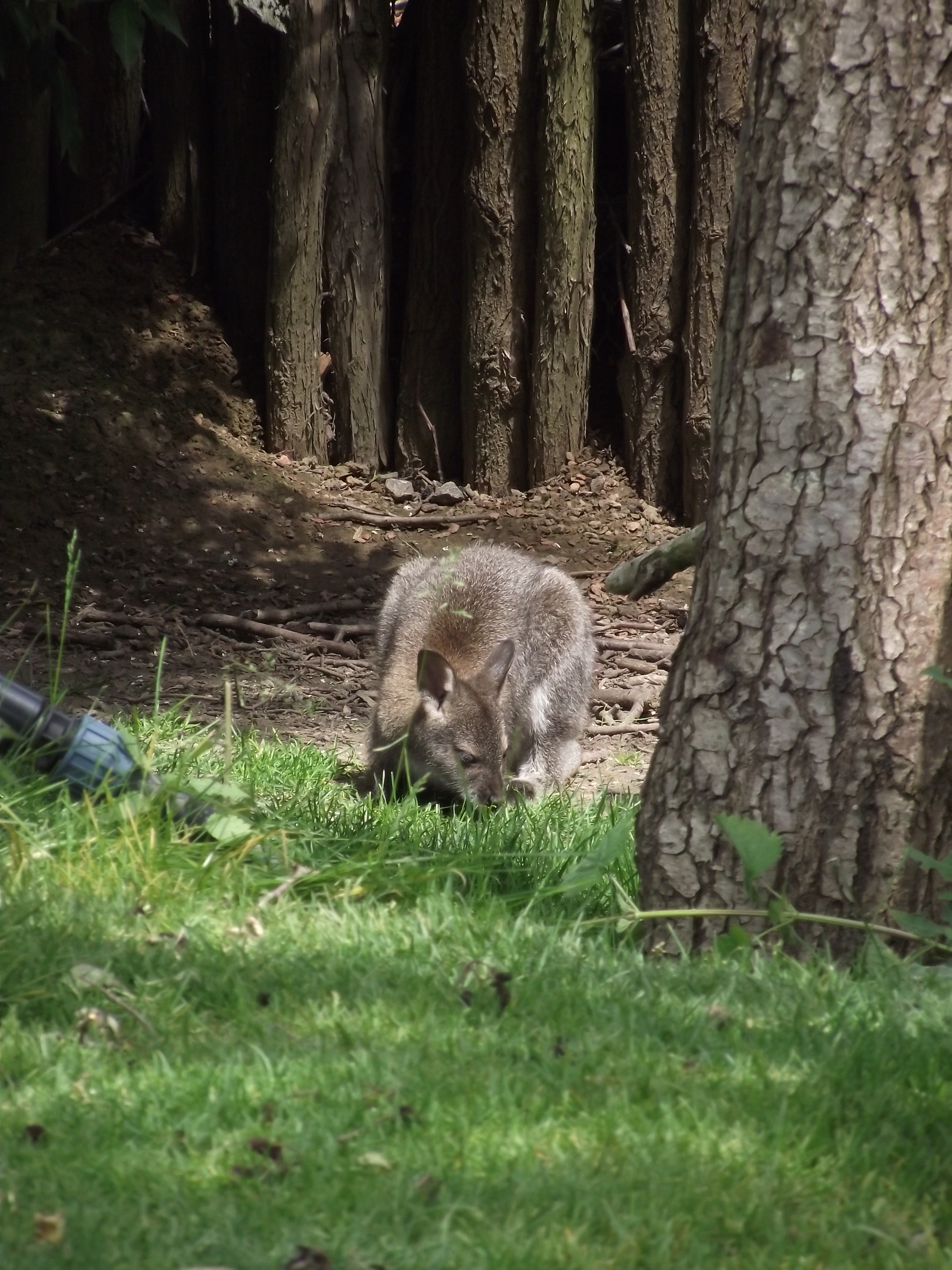
Wallaby à cou rouge.
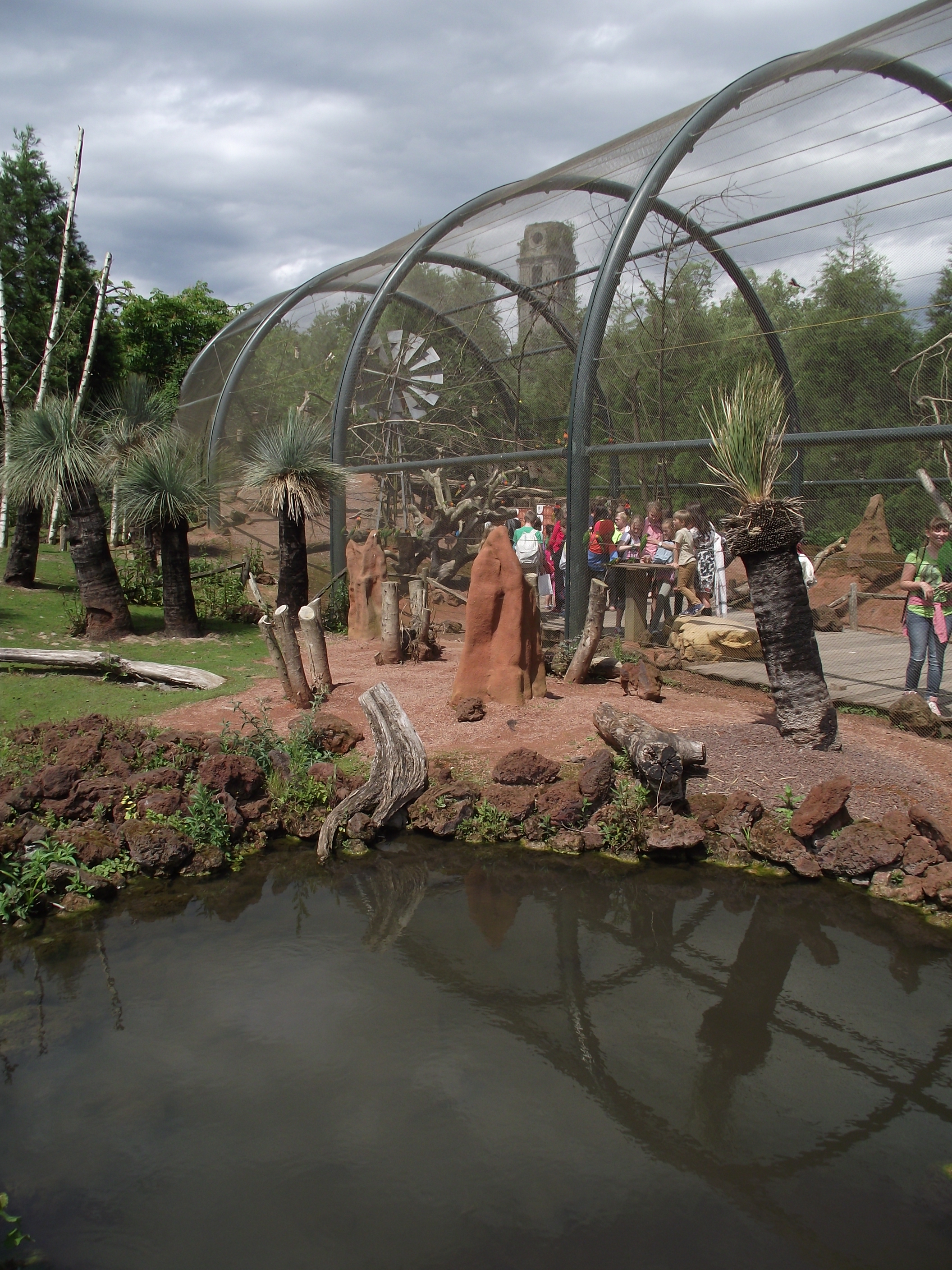
Mura Mura.
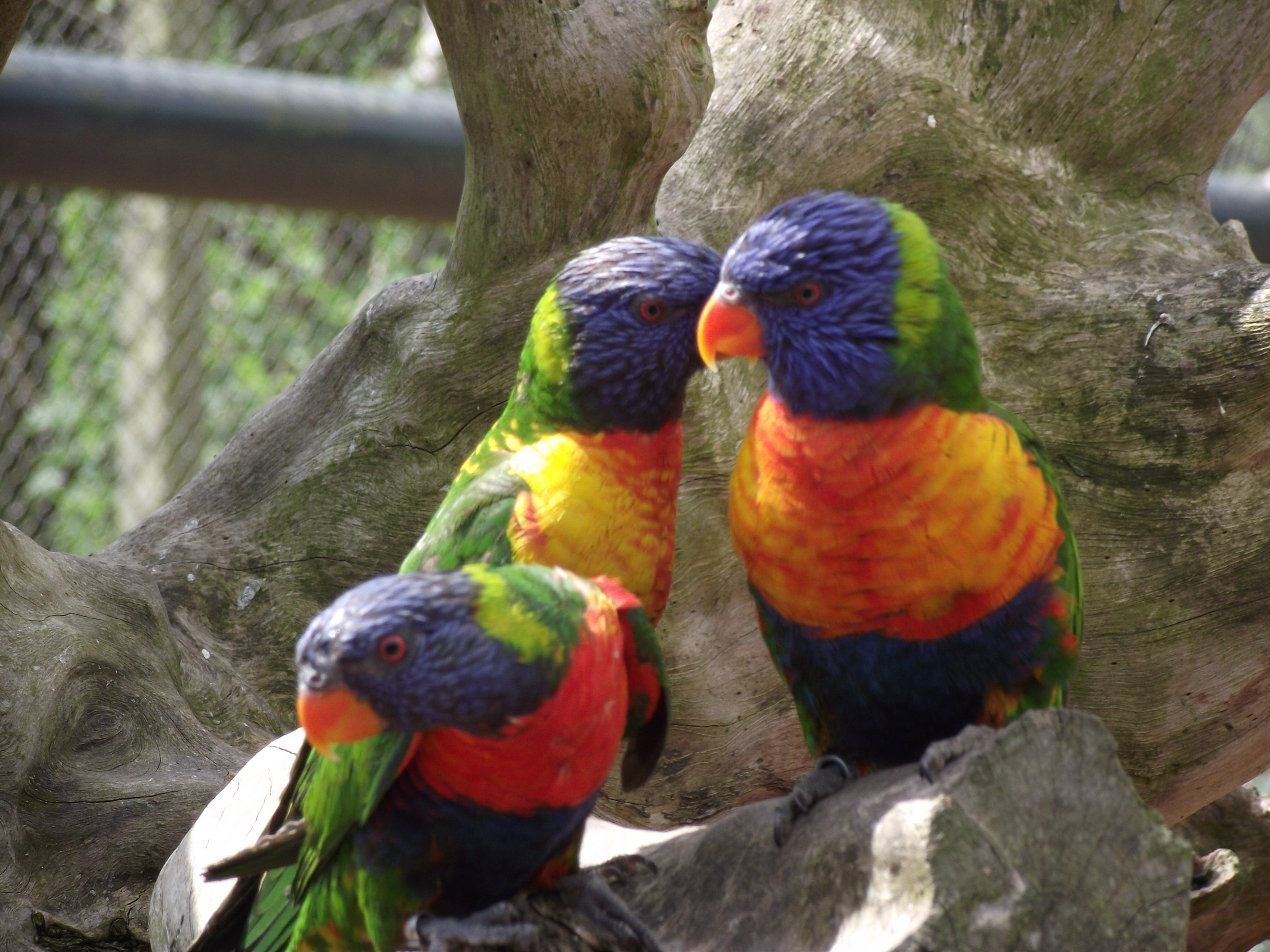
Loriquets à tête bleue.
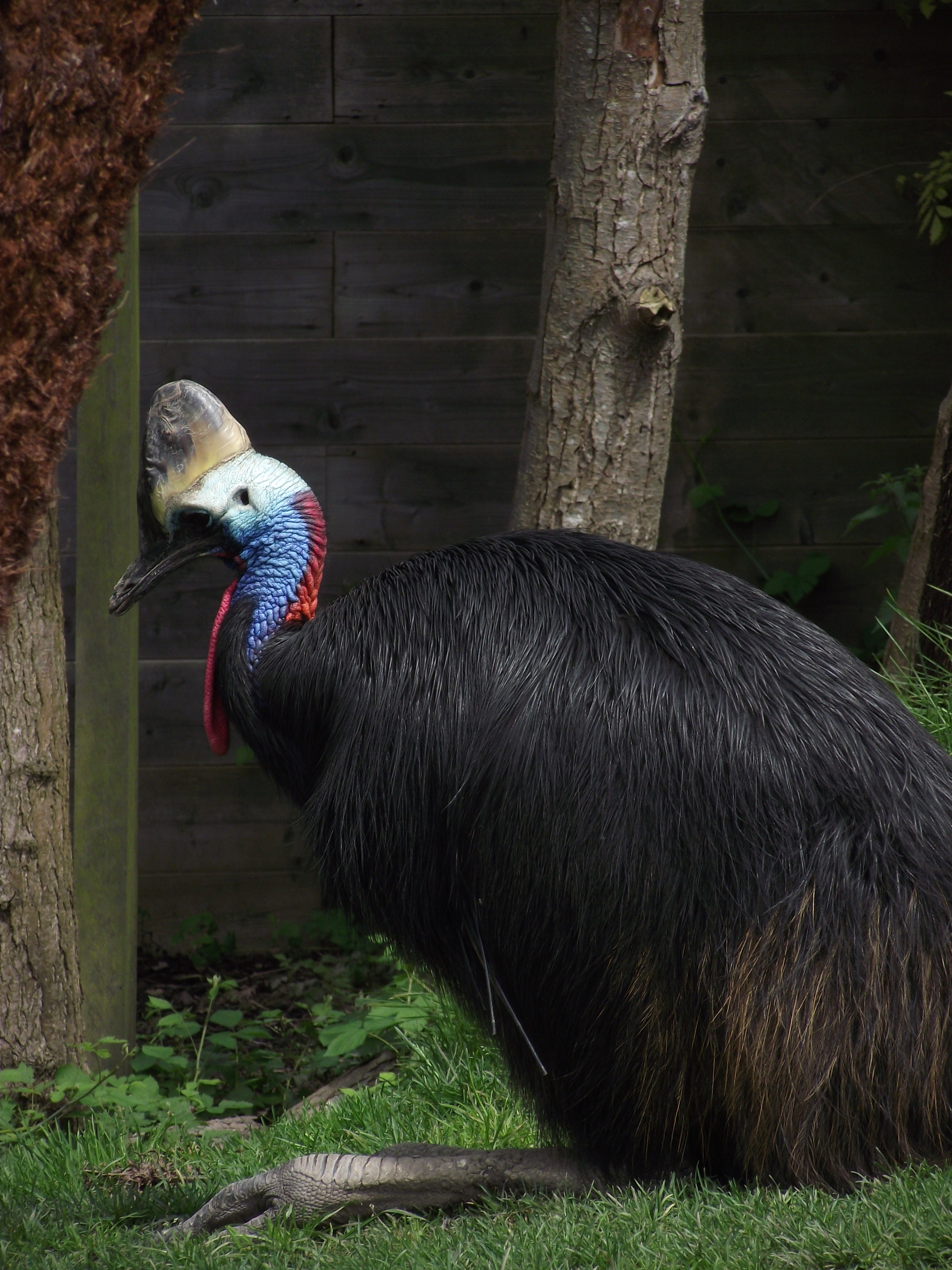
Casoar à casque.

#### Mersus Emergo
En 2003, le parc, en collaboration avec le WWF-Belgique, a ouvert le Mersus Emergo qui est une réplique d’un baleinier dans laquelle des expositions de sensibilisation concernant la protection de l’environnement se déroulent. S'y trouvaient aussi des vivariums servant à la revalidation de reptiles. La salle de cinéma en relief in-Mersus diffusait un film sur les éléphants sauvages du delta de l'Okavango, réalisé par n-Wave. En 2017, le parc réaménage une partie des terrariums pour accueillir de jeunes varans de Komodo.

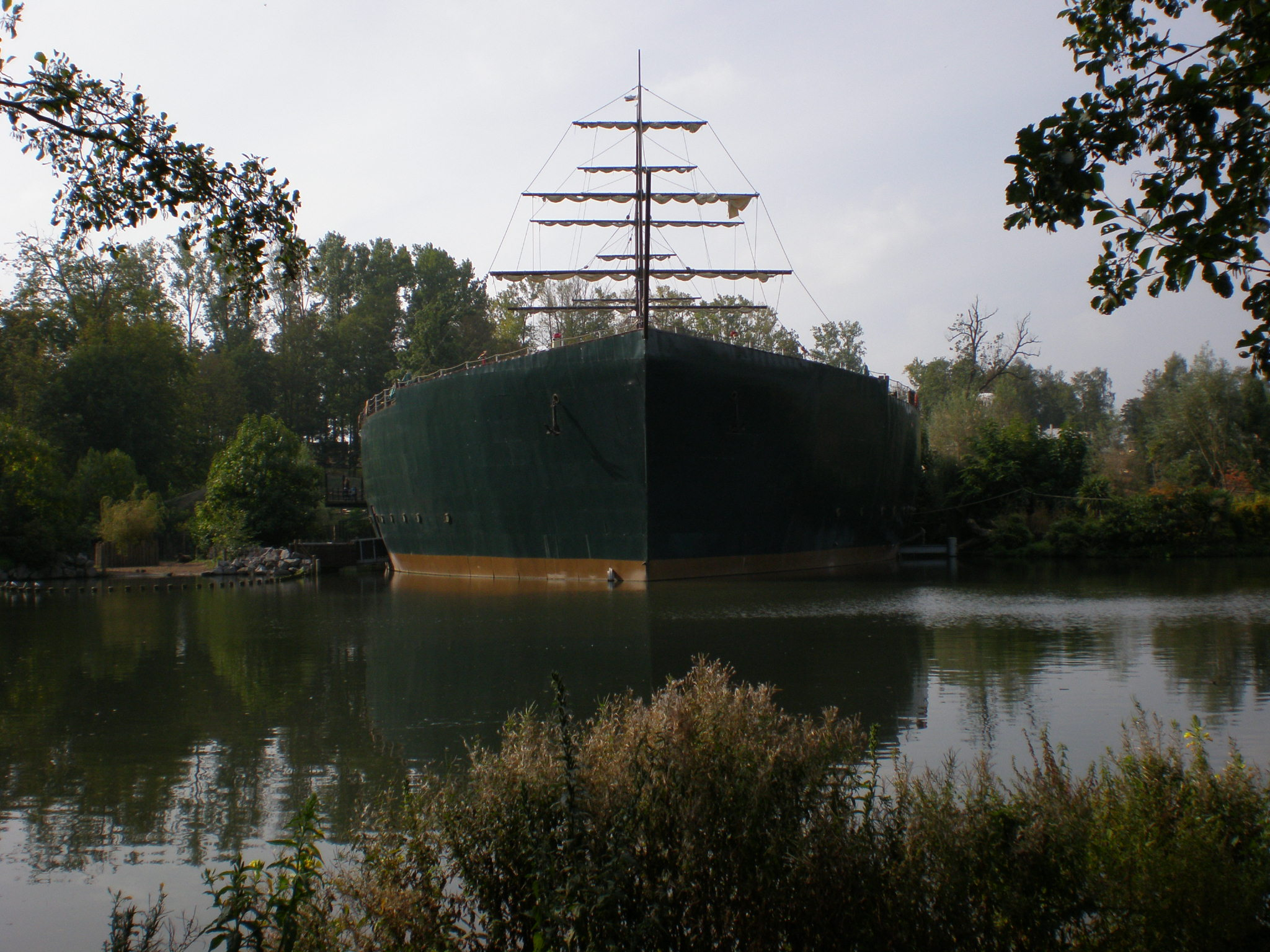
Le Mersus emergo.
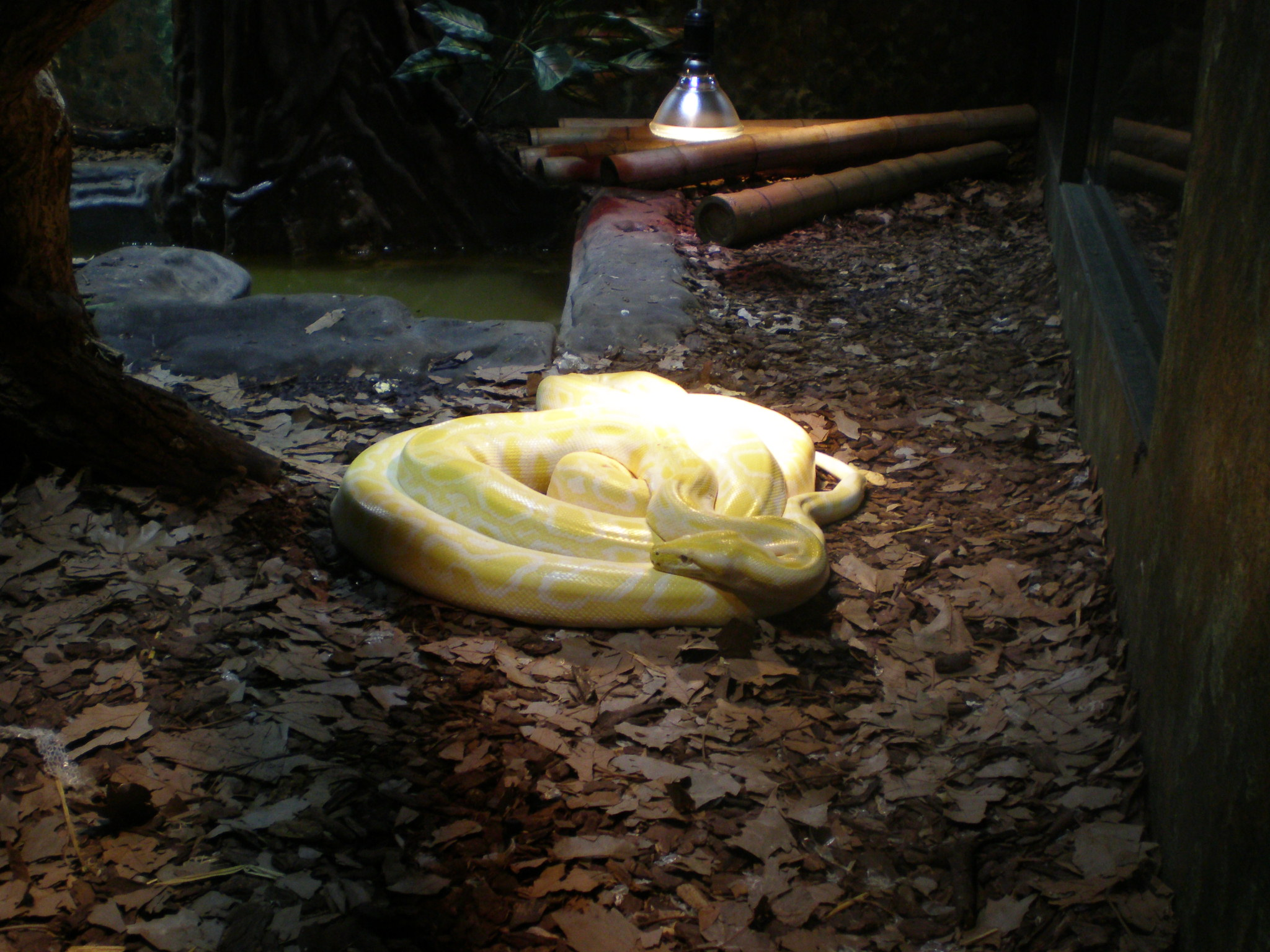
Python molure albinos.
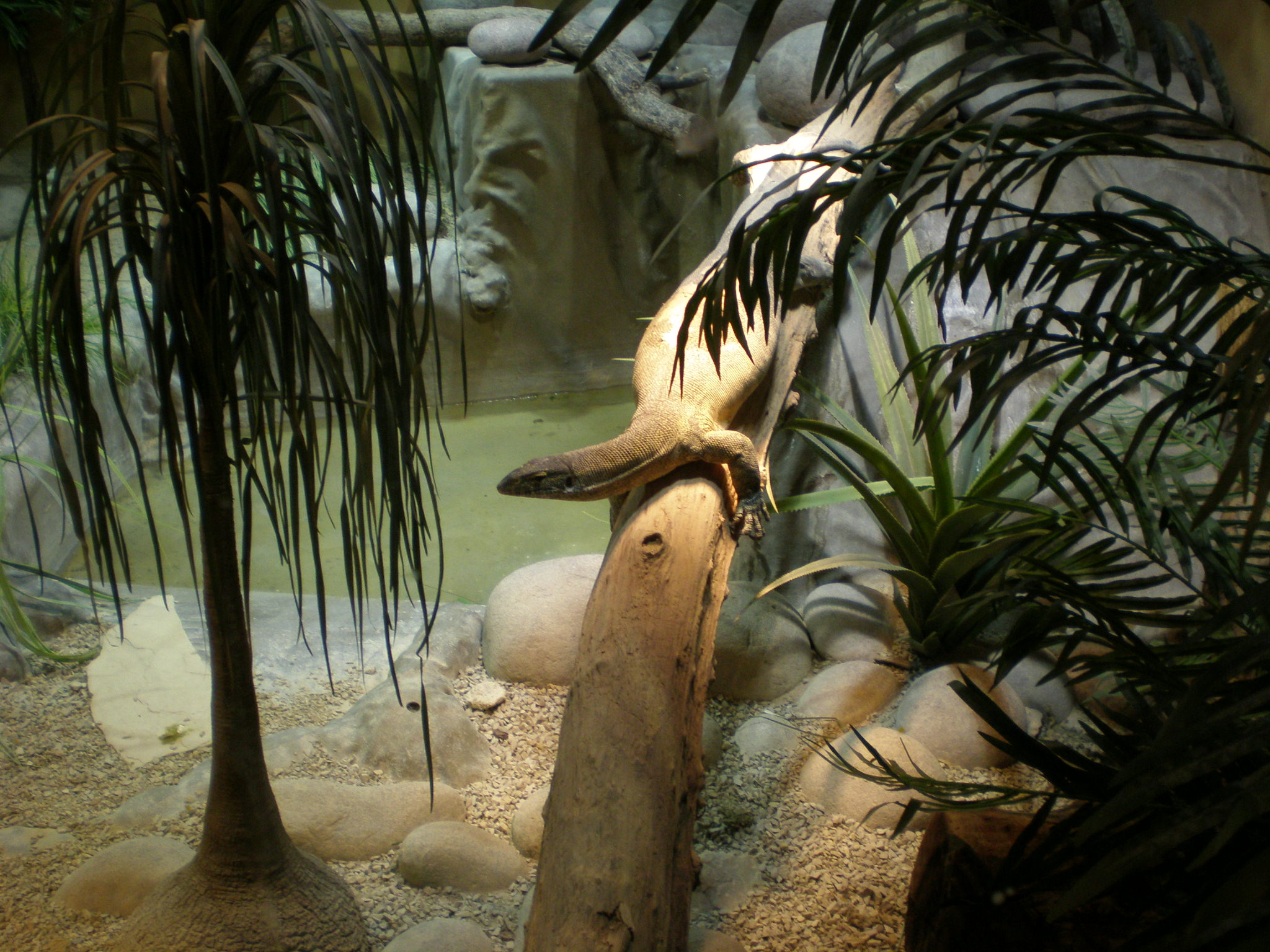
Dragon de Komodo
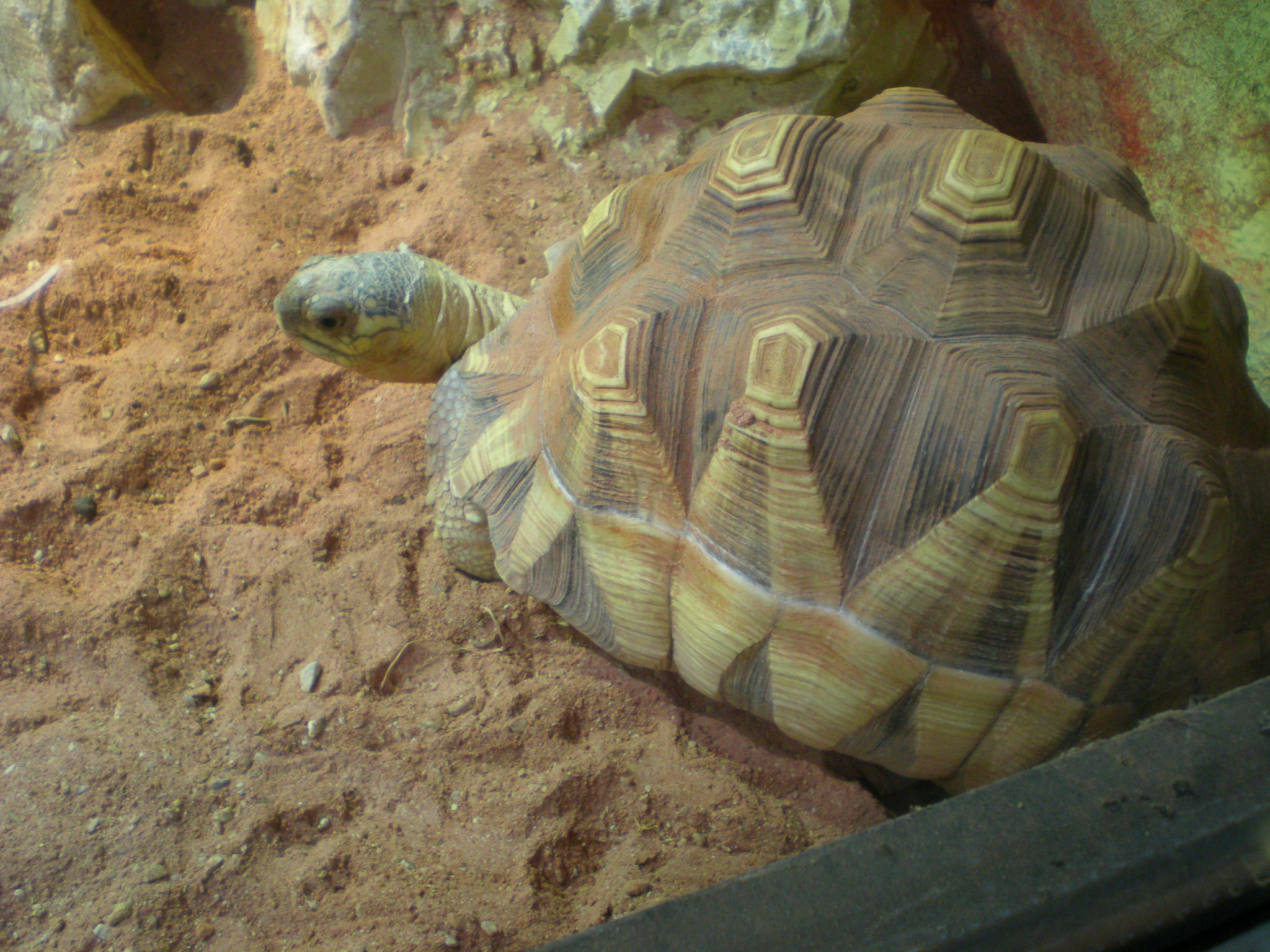
Tortue à soc.
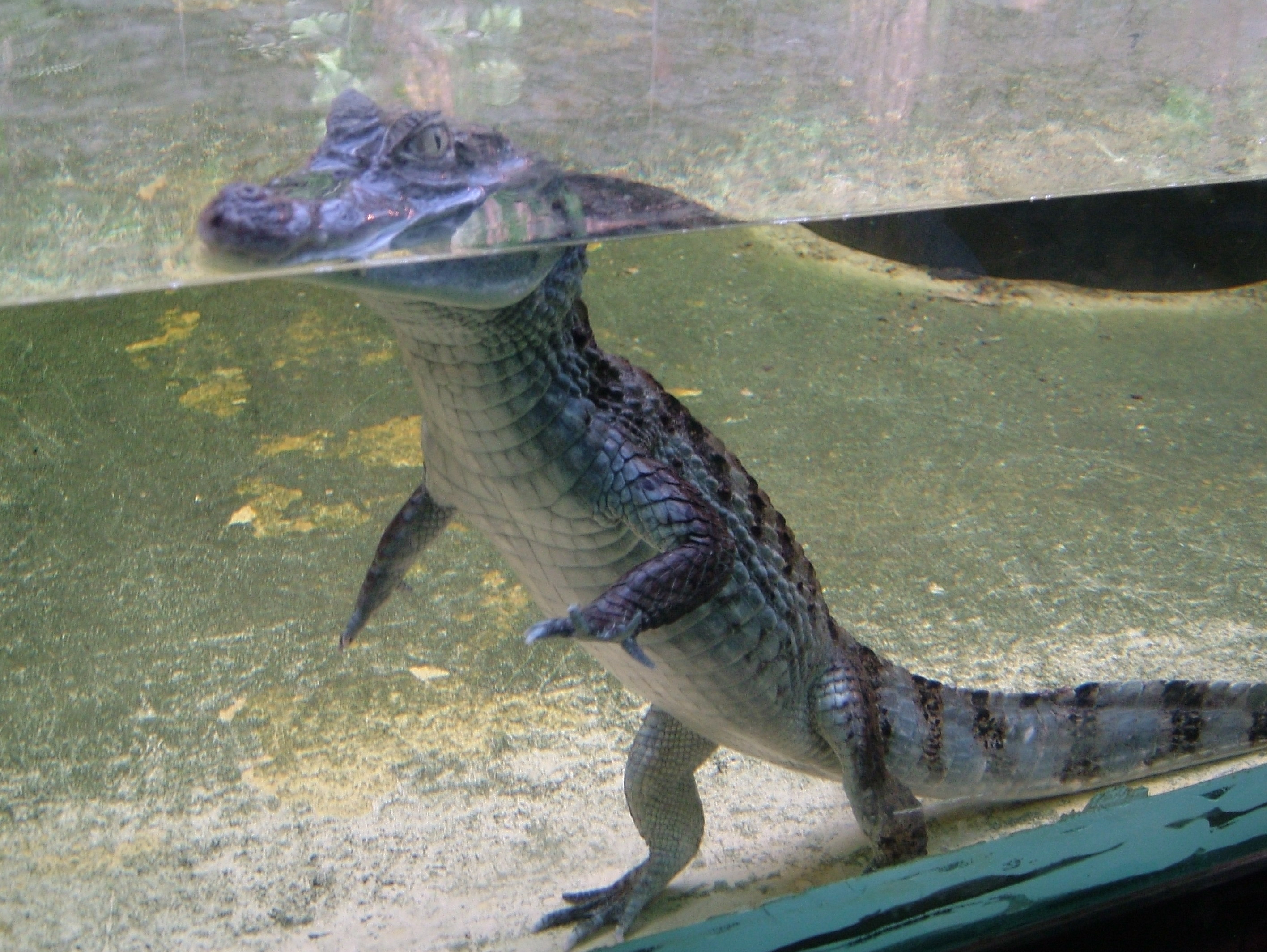
Caïman à lunettes.
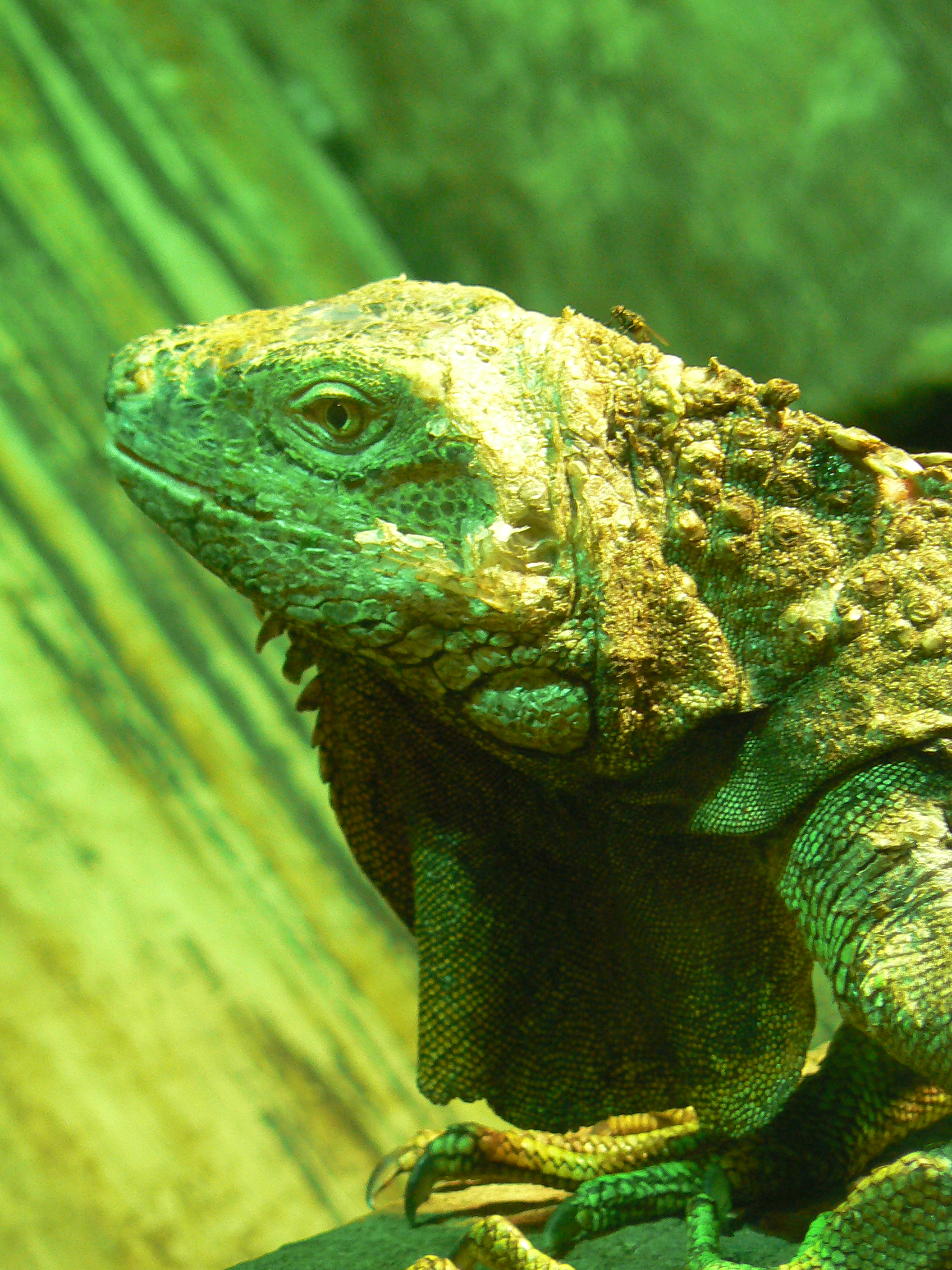
Iguane vert.
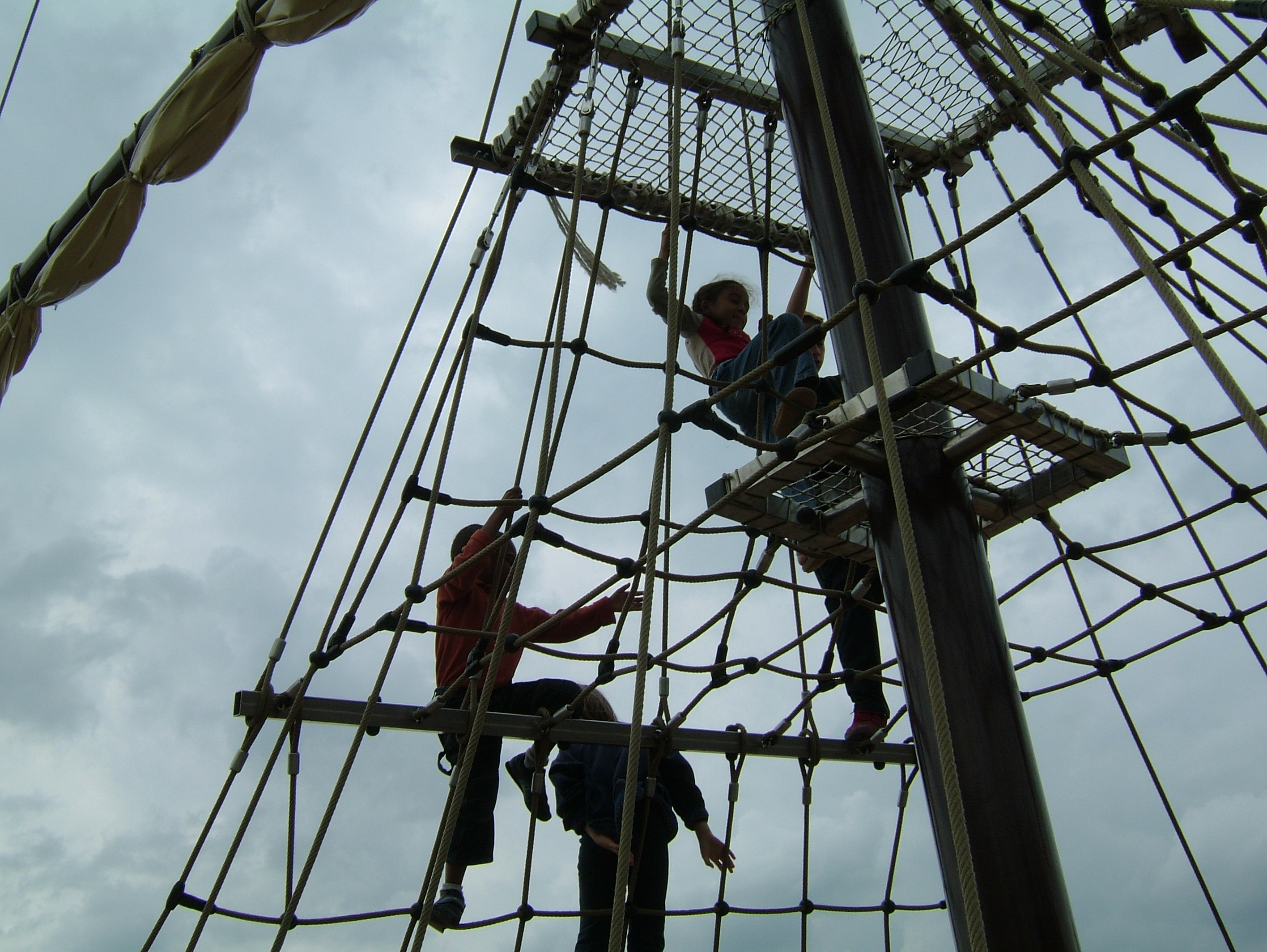
Filets de jeux sur le pont.

#### L'escalier d'honneur
Cet escalier de pierre est construit en 1776 à l'époque classique. Composé de trois volées de marches décorées de balustrades ouvragées, il enjambe la Dendre. Son style criard est une preuve du surnom de « Cambron la pervertie » donné à l'époque à l'abbaye.

#### Madidi Island
Sur les anciens enclos des éléphants, à côté du Mersus Emergo, sont créées en 2016 deux îles. Celles-ci accueillent les saïmiris de l'ancien Madidi Island. Une troisième île est le lieu de vie des siamangs.

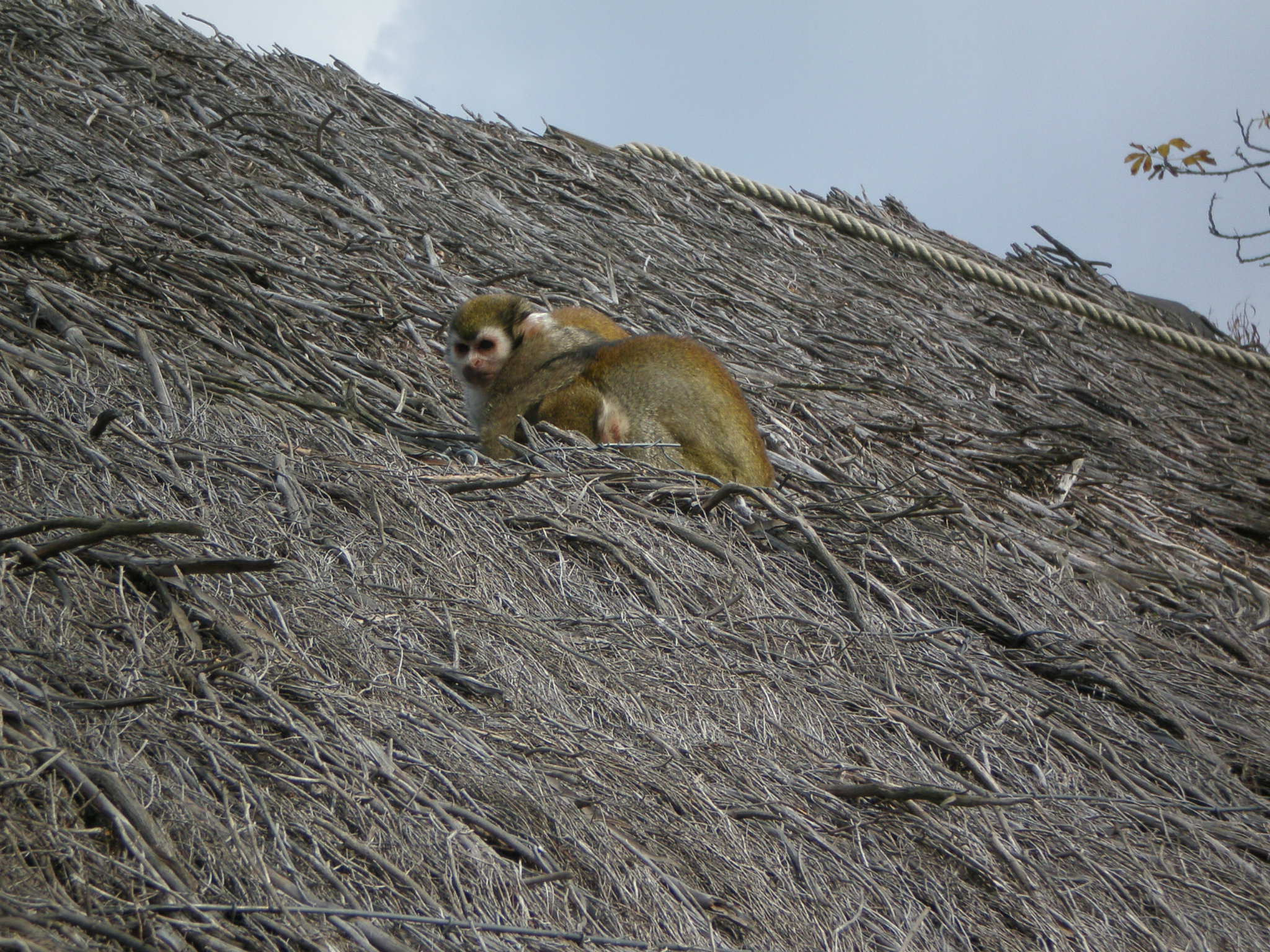
Dans l’île aux singes.
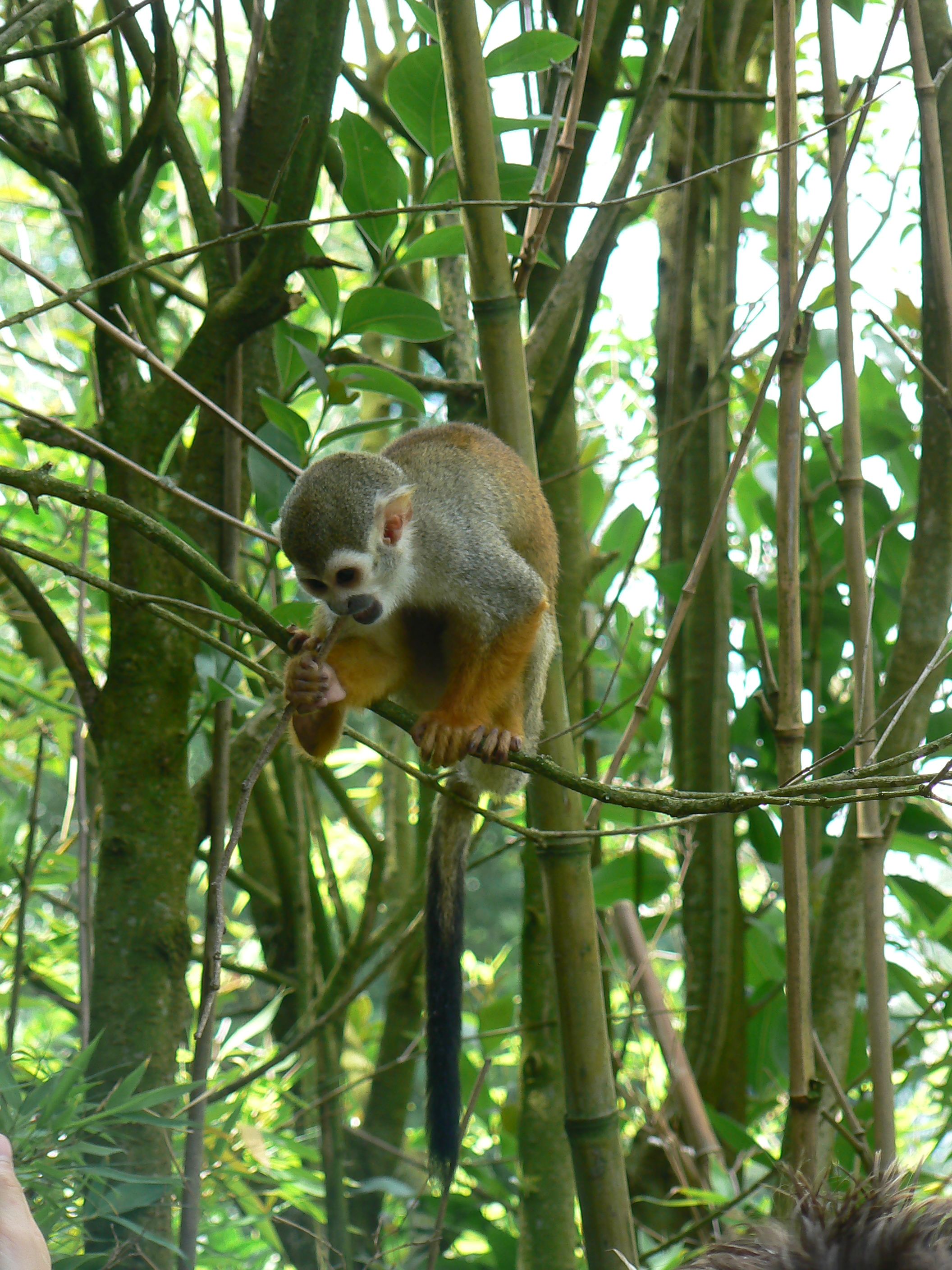
Saïmiri.
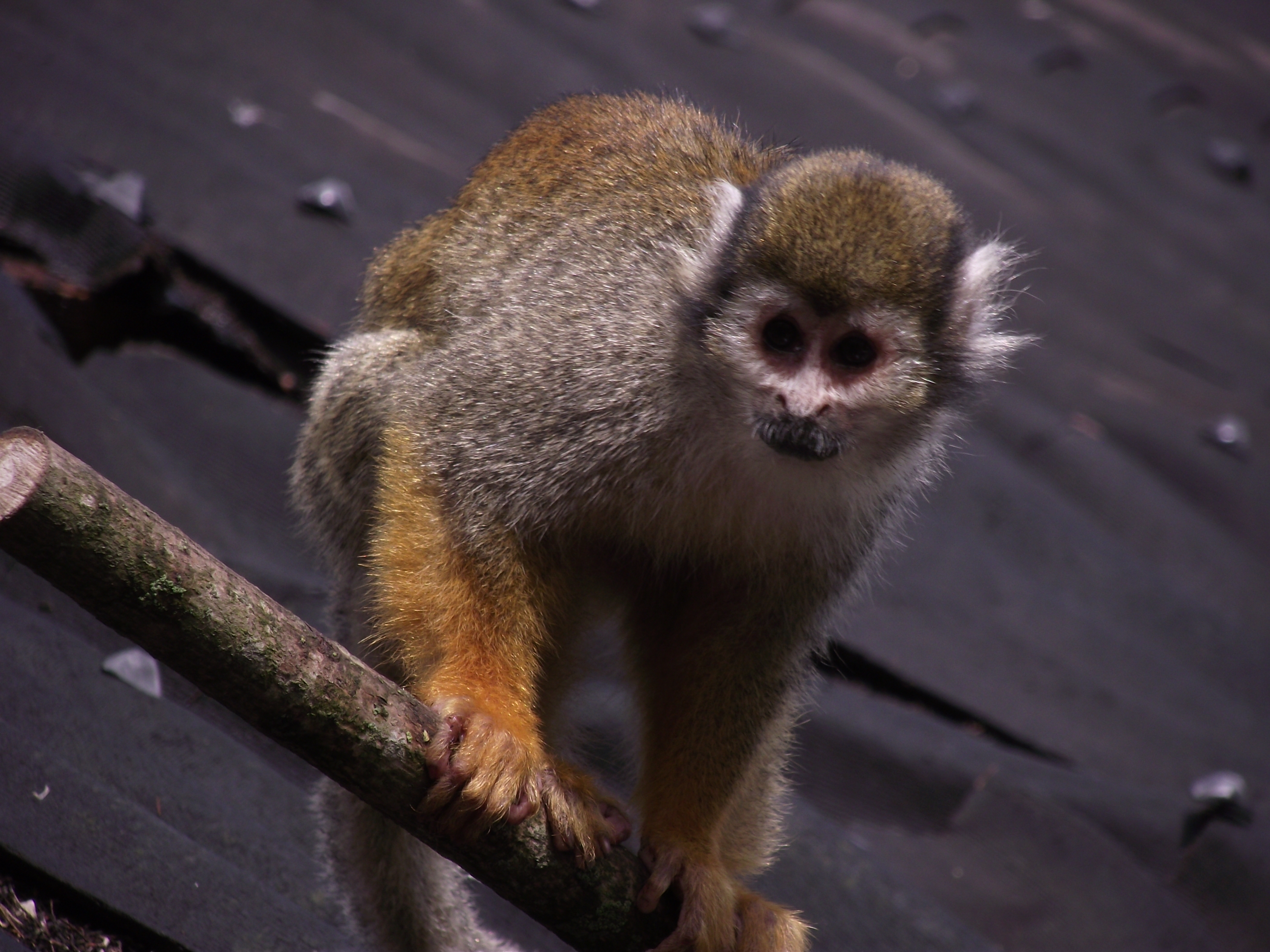
Saïmiri.

### Le Royaume de Ganesha
Sur 5,5 hectares, le Royaume de Ganesha est un jardin indonésien ouvert en avril 2009, il est le seul du genre en Europe. Il présente le Temple Pura Agung Santi Bhuwana consacré avec des éléments décoratifs et d'architecture hindouiste typique de Bali, mais également des références au Borobudur bouddhique. Ce temple orné de rubans coloré est disponible aux Balinais souhaitant pratiquer leurs rites.
Eric Domb étant un passionné de cette culture, il a voulu que cette zone soit construite et aménagée par des artisans venus d'Indonésie.
En contrebas de ce temple se trouve l'enclos des buffles d'eau.
Il existe aussi un village de Timor avec ses maisons traditionnelles bâties sur pilotis. Il est habités par quelques animaux domestiques. Le Temple Pura Bunga est le temple des fleurs. Consacré au monde des fleurs, il évoque les fondements animistes de l’hindouisme balinais. Symbole de source de vie, une cascade d'eau dévale le long d’un de ses flancs sous la protection de deux statues de serpents-dragons.
En 2016, le parc crée deux îles. La première île, la plus grande, se situe a l'arrière du temple des fleurs. L’intérieur de celui-ci a été spécialement réaménagé et entièrement recouvert de marbre blanc. En effet, les visiteurs peuvent désormais découvrir une grande loge accueillant une famille d'orangs outan. Une cohabitation avec des loutres naines est prévue. La seconde île se situe à gauche de la maison de l'artisan. À l'arrière de celle-ci a été construite une maison balinaise servant d'enclos intérieur au couple d'orangs outan vivant sur cette île.
Plusieurs fois par jour, les pachydermes viennent prendre un bain sous les yeux des visiteurs.
Le Royaume de Ganesha s'étend et se dote en 2011 de la Maison de l’artisan. Cette maison thaïlandaise est le site qui protège différentes sculptures de Thaïlande du Nord ainsi qu'un temple bouddhiste dédié aux éléphants. En 2013, le Palais d’Ani est érigé. Inspiré des grandes écuries royales de l'Inde ancienne, il rassemble enclos et écuries pour les éléphants d'Asie,.
Le Royaume de Ganesha rassemble également des macaques à crête, des porcs-épics, des calaos papous, des étourneaux de Rothschild, des wombats de Tasmanie et des paddas de Java.
En 2015, Pairi Daiza construit le Temple des tigres. Sur 2 800 m2 au sol et près de 10 000 m2 de sculptures, cet ensemble de bâtiments est une reconstitution des temples d'Angkor. Le temple accueille désormais les tigres blancs. Un second temple de 300 m2 est aussi construit et accueille des léopards africains.

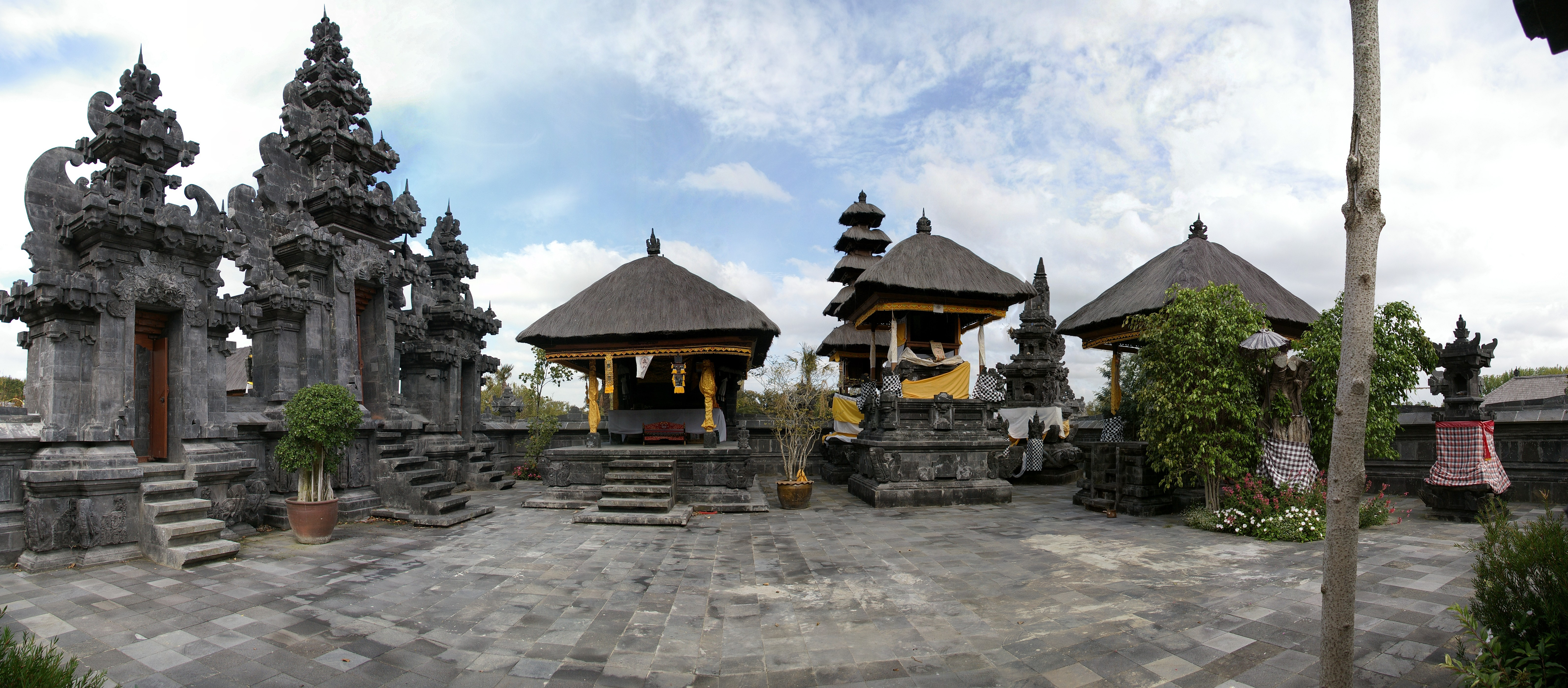
Le Temple Pura Agung Santi Bhuwana.
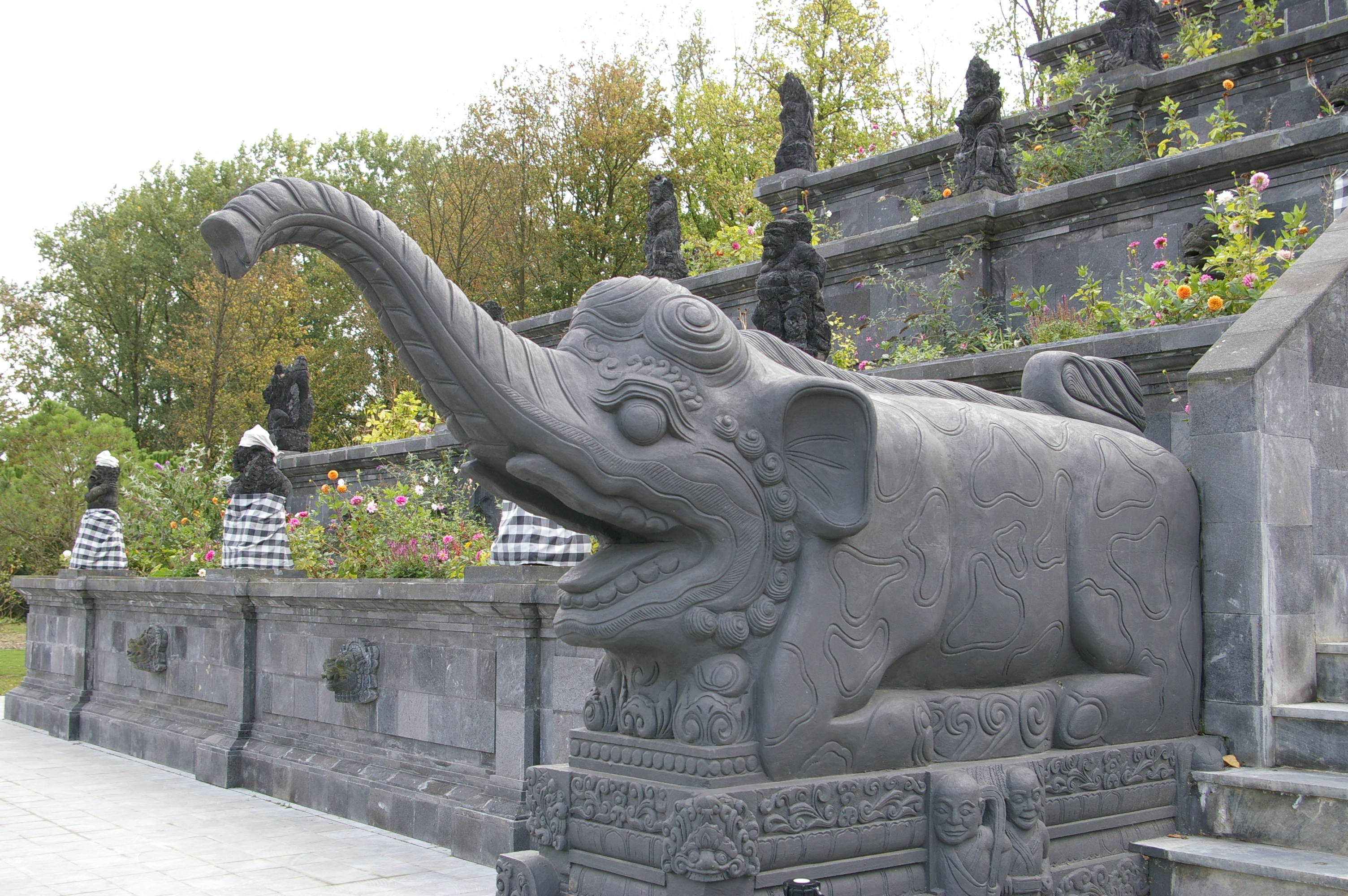
Le Temple Pura Bunga, le temple des fleurs.
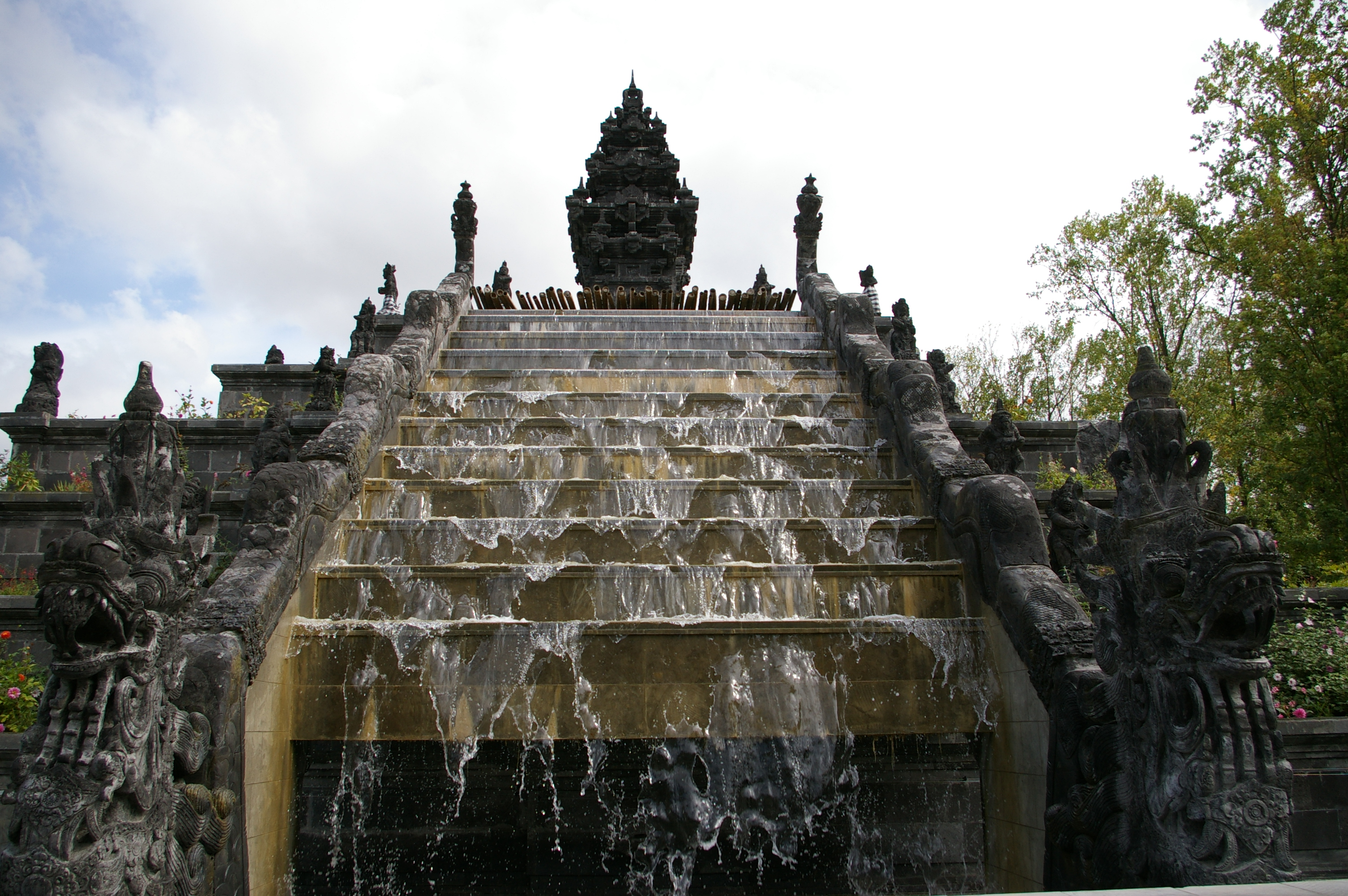
Temple Pura Bunga, cascade d'eau et statues de serpents-dragons.
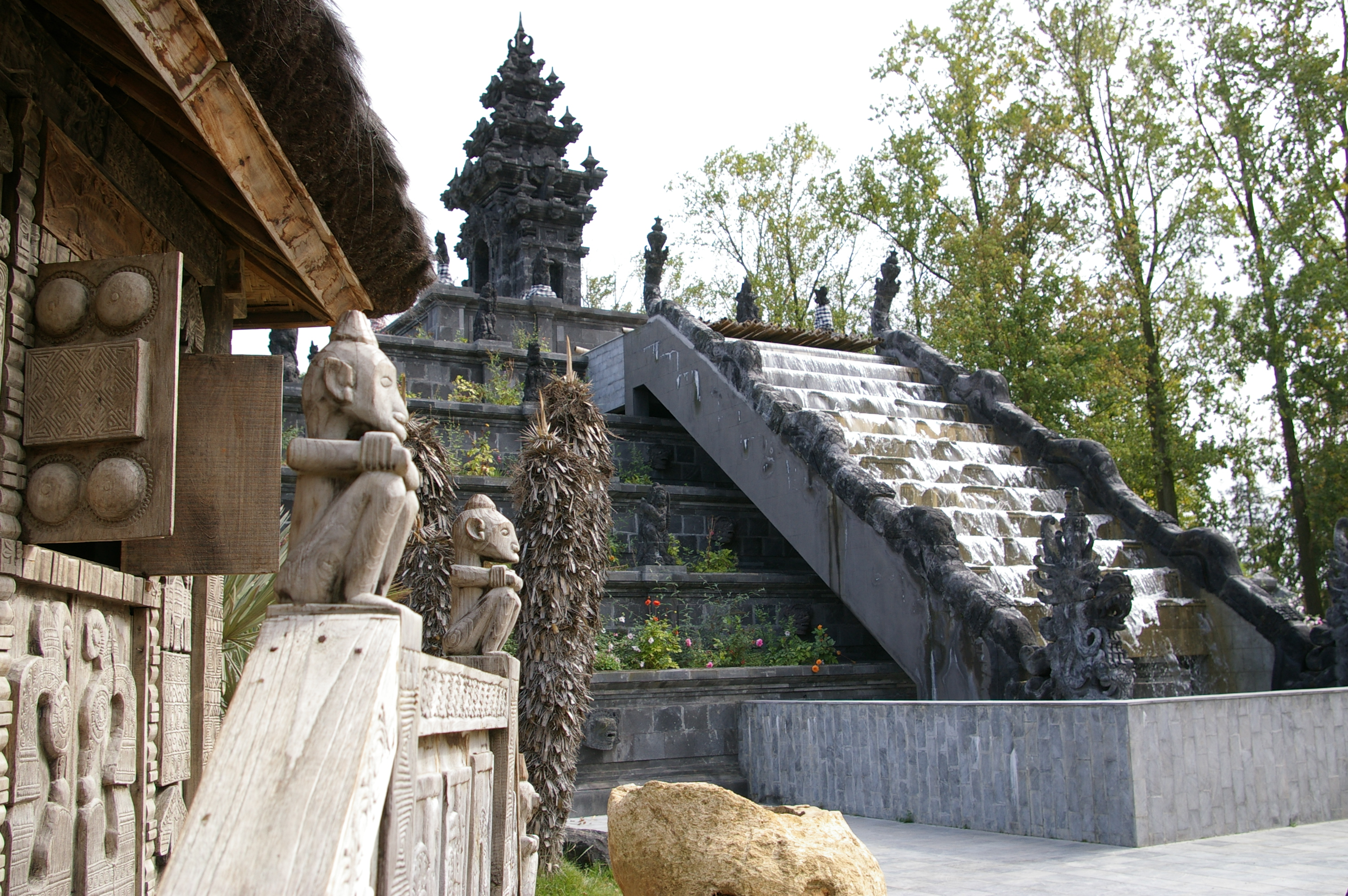
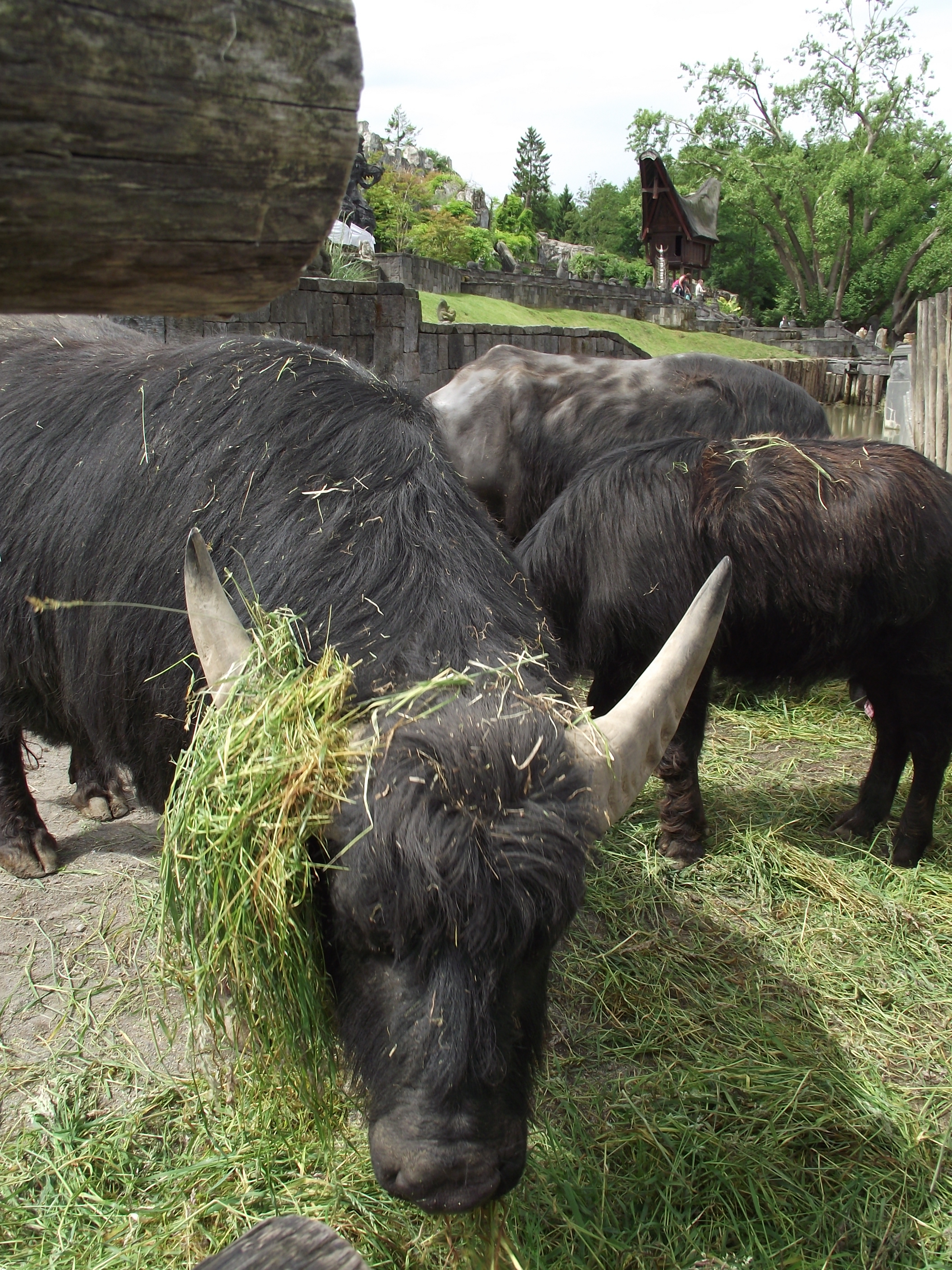
Buffles d'eau.
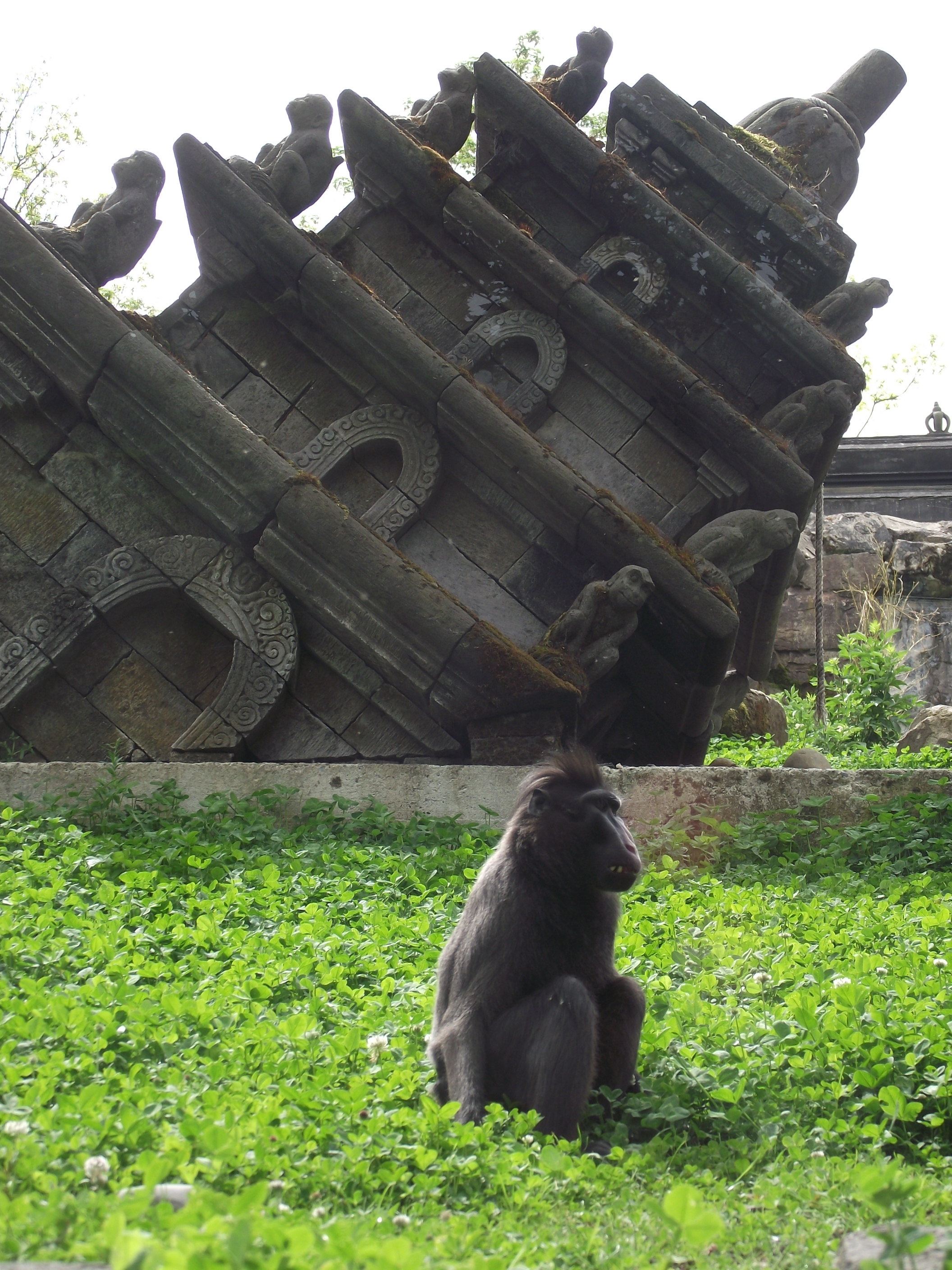
Macaque à crête.
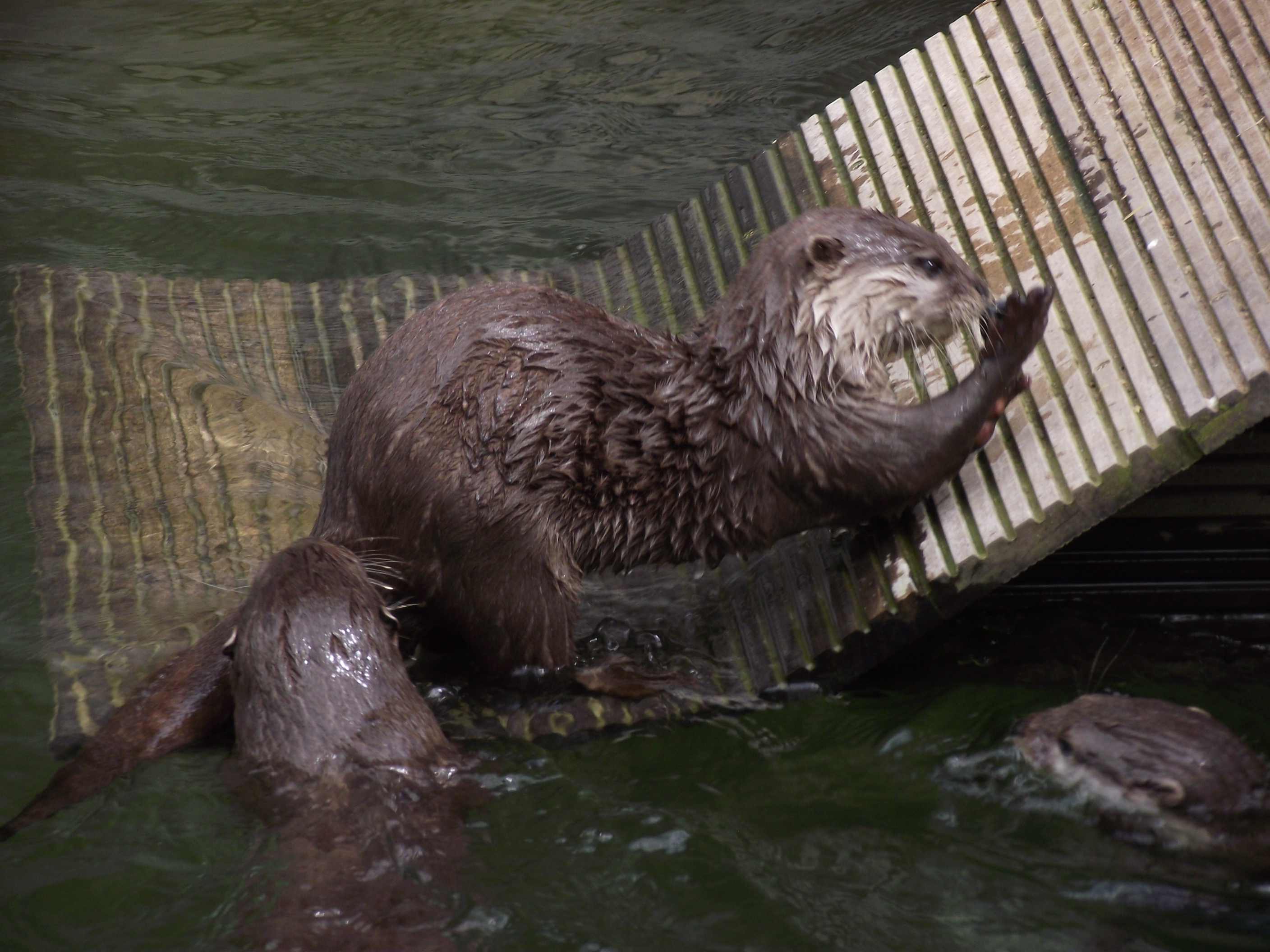
Loutres cendrées.
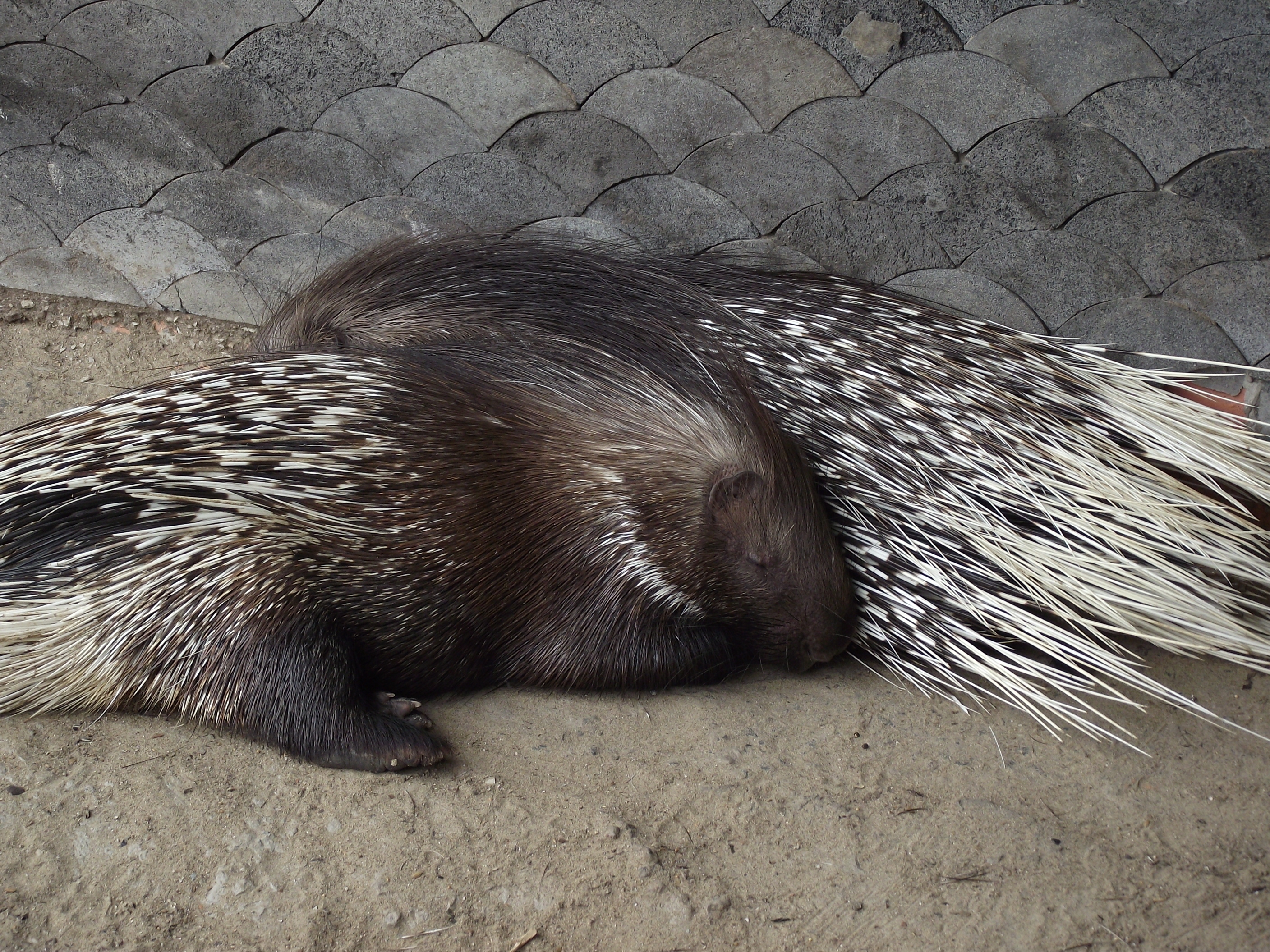
Porcs-épics.
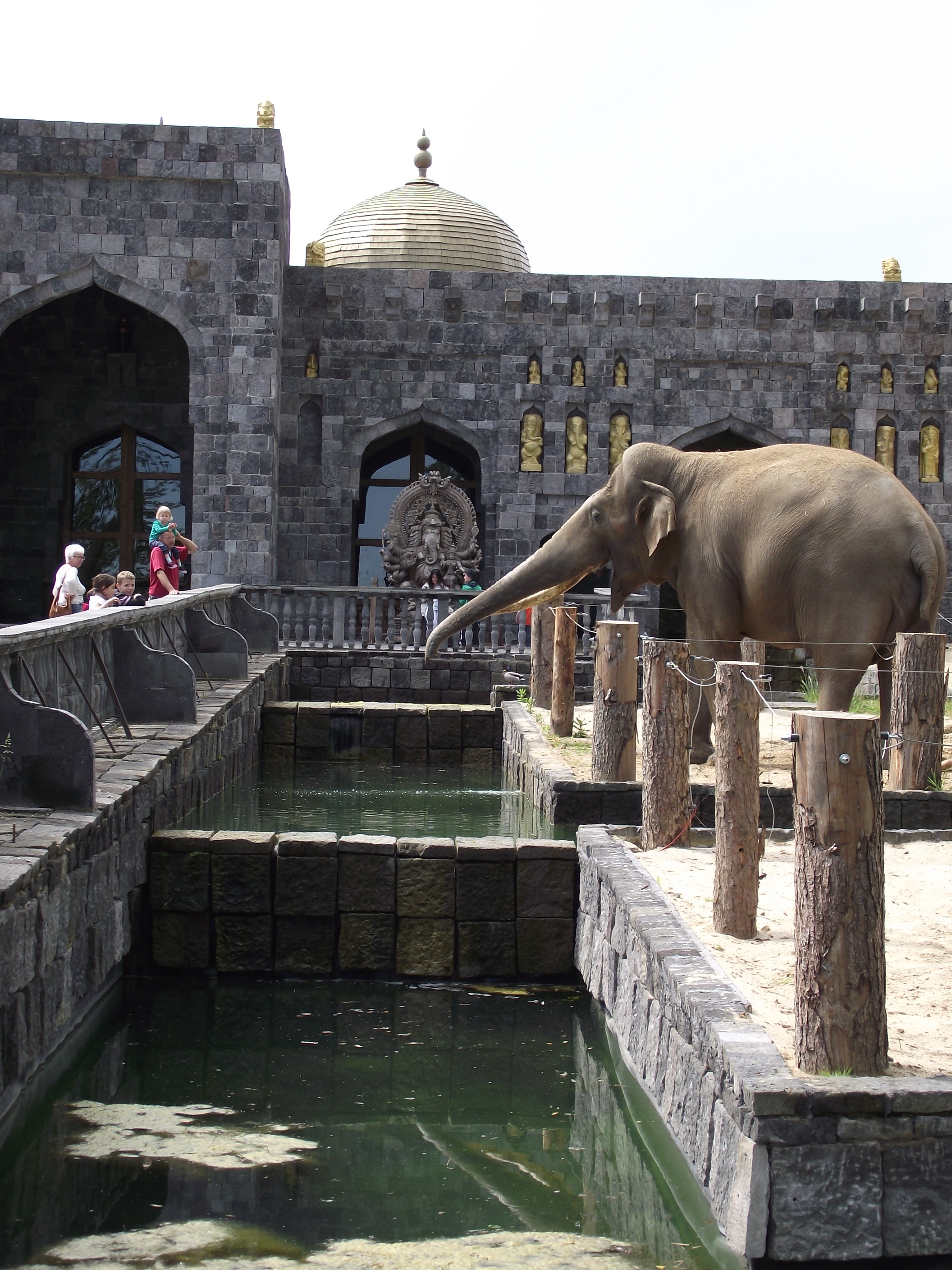
Éléphant d'Asie du Palais d’Ani.
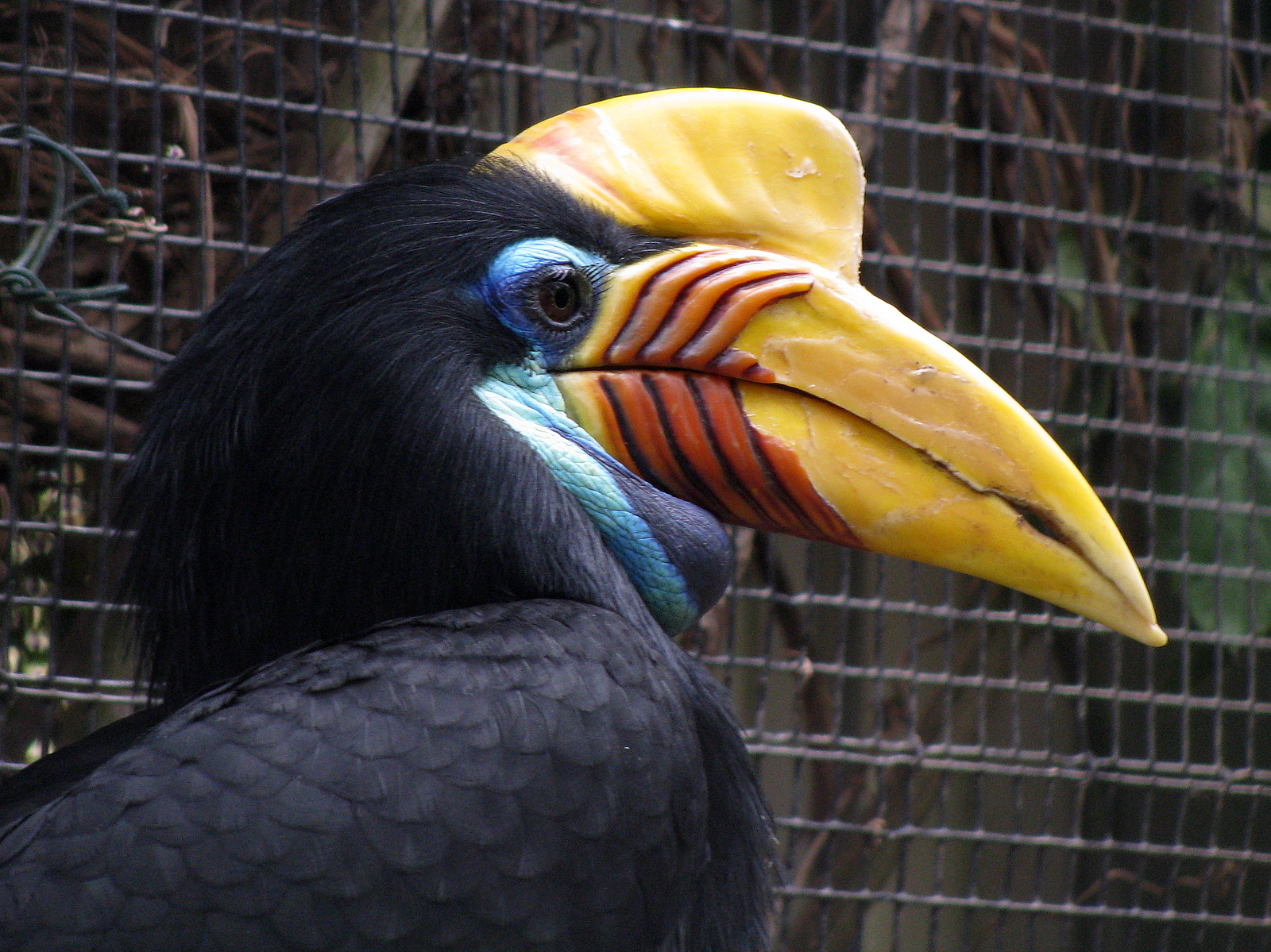
Calao papou.
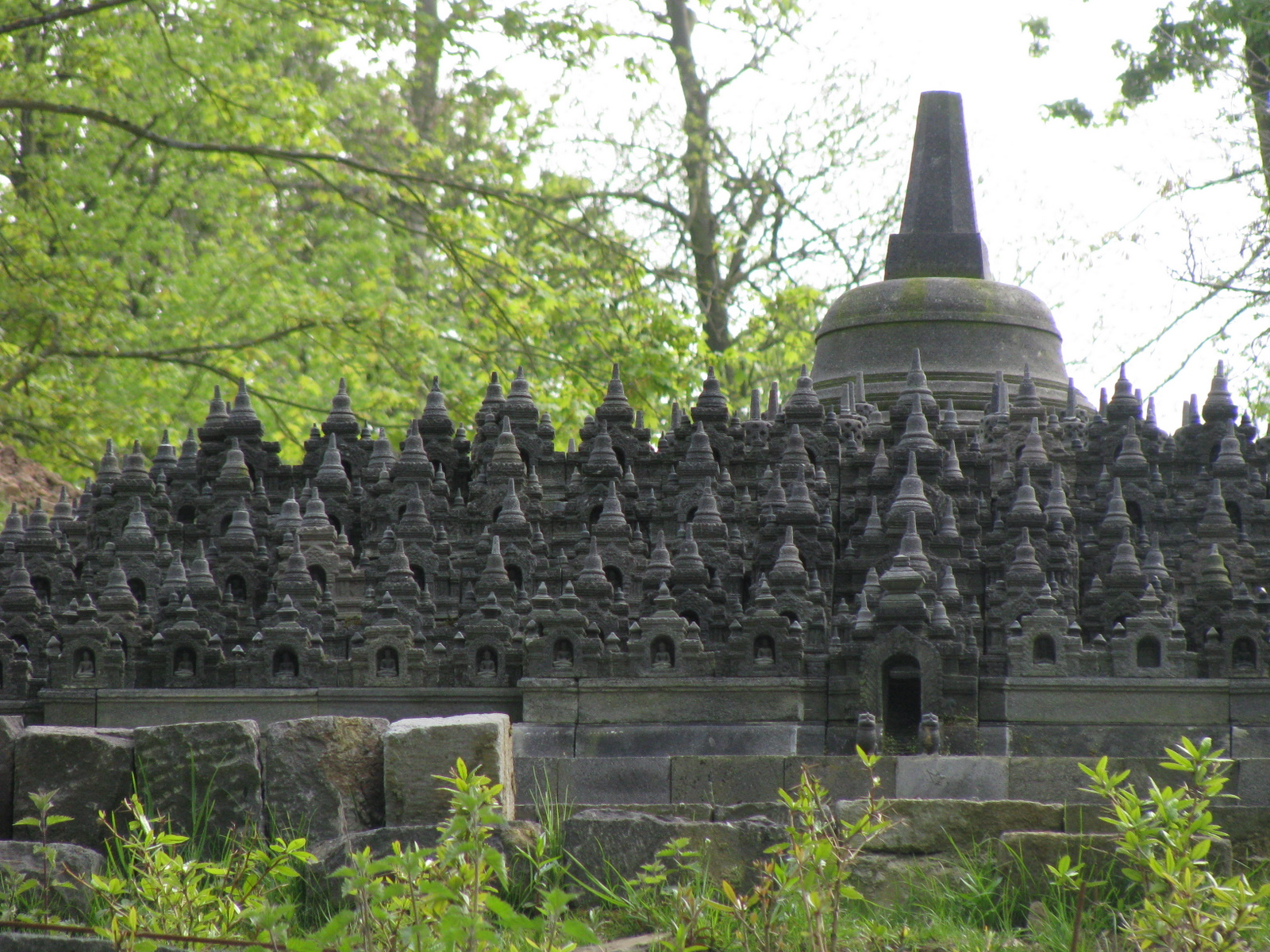
Évocation de Borobudur.
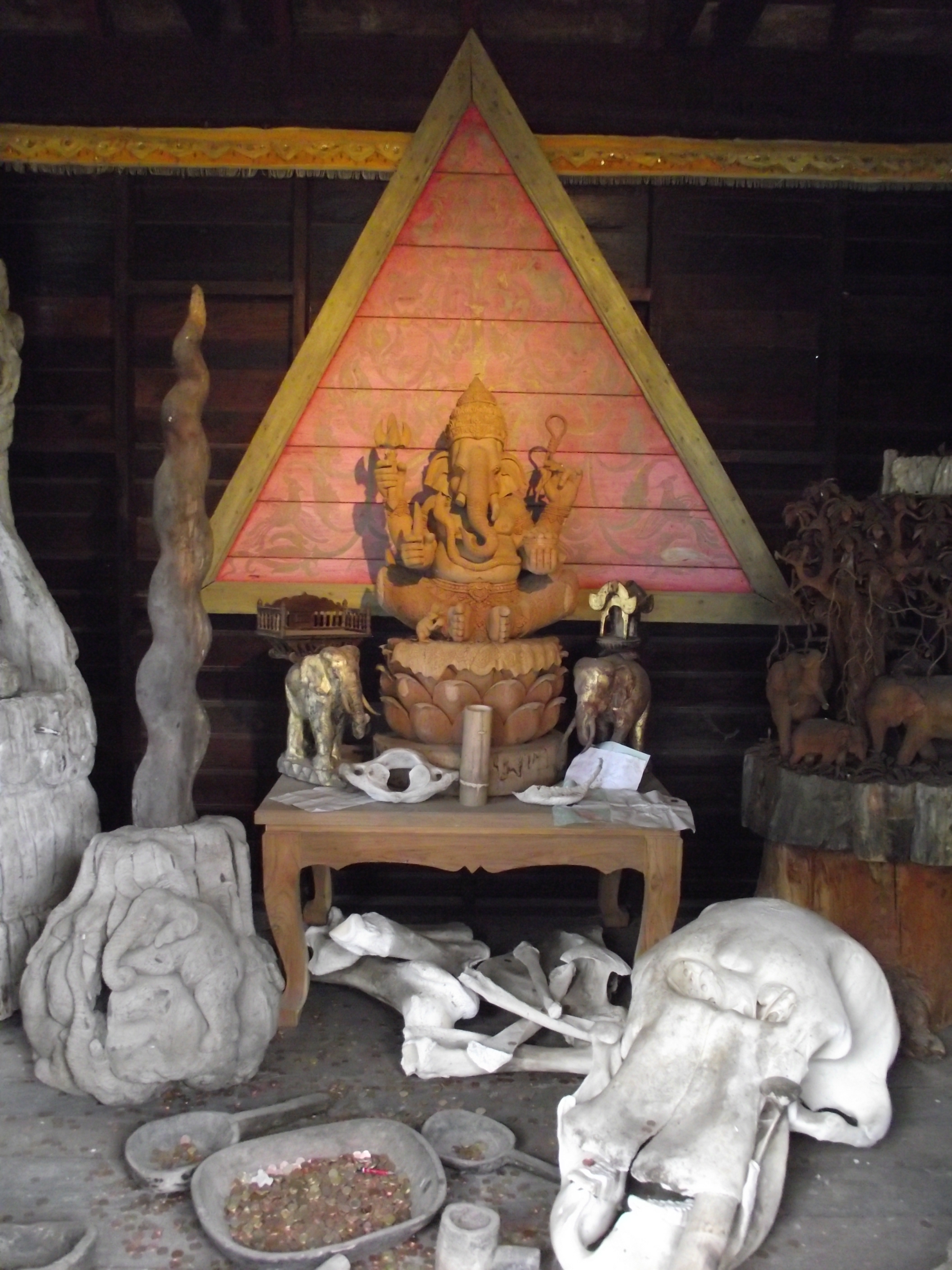
La Maison de l'Artisan.
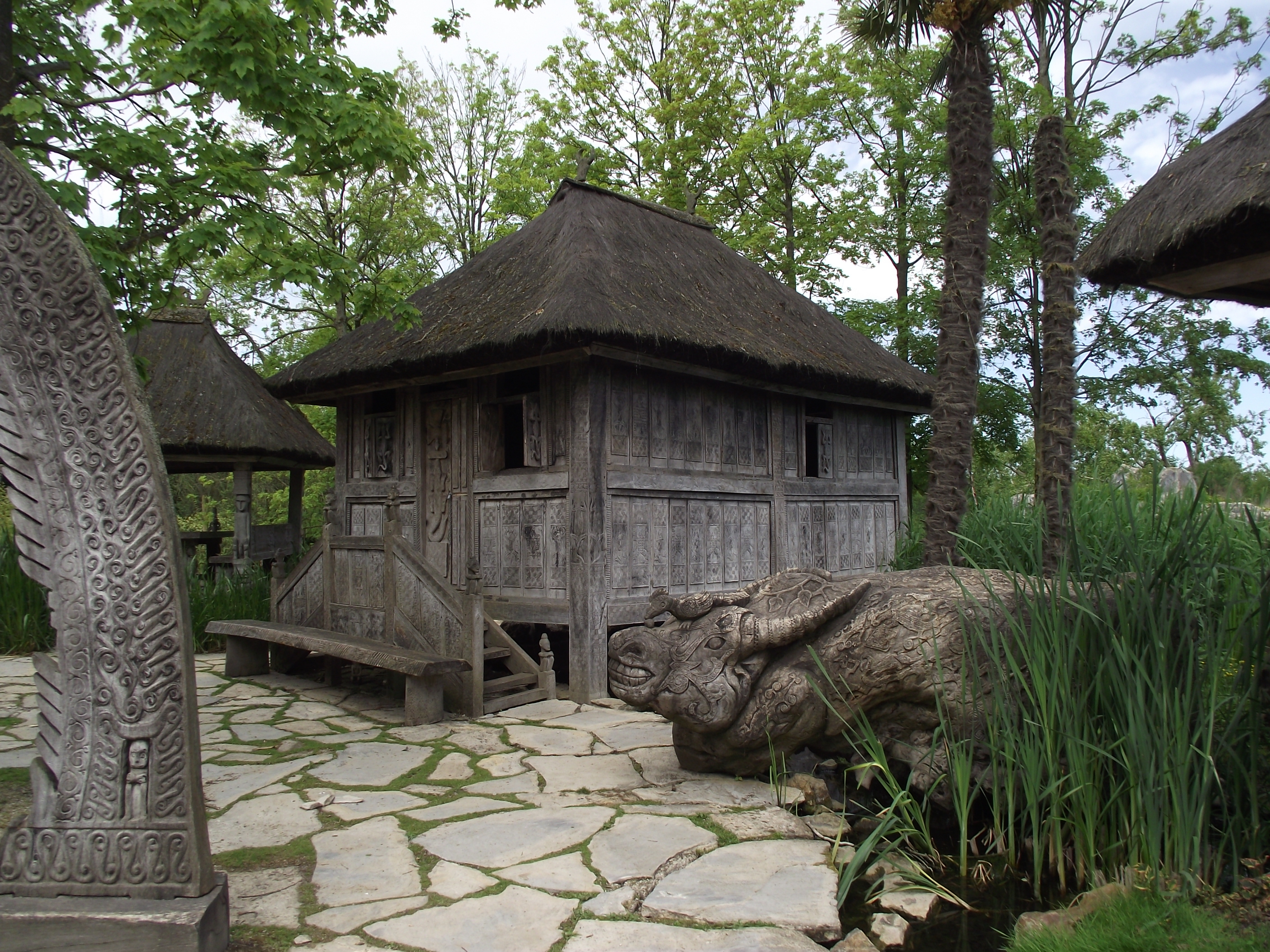
Village de Timor Pairi Daiza.

### La Terre des Origines
Située au sud-est du parc, une grande savane africaine ouvre au public le 30 juin 2012. Elle est située à l'est de la zone indonésienne. Elle propose un village africain en bordure d’une savane africaine peuplée des Big five, de girafes, d’antilopes, d’hippopotames, etc. Au travers de baies vitrées, ces derniers sont visibles de manière subaquatique. Le promeneur y découvre aussi l'île aux singes colobes, un village de la tribu Tamberma du Togo, un village lacustre inspiré par le village béninois de Ganvié et les otaries voisines. Deux cents animaux de 32 espèces animales y sont représentés. Sur 8,6 hectares, la terre des origines représente un investissement de quinze millions d'euros. Cette section abrite également l’archipel aux lémuriens. Début 2024, le parc annonce qu'il va se séparer de deux éléphantes d'Afrique probablement en fin de vie : Suzy, âgée de 40 ans, qui vient du Parc familial Harry Malter et était arrivée à Pairi Daiza en 2010, et Gitana (44 ans, arrivée en 2013) seront accueillies au West Midland Safari Park (en), en Angleterre.

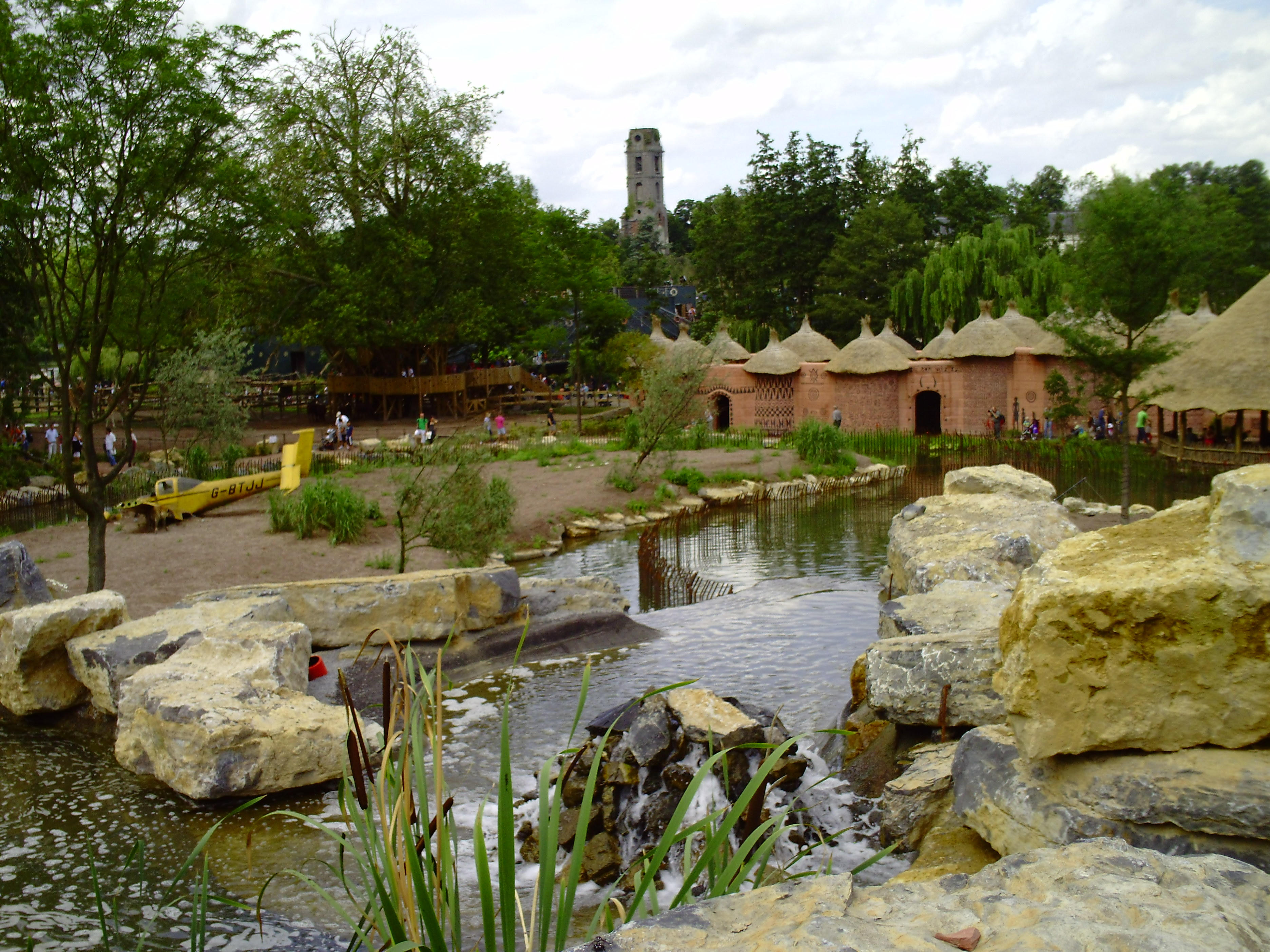
Le Village africain.
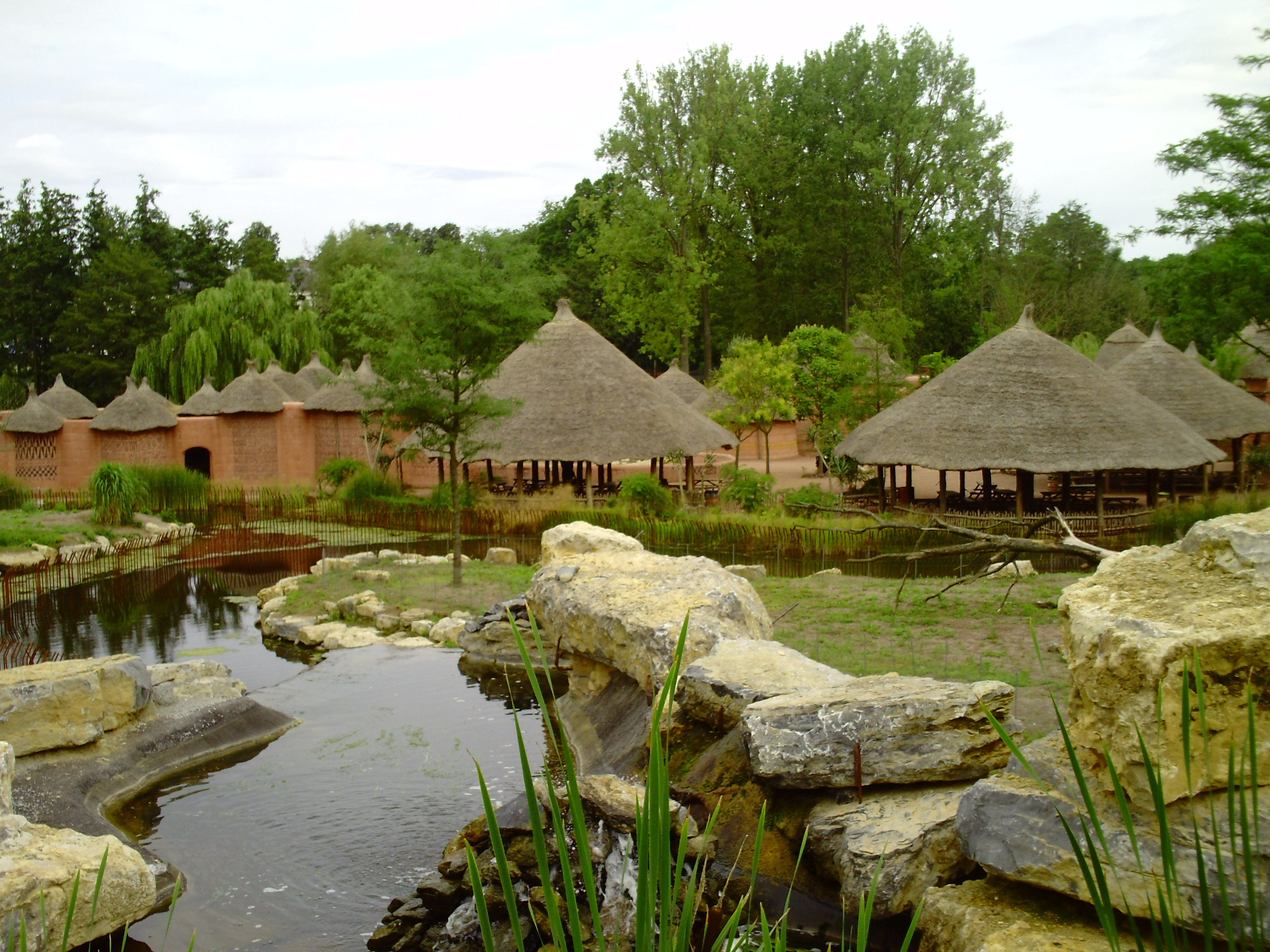
Le Village africain.
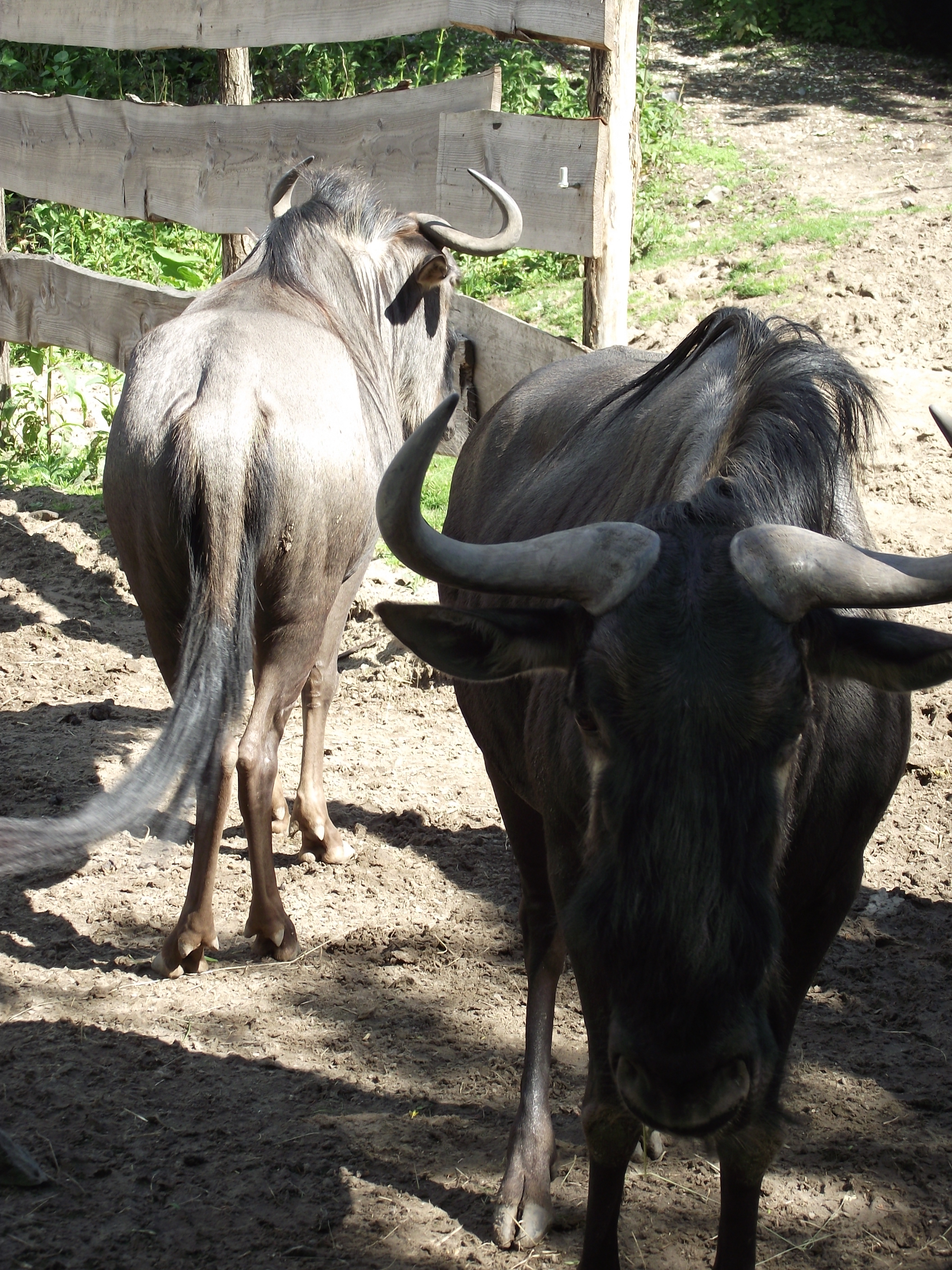
Gnous bleus.
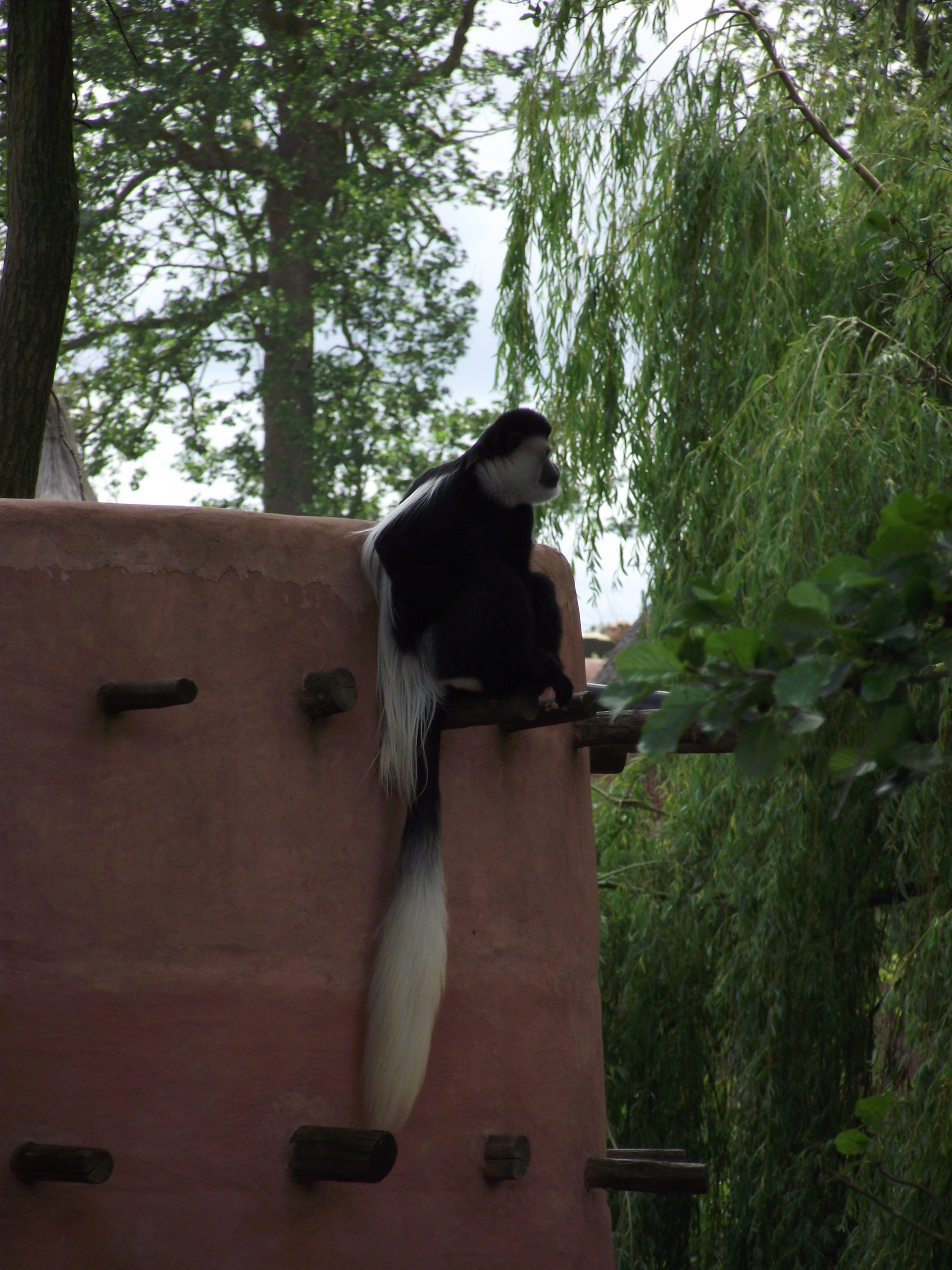
Colobus guereza.
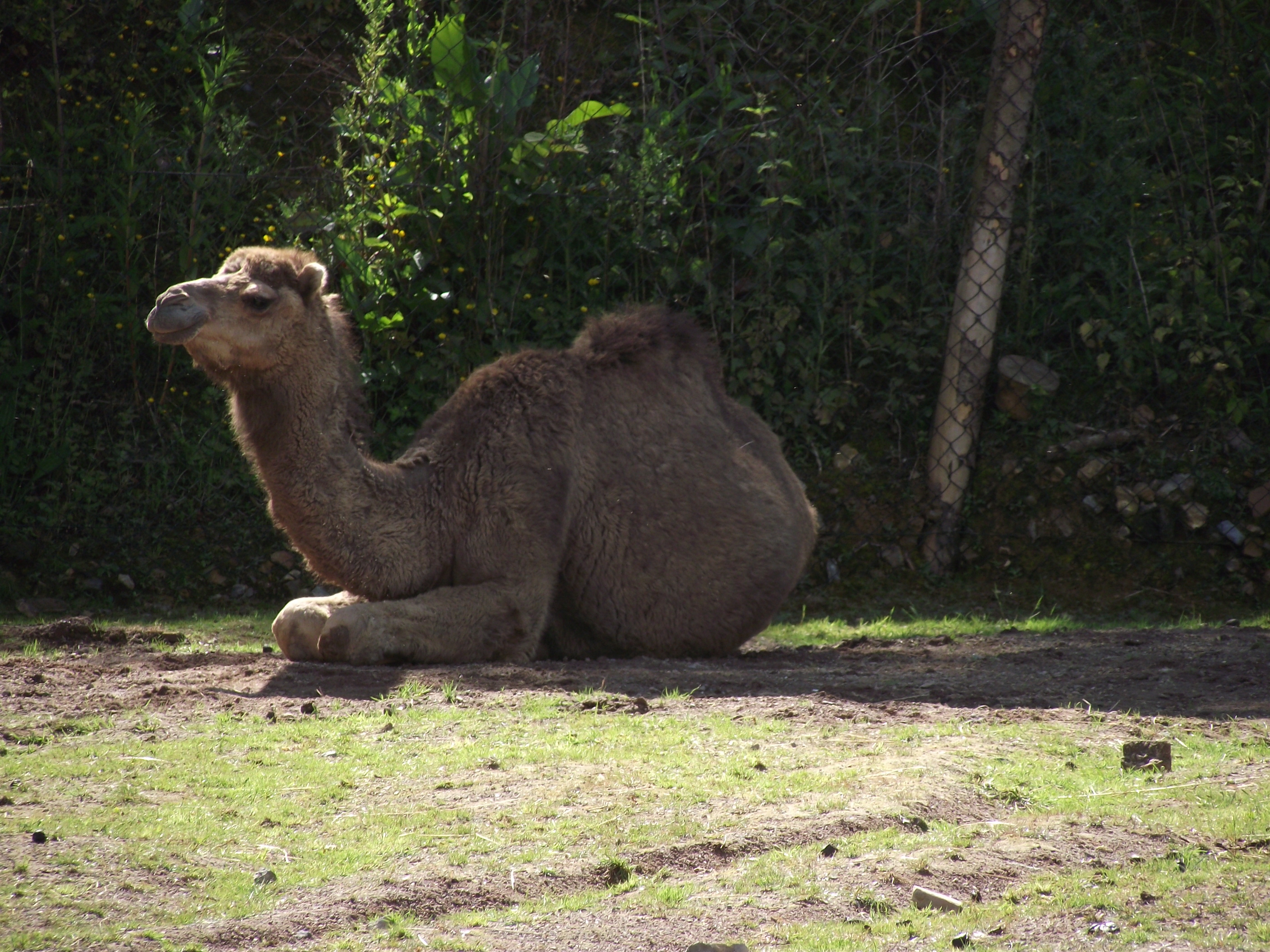
Dromadaire.
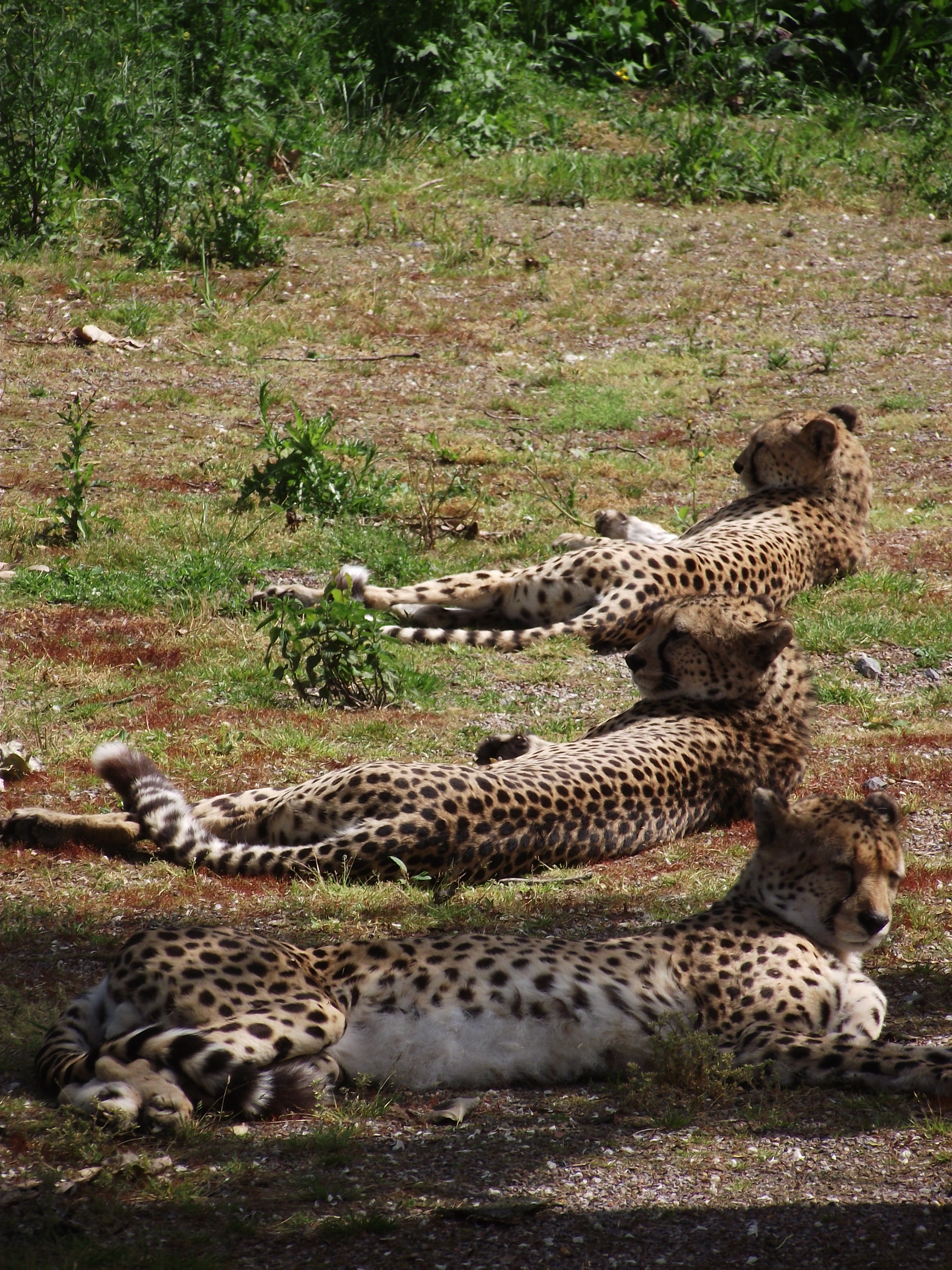
Guépards.
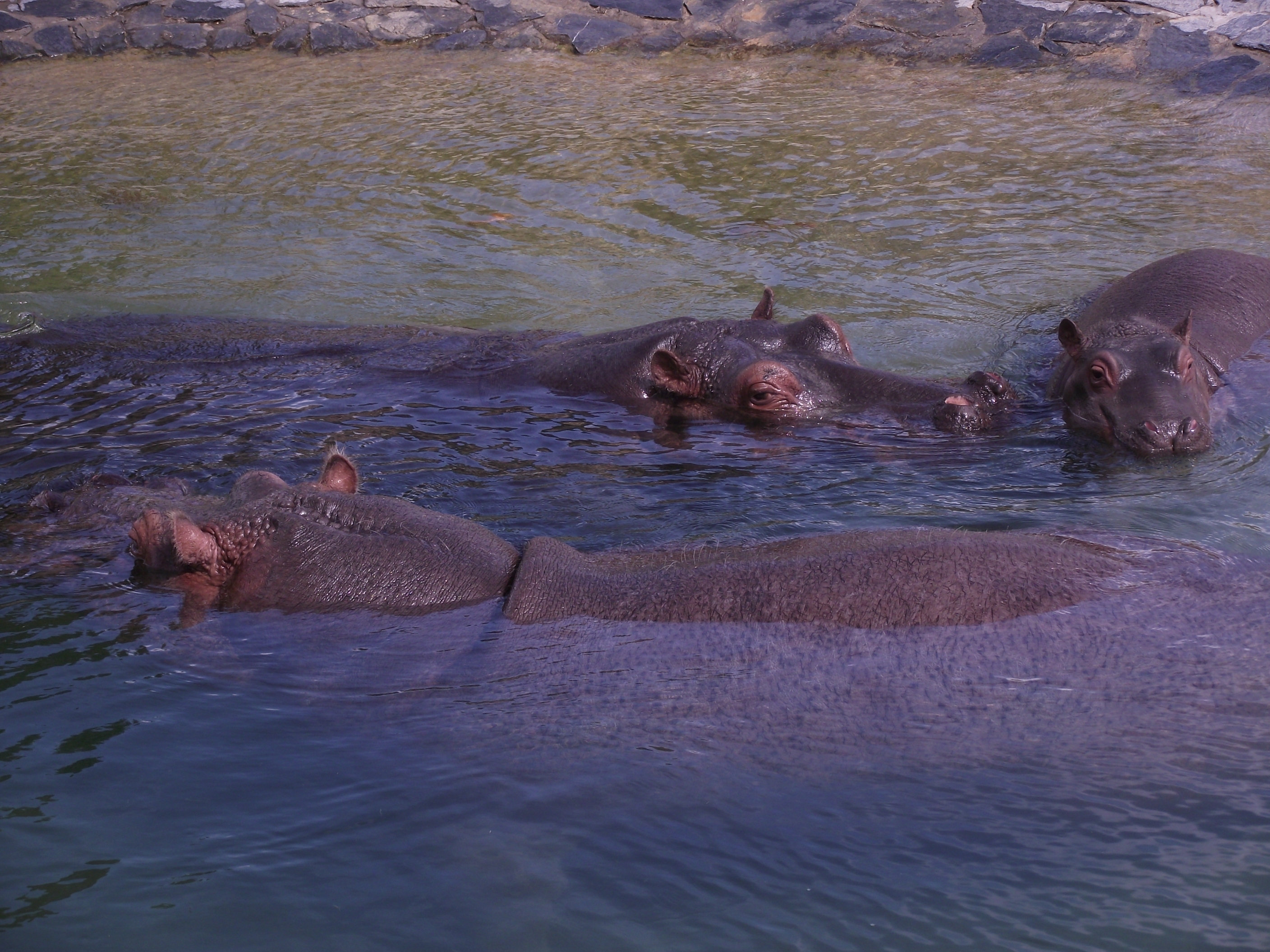
Hippopotames.
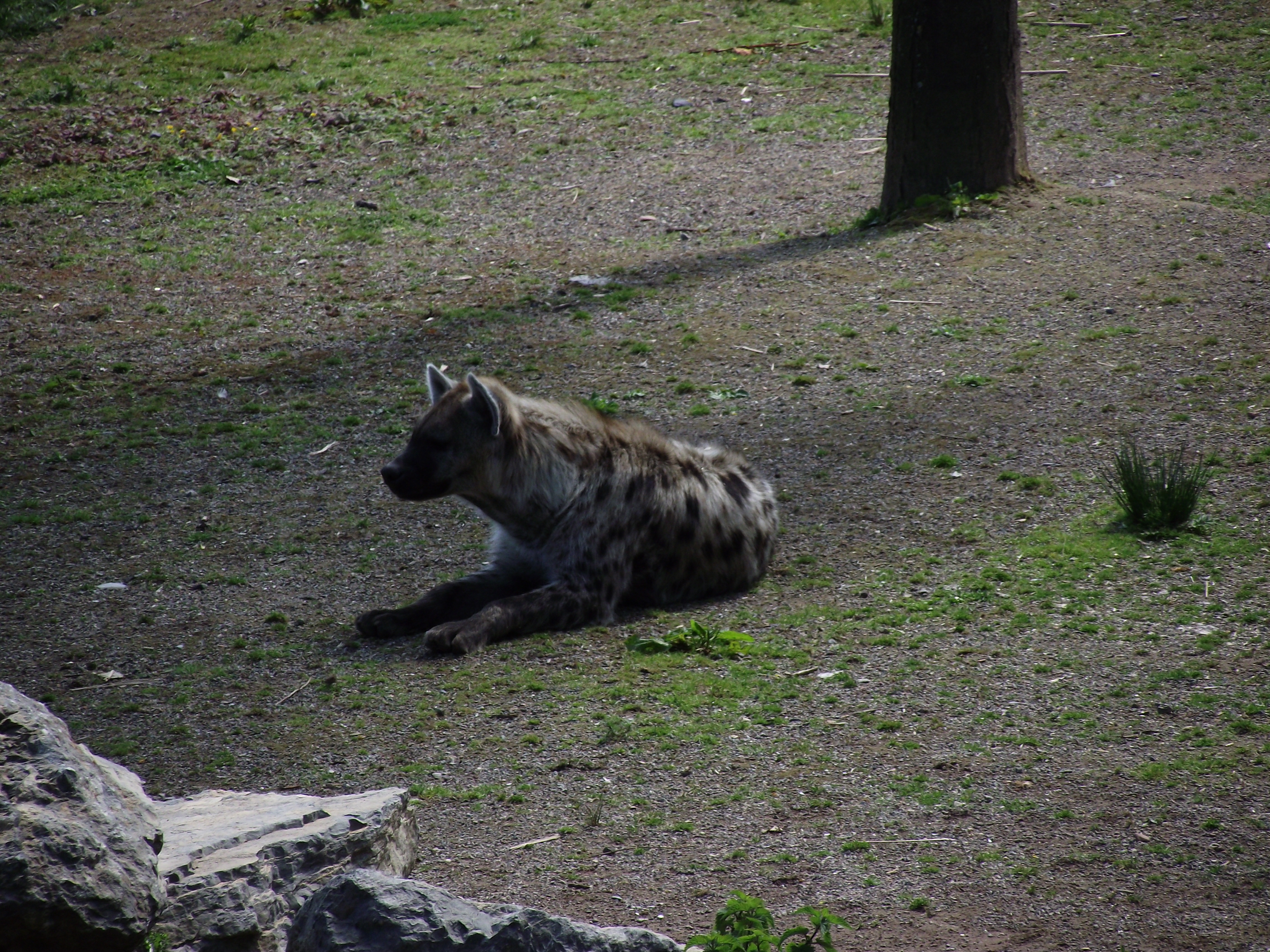
Hyène tachetée.
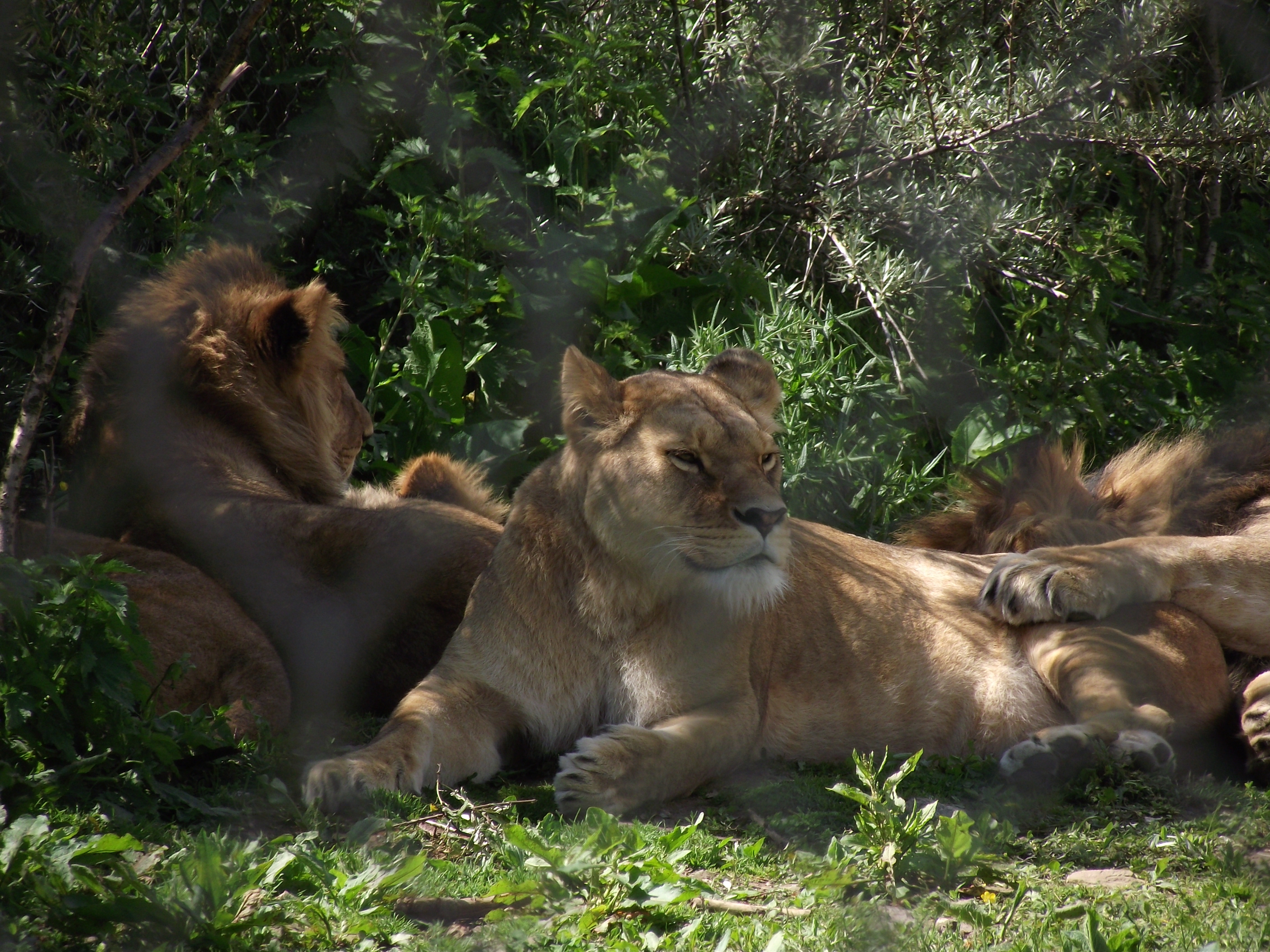
Lions.
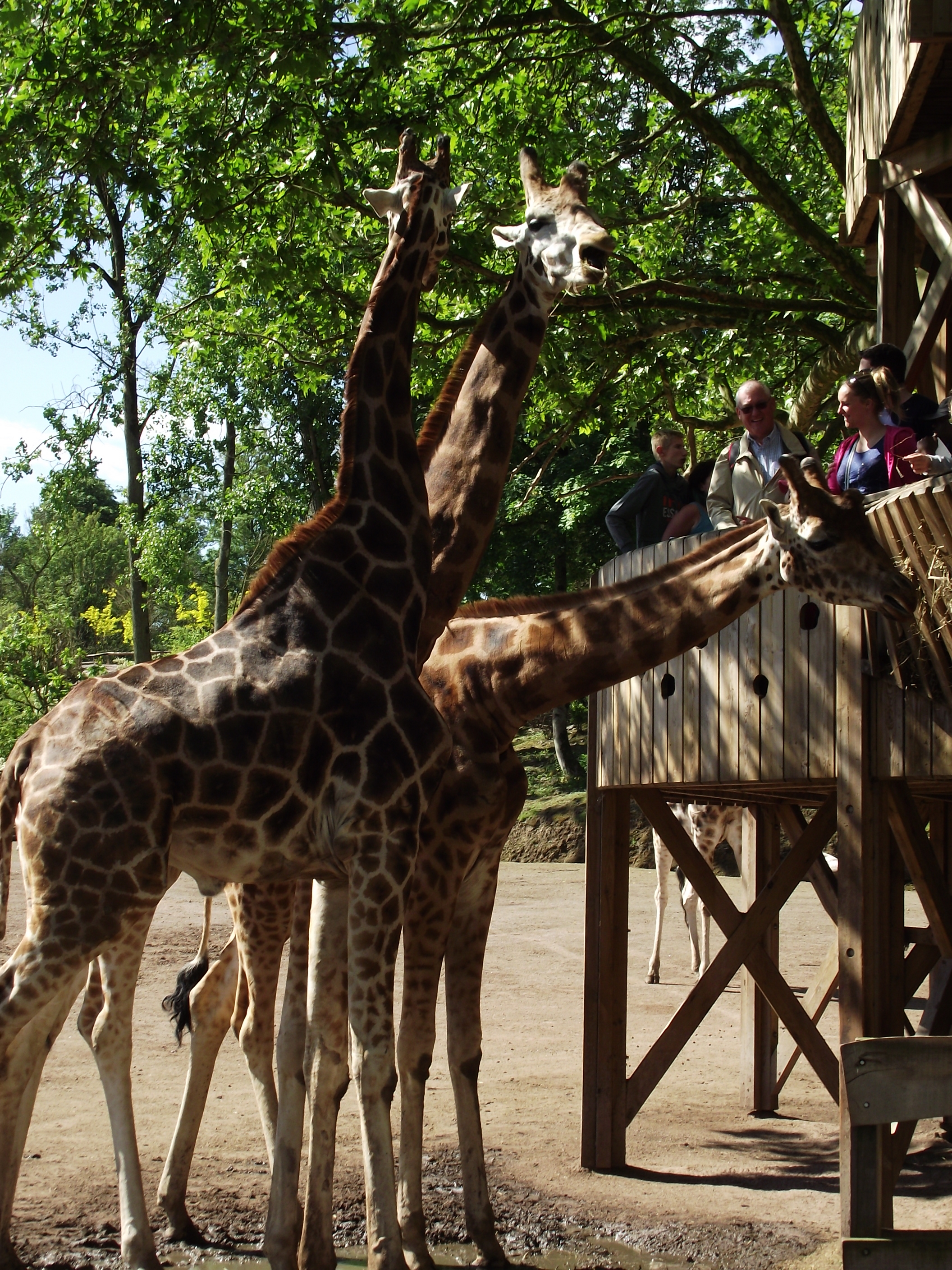
Girafes.
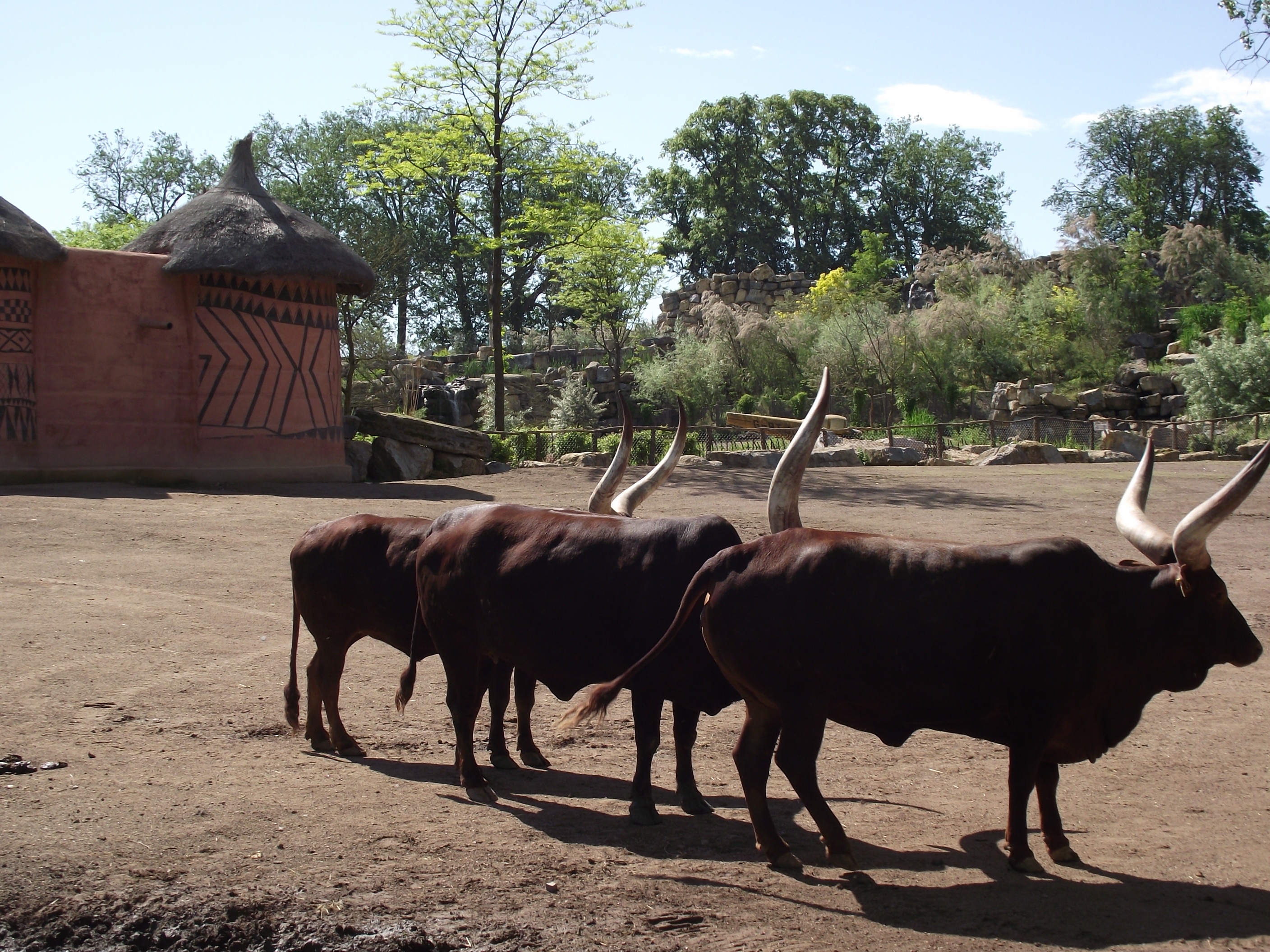
Watusis.
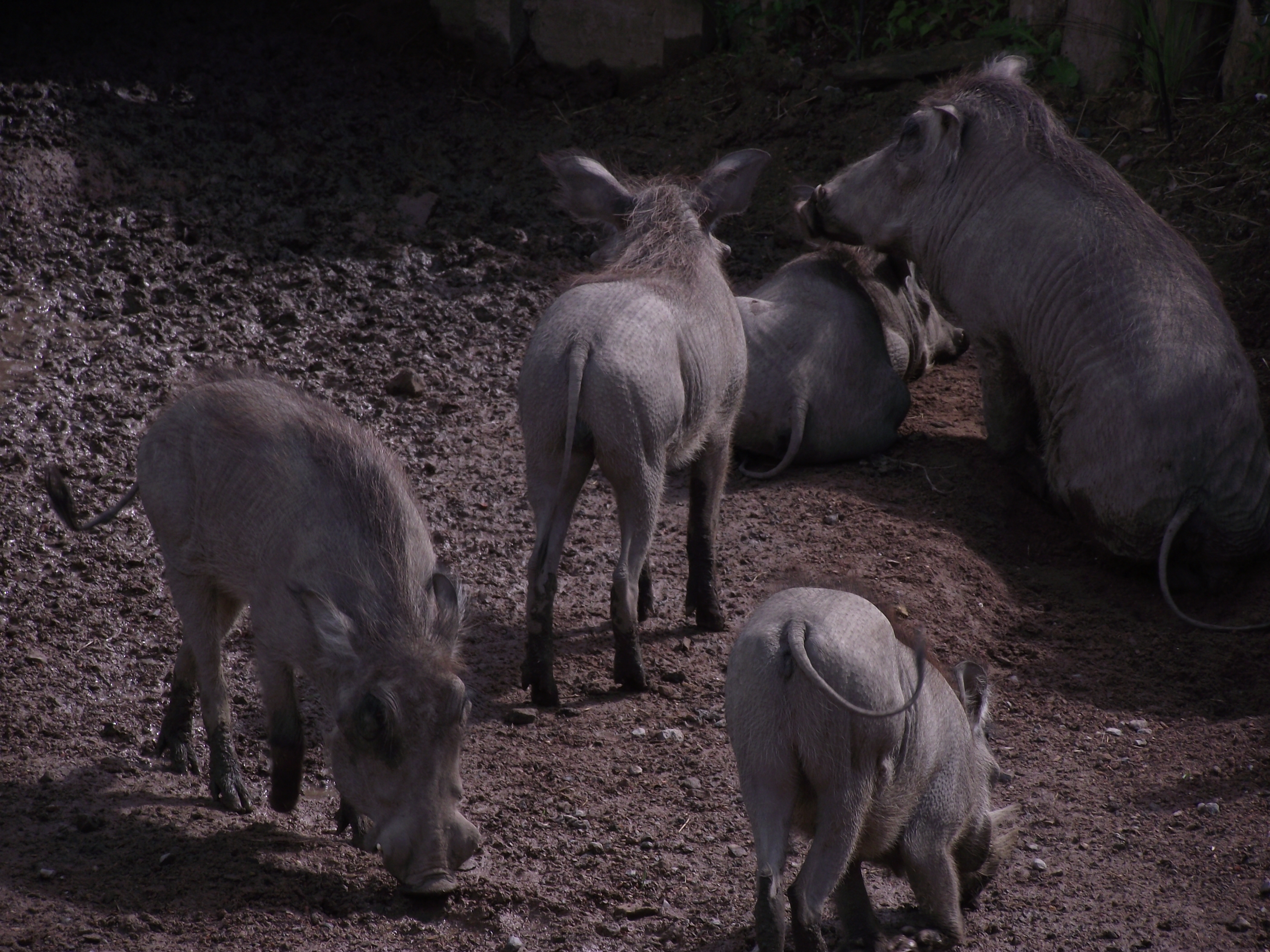
Phacochères.
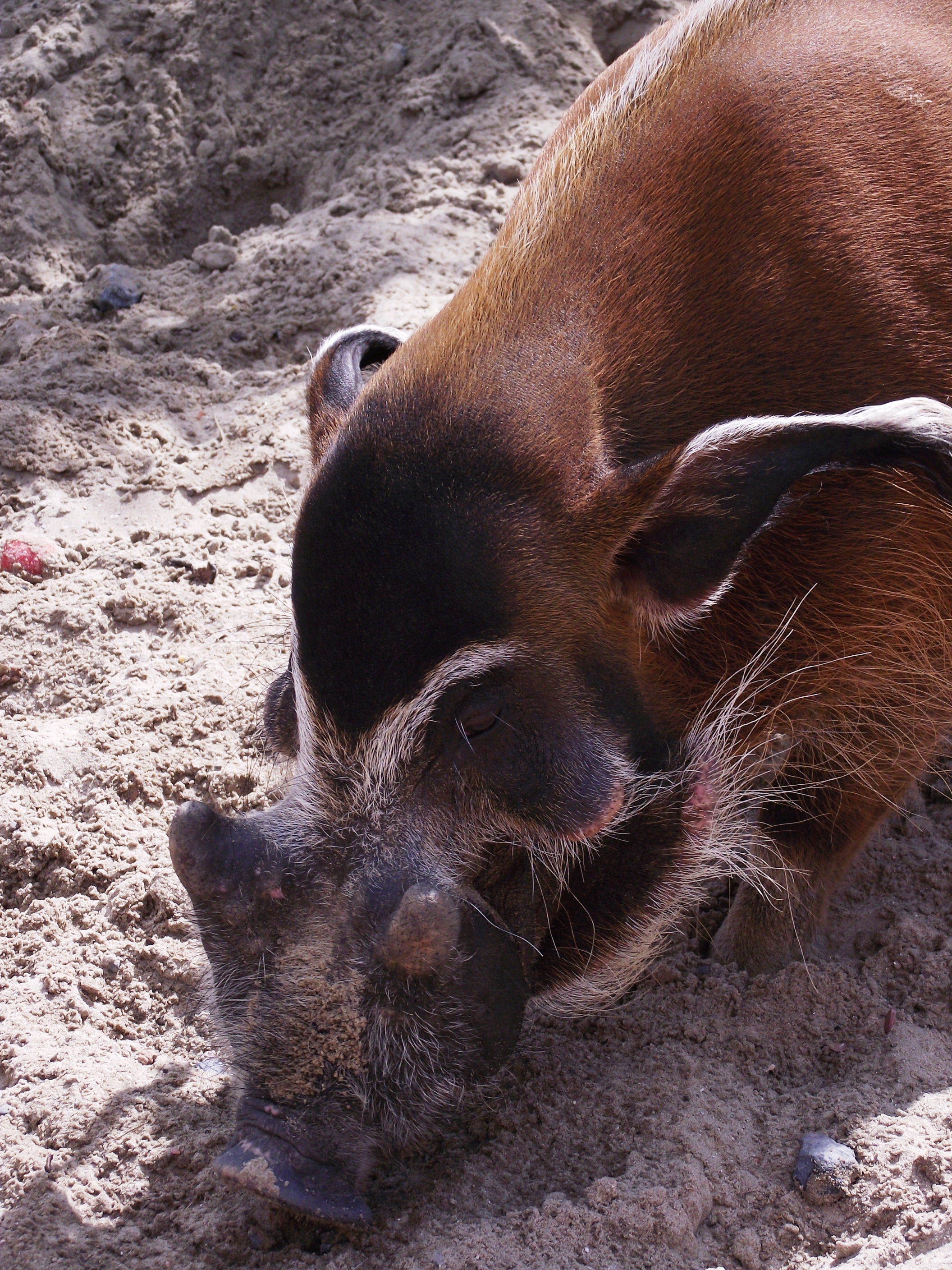
Potamochère roux.
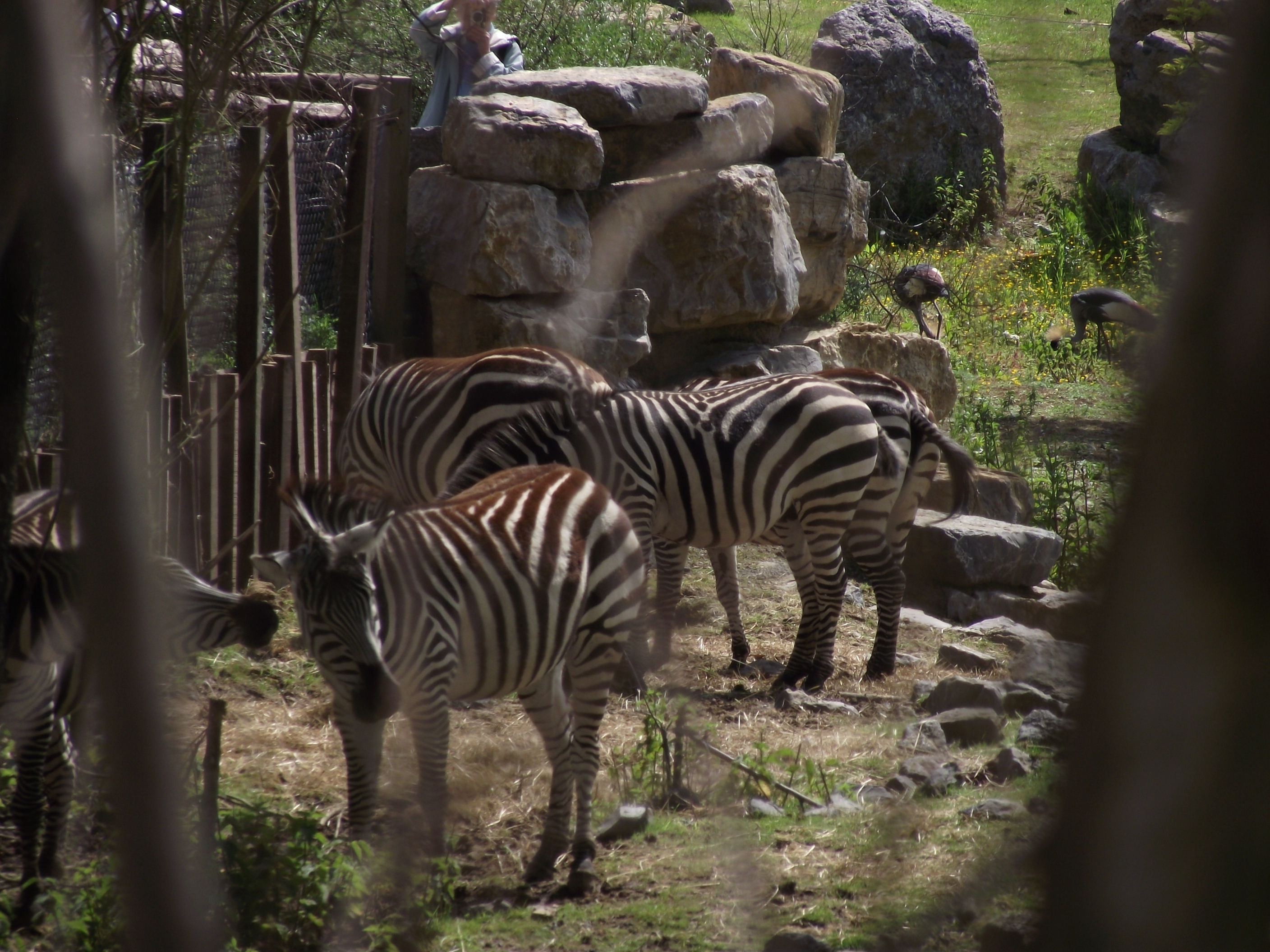
Zèbres des plaines.
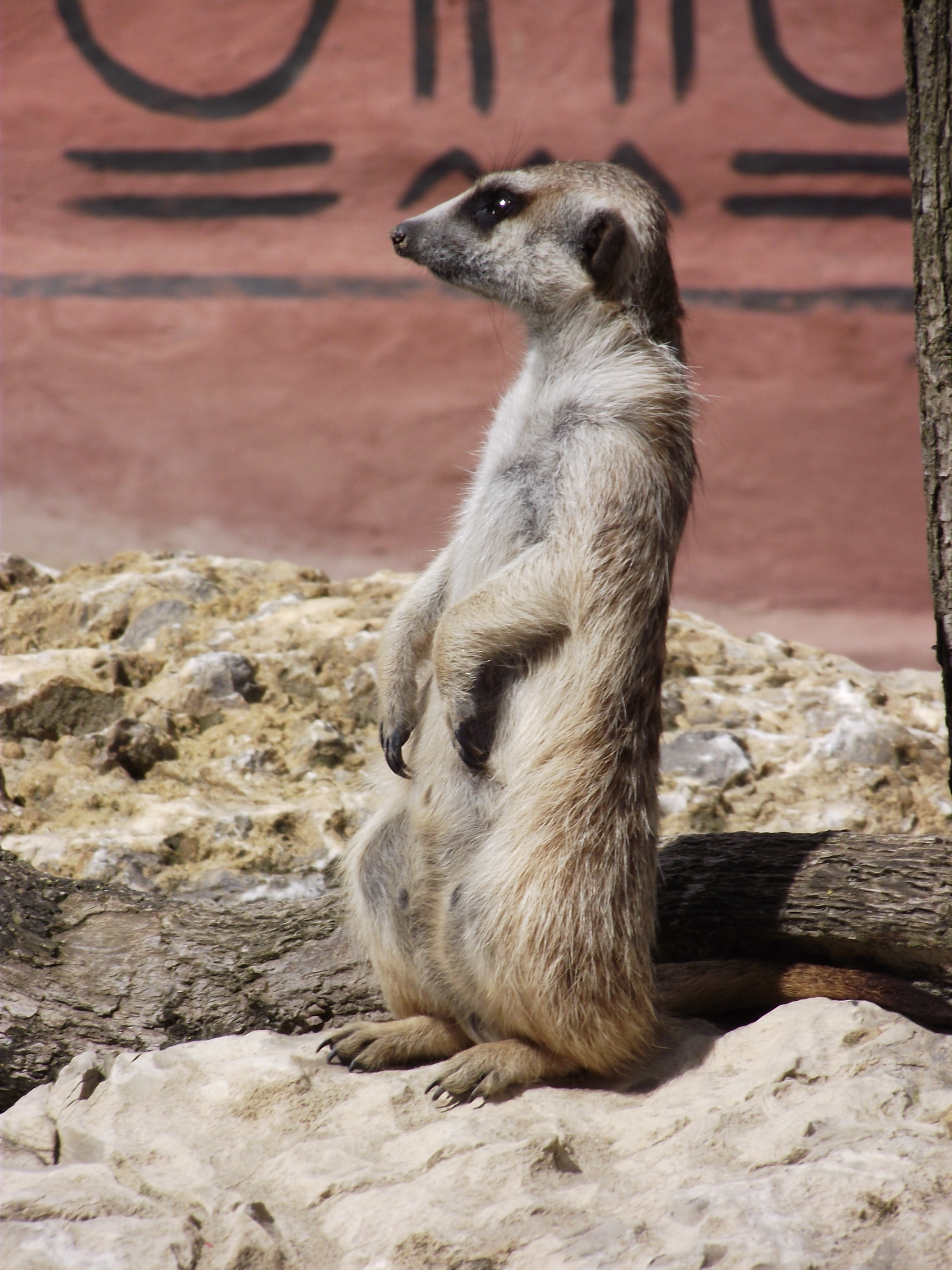
Suricate.
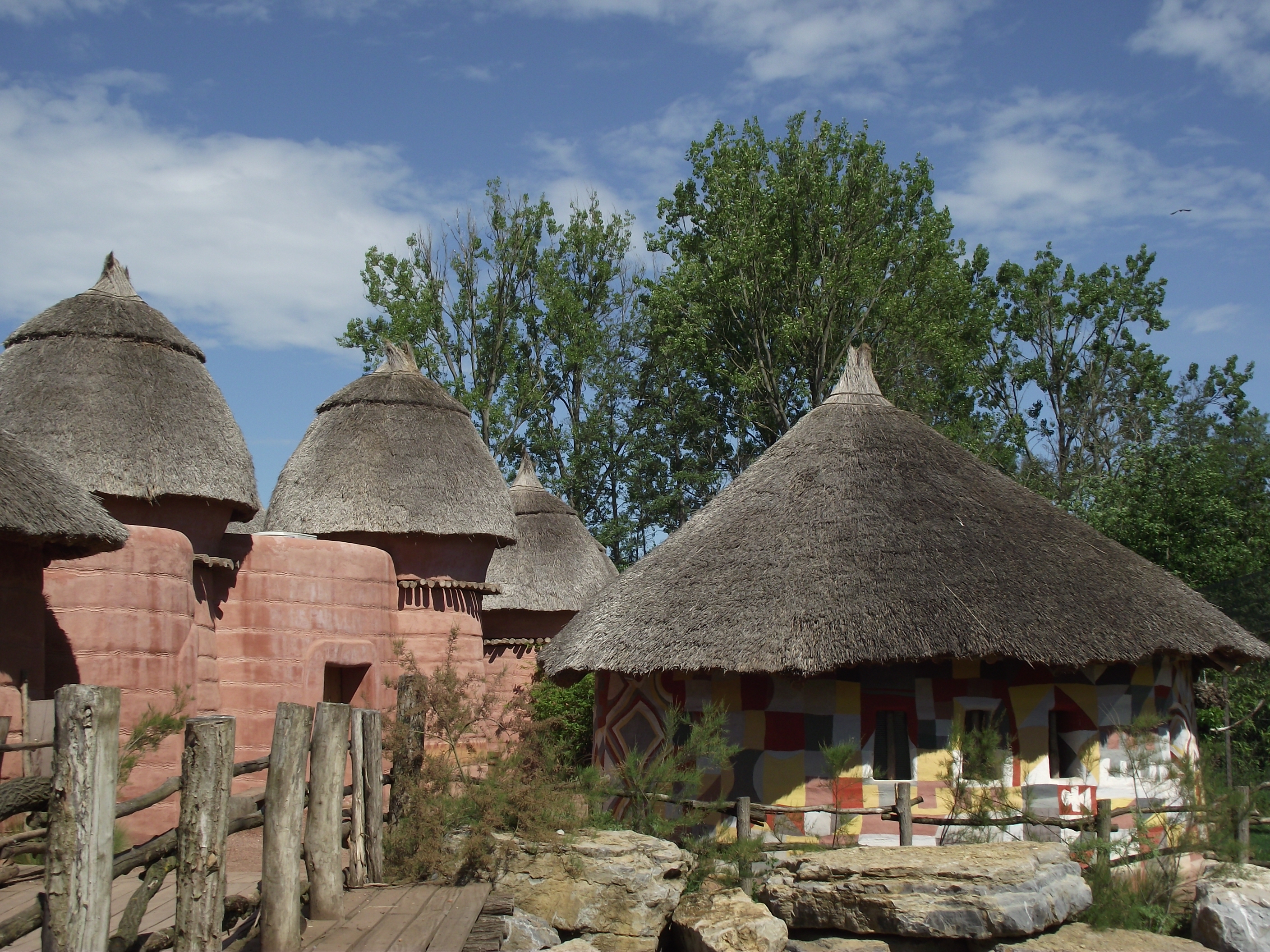
Village Tamberma.
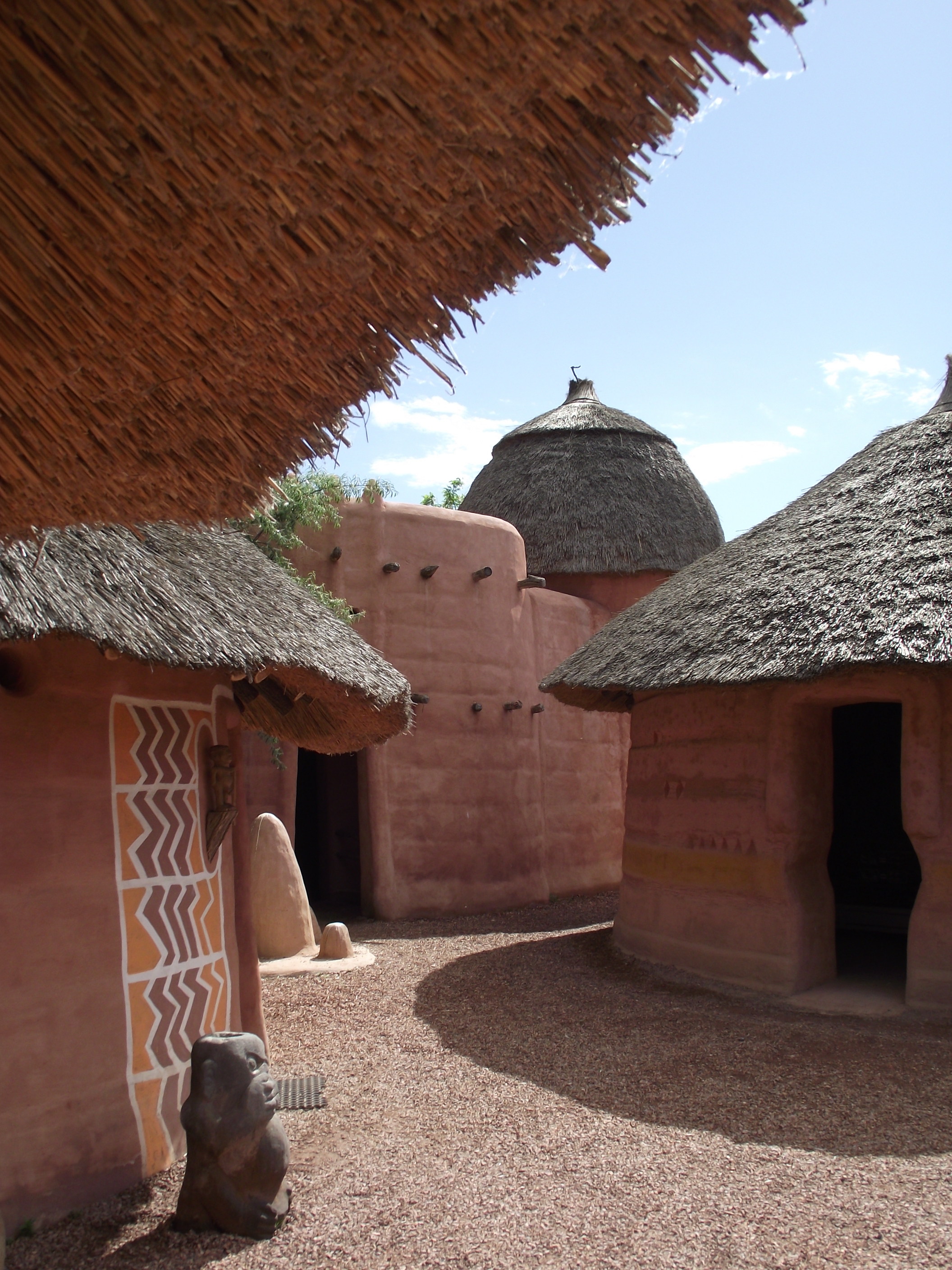
Village Tamberma.
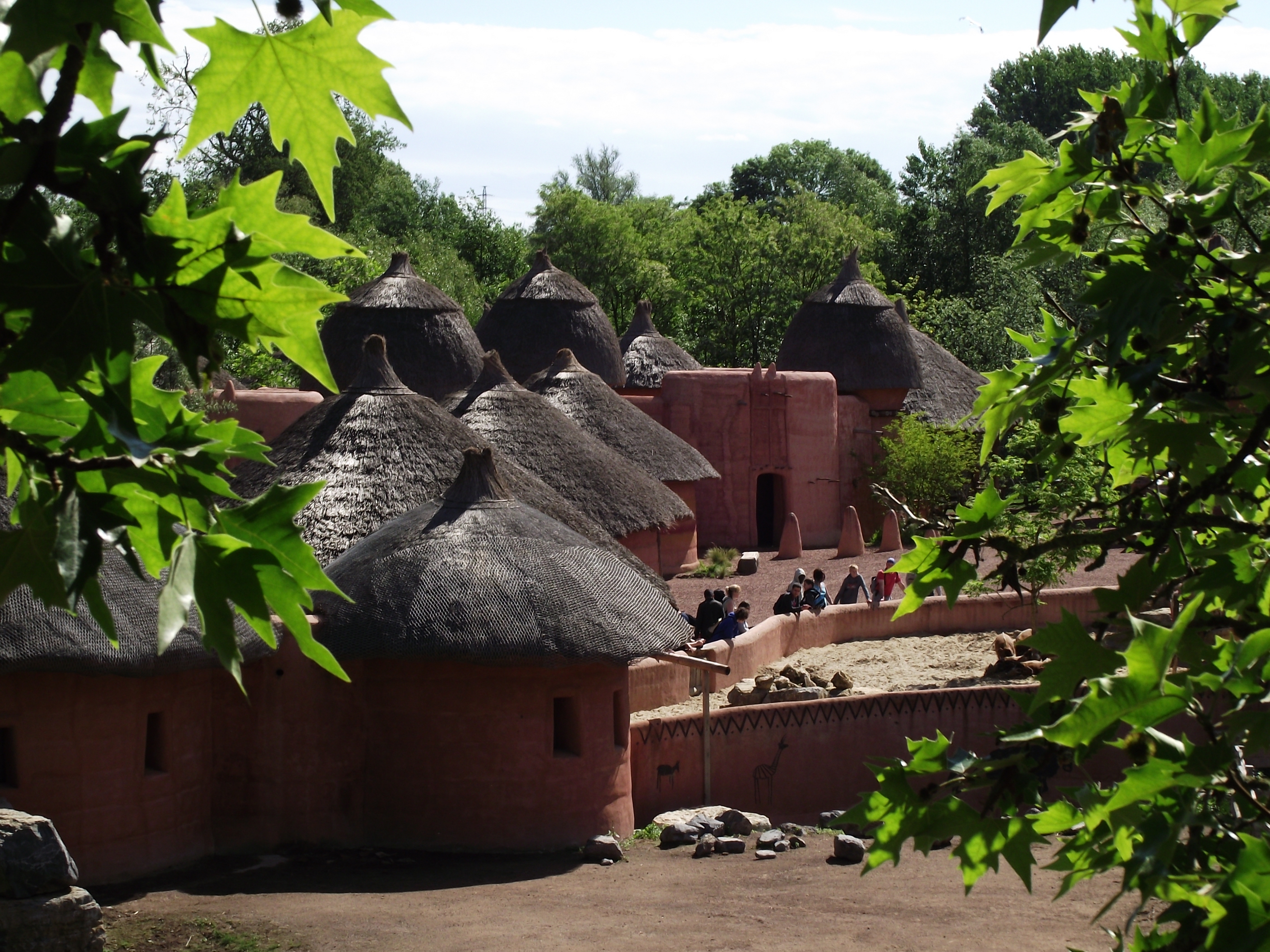
Village Tamberma.
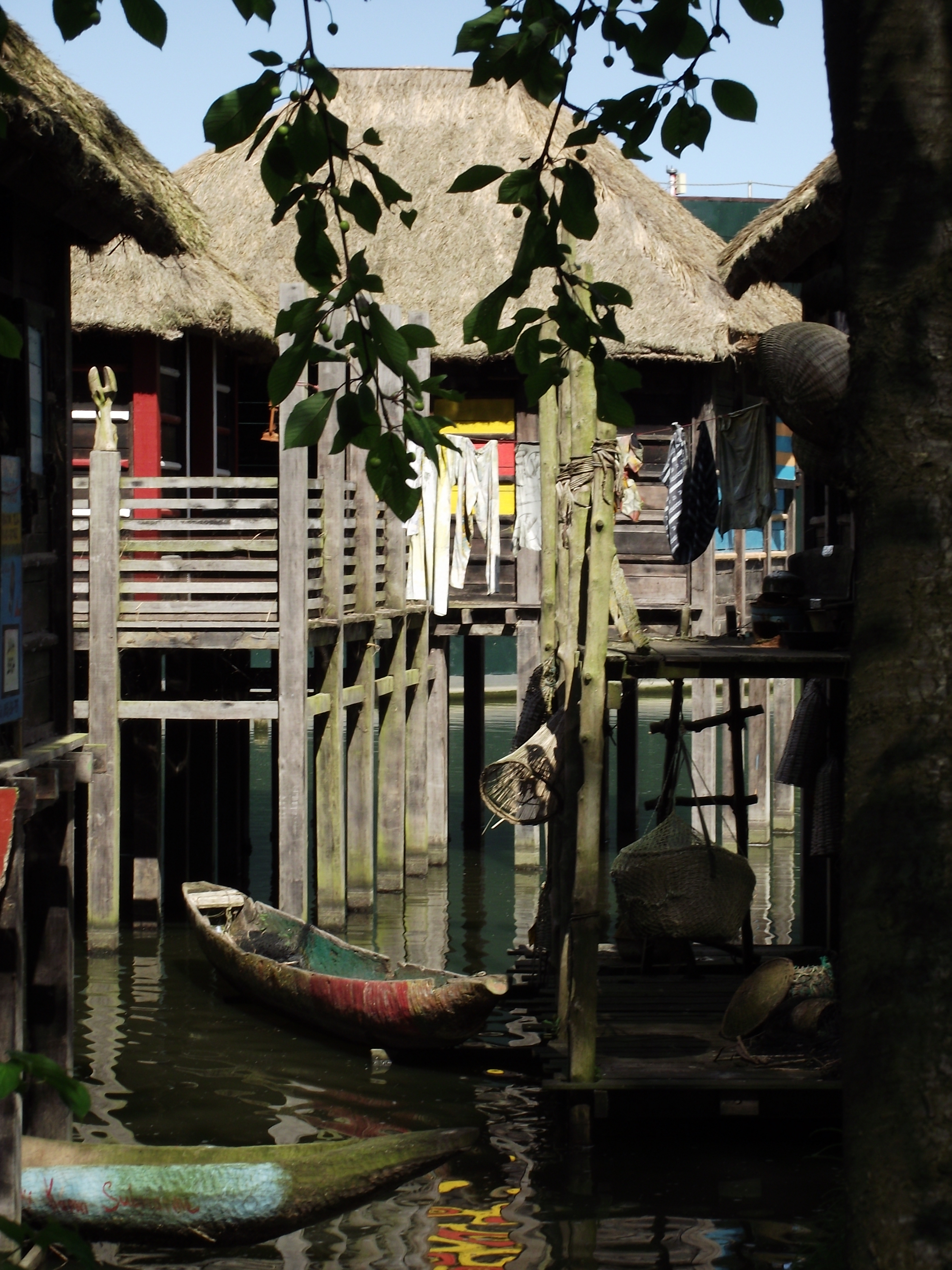
Village lacustre africain.

#### L’archipel aux lémuriens
L’archipel nommé Nosy Komba inaugurée en 2001 héberge différentes espèces de lémuriens en provenance de Madagascar.

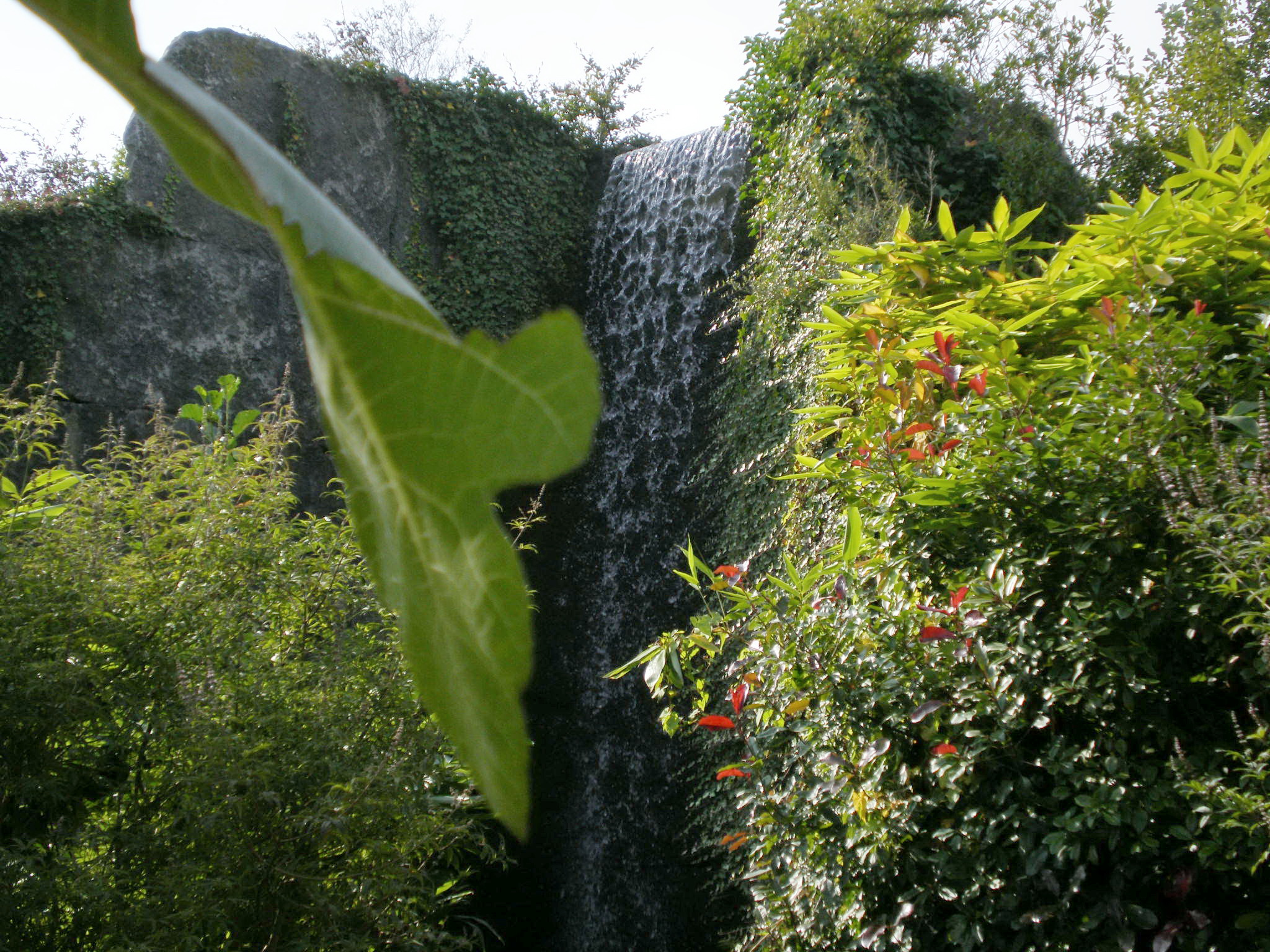
Dans l’archipel aux lémuriens.
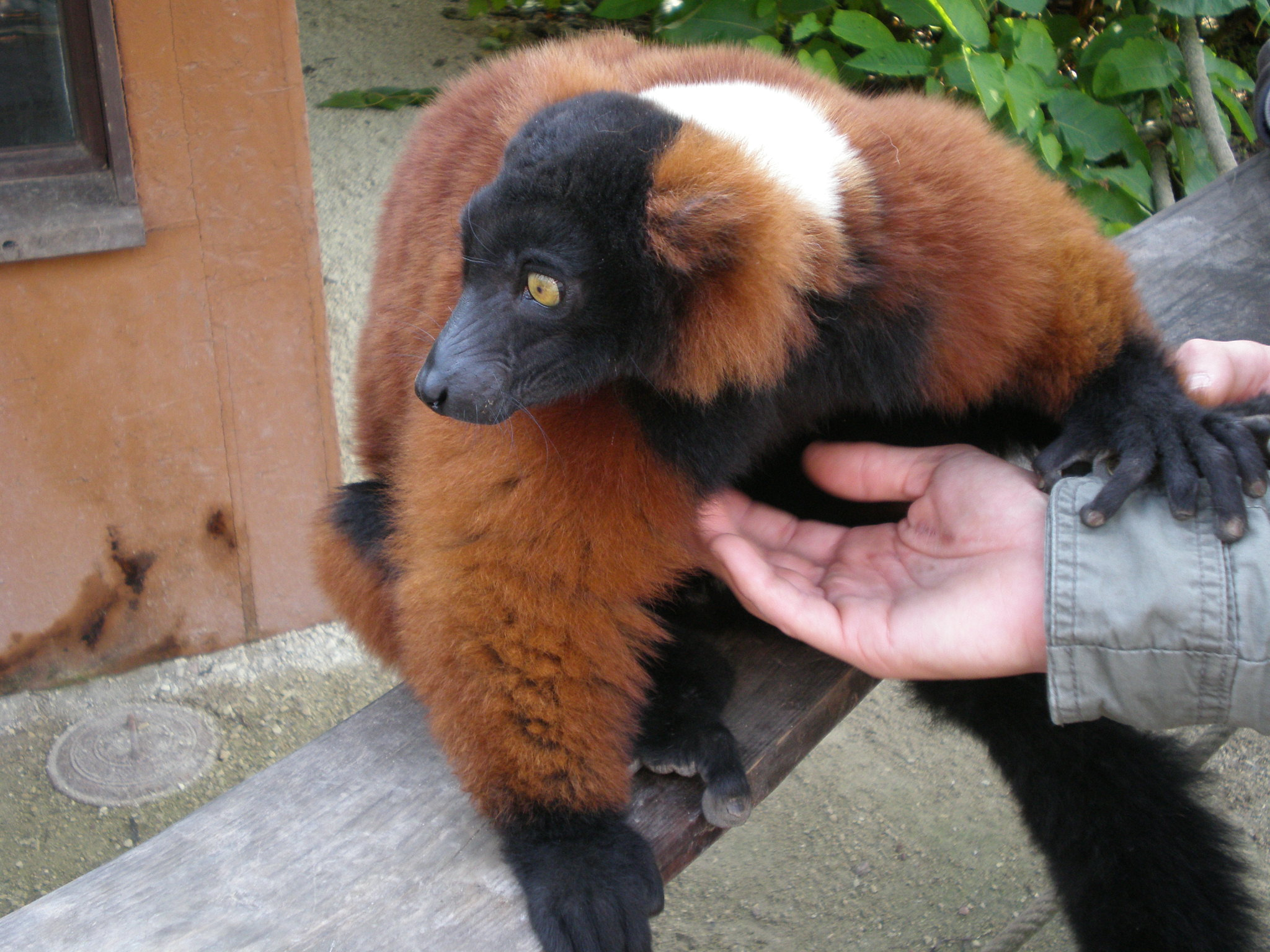
Maki vari roux.
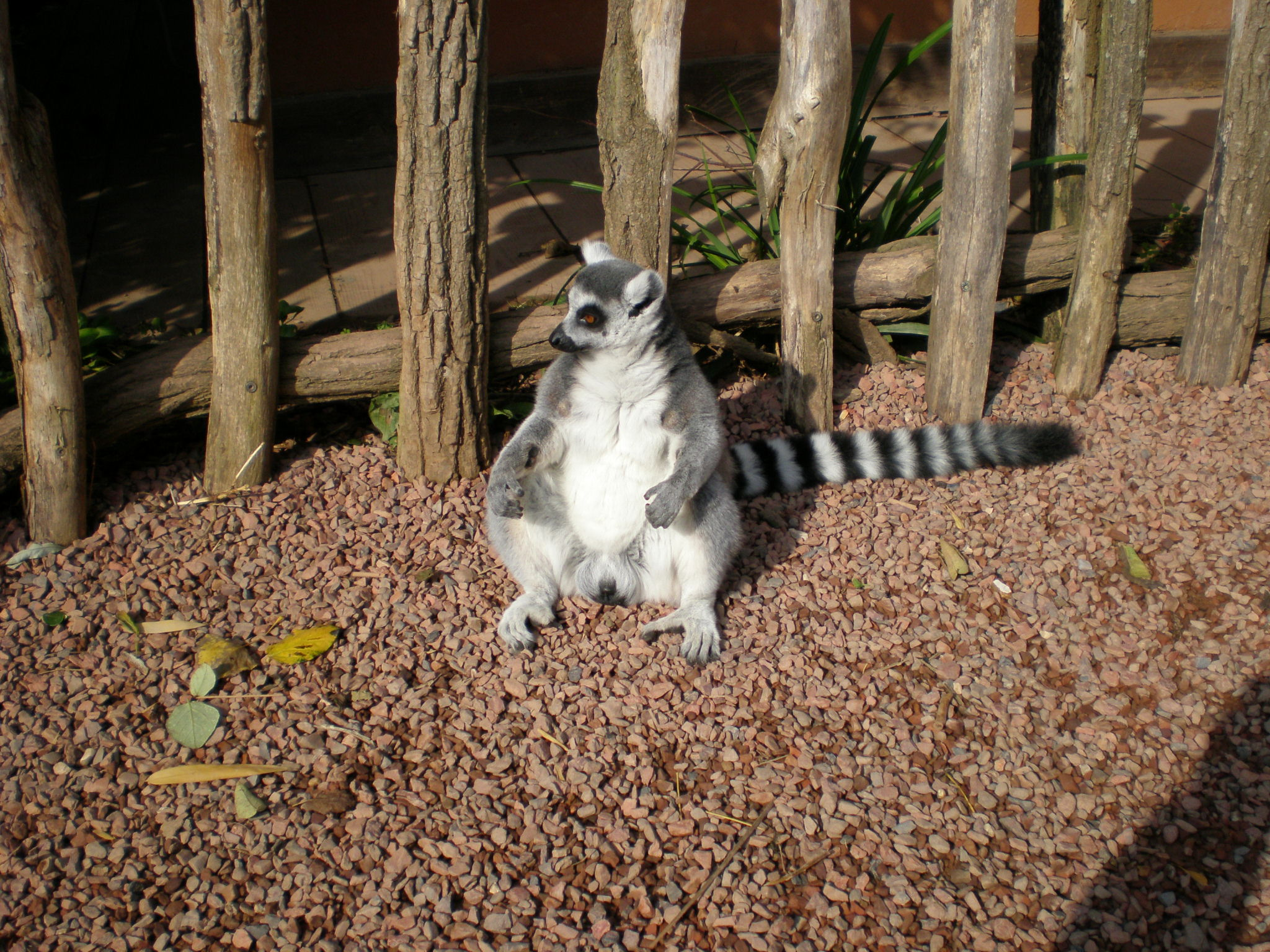
Maki catta.
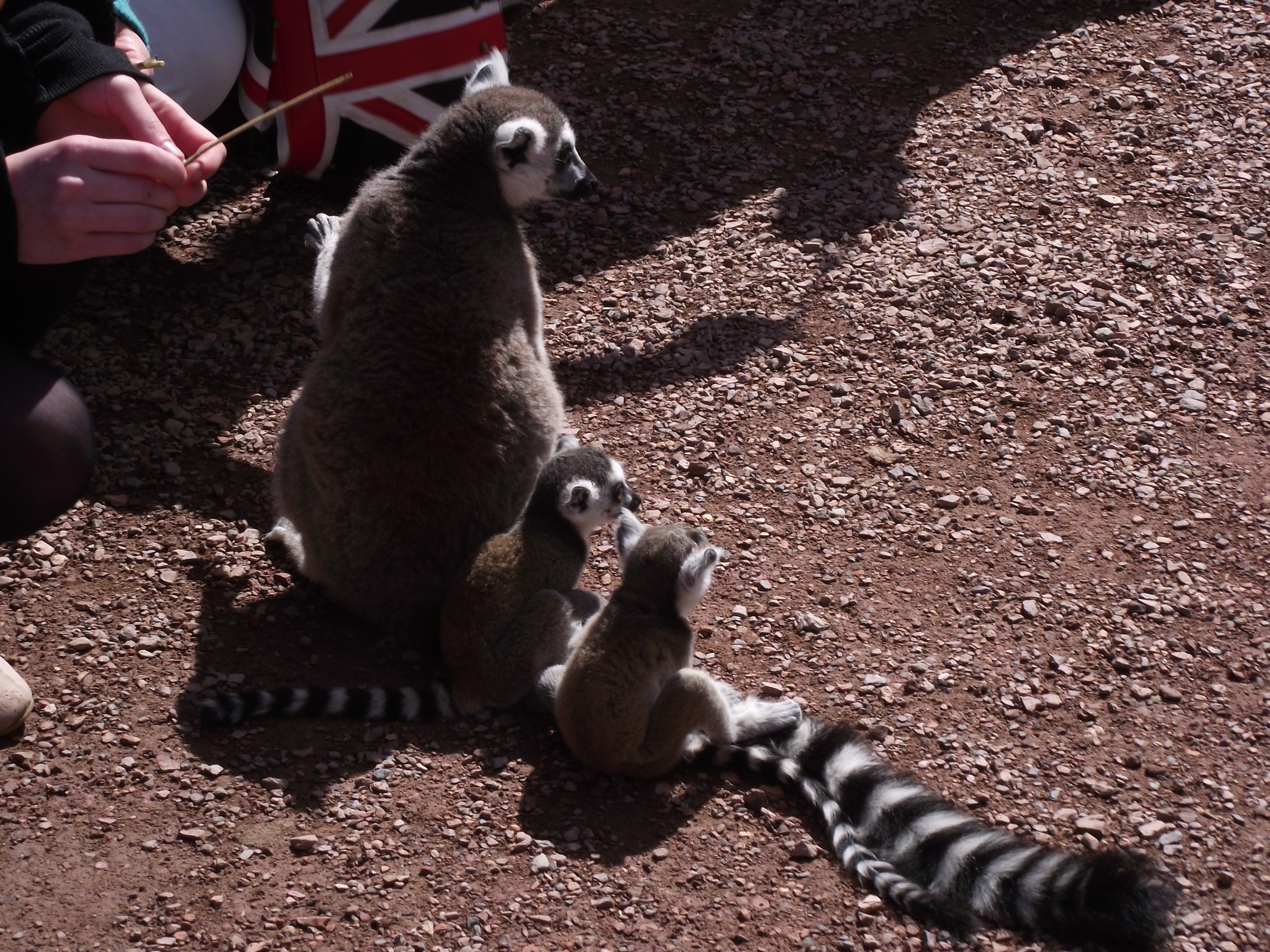
Lémur catta et jeunes.
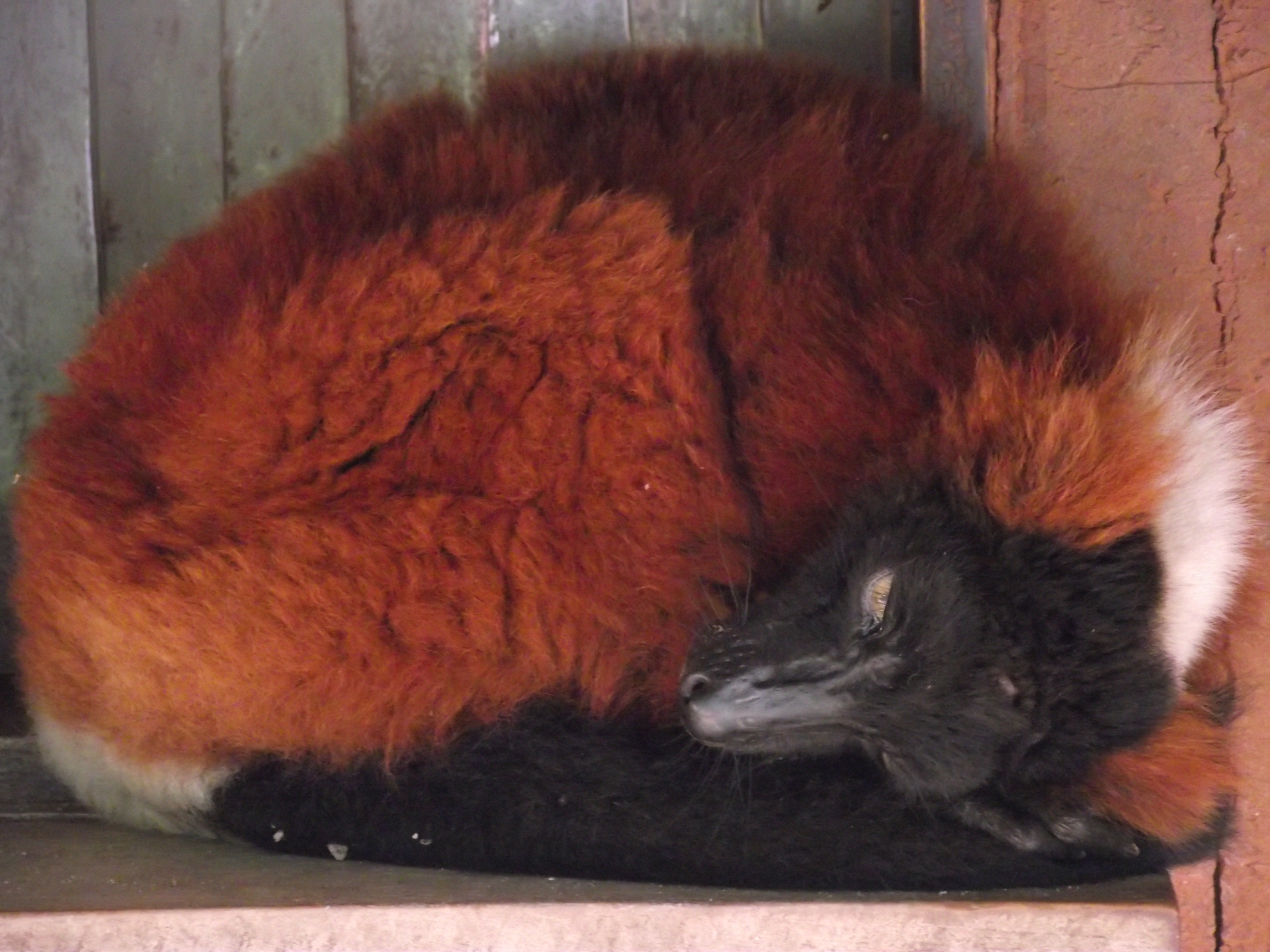
Vari roux.

#### Les volcans des gorilles
En 2016, Pairi Daiza accueille une seconde espèce de grands singes, les gorilles. Pour ces animaux, deux volcans ont été créés de part et d'autre de nosy komba, sur l'île des colobes et celle des varis roux. Le premier volcan près du village lacustre accueille des gorilles et colobes. Ceux-ci ont accès à une île extérieure de 1 500 m2 montant sur les pentes du volcans. Les visiteurs peuvent rentrer dans le volcan dans lequel a été aménagé l'enclos intérieur des grand singes. L'ouverture du volcan permet de faire un puits de lumière. Le second volcan suit le même modèle avec une île plus petite, il accueille un bachelor group de gorilles.

#### Le village lacustre
À droite du Mersus Emergo se trouve un village lacustre inspiré des villages d'Afrique équatoriale. Le visiteur pourra y découvrir des objets d'origine africaine ainsi que de nombreux dictons africains peints sur les murs. Au pied de ce village, jusqu'en 2017, nageaient les otaries à fourrure d'Afrique du Sud. Depuis l'été 2017, les otaries ont repris leur place à Algoa bay et ont laissé place à un groupe de pélicans et à une hippopotame naine. À côté du village une volière accueille des becs-en-sabots.

#### Le village Tamberna
Le village Tamberna, inspiré des villages togolais, représente la culture africaine. Il propose des masques et des fétiches vaudou du Togo et du Bénin, deux authentiques autels d’offrandes construits par un vieux prêtre avec des coquillages et des os humains qui témoignent de la spiritualité animiste et des rapports des esprits à la nature. Les cases sont faites de Terres. Au centre du village se trouve un petit enclos accueillant des potamochères et suricates. À l'arrière de celui-ci se trouve la plaine des girafes en cohabitation avec des watusis et autruches.

### La Terre du Froid
Elle a été inaugurée début de l'année 2016. Le grand Nord y est représenté grâce à un monde paléo-arctique peuplé d'animaux tel que des bisons d'Amérique, des ratons laveurs, des ours polaires, des morses, des tigres de siberie et des rennes. Sédentarisation et nomadisme, qui sont au centre des cultures eurasienne et américaine, y sont présentés. Il contient également l'Izba, une maison russe en bois qui abrite un restaurant où l'on peut manger des repas typiquement slaves. Le chemin de fer à vapeur fait un détour par cette zone, à travers le territoire des bisons.

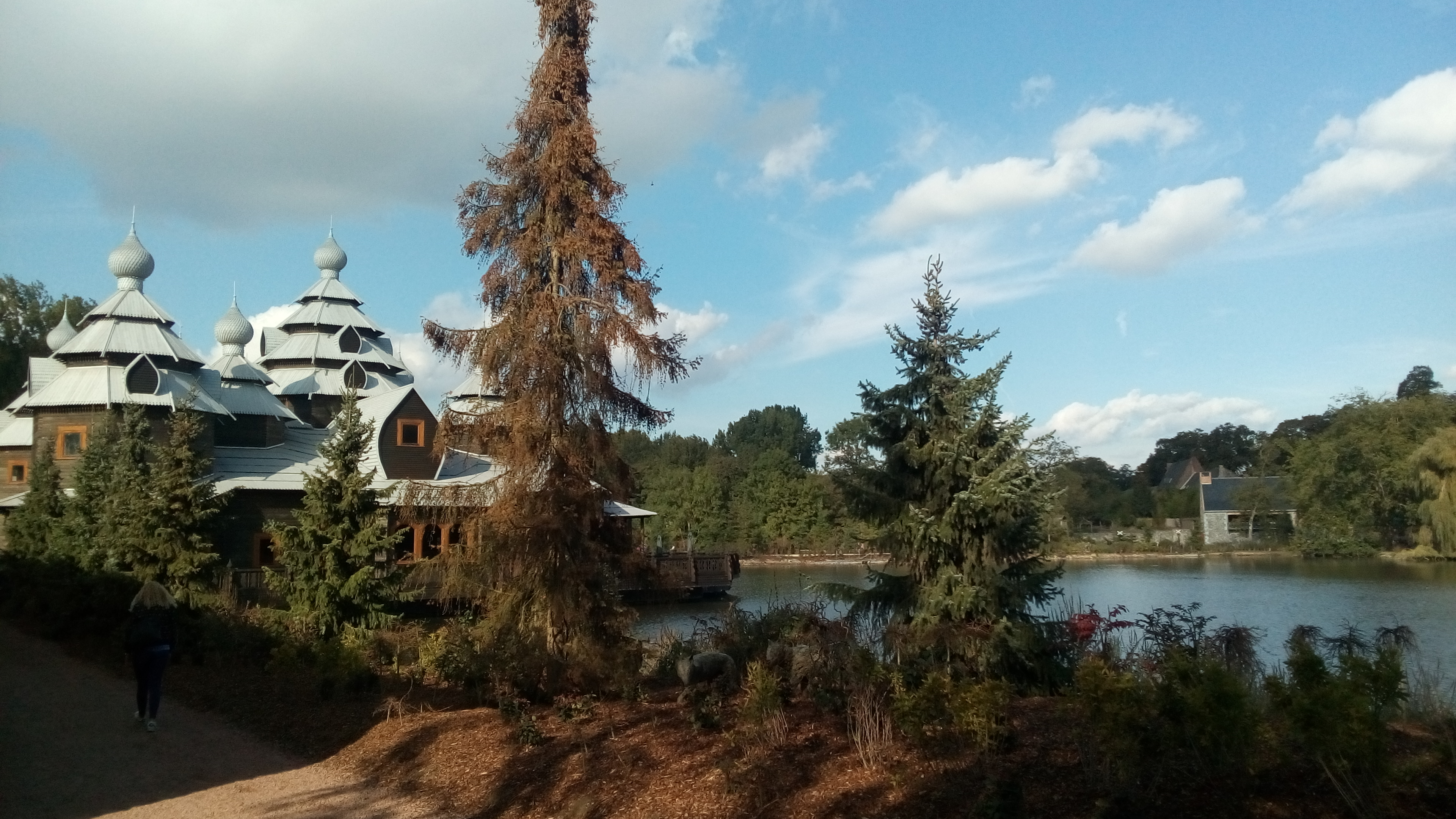
Une vue sur l'Izba de Pairi Daiza.
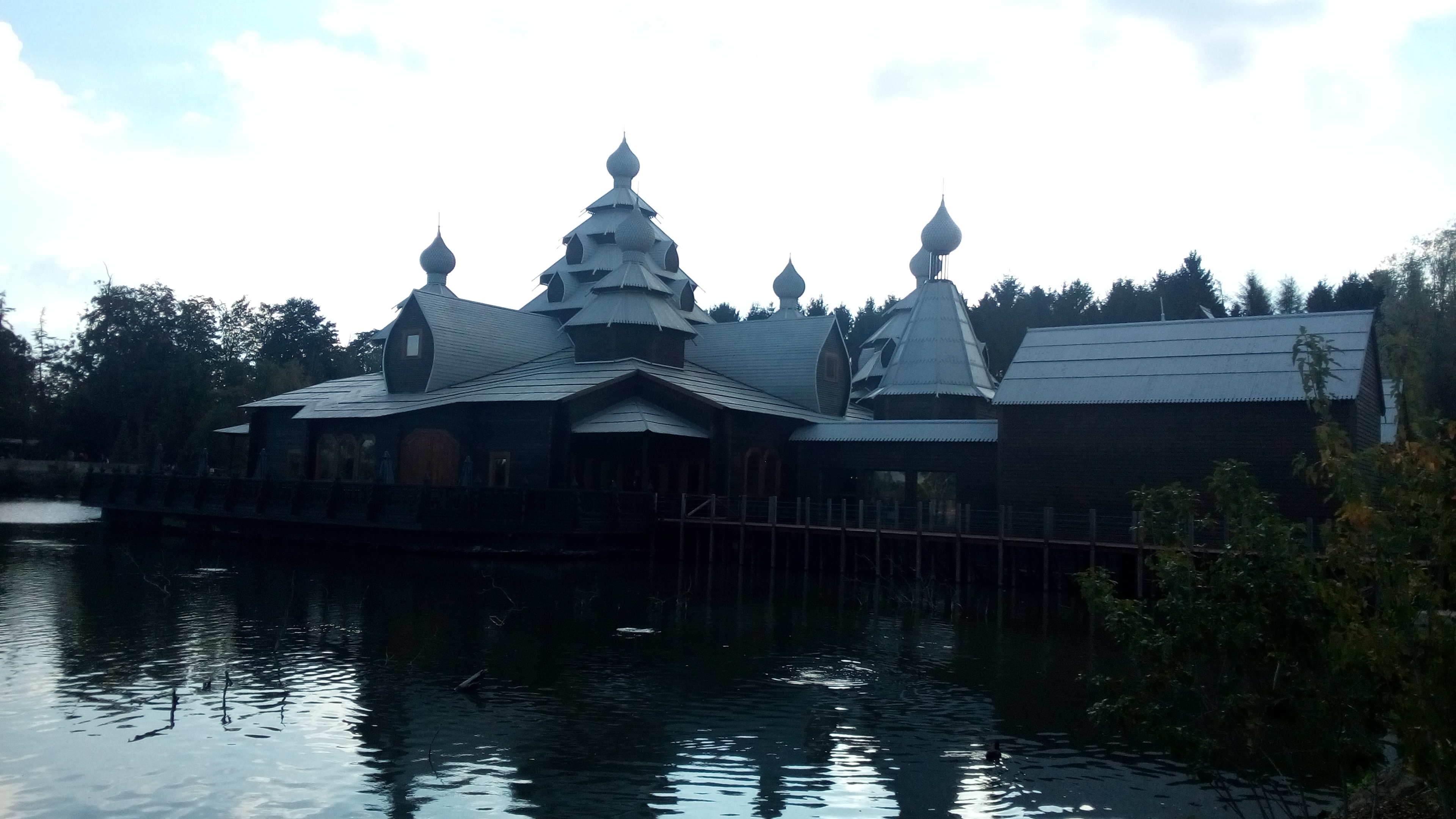
Vue sur l'Izba de Pairi Daiza.
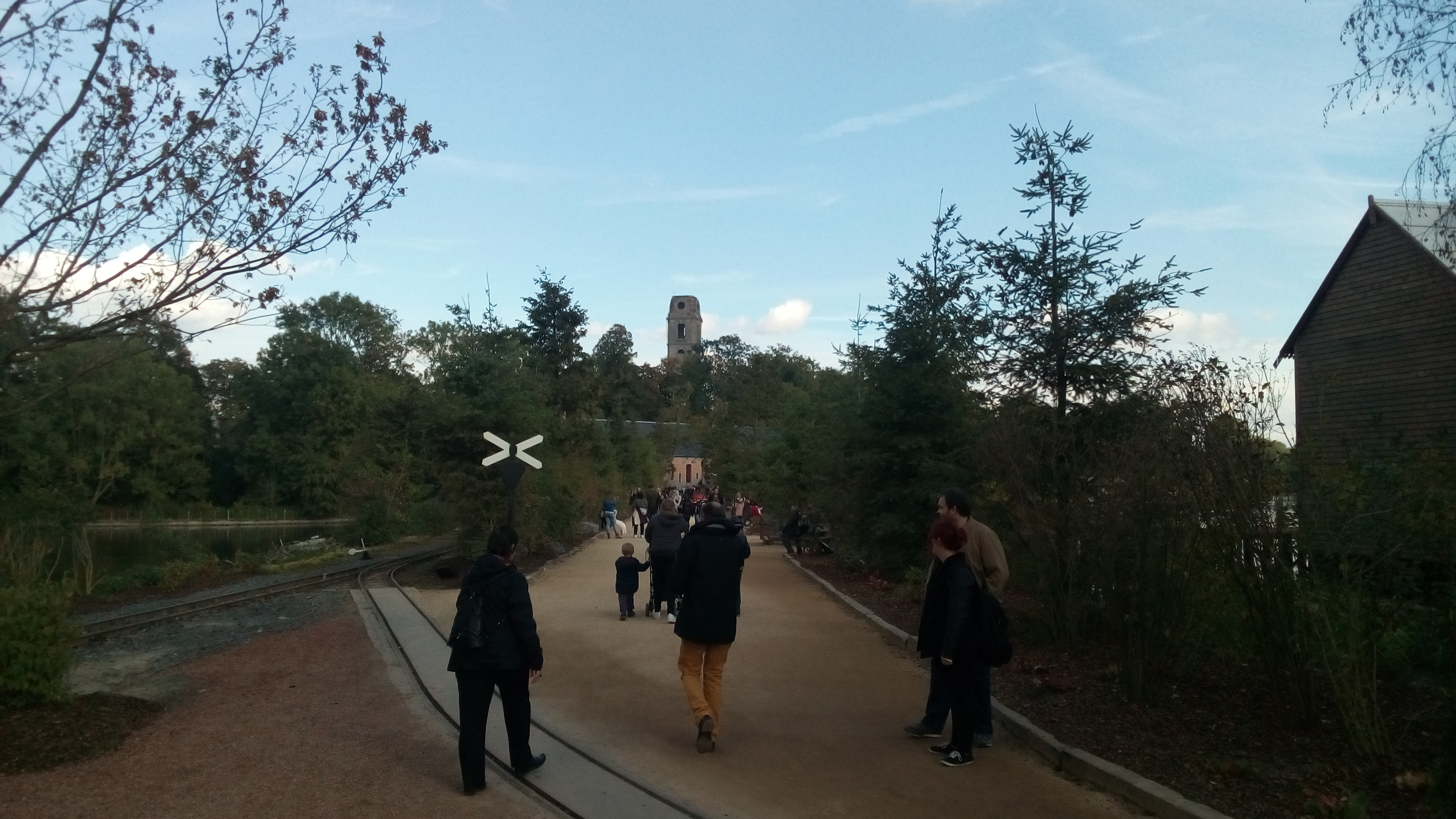
Vue sur l'allée de Pseudotsuga dans la Terre du Froid de Pairi Daiza.
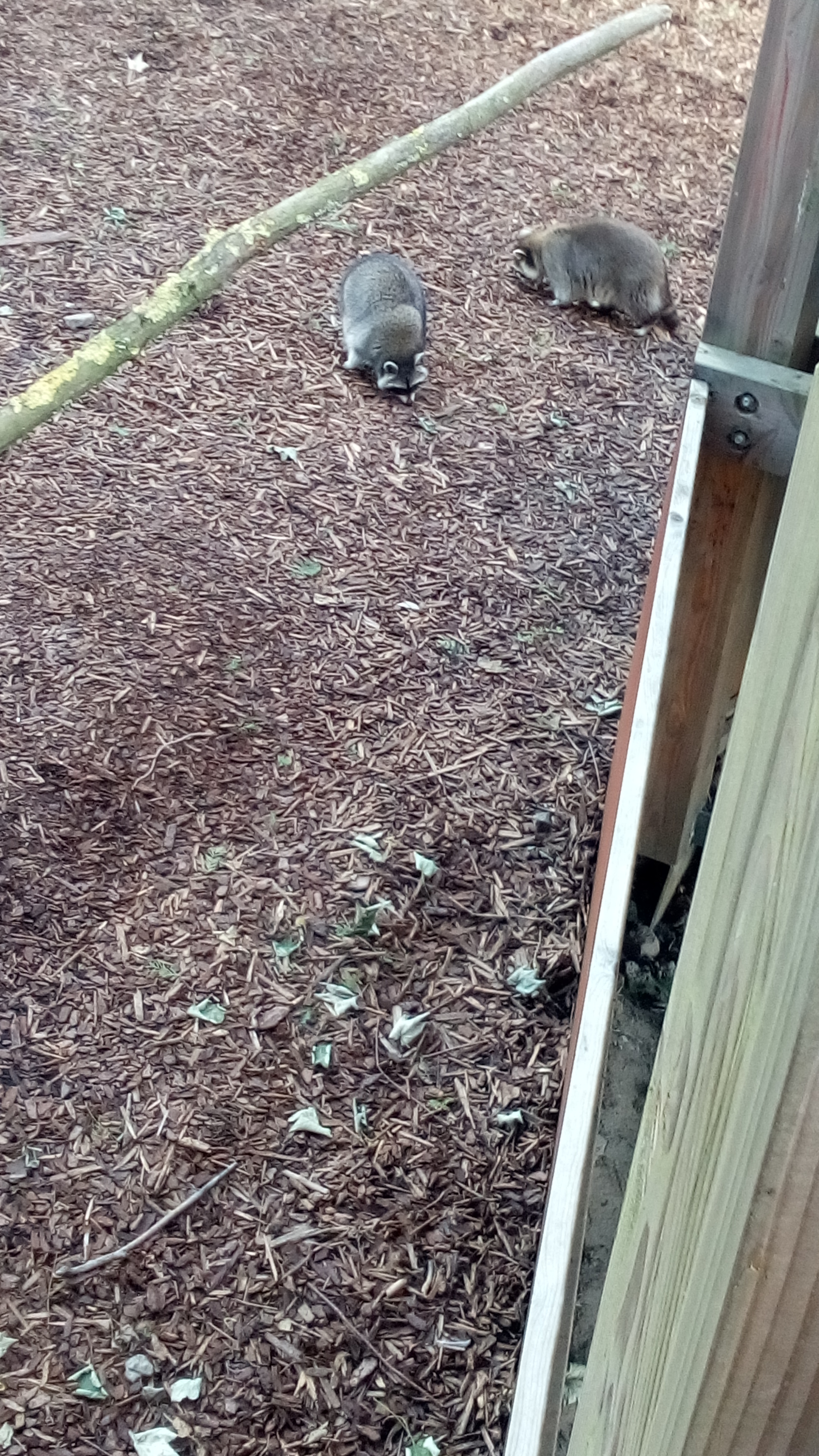
Vue sur quelques ratons laveurs de Pairi Daiza.
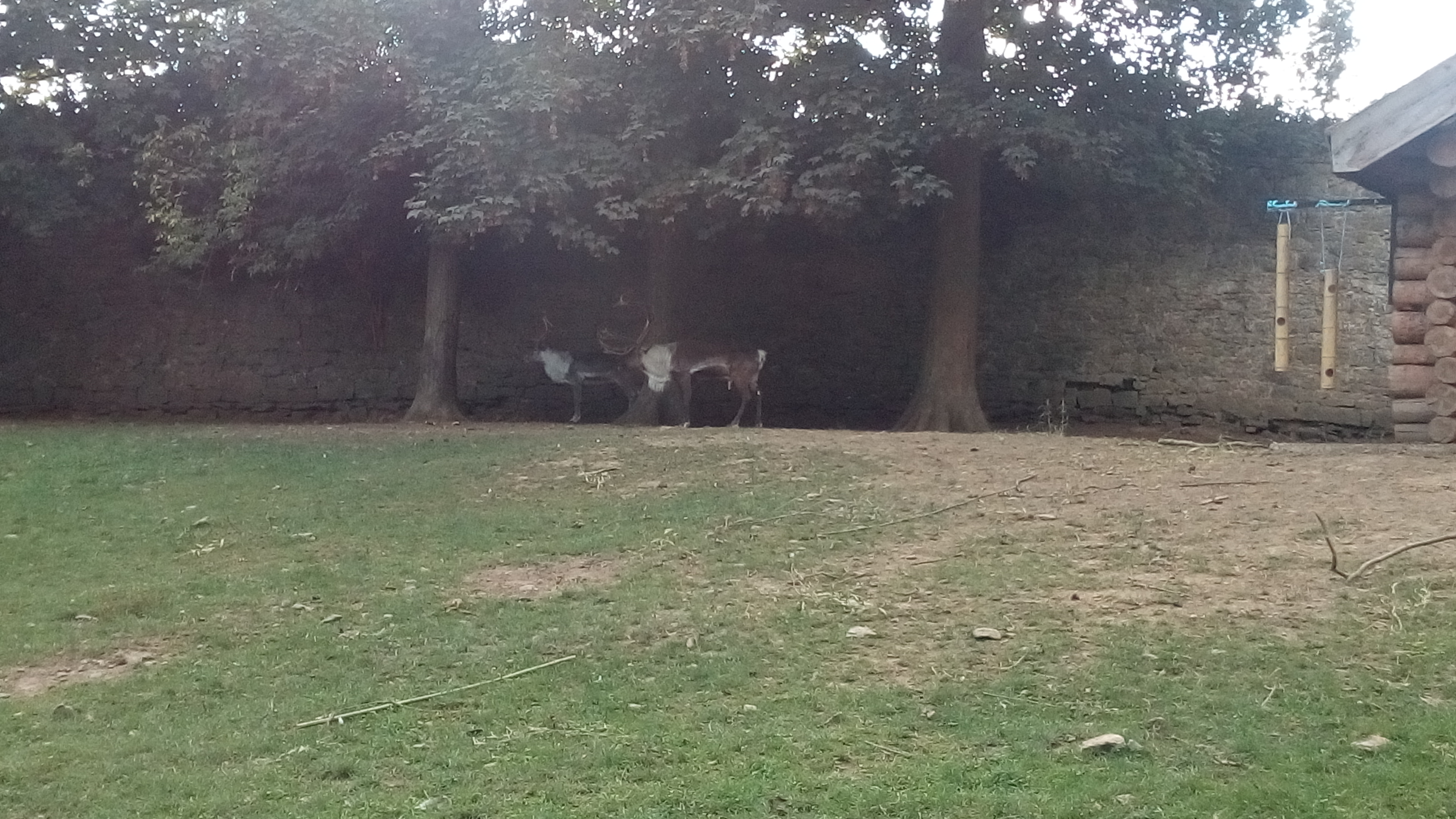
Vue sur quelques rennes de Pairi Daiza.
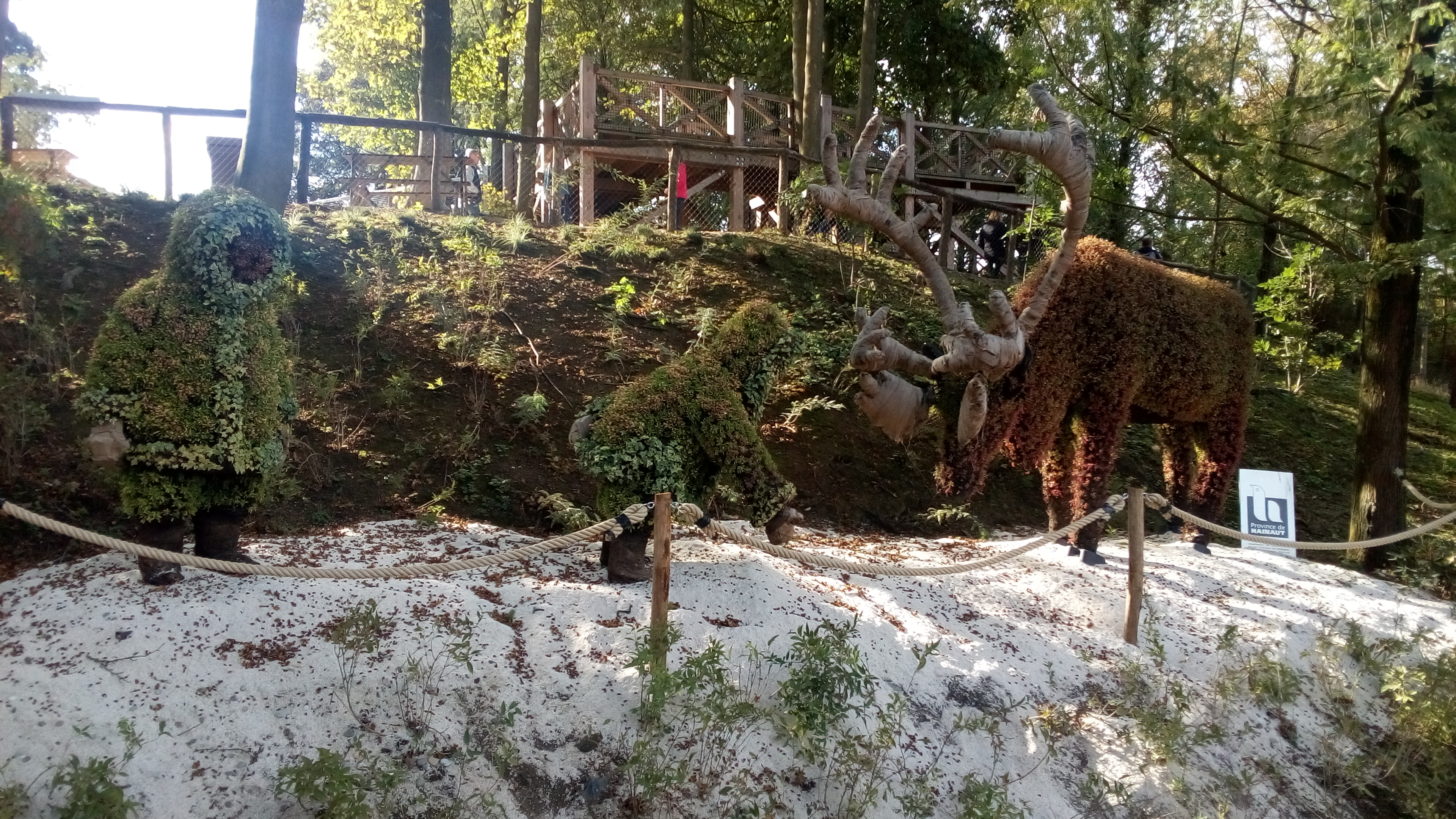
Sculptures végétales de la Terre du Froid de Pairi Daiza représentant des esquimaux et un renne.
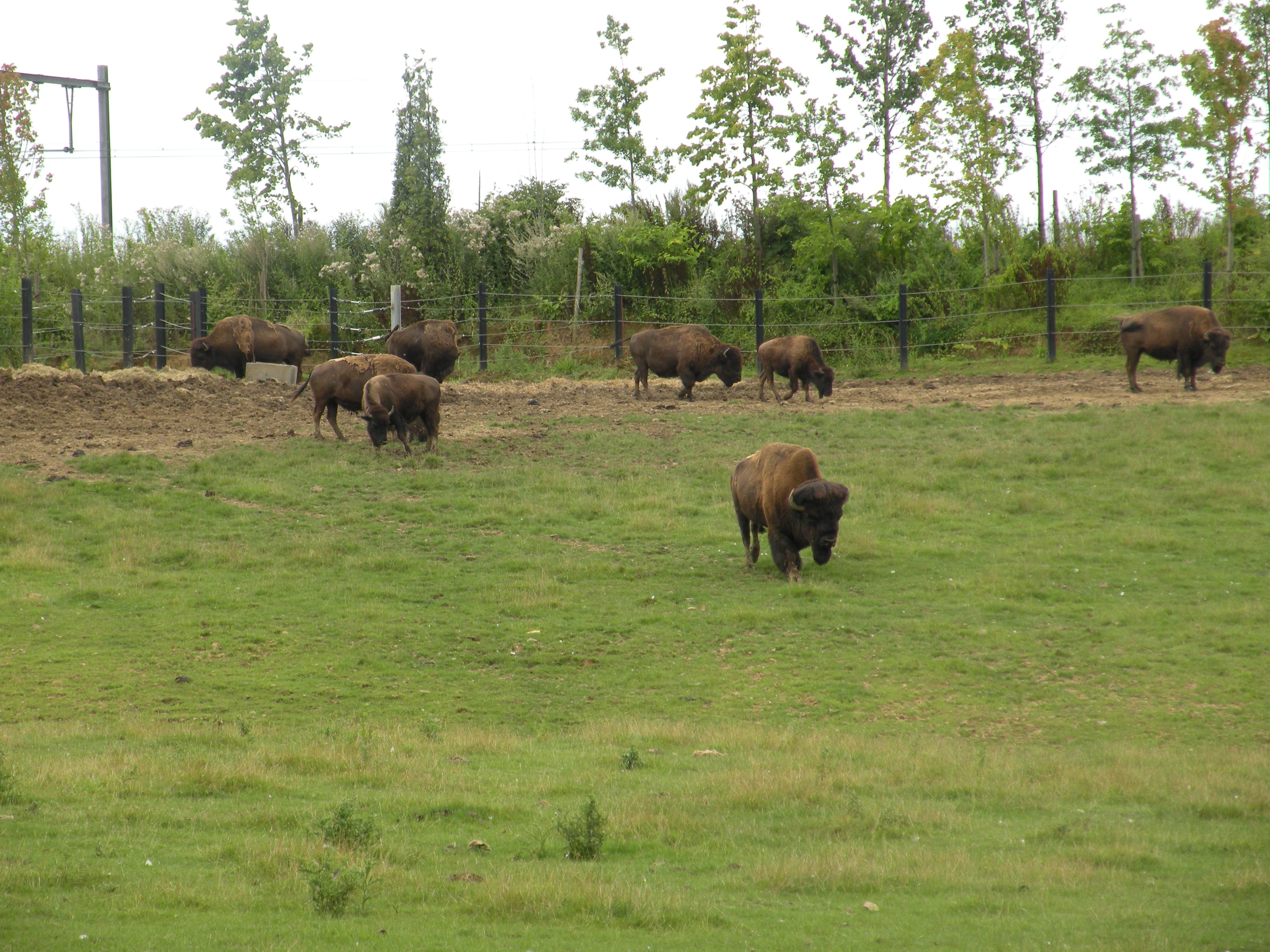
Les bisons d'Amérique.

### La Dernière Frontière
Relativement récent, bâti sur l'ancien monde de La Vallée de la Source, qui a été depuis rattaché à Cambron-L'Abbaye. D'inspiration amérindienne, avec des sculptures typiques de cette culture, cette zone présente des espèces, telles que des loups, des ours noirs, des ours bruns, des daims, des wapitis, des marmottes, des élans, des pumas et des otaries de Steller.

### Les îles du Soleil Levant
C'est le plus récent des mondes, inauguré le 11 mai 2024, ce monde qui regroupe tous les animaux lié au Japon se trouve sur une île en face de l'enclos des Tigre blancs. Il contient des sculptures japonaises, des tooris (de grande porte typique du Japon).

## Le chemin de fer de Pairi Daiza

### Pinnawala Express
En 2003, un chemin de fer à voie de 60 centimètres de large est mis en service dans le domaine. À l'origine, son trajet circulaire et de sens antihoraire de 1 700 mètres enserre approximativement les lagunes centrale et orientale sans arrêt intermédiaire. Par la suite, vers 2010, la voie est déplacée vers le sud pour traverser le royaume de Ganesha, ce qui allonge le trajet. Enfin, en 2012, le circuit s'allonge à nouveau vers l'est pour passer derrière l'archipel aux lémuriens et vers le sud pour passer derrière le royaume de Ganesha.
Le train est composé d'une locomotive diesel maquillée en locomotive à vapeur, modèle réduit inspiré de locomotives anglaises comme il en a existé à Ceylan (actuellement Sri Lanka), et de trois voitures à bogies du genre baladeuses.
En 2014, ce réseau circulaire est abandonné et partiellement démonté.

### Pairi Daiza Steam Railway
En 2015, une nouvelle ligne de chemin de fer circulaire à voie de 60 centimètres large et de 2,5 km est mise en service. Son point de départ se situe dans une gare (avec évitement) près du Moulin des Moines, elle suit ensuite la Dendre orientale pour obliquer le long du mur d'enceinte qu'elle franchit pour effectuer un demi cercle hors de l'enceinte au travers des mondes et rentre à nouveau dans l'enceinte pour accéder à la digue séparant les lagunes occidentale et centrale. À ce niveau, la ligne est rejointe par un embranchement donnant accès à l'atelier et à la remise.
Début 2015, le premier train est mis en service et est composé de la locomotive à vapeur polonaise TY no 3297 de 1954 (qui a été complètement restaurée) ainsi que quatre nouvelles voitures à bogies qui sont des répliques de voitures Decauville de 1916. Au mois de juillet, un second train est également mis en service et est composé de la locomotive à vapeur allemande "Brigadelok" no 15 de 1917 et de quatre autres nouvelles voitures à bogies est mis en service.
En 2016, la dénomination "Pairi Daiza Steam Railway" apparaît pour désigner ce chemin de fer. L'atelier ferroviaire fonctionnel de 700 m2, reproduit l'ambiance d'un dépôt des années 1920, il est visitable tout au long de la saison.
Les 14 & 15 septembre 2025 aura lieu un grand "Festival Vapeur" à l'occasion du 10e anniversaire de la création du "Pairi Daiza Steam Railway"
En 2025, le parc compte au total 6 locomotives à vapeur et 4 locotracteurs diesel.
La liste qui suit n'est pas exhaustive et devra être complétée ou actualisée au fil du temps (dernière actualisation en juillet 2025) :

#### Locomotives à vapeur
| Matricule (noms)   | Constructeur et date                               | État actuel                                       | Origine et informations techniques | Photo |
| ------------------ | -------------------------------------------------- | ------------------------------------------------- | --- | ----- |
| PKP TY no 3297     | Fablok (Chrzanow - Pologne), 1954                  | Opérationnelle (depuis novembre 2024).            | - Locomotive de type 030T (locomotive-tender), d'origine polonaise dite "Las" ("Forêt" en polonais). - Histoire : Première locomotive à vapeur acquise par le parc. - 5,9 m, 9,5 t (12 t en ordre de marche), vitesse maximum : 20 km/h (80 cv). - Timbre chaudière : 12 kg/cm2. - Capacité de la soute à charbon : 300 kg. - Capacité de la soute à eau : 1 100 L (1,1 m3). |       |
| PKP TY no 3471     | Fablok (Chrzanow - Pologne), 1957                  | Opérationnelle (depuis 2019).                     | - Locomotive de type 030T (locomotive-tender), d'origine polonaise dite "Las" ("Forêt" en polonais). - Histoire : Elle a été utilisée dans la mine de charbon de Radzionkow puis en 1978 dans la mine du Wawel. Elle termine sa carrière active dans un poste de chaudronnerie dans une usine laitière. Vendue la fin des années 1980 à un passionné à qui la ensuite revendue à la « Berliner Parkeisenbahn » à Berlin (Allemagne). Elle retourne ensuite brièvement à Białośliwie (Pologne). Le parc a pu l'acquérir en 2017. Elle est opérationnelle depuis fin 2019. - 5,9 m, 9,5 t (12 t en ordre de marche), vitesse maximum : 20 km/h (80 cv). - Timbre chaudière : 12 kg/cm2. - Capacité de la soute à charbon : 300 kg. - Capacité de la soute à eau : 1 100 L (1,1 m3). |       |
| PKP TY no 2843     | Fablok (Chrzanow - Pologne), 1952                  | Hors service (en cours de restauration complète). | - Locomotive de type 030T (locomotive-tender), d'origine polonaise dite "Las" ("Forêt" en polonais). - 5,9 m, 9,5 t (12 t en ordre de marche), vitesse maximum : 20 km/h (80 cv). - Timbre chaudière : 12 kg/cm2. - Capacité de la soute à charbon : 300 kg. - Capacité de la soute à eau : 1 100 L (1,1 m3). |       |
| "Aquila" no 9      | Henschel (Allemagne), 1917                         | Opérationnelle (depuis 2017).                     | - Locomotive de type 030T (locomotive-tender), d'origine allemande. - Numéro constructeur : no 15.862. - Histoire : Elle a été commandée en 1916 par l'empire Austro-Hongrois et a servi dans les Balkans avant d’être transformée en 020T en Italie à la fin de la Première Guerre mondiale. Elle fut ensuite utilisée en Italie par l’aciérie Fucino à Avezzano et baptisée « Aquila 9 ». Elle est ensuite érigée en monument (pot de fleurs) dans la région du Tyrol. Au début des années 2000, « Aquila » rejoint le Rail Rebecq Rognon (Belgique). Elle est restaurée et effectue quelques sorties sur ce réseau. C’est en 2012, qu’elle est acquise par le parc où elle est exposée quelque temps en monument (pot de fleurs). En 2014, une restauration complète est effectuée (principalement en Angleterre dans les ateliers spécialisés du "North Norfolk Railway" et dans ceux plus connus de la firme Alan Keef). Durant ces importants travaux de remise en état de marche, elle retrouve son 3e essieu (celui-ci a été reconstruit à neuf). Elle est revenue au parc en 2016. Opérationnelle depuis 2017. - 0 m, 10,5 t, vitesse maximum : 00 km/h (65 cv). - Timbre chaudière : 00 kg/cm2. - Capacité de la soute à charbon : 000 kg. - Capacité de la soute à eau : 0 000 L (0,0 m3). |       |
| "Brigadelok" no 15 | Henschel (Allemagne), 1917                         | Opérationnelle (depuis 2015).                     | - Locomotive de type 040T (locomotive-tender), d'origine allemande. - Numéro constructeur : no 14.968. - Histoire : En 1920, elle fut envoyée au Mozambique à l'usine de canne à sucre "Sena Sugar Estale" (à Laubo), elle reçut le numéro 7. Puis elle a été utilisée dans la plantation sucrière de Marromeu (sous le numéro 15) jusqu'à ce que la guerre civile éclate en 1974. En 1998, un passionné de chemin de fer anglais la rachète et l'expédie en Angleterre. Après une restauration complète qui aura duré 11 longues années, elle est présentée lors d'un gala à l'occasion du 50e anniversaire du "Toddington Narrow Gauge Railway" en 2012. Elle est opérationnelle depuis 2015. - 0 m, 12 t, vitesse maximum : 25 km/h (60 cv). - Timbre chaudière : 00 kg/cm2. - Capacité de la soute à charbon : 000 kg. - Capacité de la soute à eau : 0 000 L (0,0 m3). |       |
| "Olleros" no 3     | Société Métallurgique de Couillet (Belgique), 1900 | Hors service (en cours de restauration complète). | - Locomotive de type 030T (locomotive-tender), d'origine belge. - Numéro constructeur : no 1318. - Histoire : Elle fut utilisée pour transporter des wagons de marchandises sur une ligne industrielle d'environ 6 km (en Espagne) reliant les mines de Las Quemadas, Sotillos et Herreña à Olleros de Sabero et à l'usine de traitement de Vegamedianna où se trouvait le tirage-lavoir et la cokerie. En 1969, l'exploitation de cette petite ligne est arrêtée, heureusement Peter Rampton (un Anglais, collectionneur et passionné par le chemin de fer) l'a récupérée et l'expédie en Angleterre. Elle fut confiée au chemin de fer touristique "Vale of Rheidol Railway" (Pays de Galles) après le décès de son propriétaire en 2019. Le parc a réussi à faire revenir cette locomotive dans son pays d'origine en 2022. - 0 m, 9,5 t, vitesse maximum : 00 km/h (00 cv). - Timbre chaudière : 00 kg/cm2. - Capacité de la soute à charbon : 000 kg. - Capacité de la soute à eau : 0 000 L (0,0 m3). |       |

#### Locotracteurs diesel
| Matricule (noms)     | Constructeur et date             | État actuel  | Origine et informations techniques | Photo |
| -------------------- | -------------------------------- | ------------ | --- | ----- |
| DIEMA DS no 14       | DIEMA (Allemagne), 1962          | Opérationnel | - Histoire : Il a été utilisé pour tracter des convois d'argile de la briqueterie de Ghlin à proximité de Mons (belgique). Racheté oar un amateur belge de chemins de fer (Jean-Marie Carels), c'est chez lui que le "Pairi Daiza Steam Railway" le récupéra et fut restaurée. Il est régulièrement utilisé pour les manœuvres. - 0,0 m, 2,8 t, vitesse maximum : 00 km/h (23 cv). - Capacité du réservoir à gazole : 000 L (0,0 m3). |       |
| DIEMA DS no 40       | DIEMA (Allemagne), 1966          | Opérationnel | - Histoire : Il a été utilisé pour tracter des convois d'argile de la briqueterie Landhofen (allemagne) puis à la briqueterie Zonnebeke (belgique). Sauvé dans un premier temps par le Stoomtrein Maldegem-Eeklo, il est récupéré par le "Pairi Daiza Steam Railway" et complètement restaurée en 2014. Il est régulièrement utilisé pour les manœuvres. - 0,0 m, 6,5 t, vitesse maximum : 00 km/h (45 cv). - Capacité du réservoir à gazole : 000 L (0,0 m3). |       |
| JENBACHER WERKE PONY | Jenbacher Werke (Autriche), 1951 | Opérationnel | - Histoire : Destiné à être ferraillée, il a été sauvé et restauré par un amateur belge de chemins de fer (Jean-Marie Carels), c'est chez lui que le "Pairi Daiza Steam Railway" le récupéra. Il est ponctuellement utilisé pour les manœuvres. - 0,0 m, 1,2 t, vitesse maximum : 00 km/h (8 cv). - Capacité du réservoir à gazole : 000 L (0,0 m3). |       |
| FAUR LH no 18        | FAUR (Roumanie), 1984            | Opérationnel | - Histoire : Conçu à l'origine pour les voies à écartement métrique (1 m), il était utilisé dans une usine de l'ex Allemagne de l'Est. Il à ensuite été vendu à un autre chemins de fer allemands, le "Brohltalbahn". Par la suite, il a été remotorisé et converti à l'écartement de 60 cm pour être vendu au petit train de l'île d'Oléron. C'est là que qu'il fut récupéré par le "Pairi Daiza Steam Railway" et subit une grande révision en 2016. Il assure la réserve pour la traction des trains. - 0,0 m, 16,5 t, vitesse maximum : 00 km/h (180 cv). - Capacité du réservoir à gazole : 000 L (0,0 m3). |       |

### Rames à crémaillère
Dans le courant du mois de juillet 2016, le parc a acquis pour un frs symbolique par véhicule, trois automotrices construites en 1954, un fourgon K et un wagon plat ayant circulé en Suisse sur la ligne Aigle-Ollon-Monthey-Champéry (AOMC) des Transports publics du Chablais (TPC). La motrice 514 et les deux wagons sont exposés depuis 2017, à l'extérieur, sur un coupon de voie métrique près de l'atelier du "Pairi Daiza Steam Railway".
Les deux automotrices sont en attente d'une rénovation dans leur dernière livrée de service en Suisse et la troisième en ancienne livrée, gris en haut et rouge en bas avec le sigle AOMC. Ces automotrices devraient circuler sur une ligne à voie métrique de deux kilomètres (encore à construire) entre la gare SNCB de Brugelette et le parc. Il est également prévu de construire dans le parc un décor de paysage alpin, avec une réplique grandeur nature de l’ancienne gare de Champéry.

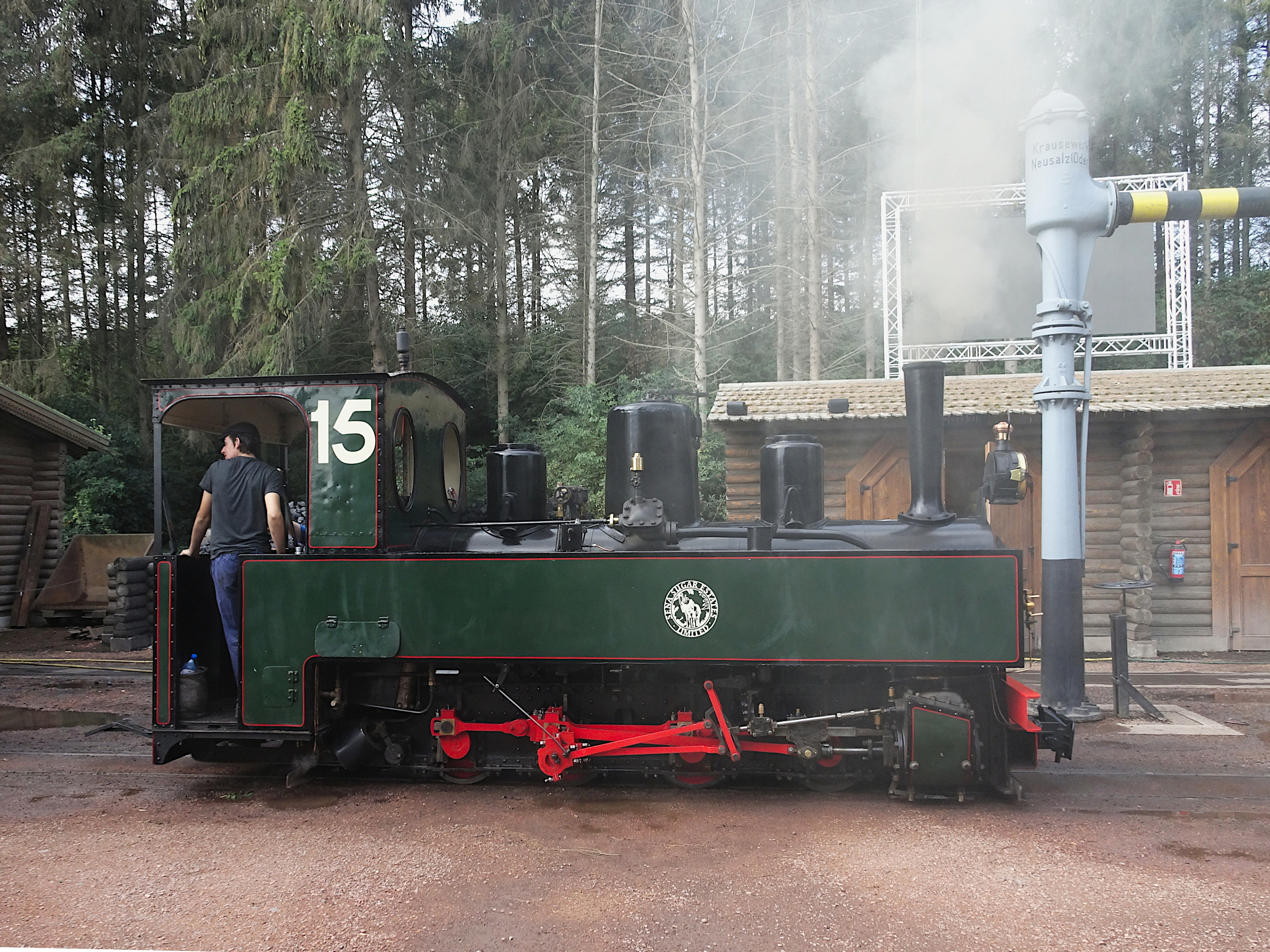
La locomotive à vapeur (040T) "Brigadelok" no 14968 (1917) lors de sa mise en service en 2015, sortant de l'atelier du train.

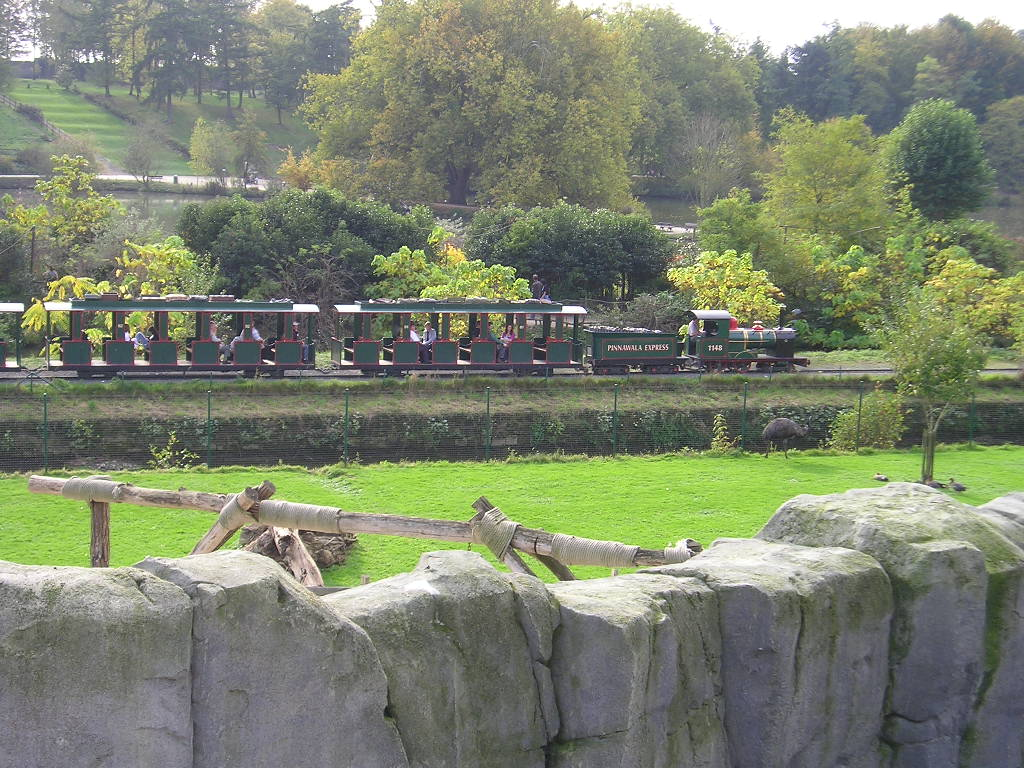
Le Pinnawala Express en 2005.
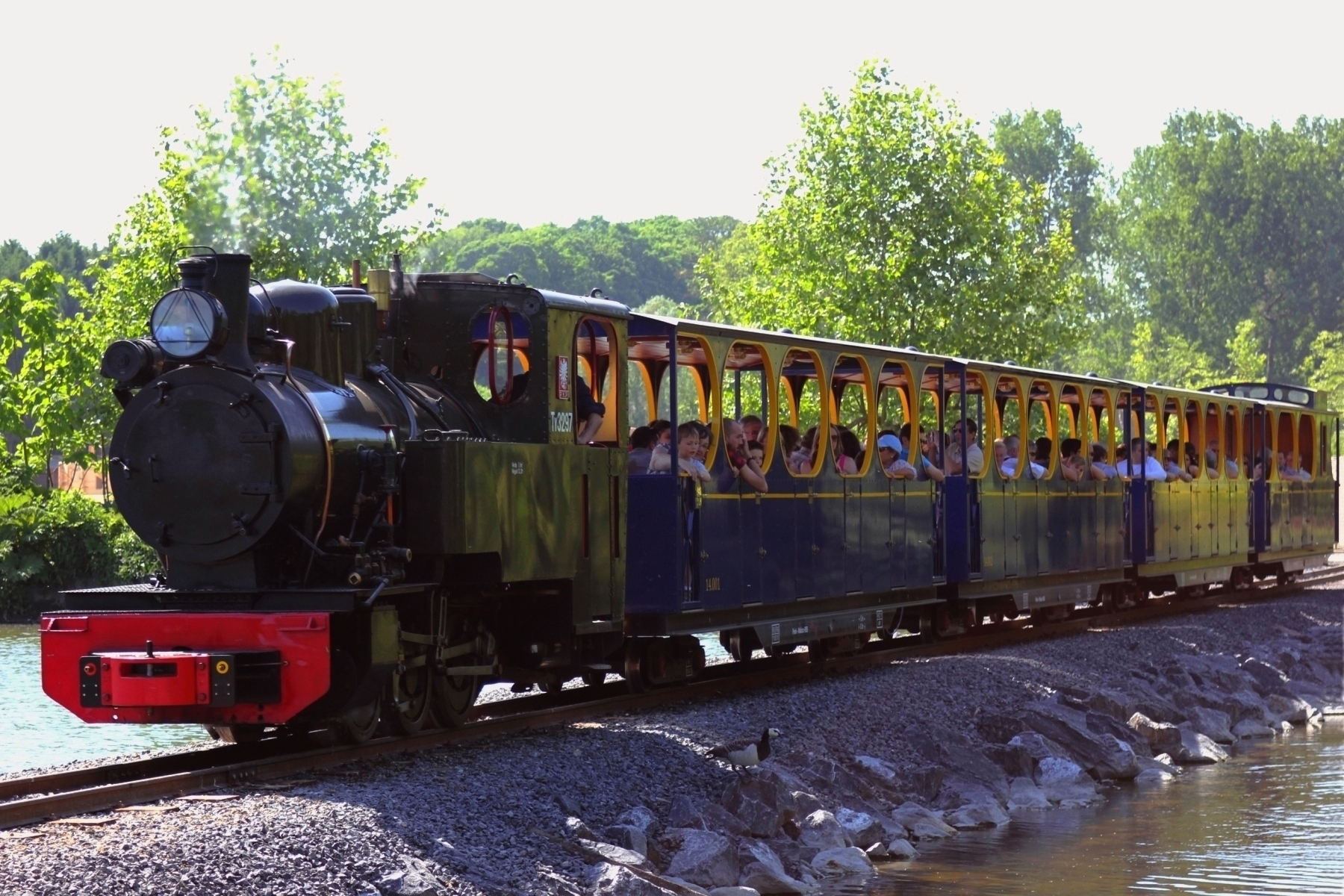
Le train à vapeur à Pairi Daiza lors de la mise en service en 2015.
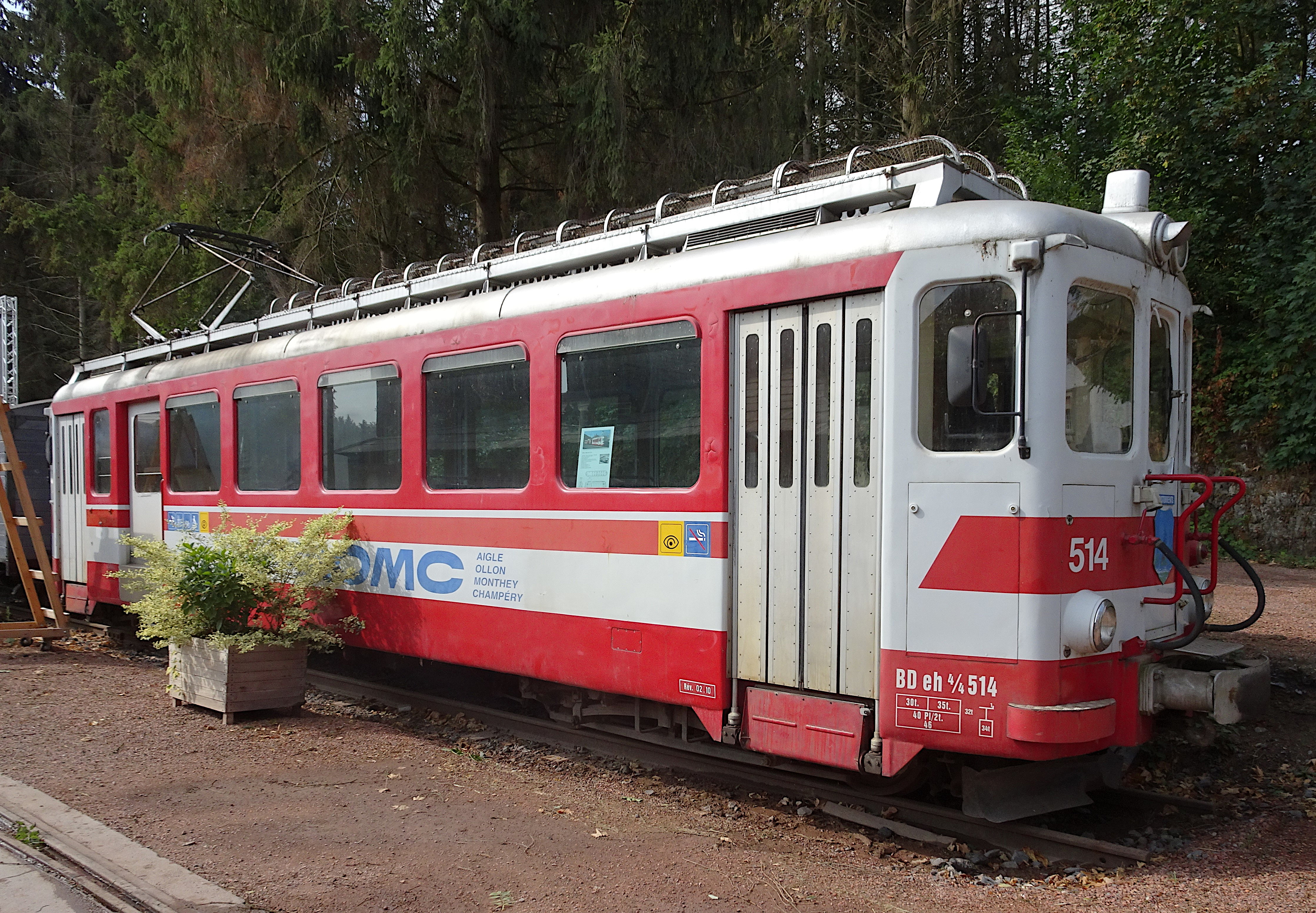
L'automotrice AOMC 514 exposée dans le parc en 2017.

## Conservation

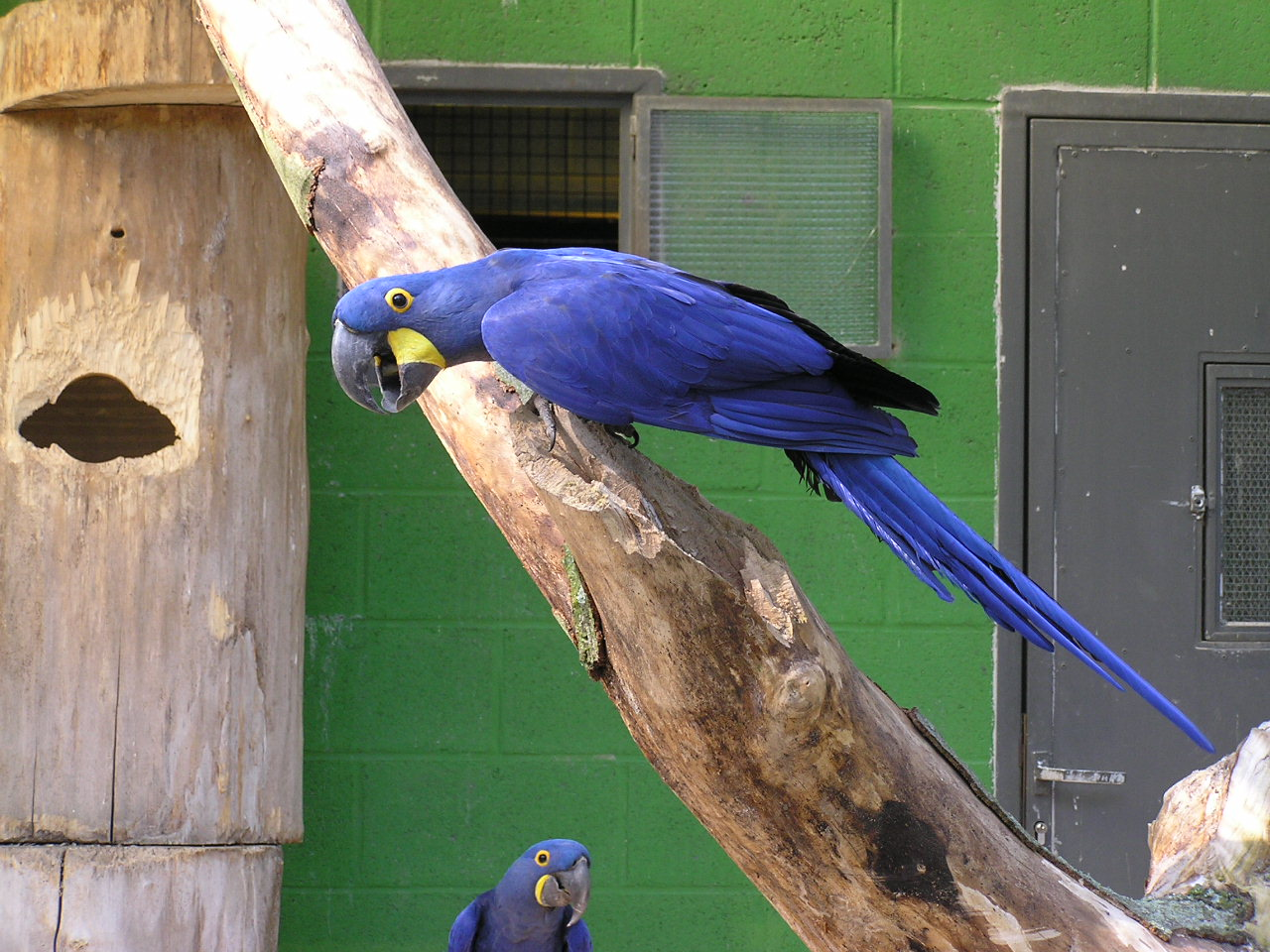
Aras hyacinthe du parc, en 2005.

Le zoo est coordinateur du programme européen pour les espèces menacées (EEP) dédié au ara de Spix (espèce classée vulnérable par l'UICN).
Dans la continuation de sa politique de conservation des espèces et de sa politique commerciale, les visiteurs ont la possibilité de parrainer des animaux.

## Fonctionnement économique
Au 11 septembre 2015, le parc est détenu à 69 % par Wildo Properties SA, la société d'Éric Domb, fondateur du parc, et à 2,42 % par Alychlo, société du milliardaire Marc Coucke. Le reste des actions est coté à la Bourse de Bruxelles. À cette date, Éric Domb et Marc Coucke annoncent leur intention de lancer une offre publique d'achat afin de détenir à eux deux l'ensemble des actions,. Le fondateur du parc souhaite, en effet, sortir d'une logique financière. Il déclare au Soir : « La personne qui achète en Bourse recherche des dividendes réguliers ou veut réaliser une plus-value. Or développer des activités culturelles, ou une Fondation, comme nous le faisons, ce n'est pas toujours rentable. Donc le marché n'aime pas ça. D'où ma volonté de sortir de la Bourse. »
Depuis 2015, le site est qualifié trois étoiles au Guide vert Michelin,,. Il est la deuxième attraction de Belgique à posséder trois étoiles après le Domaine des grottes de Han[réf. nécessaire]. De plus, il est un des huit zoos « 3 étoiles » au guide vert Michelin dans le monde, avec ceux de Beauval (France), Berlin (Allemagne), Lycksele (Suède), Omaha (États-Unis), La Palmyre (France), Singapour (Singapour) et Toronto (Canada)[réf. nécessaire].

## Polémiques
Le parc a attiré plusieurs polémiques concernant ses objectifs et son fonctionnement. Plusieurs associations de défense des animaux ont par exemple critiqué l'arrivée d'ours polaires dans le parc. La critique portant aussi bien sur le bien-être de ces animaux manifestant des comportements stéréotypés et présentant divers troubles du comportement en captivité, que sur le manque d'adaptation des ours au climat belge et à l'infrastructure peu écologique nécessaire pour les accueillir.

## Énergie verte

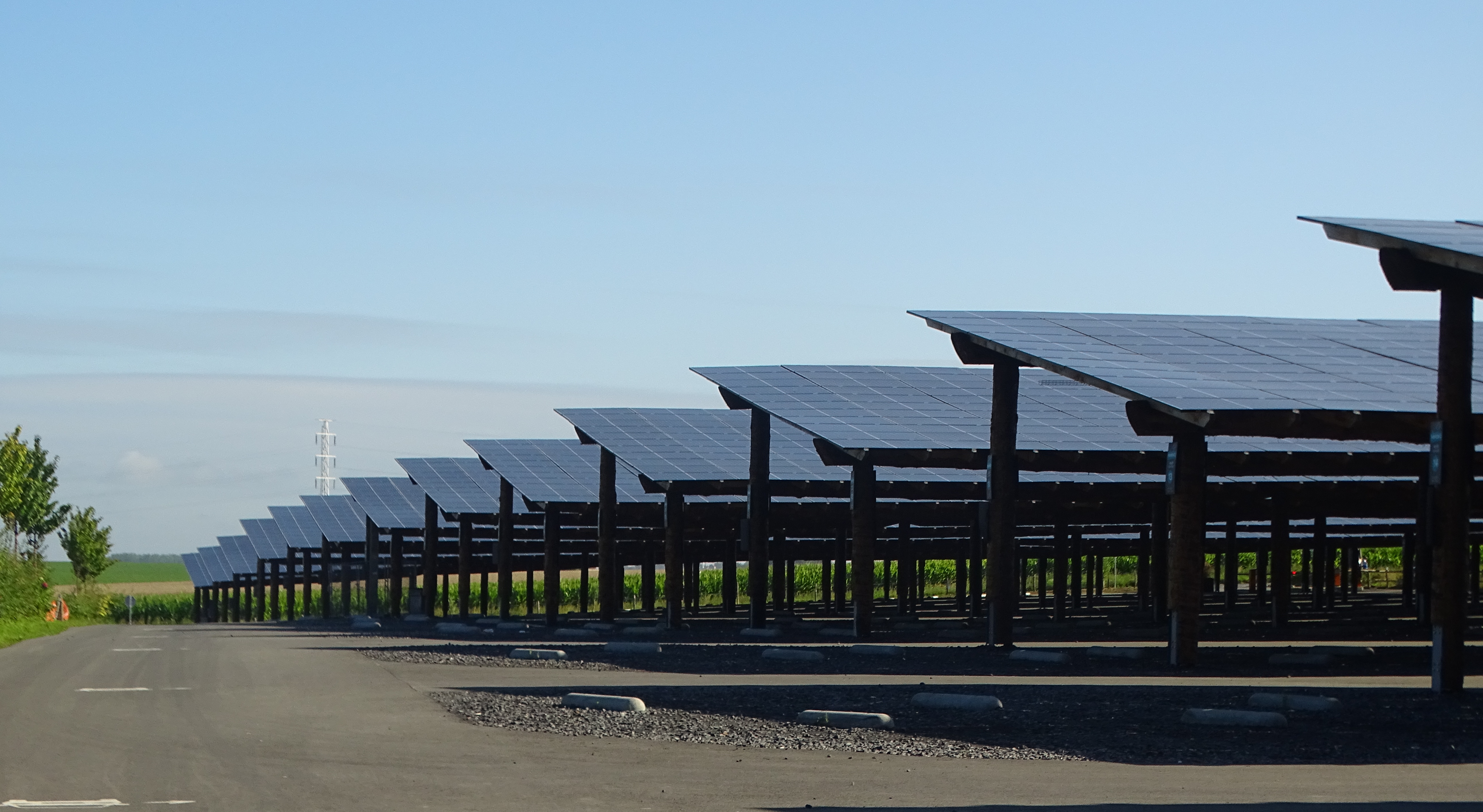
Le parking en août 2021.

Soucieuse des enjeux liés au réchauffement climatique, la direction du parc a annoncé en août 2019 la construction du « plus grand parking photovoltaïque du monde ». Les travaux ont commencé en juillet 2019 et les 62 750 panneaux photovoltaïques, couvrant une superficie de 10,4 ha, devraient être mis en service aux alentours du printemps 2020. À terme, huit cents bornes de chargement pour les véhicules électrique seront installées sur le parking, dont quatre-vingts bornes dès la mise en service,.
Cette nouvelle infrastructure permettra au parc de couvrir plus de la totalité de sa propre consommation électrique. L'installation devrait produire plus de 20 000 MWh par an.
Dans son dossier de presse 2025, le parc annonce que "93 786 panneaux solaires produisent 34 728 MWh d’énergie verte par an, soit l’équivalent de la consommation moyenne de 10 000 ménages". Pairi Daiza est ainsi autosuffisant ; le surplus d’énergie verte produit étant réinjecté dans le réseau.

## Télévision
Depuis 2015, Expédition Pairi Daiza est une émission animalière belge de la RTL-TVI de douze épisodes sur la vie des soigneurs au zoo. Plusieurs saisons ont déjà été diffusées. Cette série est diffusée en France sur NT1 sous le titre Ma vie au zoo.

## Accès
Pairi-daiza est accessible en train depuis la gare de Cambron-Casteau (SNCB) située à 900 m de l'entrée du domaine. Un parcours balisé permet aux piétons d'accéder au domaine depuis la gare.